# Metz
Pour les articles homonymes, voir Metz (homonymie).
Metz [mɛs]  est une commune française située dans le département de la Moselle. Préfecture de département, elle fait partie, depuis le 1er janvier 2016, de la région Grand Est, dont elle accueille les assemblées plénières. Metz et ses alentours, qui faisaient partie des Trois-Évêchés de 1552 à 1790, se trouvaient enclavés entre le duché de Luxembourg (jusqu'en 1659), la Lorraine ducale et le duché de Bar jusqu'en 1766. Par ailleurs, la ville a été de 1974 à 2015 le chef-lieu de la région de Lorraine.
Ville connue depuis l'antiquité pré-romaine, l'oppidum celte des Médiomatriques, connu sous le nom latin de Divodurum Mediomatricorum, puis comme Mettis, devient au sixième siècle de notre ère la capitale du royaume franc d'Austrasie. Ville commerçante de l'Empire carolingien, Metz est le siège d'un puissant évêché, et une cité commerçante et bancaire d'importance du Saint-Empire romain germanique. Convoitée par ses voisins (et débiteurs) puis par le royaume de France, Metz devient un protectorat et une place forte française au XVIe siècle, avant d'être annexée par l’Empire allemand à la fin du XIXe siècle (Alsace-Moselle). De nouveau française après la Première Guerre mondiale, elle sera annexée de fait par le Troisième Reich de 1940 à 1944.
La ville présente une importante diversité architecturale, de l’antiquité au XXe siècle, riche d’un fort héritage médiéval et classique, d'influence française et germanique, notamment dans le quartier impérial, aménagé lors de l'annexion de l'Alsace-Lorraine, représentatif de l'architecture wilhelmienne. L'église Saint-Pierre-aux-Nonnains, dans le centre-ville, est une des plus vieilles églises du monde.
Au dernier recensement de 2022, Metz comptait 121 695 habitants, ce qui en fait la commune la plus peuplée de Lorraine, la troisième du Grand Est, après Strasbourg et Reims et la 31e plus peuplée de France  . Son agglomération compte 292 263 habitants et son aire métropolitaine, 376 619 habitants en 2020, faisant d’elle, après celle de Nancy, la deuxième aire métropolitaine de Lorraine et la troisième du Grand Est après celles de Strasbourg et Nancy. Ses habitants sont appelés les Messins.
S’affirmant comme cité de la communication et des technologies de l'information et de la communication avec son Technopôle et son label « Ville Internet » de 2000 à 2015, l’antique cité marchande et militaire s’est voulue « ville jardin » égrenant son paysage urbain et architectural au fil de l’eau et des parcs, à travers une politique pionnière en France en matière d’écologie urbaine,,.
En 2010, l'ouverture du centre Pompidou-Metz symbolise la modernisation de la ville et de son image, amorcée au début des années 2000. Ainsi, Metz cherche à s'ériger comme plateforme pour l'art moderne et contemporain par des nouvelles politiques culturelles urbaines. La ville sollicite également un classement à l'Unesco pour son patrimoine ancien représenté par la cathédrale Saint-Étienne, l'une des plus importantes cathédrales gothiques de France, et son quartier impérial.

## Géographie

### Situation géographique
Metz occupe une position unique au croisement des grands axes européens de circulation :
- l’axe nord-sud Bruxelles-Luxembourg-Metz-Nancy-Dijon-Lyon, qui relie directement la mer du Nord à la Méditerranée, traversant la Lorraine en longeant le Sillon mosellan, et
- l’axe est-ouest Paris-Reims-Metz-Sarrebruck-Francfort-sur-le-Main, qui rapproche Metz de Paris et des grandes métropoles allemandes.

Ainsi les villes les plus importantes qui entourent Metz sont Luxembourg à 55 km au nord, Nancy à 53 km au sud et Sarrebruck à 60 km à l’est. La ville est située à peu près à mi-chemin entre Strasbourg à 130 km et Reims à 155 km. Francfort-sur-le-Main et Maastricht se trouvent à 230 km, Paris à 320 km.

### Communes limitrophes
Les communes limitrophes sont Pouilly, Ars-Laquenexy, Le Ban-Saint-Martin, Coincy, Longeville-lès-Metz, Lorry-lès-Metz, Marly, La Maxe, Montigny-lès-Metz, Peltre, Plappeville, Saint-Julien-lès-Metz, Vantoux et Woippy.
| Lorry-lès-Metz Plappeville              | Woippy La Maxe | Saint-Julien-lès-Metz |
| Le Ban-Saint-Martin Longeville-lès-Metz | Metz           | Vantoux Coincy        |
| Montigny-lès-Metz Marly                 | Pouilly        | Ars-Laquenexy Peltre  |

Depuis 2014, hormis la commune de Coincy, toutes les communes limitrophes sont membres de Metz Métropole. La plupart font également partie de l’ancienne aire urbaine de Metz.

### Topographie
Metz est dominée par le mont Saint-Quentin qui culmine à 358 mètres à l’ouest de l’agglomération hors du territoire de la commune.
La partie ouest de la ville se situe dans les vallées de la Moselle et de la Seille, marquées par quelques buttes en centre-ville et au Sablon. Les quartiers à l’est de la ville sont situés en hauteur sur les contreforts du Plateau lorrain.

### Géologie et relief
Située à l’est du bassin parisien, Metz est implantée au pied de la cuesta « les côtes de Moselle », auxquelles appartient le mont Saint-Quentin. Celle-ci est constituée d’une couche calcaire du Bajocien à son sommet, avec en dessous des marnes du Toarcien. La vallée de la Moselle en elle-même draine des sédiments constitutifs des îles.
La commune se compose de la commune se compose de 3 095,98 ha de territoires artificialisés (74,05 %).877.48 ha de territoires agricoles (20,99 %).137.25 ha de forêts et milieux semi-naturels (3,28 %) et 69,93 ha de surfaces en eau (1,67 %). hectares de territoires artificialisés (5,73 %), 484,85 hectares de territoires agricoles (68,58 %) et 181,78 hectares de forêts et milieux semi-naturels (25,71 %).
Espaces naturels :
- Trois espaces protégés hors Natura 2000 :

Site des Thermes à Metz,
Orme du Parc de l’Évêché de Metz,
Partie Sud-Ouest de L'Île du Saulcy à Metz.
- Deux zones naturelles d'intérêt écologique, faunistique et floristique (Znieff) :

Coteaux calcaires du Rupt-de-Mad au Pays Messin?
Forts Messins : St-Julien, Belle Croix, Queuleu, Groupement fortifié de la Marne.
- 39 Sites bioarchéologiques.

Hydrogéologie et climatologie : Système d’information pour la gestion des eaux souterraines du bassin Rhin-Meuse :
Territoire communal : Occupation du sol (Corinne Land Cover); Cours d'eau (BD Carthage),
Géologie : Carte géologique; Coupes géologiques et techniques,
 Hydrogéologie : Masses d'eau souterraine; BD Lisa; Cartes piézométriques.

### Sismicité
Commune située dans une zone 1 de sismicité très faible.

### Hydrographie et les eaux souterraines
La commune est située dans le bassin versant du Rhin au sein du bassin Rhin-Meuse. Elle est drainée par le bras mort aval de la Moselle, la Moselle, la Moselle canalisée, la Seille, le ruisseau de Saulny, le ruisseau de Vallieres, le ruisseau Saint-Pierre, le canal de Jouy, le bras de la Pucelle, le bras des Thermes, le bras St Symphorien, le ruisseau de Cheneau et le ruisseau le Bouillon.
Metz se situe dans la vallée de la Moselle, plus précisément à la confluence de la Moselle venant du sud-ouest et de la Seille qui irrigue la porte des Allemands à l’est, en provenance du Saulnois. La ville, installée sur les petites collines de Sainte-Croix et de la Citadelle, a rallié trois îles habitées dont les bras de la Moselle dessinent les contours : le Petit Saulcy, le Grand Saulcy et Chambière. Ces îles sont reliées entre elles par de nombreux ponts dont certains datent du Moyen Âge (cf. § Ponts) : le Moyen Pont, le pont des Morts, le pont des Roches, le pont Saint-Marcel, le pont de la Préfecture, le pont Moreau, le pont Saint-Georges et le pont des Grilles. Les rives de la Moselle font partie intégrante de la ville historique dotée de nombreux quais.
Au sein de la ville coulent également plusieurs ruisseaux tels celui de Vallières, le ruisseau Saint-Pierre, à Magny, ou encore le ruisseau de la Cheneau, souterrain sur plus du tiers de sa longueur, reliant le lac Ariane, de la Grange-aux-Bois à la Seille au niveau de Plantières.
La Moselle, d’une longueur totale de 560 kilomètres, dont 315 kilomètres en France, prend sa source dans le massif des Vosges au col de Bussang et se jette dans le Rhin à Coblence en Allemagne. Le bras mort aval de la Moselle, d'une longueur totale de 5,1 km, prend sa source dans la commune et se jette dans la Moselle canalisée sur la commune, après avoir traversé trois communes.
La Moselle canalisée, d'une longueur totale de 135,2 km, prend sa source dans la commune de Pont-Saint-Vincent et se jette dans la Moselle à Kœnigsmacker, après avoir traversé 61 communes.
La Seille, d'une longueur totale de 137,7 km, prend sa source dans la commune de Maizières-lès-Vic et se jette dans la Moselle sur la commune en limite avec Saint-Julien-lès-Metz, après avoir traversé 57 communes.
Le ruisseau de Saulny, d'une longueur totale de 11 km, prend sa source dans la commune de Saulny et se jette dans la Moselle en limite de Metz et de La Maxe, face à Saint-Julien-lès-Metz, après avoir traversé six communes.
Le ruisseau de Vallières, d'une longueur totale de 14 km, prend sa source dans la commune de Glatigny et se jette dans un bras mort de la Moselle à Saint-Julien-lès-Metz en limite avec Metz, après avoir traversé neuf communes.
Le ruisseau Saint-Pierre, d'une longueur totale de 12,7 km, prend sa source dans la commune de Orny et se jette dans la Seille sur la commune, après avoir traversé quatre communes.

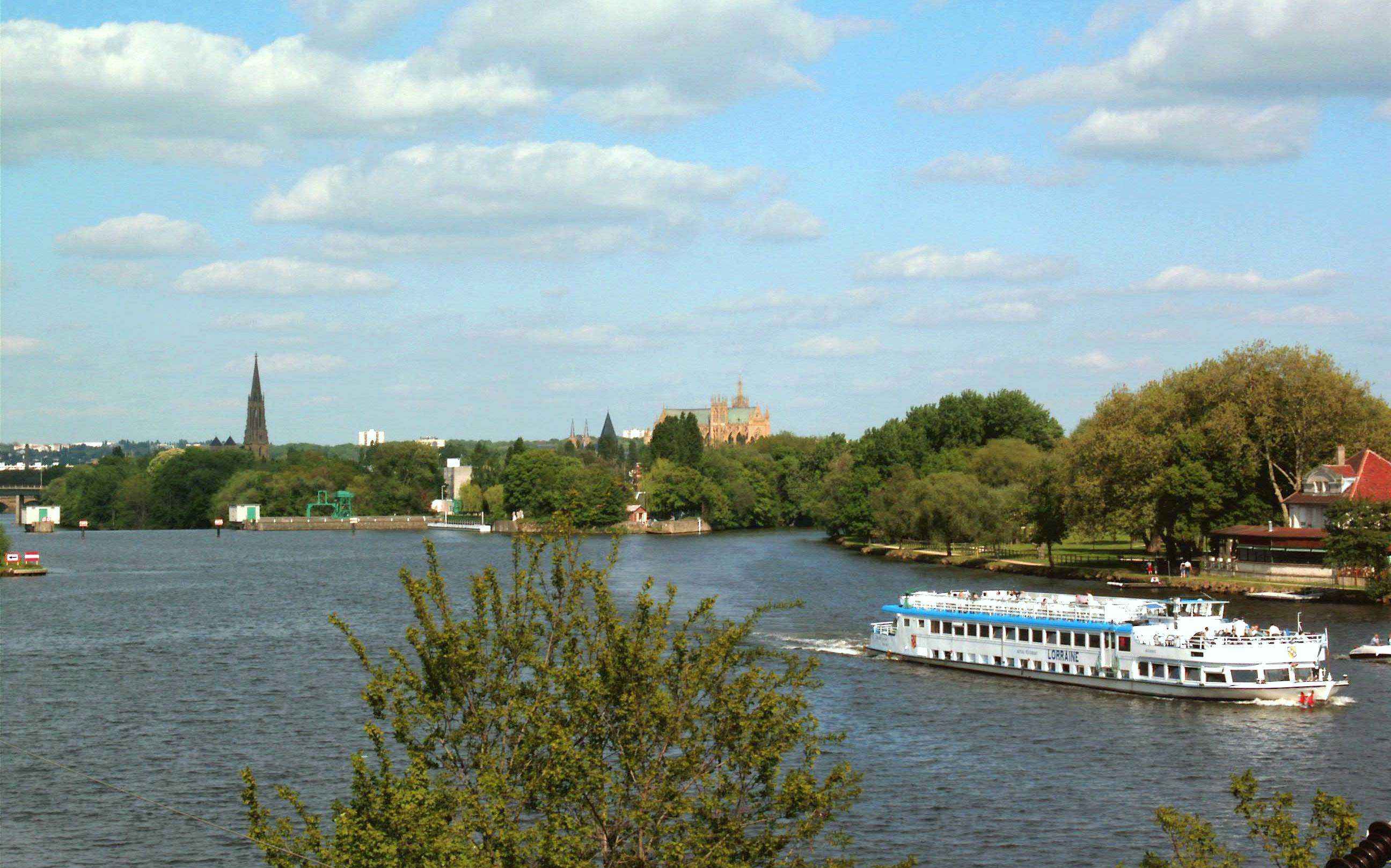
La Moselle se divise à Metz en plusieurs bras. Ici, vue depuis le pont de Verdun, l’île du Saulcy au fond, et l’île Saint-Symphorien à droite (commune de Longeville-lès-Metz).
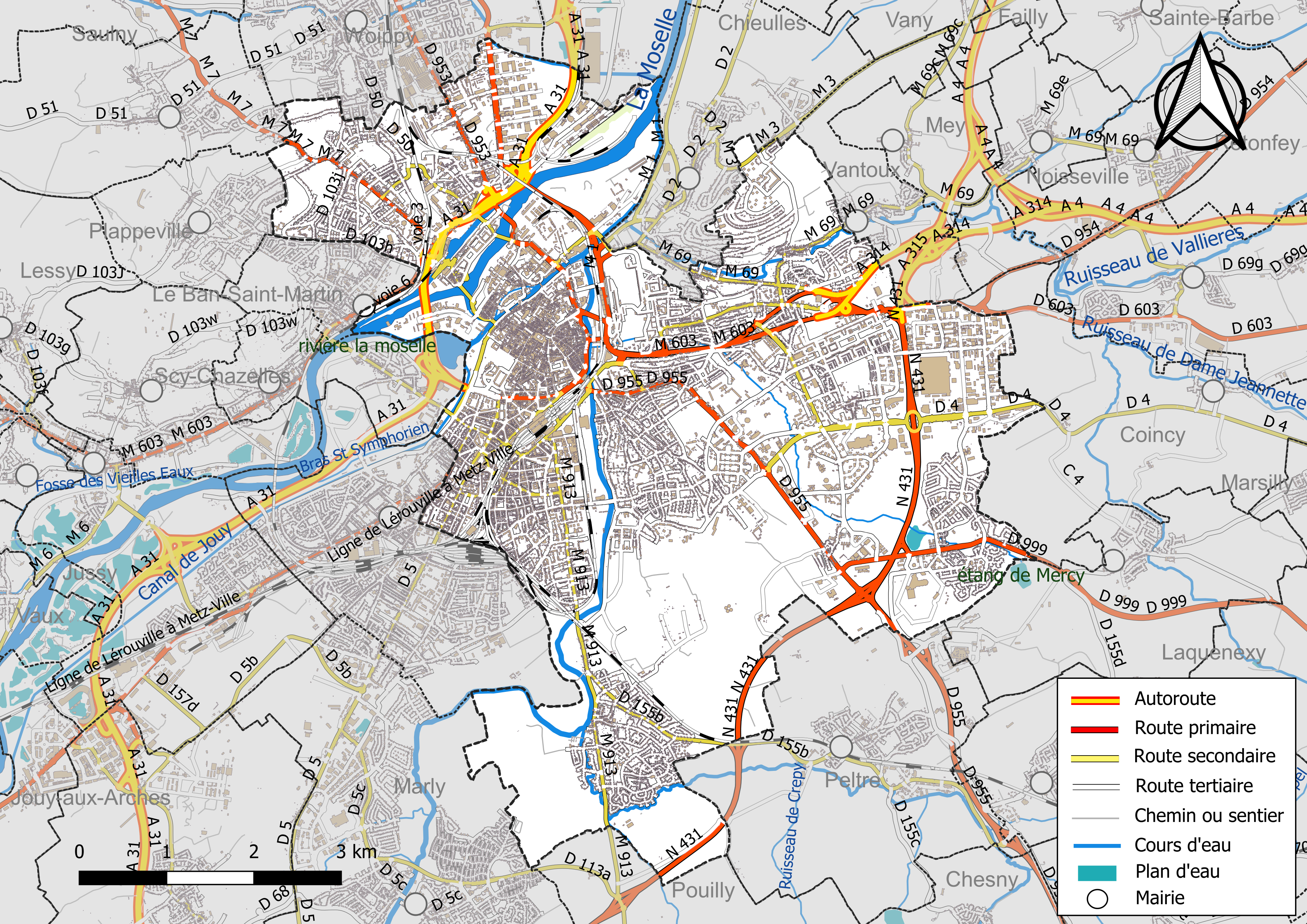
Réseaux hydrographique et routier de Metz.

La qualité des eaux des principaux cours d’eau de la commune, notamment du bras mort aval de la Moselle, de la Moselle, de la Moselle canalisée, de la Seille, du ruisseau de Saulny, du ruisseau de Vallières et du ruisseau Saint-Pierre, peut être consultée sur un site dédié géré par les agences de l’eau et l’Agence française pour la biodiversité. Ainsi en 2020, dernière année d'évaluation disponible en 2022, l'état écologique de la Seille était jugé moyen (jaune).

### Climat
Pour des articles plus généraux, voir Climat du Grand Est et Climat de la Moselle.
En 2010, le climat de la commune est de type climat océanique dégradé des plaines du Centre et du Nord, selon une étude du Centre national de la recherche scientifique s'appuyant sur une série de données couvrant la période 1971-2000. En 2020, Météo-France publie une typologie des climats de la France métropolitaine dans laquelle la commune est exposée à un climat semi-continental et est dans la région climatique Lorraine, plateau de Langres, Morvan, caractérisée par un hiver rude (1,5 °C), des vents modérés et des brouillards fréquents en automne et hiver.
Pour la période 1971-2000, la température annuelle moyenne est de 9,8 °C, avec une amplitude thermique annuelle de 16,8 °C. Le cumul annuel moyen de précipitations est de 743 mm, avec 11,7 jours de précipitations en janvier et 9,3 jours en juillet. Pour la période 1991-2020, la température moyenne annuelle observée sur la station météorologique de Météo-France la plus proche, « Metz-Frescaty », sur la commune d'Augny à 8 km à vol d'oiseau, est de 11,1 °C et le cumul annuel moyen de précipitations est de 713,5 mm. 
La température maximale relevée sur cette station est de 39,7 °C, atteinte le 25 juillet 2019 ; la température minimale est de −23,2 °C, atteinte le 17 février 1956,,.
| Mois                                  | jan.             | fév.             | mars           | avril           | mai             | juin            | jui.           | août           | sep.            | oct.          | nov.             | déc.            | année      |
| ------------------------------------- | ---------------- | ---------------- | -------------- | --------------- | --------------- | --------------- | -------------- | -------------- | --------------- | ------------- | ---------------- | --------------- | ---------- |
| Température minimale moyenne (°C)     | 0                | 0,1              | 2,4            | 4,9             | 9               | 12,3            | 14,4           | 14             | 10,4            | 7,2           | 3,6              | 1               | 6,6        |
| Température moyenne (°C)              | 2,7              | 3,6              | 7              | 10,5            | 14,5            | 17,9            | 20,1           | 19,7           | 15,7            | 11,3          | 6,5              | 3,5             | 11,1       |
| Température maximale moyenne (°C)     | 5,4              | 7,1              | 11,6           | 16              | 20              | 23,6            | 25,8           | 25,5           | 20,9            | 15,4          | 9,4              | 6               | 15,6       |
| Record de froid (°C) date du record   | −20,1 02.01.1971 | −23,2 17.02.1956 | −15,3 01.03.05 | −5,1 13.04.1986 | −2,5 13.05.1941 | 1,9 02.06.1975  | 4,3 22.07.1980 | 3,9 31.08.1956 | −1,1 29.09.1972 | −6,2 29.10.12 | −11,7 23.11.1998 | −17 03.12.1973  | −23,2 1956 |
| Record de chaleur (°C) date du record | 16,1 05.01.1999  | 20,8 29.02.1960  | 25,1 31.03.21  | 29,6 18.04.1949 | 33,2 28.05.17   | 37,7 27.06.1947 | 39,7 25.07.19  | 39,5 08.08.03  | 34,3 15.09.20   | 28 13.10.23   | 23,3 02.11.20    | 18,1 04.12.1953 | 39,7 2019  |
| Précipitations (mm)                   | 61,9             | 56               | 51,1           | 45,1            | 56,9            | 56,1            | 59,8           | 59,3           | 61,5            | 64,8          | 64,5             | 76,5            | 713,5      |

| Diagramme climatique                                  |          |             |           |         |              |              |            |              |             |            |        |
| J                                                     | F        | M           | A         | M       | J            | J            | A          | S            | O           | N          | D      |
| 5,4061,9                                              | 7,10,156 | 11,62,451,1 | 164,945,1 | 20956,9 | 23,612,356,1 | 25,814,459,8 | 25,51459,3 | 20,910,461,5 | 15,47,264,8 | 9,43,664,5 | 6176,5 |
| Moyennes : • Temp. maxi et mini °C • Précipitation mm |          |             |           |         |              |              |            |              |             |            |        |

Les paramètres climatiques de la commune ont été estimés pour le milieu du siècle (2041-2070) selon différents scénarios d'émission de gaz à effet de serre à partir des nouvelles projections climatiques de référence DRIAS-2020. Ils sont consultables sur un site dédié publié par Météo-France en novembre 2022.

## Urbanisme

### Typologie
Au 1er janvier 2024, Metz est catégorisée grand centre urbain, selon la nouvelle grille communale de densité à sept niveaux définie par l'Insee en 2022.
Elle appartient à l'unité urbaine de Metz, une agglomération intra-départementale regroupant 42  communes, dont elle est ville-centre,,. Par ailleurs la commune fait partie de l'aire d'attraction de Metz, dont elle est la commune-centre,. Cette aire, qui regroupe 245 communes, est catégorisée dans les aires de 200 000 à moins de 700 000 habitants,.

### Occupation des sols
L'occupation des sols de la commune, telle qu'elle ressort de la base de données européenne d’occupation biophysique des sols Corine Land Cover (CLC), est marquée par l'importance des territoires artificialisés (74,1 % en 2018), en augmentation par rapport à 1990 (66,6 %). La répartition détaillée en 2018 est la suivante :
zones urbanisées (48,4 %), zones industrielles ou commerciales et réseaux de communication (18,7 %), terres arables (13,6 %), espaces verts artificialisés, non agricoles (7,1 %), zones agricoles hétérogènes (3,5 %), forêts (3,3 %), prairies (2,5 %), eaux continentales (1,7 %), cultures permanentes (1,3 %). L'évolution de l’occupation des sols de la commune et de ses infrastructures peut être observée sur les différentes représentations cartographiques du territoire : la carte de Cassini (XVIIIe siècle), la carte d'état-major (1820-1866) et les cartes ou photos aériennes de l'IGN pour la période actuelle (1950 à aujourd'hui).

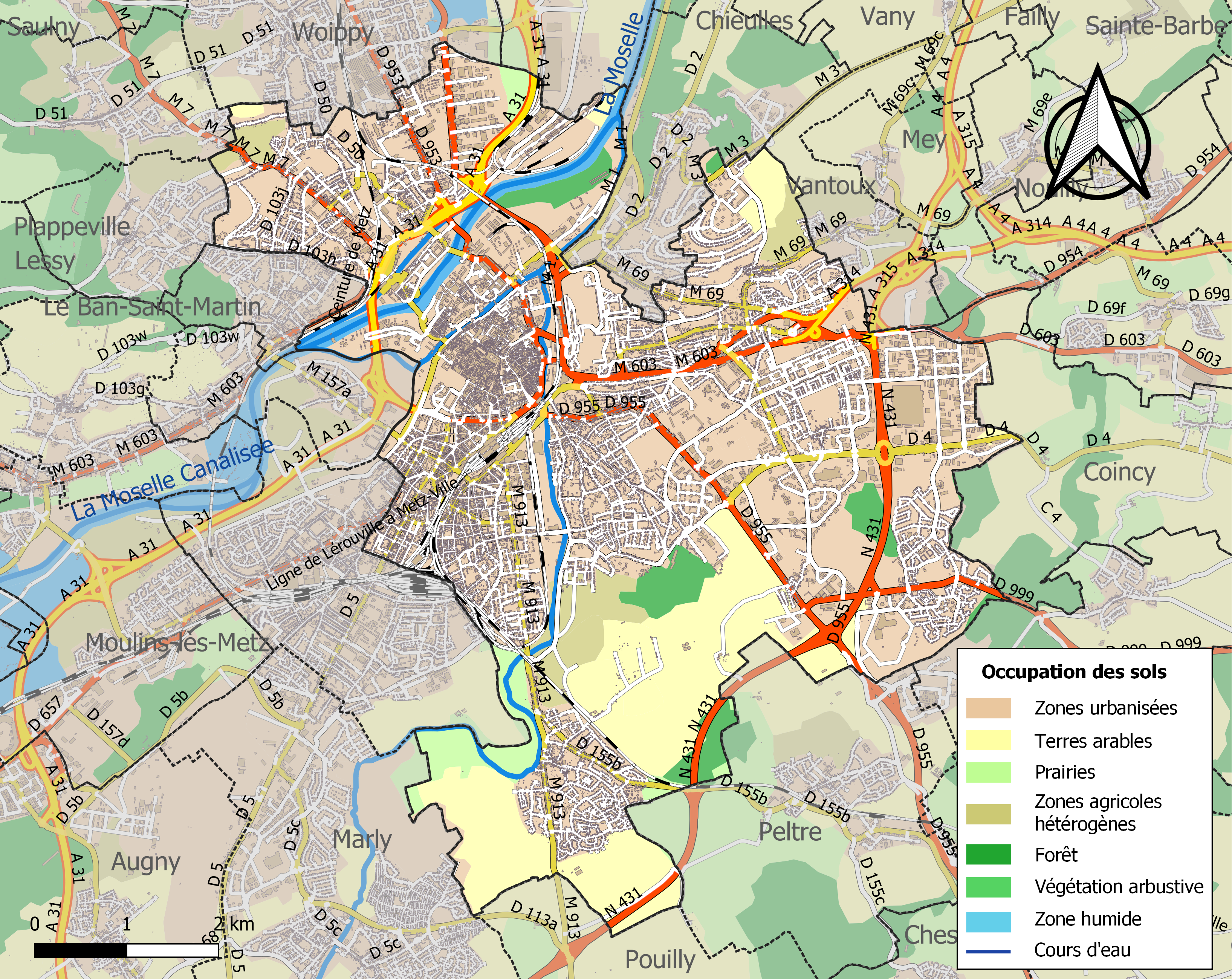
Carte des infrastructures et de l'occupation des sols de la commune en 2018 (CLC).

### Morphologie urbaine

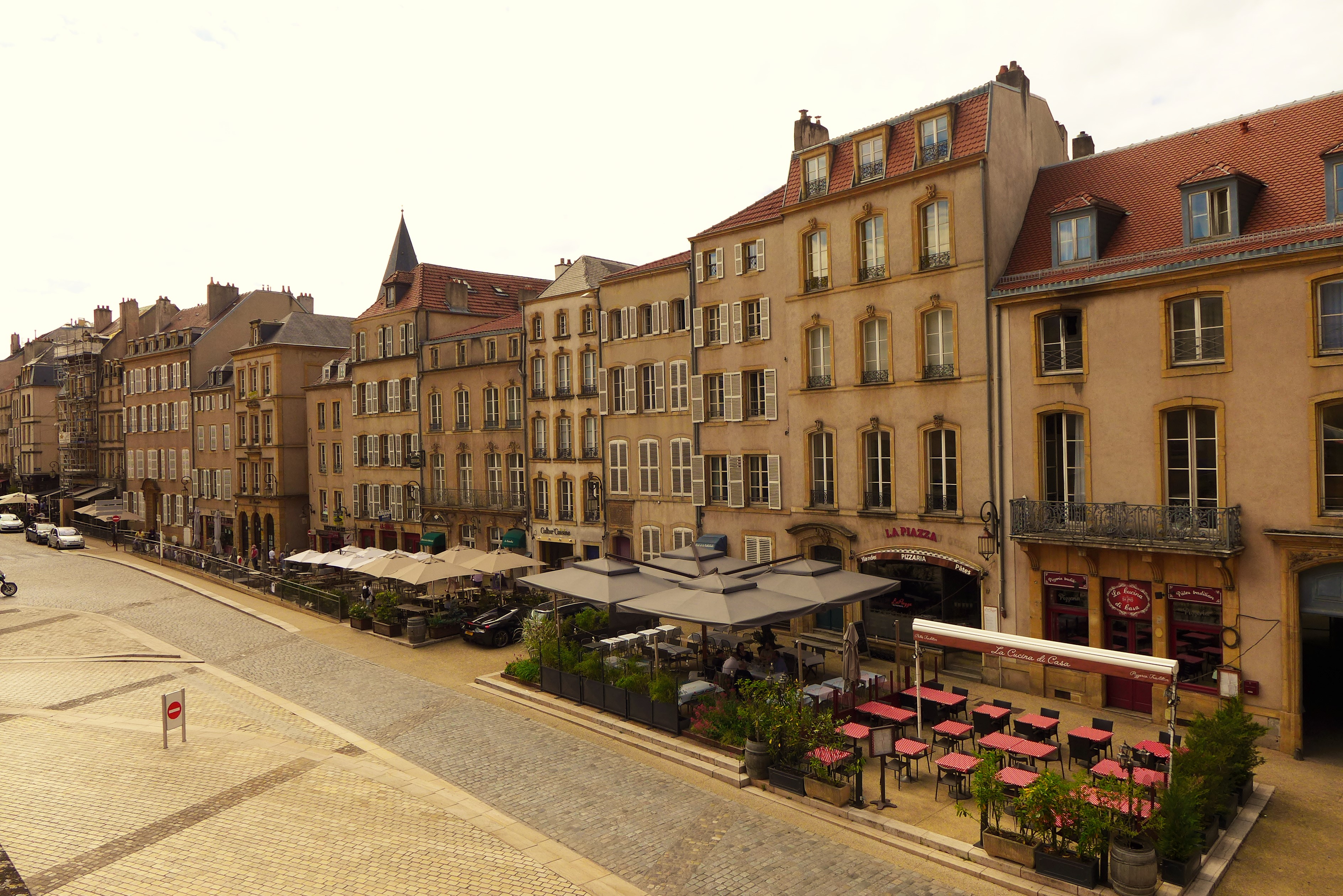
Place de Chambre

La ville de Metz s’est d’abord développée sur la butte Sainte-Croix à l’époque gallo-romaine, puis est restée à l’intérieur de ses remparts successifs correspondant à l’actuel centre-ville, jusqu’au XIXe siècle. Les constructions se caractérisent par les tonalités ocre jaune de la pierre de Jaumont. Lors de l’annexion allemande après 1871, la ville s’est étendue, avec de nouveaux quartiers à l’architecture prussienne, comme la Nouvelle Ville ou une partie du Sablon.
En 1961, Metz a fusionné avec trois communes de sa proche périphérie : Borny, Magny et Vallières. Avec le rattachement de ces trois communes de l’est, le centre historique de Metz apparaît par conséquent à l’extrême-ouest de la commune.
Les quartiers est, de création récente, sont plus pavillonnaires, et certaines zones au sud-est de la commune ne sont pas encore urbanisées. Toutefois le quartier de Borny est marqué par des grands ensembles, tout comme Bellecroix et le nord de l’agglomération (Patrotte, Saint-Éloi). La ville compte un total de sept quartiers prioritaires pour presque 23 000 habitants en 2020.
En outre avec le départ annoncé de plusieurs régiments militaires, de nombreux terrains au cœur de l’agglomération seront disponibles et devront être reconvertis, comme les sites de l’Île Chambière (2e régiment du génie) ou de la base aérienne 128 Metz-Frescaty.

### Diversité architecturale
L’histoire particulière de Metz et ses périodes d’annexion successives ont contribué à marquer la ville des styles et des legs urbanistiques de chacune de ces époques. L’avenue Foch symbolise particulièrement cette juxtaposition de styles. Pour répondre aux immeubles de style Renaissance rhénane ou de style baroque construits sous l’empire allemand, les propriétaires français ont opposé par la suite des immeubles de style Louis XV ou Louis XVI. Ce brassage donne à la ville une identité éclectique, mais cohérente, où la transition est assurée entre chaque quartier. Un nombre important d’édifices sont protégés (classés ou inscrits aux monuments historiques) ou bien répertoriés dans la base Mérimée.
Principaux édifices construits sous le Saint-Empire romain germanique :
- style roman (jusqu’au XIIIe siècle) : les églises Saint-Maximin et Saint-Pierre-aux-Nonnains, la chapelle des Templiers de Metz, le grand pont et moyen pont des Morts ;
- style gothique à l’influence italienne (XIIIe à XIVe siècle) : les façades de la place Saint-Louis, l’hôtel Saint-Livier, certaines maisons place Sainte-Croix ;
- style gothique (XIIIe à XVe siècle) : l’abbaye Saint-Vincent, la cathédrale Saint-Étienne, l’hôtel de Gargan, l’hôtel de la Bulette ; le grenier de Chèvremont; la porte des Allemands ;
- style Renaissance (XVIe siècle) : l’hôtel de Burtaigne, la maison des Têtes.

Principaux édifices construits sous le Royaume de France :
- style Renaissance (XVIe siècle) : le magasin aux vivres de la citadelle ;
- style baroque (XVIIe à XVIIIe siècle) : l’église des Petits-Carmes, l’église Notre-Dame-de-l’Assomption, l’église Saint-Simon-Saint-Jude ; église Saint Clément.
- style classique et néoclassique (XVIIe à XVIIIe siècle) et : le portail de l’abbaye Saint-Vincent, l’hôtel de ville, l’opéra-théâtre, le palais de justice, le marché couvert ;
- style rococo (XVIIIe siècle) : l’abbatiale Sainte-Glossinde.

Principaux édifices construits sous le Second Empire :
- style néo-classique (XIXe siècle) : l’arsenal ;
- style néo-roman (XIXe siècle) : la synagogue consistoriale ;

Principaux édifices construits sous l’Empire allemand :
- style néo-gothique (XIXe siècle) : le portail de la cathédrale, la façade de l’église Sainte-Ségolène, le temple de Garnison ;
- style néo-roman rhénan (XIXe – XXe siècle) : la poste centrale, le Temple neuf, la gare ferroviaire ;
- style néo-renaissance flamande (XIXe – XXe siècle) : le palais du Gouverneur, l’hôtel des Arts et Métiers ;
- style néo-baroque (XXe siècle) : l’École supérieure de jeunes filles de Metz, actuel lycée Georges-de-La-Tour ;
- style art nouveau ou Jugendstil (XXe siècle) : la « maison bleue » place Saint-Jacques, villas ou immeubles de l'avenue Foch et du quartier impérial, autres bâtiments au Sablon et à Plantières Queuleu ;
- style néo-classique (XIXe – XXe siècle) : l’ancienne gare, certains immeubles avenue Foch, l’École pratique supérieure de Metz, actuel lycée Louis-Vincent.

Principaux édifices construits sous la République française :
- style mouvement moderne (XXe siècle) : l’église Sainte-Thérèse-de-l’Enfant-Jésus ;
- style contemporain (XXIe siècle) : nouveau quartier de l’Amphithéâtre (centre Pompidou-Metz, halle Michelin).

La mairie de Metz a déposé le 20 novembre 2013 sa candidature au ministère de la Culture dans le but d’obtenir le classement de deux secteurs importants de son centre-ville au patrimoine mondial de l’Unesco, sous l'appellation "Metz royale et impériale" mettant en avant la dualité architecturale de la ville. Le dossier s’appuie notamment sur la métamorphose de la ville entre 1852 et 1940, et la confrontation de styles liés à ses différentes périodes de développement urbanistique telles que les aménagements de Blondel autour de la cathédrale au XVIIIe siècle.
Au 9 janvier 2014, le Comité national des biens français au patrimoine mondial a approuvé la pertinence du dossier et l'éligibilité de la ville comme patrimoine mondial, lui permettant ainsi la candidature à l'UNESCO à court ou long terme, dans le second cas celle-ci sera mise en attente sur la liste indicative française.
En avril 2014, la ville de Metz figure officiellement sur la liste indicative française selon le site internet du Patrimoine mondial,.

### Voies de communication et transports

#### Voies routières
L'agglomération messine est desservie par une importante infrastructure autoroutière constituée par l'A4 (qui la relie à Paris, Reims et Strasbourg) et l’A31 (qui la relie à Luxembourg au nord et à Nancy, Toul et Lyon au sud). L'A31 se trouve en situation d'autoroute urbaine.
Les autoroutes autour de Metz permettent de pénétrer dans la ville mais aussi de contourner les trois quarts du centre.
L'ensemble des routes et voies express qui relient la métropole messine aux autres communes rayonne autour d'un anneau de grandes avenues et de boulevards qui, aménagé selon le modèle allemand d'un Ring, distribue les accès depuis et vers l'hypercentre.

##### Stationnement
Dans le centre-ville, les automobilistes disposent de douze parkings payants (souterrains ou aériens sur plusieurs niveaux) :
1. Esplanade - 2 100 places, situé avenue Ney ;
2. Saint-Jacques - 1 178 places, situé place des Paraiges ;
3. Centre Pompidou - 702 places, situé rue aux Arènes ;
4. Théâtre - 620 places, situé place de la Comédie ;
5. Gare - 585 places, situé place du Général-de-Gaulle ;
6. Saint-Thiébault - 418 places, situé rue de Neufbourg ;
7. Paixhans - 410 places, situé rue du Général-Fournier ;
8. Coislin - 390 places, situé rue Coislin ;
9. Cathédrale - 387 places, situé rue d'Estrées ;
10. Port Saint-Marcel - 386 places, situé rue du Port-Saint-Marcel ;
11. Maud'huy - 378 places, situé place Maud'huy ;
12. Mazelle - 270 places, situé place Mazelle.

Depuis 2009, neuf points de stationnement sont équipés du système Mobile-City permettant de régler son temps de stationnement par téléphone sans avoir à utiliser d’horodateur. La ville propose en outre de 3 505 places gratuites situées à proximité du centre-ville. En septembre 2013, la mise en service du système de transport en commun par bus au site propre Mettis s'accompagne de la mise en place de trois grands parcs relais implantés à l'intersection des grandes infrastructures de voirie et des terminus du TCSP (Woippy, Metz Expo, Metz-Nord à Rochambeau).

#### Aéroports
L’aéroport régional de Metz-Nancy-Lorraine, situé à 20 km du centre, à proximité directe de la gare de Lorraine TGV est relié par une voie expresse à la sortie sud-est de la ville, avant son ouverture en 1991 une grande part des voyages était assurée par l'aéroport de la base aérienne 128 Metz-Frescaty.
L’aéroport international de Luxembourg-Findel est également accessible à 70 km environ par l’autoroute A31. L’aéroport de Sarrebruck-Ensheim est quant à lui accessible à la même distance par l'autoroute A320.

#### Réseau ferroviaire

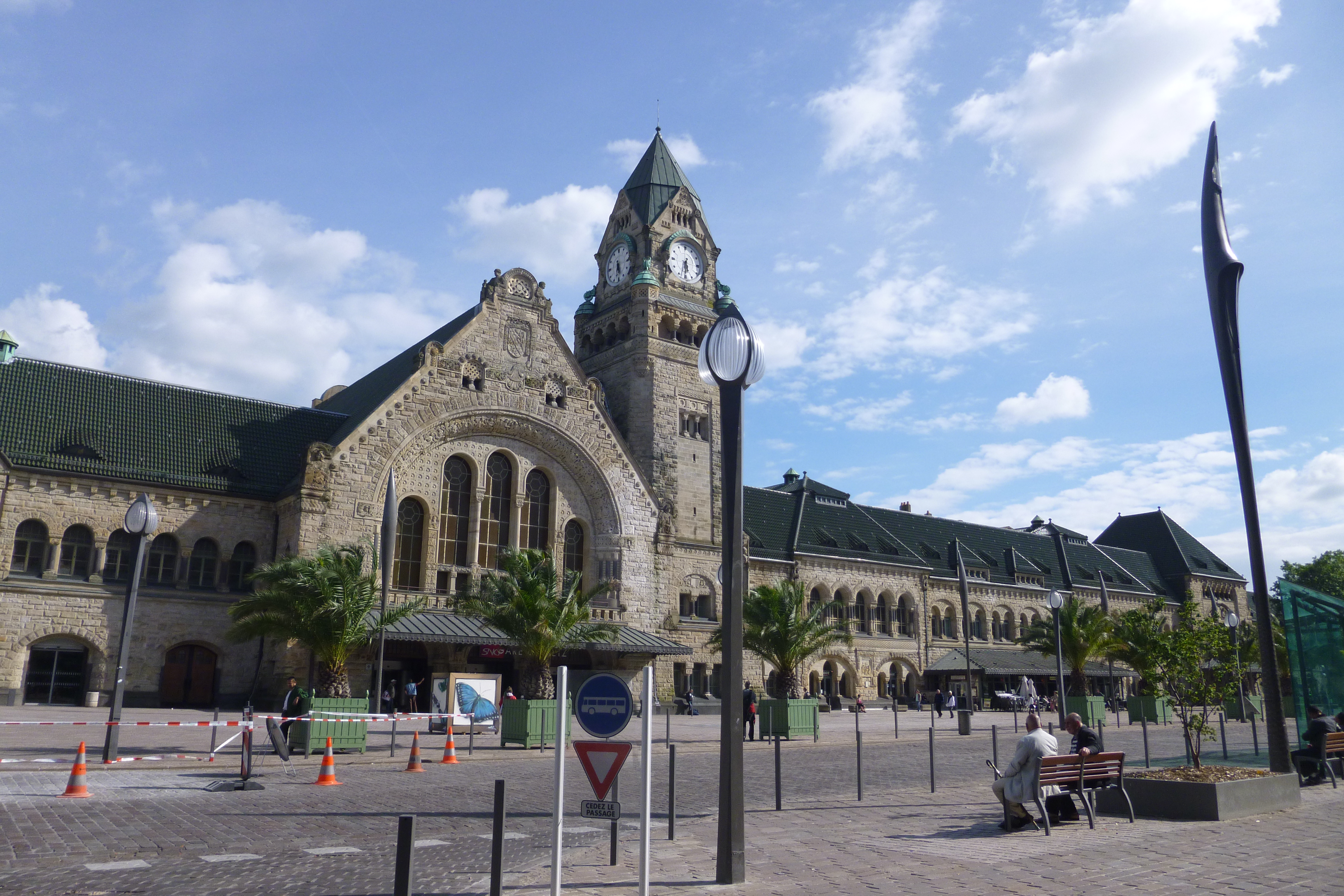
La gare de Metz-Ville.

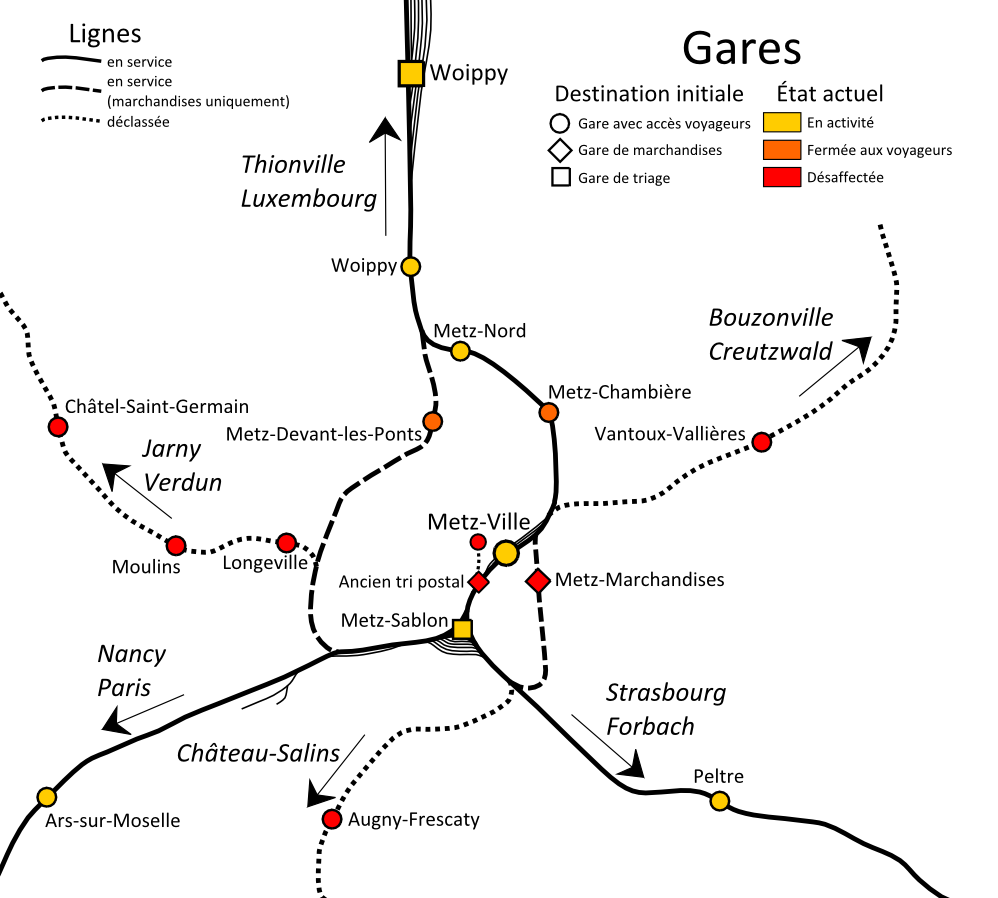
Plan du système ferroviaire de Metz.

La gare de Metz-Ville est le centre d'un important nœud ferroviaire. Elle est le principal pôle d'échanges de l'agglomération tandis que la gare de Metz-Nord est affectée au trafic TER. Les gares de Metz-Chambière et Metz-Devant-les-Ponts sont aujourd'hui fermées au service voyageurs.
La gare est desservie par les trains du réseau TER Grand Est, desservant notamment les villes de Nancy et Luxembourg via Thionville (50 trains aller/retour par jour en semaine), mais aussi l'est de la Moselle, Strasbourg, Verdun via Jarny et Bar-le-Duc. Le service vers l'Allemagne est assez faible : certains trains sont prolongés vers Sarrebruck, et Trèves, la desserte n'étant assurée qu'en fin de semaine. Cependant des études sont en cours pour mettre en place une desserte cadencée horaire directe entre Metz et Sarrebruck (2024-2025), ainsi qu'une desserte cadencée, sans doute toutes les deux heures, entre Metz et Trier (Trêves) via la vallée de la Moselle. Le service régional a bénéficié d'une forte révision en 2016 lors de la mise en place du cadencement des TER, accompagné d'une augmentation des dessertes dans les environs.
Depuis le 10 juin 2007, la gare de Metz-Ville est directement reliée à Paris-Est en 82 minutes par la ligne à grande vitesse Est européenne, renforçant les échanges entre l’agglomération lorraine et Paris. En revanche l'arrivée du TGV Est a coupé les liaisons ferroviaires rapides de la gare de Metz-Ville vers l’Allemagne. La gare de Lorraine TGV, située à 15 kilomètres de Metz, permet une desserte en 75 minutes de l’aéroport de Paris-Charles-de-Gaulle, mais aussi de grandes villes françaises (Lille, Rennes, Nantes, Bordeaux). Trois TGV par jour relient Metz via la plaine d'Alsace au Sud-Est de la France (Lyon, Marseille, Montpellier). La relation la plus rapide avec Lyon est proposée les vendredis soir à partir du 20 décembre 2019 avec un changement en gare de Champagne-Ardenne TGV (3h25). La liaison avec l'Allemagne a été interrompue deux ans après la mise en service de la ligne à grande vitesse. Pendant quelques années (jusqu'en 2015) a circulé un train de nuit (CityNightLine) Paris - Berlin/Munich/Hambourg et vice-versa qui desservait Metz.
Le réseau ferré fait un tour complet de la ville. Plusieurs discours politiques ont mentionné l’idée d’une ligne de tram-train faisant ainsi le tour du centre-ville, en créant ou réhabilitant plusieurs gares autour du centre même. Actuellement[Quand ?] ces discours n'ont plus cours.
L'agglomération dispose avec la gare de triage de Woippy du plus grand triage français (650 000 wagons traités par an) et à la gare de triage de Metz-Sablon, du deuxième site français de recomposition des trains de transport combiné (140 000 wagons par an). Jusqu'en 1997, il existait également une gare réservée au trafic des marchandises, la gare de Metz-Marchandises, située dans l'actuel quartier de l’Amphithéâtre.
La gare de Metz est sacrée « plus belle gare de France » en 2017, 2018 et 2020 par un concours organisé sur Facebook par la page SNCF Gares & Connexions. Elle a été opposée à la gare de La Rochelle en 2017, la gare de Limoges en 2018 et la gare de Saint-Brieuc en 2020.

#### Transport fluvial
Pour le tourisme, Metz est accessible par la Moselle canalisée directement au centre-ville par le biais de navettes fluviales et de son port de plaisance situé sur le plan d’eau.
25 % des échanges internationaux de la Lorraine passent par voie d’eau. Le canal de la Moselle accueille déjà un trafic très important : dix millions de tonnes par an de marchandises sont chargées et déchargées sur ses ports soit plus de 95 % du trafic fluvial en Lorraine. L’augmentation de la hauteur libre entre Metz et la frontière franco-luxembourgeoise par le rehaussement des ponts a été réalisée par le conseil régional afin de garantir le passage de bateaux chargés de plusieurs couches de conteneurs.
Le port de Metz-Mazerolle est situé sur un terrain de 5 ha et 800 mètres de quai, occupés dans leur totalité.
Le nouveau port de Metz possède 17 ha de terrains le long de 1 200 mètres de quais. Il est le premier port fluvial céréalier de France et le huitième port fluvial français avec 1,98 million de tonnes de fret en 2007.

#### Transports urbains en commun

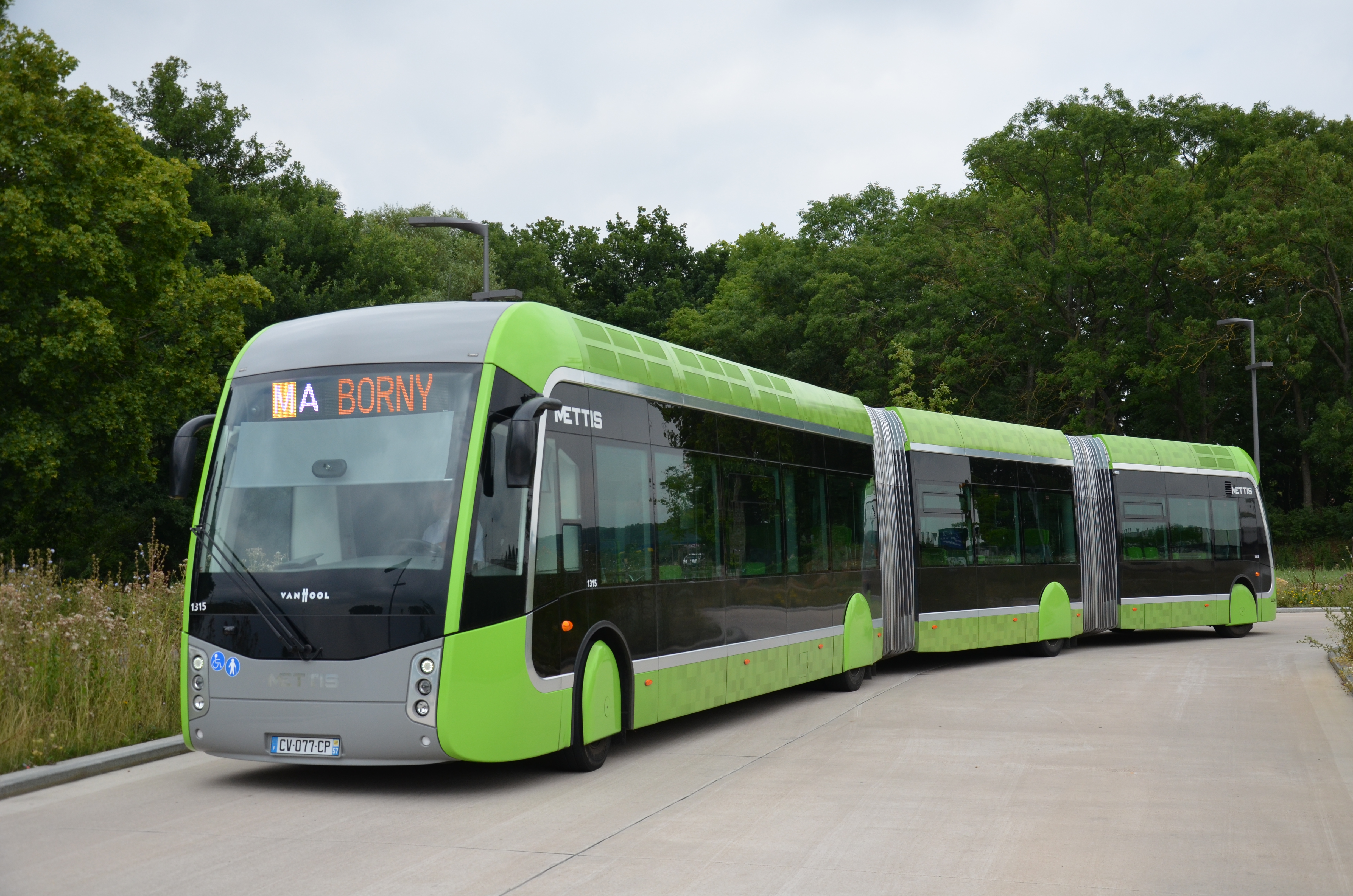
Un bus à haut niveau de service Mettis du réseau LE MET'

À partir de 1880, Metz dispose d'un réseau de tramway. Le réseau compte sept lignes en 1914 et neuf en 1930. Les trams sont remplacés en 1948 par des trolleybus, qui circulent jusqu'en 1966.
Le réseau de bus est nommé LE MET', dont 60 % du capital appartient à Metz Métropole et 40 % au Groupe Keolis, filiale de la SNCF. Le parc de bus est moderne et bien entretenu.
Face aux problèmes de circulation automobile et piétonne ont été construites et inaugurées en 2013 deux lignes de bus à haut niveau de service appelées « Mettis » de 17,8 km et suivant un axe en partie commun aux deux lignes. Munies de plusieurs ramifications à travers l'agglomération, leur aménagement prend en compte l'existence de multiples parkings relais et de rabattement autour de la ville :
- la ligne A relie Woippy (banlieue nord de Metz) jusqu'au quartier de Borny (à l'est de la ville) via le centre de Metz. Elle doit être prolongée de Borny vers l’hôpital Robert-Schuman au moyen d’une nouvelle branche[62] ;
- la ligne B relie le campus universitaire de l'Île du Saulcy près du centre de Metz jusqu'à l'Hôpital de Mercy (au sud-est de l'agglomération) :
- en 2025, une troisième ligne reliera la caserne Ranconval au NEC à Marly sur une longueur d'environ 10 km[63].

#### Transport à vélo

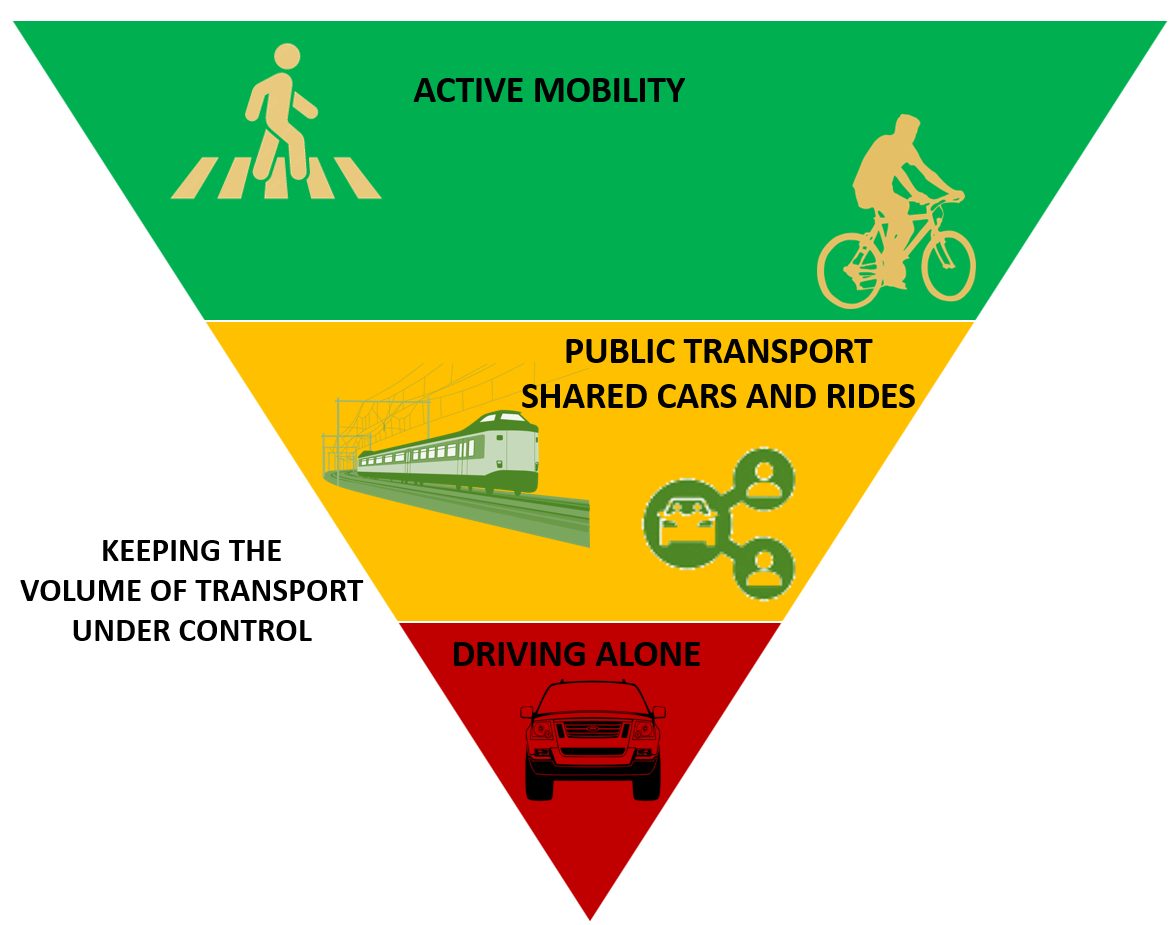
Pyramide de la mobilité, proposée par le projet européen Share North.

C’est en 1995 qu’une commission municipale sur le déplacement à vélo fut mise en place par la municipalité avec comme objectif de définir les choix d’investissements pour mettre en cohérence les nombreuses pistes affectées à la « petite reine ». À cette époque, le vélo n’était encore considéré par la mairie, que sous l’angle d’un mode de déplacement de loisir. Les projets de développement s’appuyaient essentiellement sur de grandes liaisons inter-quartiers voir intercommunales, loin du réseau de circulation routier. Elles s’inséraient dans le vaste réseau de pistes de promenade départementales qui reliaient déjà les Vosges jusqu’à Coblence en Allemagne, suivant le cours de la Moselle. Ce dispositif modeste était complété par une offre de gardiennage et de location de courte ou longue durée, en gare de Metz et rue d’Estrées (Metz-Vélocation).
Depuis le 7 juin 2008, la circulation à vélo est autorisée sur l’ensemble des secteurs piétonniers de la ville et dans les parcs, les jardins et les berges de la Moselle et de la Seille (ce qui est nouveau), ainsi que dans toutes les rues et dans tous les sens de circulations. Ce sont en tout environ 50 km d’équipements cyclables accessibles à Metz et dans ses quartiers. Les zones 30 sont étendues au quartier du Sablon au printemps 2009 et en 2018 et par la suite à l’ensemble du centre-ville.
Une signalisation adaptée est mise en place pour mettre en avant ce mode de transport, et précise les règles de circulation parmi les piétons.
Près de 1 150 places de stationnement affectées aux deux-roues sont aménagées à Metz dont 300 sont à proximité du centre-ville.
La fête du Vélo a lieu tous les ans, au mois de juin.
Par ailleurs, il existe un service de locations de vélos, le VELOMET' . Un système plus développé, le GraouLib' , sera mis en place à la fin de l'été 2025.

#### Autopartage en voiture
Entre février 2012 et juillet 2014, un service d'autopartage était disponible en ville : Autopi. Le service a depuis été remplacé par le réseau Citiz, spécialiste de l'autopartage en France. Son utilisation peut être combinée au réseau Le Met'.

### Logement
Le nombre de logements de Metz a été estimé à 66 072 en 2015. Ces logements de Metz se composent de 56 438 résidences principales, 1 049 résidences secondaires ou occasionnels ainsi que 8 585 logements vacants. La ville comptait 13 997 logements sociaux, qui représentait 24,8 % des résidences principales.
Avec une superficie de 41,94 km2, soit une densité de population de 2 801,43 habitants/km2 pour une densité de logements de 1 575,39 logements/km2.

### Conurbation
L’aspect général est celui d’une agglomération étalée et en constante extension, de nouveaux quartiers devant prochainement être aménagés (extension du technopôle, coteaux de la Seille, nouveau quartier de l'Amphithéâtre, site du futur Centre hospitalier régional de Mercy, réaménagement du mont Saint-Quentin). Le tissu urbain est aujourd’hui très dense dans les vallées, dans la partie ouest et nord de la ville et rejoint de manière continue, le long d’un couloir situé autour la D 1 à l’est et la N 52 à l’ouest, dans la vallée de la Moselle (du sud au nord) ceux des communes de Woippy, Semécourt, Maizières-lès-Metz, Talange, Hagondange, Amnéville, Rombas, Clouange, Mondelange, Richemont, Uckange, Fameck, Florange, Bousse, Guénange, Terville, Thionville et Yutz, concentrant ainsi près de 600 000 habitants dans une même aire urbaine de 242 communes, sur 20 km, communément appelée « région messine ».

### Projets urbanistiques
Le plan local d’urbanisme de Metz qui a été approuvé en 2008 et qui est un document qui organise le développement d'une commune en fixant les règles d'urbanisme : zones constructibles, prescriptions architecturales…
Orientations du plan local d’urbanisme de Metz.
Grands projets urbains

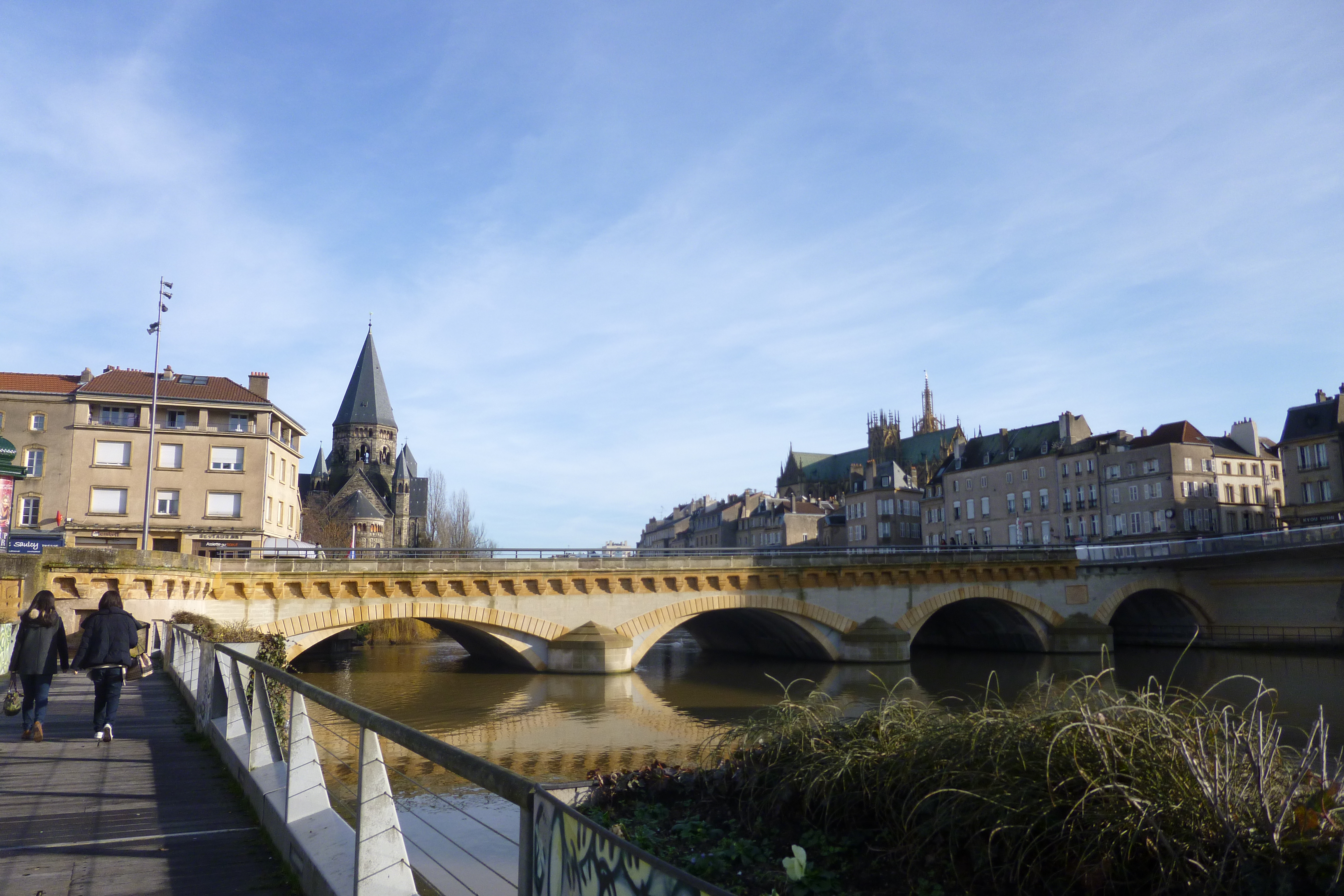
Le « Moyen Pont » en 2014 après réfection et élargissement

- La ZAC de l’Amphithéâtre qui consiste en l’urbanisation d’anciennes friches ferroviaires, à proximité immédiate du centre-ville, a été conçu par l’agence Nicolas Michelin[80] chargée de la maîtrise d’œuvre urbaine du projet. Le parc de la Seille a été l’élément fondateur du nouveau quartier, puis le premier édifice la palais omnisports Les Arènes, réalisé en 2002. La construction du centre Pompidou-Metz devait constituer la pierre d’angle du quartier, et ce musée est ouvert au public en 2010, suivi par le centre commercial Muse à proximité immédiate du centre Pompidou en 2017.
- Urbanisation des coteaux de la Seille au sud de Queuleu, construction d'un écoquartier vivant comprenant environ 1 600 logements, commerces, infrastructures, ainsi que des espaces verts et des postes cyclables, pour une capacité d'accueil de 4 000 habitants[81], pour ce projet la ville de Metz a signé une convention avec la CERQUAL dans le but d'acquérir pour cet écoquartier les certifications Habitat & Environnement et NF Logement[82].
- Construction de la ZAC du Sansonnet à Devant-les-Ponts, au sud du lieu-dit « les Quatre-Bornes », réalisé sur un vaste terrain vague, considéré comme un futur "quartier-jardin", il alliera logement et espaces verts (parc paysager réalisé en 2012), des jardins diversifiés (mise en place de jardins partagés – complétant la volonté de création de jardins du même type dans l'ensemble de la ville – pédagogique, thérapeutique, et autres vergers), un EHPAD, le tout est fondé sur un principe d'urbanisme durable[83].

Projets de développement
- Mise en chantier du « Technopôle 2 » ; ZAC de la Petite-Woëvre, Actipole et Sebastopole

Aménagement et requalification urbaine
- poursuite du grand projet de ville à Borny ;
- requalification de toutes les rues et places du centre historique de la zone piétonnière ;

Équipements importants
- métamorphose du parc des expositions de Metz ;

Environnement et sport
- aménagement et requalification du mont Saint-Quentin

Infrastructures de transport
- construction du boulevard inter-communal reliant au sud, le quartier de Grigy-Technopôle à celui de l’Amphithéâtre ;
- requalification de l’aéroport militaire BA128 de Metz-Frescaty, au sud-ouest de la ville ;
- requalification et restructuration des voies routières de la ZAC d’Augny ;
- mise à deux fois trois voies de l’A31 entre la sortie sud de la ville et l’échangeur de Féy.

## Toponymie

### Attestations anciennes
Mediomatrix avant le Ve siècle ; Mettensis (ou Metensis) au VIe siècle ; Civitas Mediomatricorum Mettis sous Honorius ; Mettis en 511 (que l’on retrouve d’ailleurs sur des monnaies du règne de Thibert Ier) ; Mecusa, Mettiss & Metas au VIIIe siècle ; Mediomatricensis civitas en 990 ; Methis en 1086 ; Méz au XIIIe siècle; Mès en 1299 ; Mets pendant les XIVe et XVe siècles ; Mediomatrique & Mediomatricum au XVe siècle, mais également Mès, Mées ; Mets en 1444 ; Mix en 1462 ; Meta en 1544 & 1552 ; Metæ en 1552 ; les formes Metz ou Metze ne sont mentionnées qu’à partir du XIIIe et XIVe siècles entre autres ; Metz uniquement à partir du XVIIe siècle.

### Étymologie
À l'emplacement de Metz est attestée, à l’époque romaine, la cité de Divodurum Mediomatricorum. Elle est encore mentionnée sur la table de Peutinger sous les formes de Dividurum ou Divo Durimedio Matricorum.
Divodurum est un toponyme gaulois, composé des éléments divo « sacré » (même origine indo-européenne que le latin divinus, « divin » et « devin ») et duro- « forum, marché ». Xavier Delamarre y voit le sens de « Place-des-dieux » (« enclos divin »). L'évolution phonétique de Divodurum s'est faite en Jouarre (Seine-et-Marne, Jotrum VIIe siècle),.
Cependant, dans le cas de Metz, l'ethnonyme Médiomatriques, nom d'une tribu gauloise, a remplacé le toponyme originel au Bas Empire, selon un processus couramment observé ailleurs en Gaule (cf. Paris, Amiens, Reims, etc.). Le nom actuel est directement issu de la forme *MEDIOMATRICIS par coalescence.
À noter qu’un élément -metz est relativement répandu dans la toponymie française, du nord jusqu'à la région parisienne (cf. par exemple : Jametz, Limetz, Gometz, etc.). Son étymologie est différente, à savoir le gallo-roman MASU, issu lui-même du latin mansus « domaine rural, terres avec habitation » cf. mas. Sa graphie est également -meix, entre autres.

### Prononciation
Le nom de la ville se prononce traditionnellement [mɛs], — et non pas [mɛts] qui illustre la tendance générale observée en toponymie qui veut que les personnes étrangères à un lieu ou les administrations prononcent littéralement, c'est-à-dire ce que l'on lit, aux dépens de la prononciation traditionnelle. Le t présent dans la graphie de Metz depuis plusieurs siècles ne se prononce plus, au moins depuis le XVIe siècle.
La consonne affriquée [t͡s] s'est spontanément simplifiée en [s], semble-t-il, probablement avec l’arrivée de l’imprimerie. Cette prononciation s'observe aussi dans certains toponymes en -metz comme Gometz (Île-de-France, Essonne) ou les nombreux Beaumetz. L'attraction de l'ancien français mais « petite maison » (cf. mas, aussi nom de lieux en -meix) qui explique la plupart de ces toponymes en -metz a pu intervenir de manière analogique.

## Histoire
Une situation de qualité et un site favorable expliquent le passé trois fois millénaire de Metz, qui naît et se développe au confluent de deux rivières, la Moselle et la Seille au rôle économique déterminant. À l’intérieur de cette zone de confluence, la butte du Haut de Sainte-Croix constitue le berceau de la ville.
| Appartenances historiques Oppidum des Médiomatriques IIIe siècle av. J.-C.–52 av. J.-C. République romaine 52 av. J.-C.–27 av. J.-C. Empire romain (Gaule belgique, province de Trèves) 27 av. J.-C.–IIIe siècle Évêché de Metz IIIe siècle–Ve siècle Royaumes francs 511–768 - Royaume de Reims 511–548 - Royaume de Metz 548–556 - Royaume de Soissons 556–560 - Royaume de Reims 561–751 - Royaume d’Austrasie 751–768 Empire carolingien 768–843 Francie médiane 843–855 Lotharingie 855–925 Saint-Empire romain germanique 925–1648 - Duché de Lorraine 959–XIe siècle - Principauté épiscopale de Metz XIe siècle–1234 - République messine 1234–1552 - annexion de facto par le royaume de France 1552–1648 Royaume de France (Province des Trois-Évêchés) 1648–1790 République française 1790–1871 Empire allemand (Territoire impérial d'Alsace-Lorraine) 1871–1919 République française 1919–1940 Reich allemand (annexion de facto) 1940–1944 République française 1944–présent |

### Préhistoire et protohistoire
En 1882, un biface datant de 200 000 ans av. J.-C. a été découvert dans une sablière de Montigny-lès-Metz. Les hommes vivant à cette période étaient des chasseurs-cueilleurs, vivant selon le mode de vie non sédentaire propre aux nomades et dont les déplacements étaient liés en partie à leur approvisionnement en nourriture.
Les Hauts-de-Sainte-Croix ont livré quelques tessons du IVe millénaire av. J.-C., mais l’occupation attestée du site ne commence qu’au Ier siècle av. J.-C. avec la présence de fonds de cabane et des emplacements de maisons de bois et de torchis ainsi qu’une nécropole à urnes cinéraires.

### L’oppidum des Médiomatriques
Le nom du peuple des Médiomatriques, une tribu celtique qui allait donner son nom à Metz, apparaît dans un récit du général romain Jules César. Cette tribu s’est fixée certainement au IIIe siècle av. J.-C. sur un territoire allant de l’Argonne aux Vosges mosellanes. De l'Argonne et sous la vallée de la Seille, le territoire était occupé par les Leuques fondateurs de Toul. L’espace au-delà des Vosges avait été abandonné aux Triboques. Les Médiomatriques édifièrent leur principal oppidum, c’est-à-dire leur capitale, au confluent de la Moselle et de la Seille sur la colline de Sainte-Croix. Cet oppidum était notamment un centre économique groupant des ateliers d’artisans travaillant les métaux et la terre cuite. Une assemblée de type oligarchique, composée des chefs des principales familles, détenait le pouvoir. L’organisation sociale, hiérarchisée, reposait sur trois classes : les chevaliers ou nobles, la plèbe et les esclaves.

### Divodurum et la période gallo-romaine

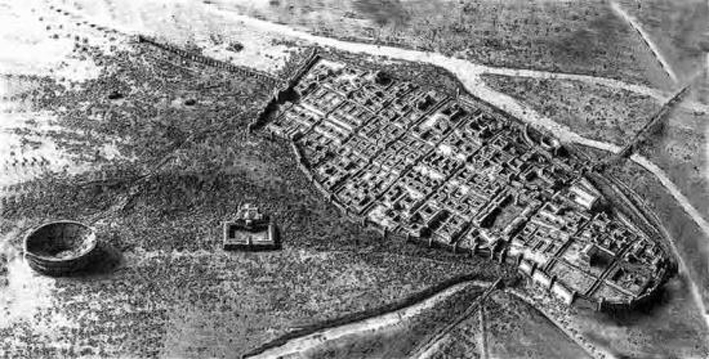
Maquette de Divodurum.

Les Romains occupent le site à partir de 58 av. J.-C. Conscients de sa position stratégique, ils transforment la cité agricole en une cité administrative et militaire. Au lendemain de la conquête romaine, Metz, désigné par les Romains par le qualificatif Divodurum Mediomatricorum (« oppidum des Médiomatriques ») est intégré à la Gaule belgique dont la capitale est Durocortorum (Reims). L’importance de la ville était grande : en 27, elle faisait partie des soixante capitales gauloises. Il faut pourtant attendre le début du IIe siècle pour voir apparaître le nom Divodurum mentionné pour la première fois par Tacite dans son premier livre des Histoires. Selon cet auteur, l’armée du Rhin de Vitellius, marchant en 69 contre l'Italie et contre l'empereur Othon, serait passée à Divodorum, où elle aurait répandu la terreur en faisant exterminer 4 000 hommes « par rage et sans savoir pourquoi ». De telle sorte qu'ensuite, à l'approche de ses colonnes, les cités tout entières accouraient avec leur magistrats et des prières.
La cité occupe initialement tout l’emplacement du Haut-de-Sainte-Croix et croît rapidement vers le sud pour atteindre au début du Ier siècle l’Esplanade et le Sablon. Le plan de la ville reproduit celui classique de la ville romaine. Le forum, lieu de rencontre indispensable à la vie publique de l’agglomération, devait se trouver entre la place Saint-Jacques et la place de la Cathédrale. Les fouilles archéologiques récentes ont révélé une agglomération de bâtiments en bois et torchis, établie selon le quadrillage propre aux villes romaines avec cardo (actuelle rues Serpenoise, Ladoucette, Taison) et decumanus (actuelle Fournirue), dont la surface avait quadruplé depuis la fin de l’indépendance.
Lors de la construction du parking souterrain du centre Pompidou-Metz, une fouille conduite à proximité immédiate de l'amphithéâtre de Metz a mis au jour de nombreux vestiges du Ier siècle.
La longue période de la paix et l’intégration à l’Empire romain en fait une ville étape prospère. Elle devient le foyer le plus important de la civilisation gallo-romaine en Lorraine. Metz est un important carrefour routier où convergent les voies de Lyon, Reims, Trèves, Mayence et Strasbourg — préfigurant en quelque sorte les autoroutes actuelles (A4-A31). Le tracé des routes obéit à des impératifs stratégiques : assurer la défense à l’arrière du Rhin.
Rome privilégie les relations Sud-Nord, qui se traduisent par la voie de Lyon à Trèves. Après avoir atteint la Moselle à Toul, elle traverse le territoire des Médiomatriques à Scarpone (actuellement Dieulouard), suit la rive droite de la Moselle et atteint Metz au Sablon. Puis elle emprunte la rue Scarponaise (devenue rue Serpenoise), la rue Ladoucette, et la rue Taison pour atteindre l’ancien oppidum qu’elle quitte par la rue des Trinitaires et la rue Marchant en dévers.
La deuxième chaussée stratégique, reliant Reims à Strasbourg, atteint Metz par le bas de Montigny, traverse la ville par les actuelles en Fournirue — cette apposition « en » est précisément à Metz l’héritage de la toponymie romaine des rues — et rue Mazelle, puis dépasse la côte de Queuleu vers Delme, Sarrebourg et Saverne dans la direction du Rhin.
À Divodurum, comme dans l’ensemble de la Gaule, la civilisation gallo-romaine atteint un sommet : la population est estimée entre 15 000 et 20 000 habitants à son apogée, chiffre considérable pour l’époque où la plupart des villes connues en dehors de la région n’ont guère plus de 7 000 habitants. On y distingue les habitants de condition libre — citoyens romains venus d’Italie et non-citoyens parmi lesquels les propriétaires terriens, les membres des professions libérales — les affranchis et les esclaves.
Une partie de la population habite des constructions en pierre et de grands édifices voient le jour qui utilisent la pierre de Jaumont et surtout la pierre de Norroy. Parmi les plus prestigieux, l’amphithéâtre, construit certainement à la fin du Ier siècle à l’emplacement de l’actuelle gare de marchandises, disposait de 25 000 places. Il était le plus grand des Gaules et l’un des plus grands du monde romain. Est aussi avérée, la présence d'un petit amphithéâtre (postérieur au grand et probablement bâti avec une partie de ses pierres), situé au bord de la Moselle, entre les rues de la Paix, Saint-Louis et Sainte-Marie actuelles, et dont on arrive encore à repérer le tracé d'après la forme et la disposition des constructions l'ayant recouvert.
L’aqueduc de Gorze à Metz long de 22 km, traverse la Moselle — on en voit les arches à Jouy-aux-Arches et à Ars-sur-Moselle — et alimente la ville en eau. Les vestiges de plusieurs thermes — dont l’un sur le site de l’actuel musée — ont été trouvés. Par ailleurs, une vaste nécropole s’étend au sud de la ville de part et d’autre de la voie vers Lyon. Les nombreuses stèles funéraires exposées au musée gallo-romain de Metz ainsi que de nombreux vestiges mis au jour lors de fouilles, montrent que la vie économique est déjà très active à cette époque. De nombreux métiers relevant de l’artisanat sont exercés, notamment ceux du cuir, du textile, du travail des os de cervidés et de porcs. Le travail de l’argile est en plein essor et la terre cuite fournit tous les récipients d’usage courant. Lors des fouilles opérées à Saint-Pierre-aux-Nonnains, on a retrouvé le four d’un potier nommé Casicos.

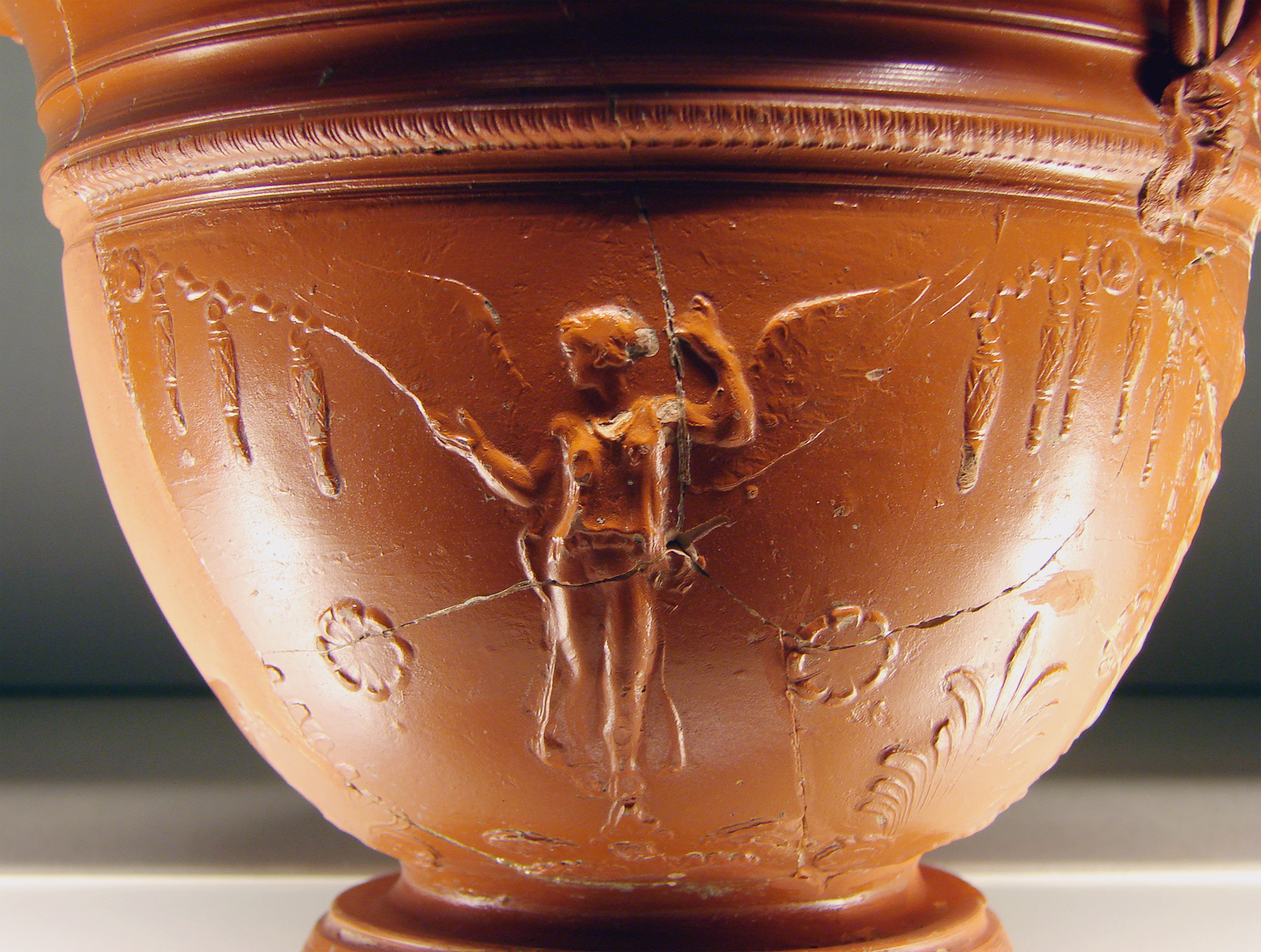
Exemple de production en céramique sigillée réalisée à Metz.

Le travail du fer débouche sur la fabrication de l’outillage courant. La cervoise, ancêtre de la bière, est fabriquée à partir d’épeautre. Le commerce est actif. La corporation des nautes de la Moselle est spécialisée dans le transport fluvial de produits lourds, et notamment les matériaux de construction. On connaît l’existence d’un marchand de sayons — une des grandes spécialités textiles des Médiomatriques — qui était en liaison commerciale avec l’Italie du Nord. Le commerce messin est aussi en lien avec la Seille et ses vallées salines de l'actuel Saulnois. La vallée de la Seille riche en argile permet également la production de grandes quantités d'ustensiles en céramique sigillée, dont le musée de la Cour d'Or conserve une grande collection.
Au Sablon, accompagnant l'amphithéâtre, et son faubourg, se développe une nécropole. Sur l’acropole de Metz, actuelle place de la maternité Sainte-Croix, on prie les divinités religieuses anciennes (Épona, cavalière celtique et déesses-mères de la terre) et gréco-romaines (Jupiter, Mars, Mercure…) mais aussi comme partout de plus en plus les divinités d’orient (comme Isis l’égyptienne), sans oublier les cultes ancestraux de l'époque celte (avec Icovellauna). Une autre de ces religions d’orient se développe de plus en plus : le christianisme.
En 212, l’édit de Caracalla accorde la citoyenneté romaine à tous les Médiomatriques de condition libre. Les plus fortunés parmi les habitants de condition libre participent à la gestion municipale sous le qualificatif de magistrat. Les anciens magistrats forment l’ordre des décurions ou Sénat municipal.

#### Bas-Empire

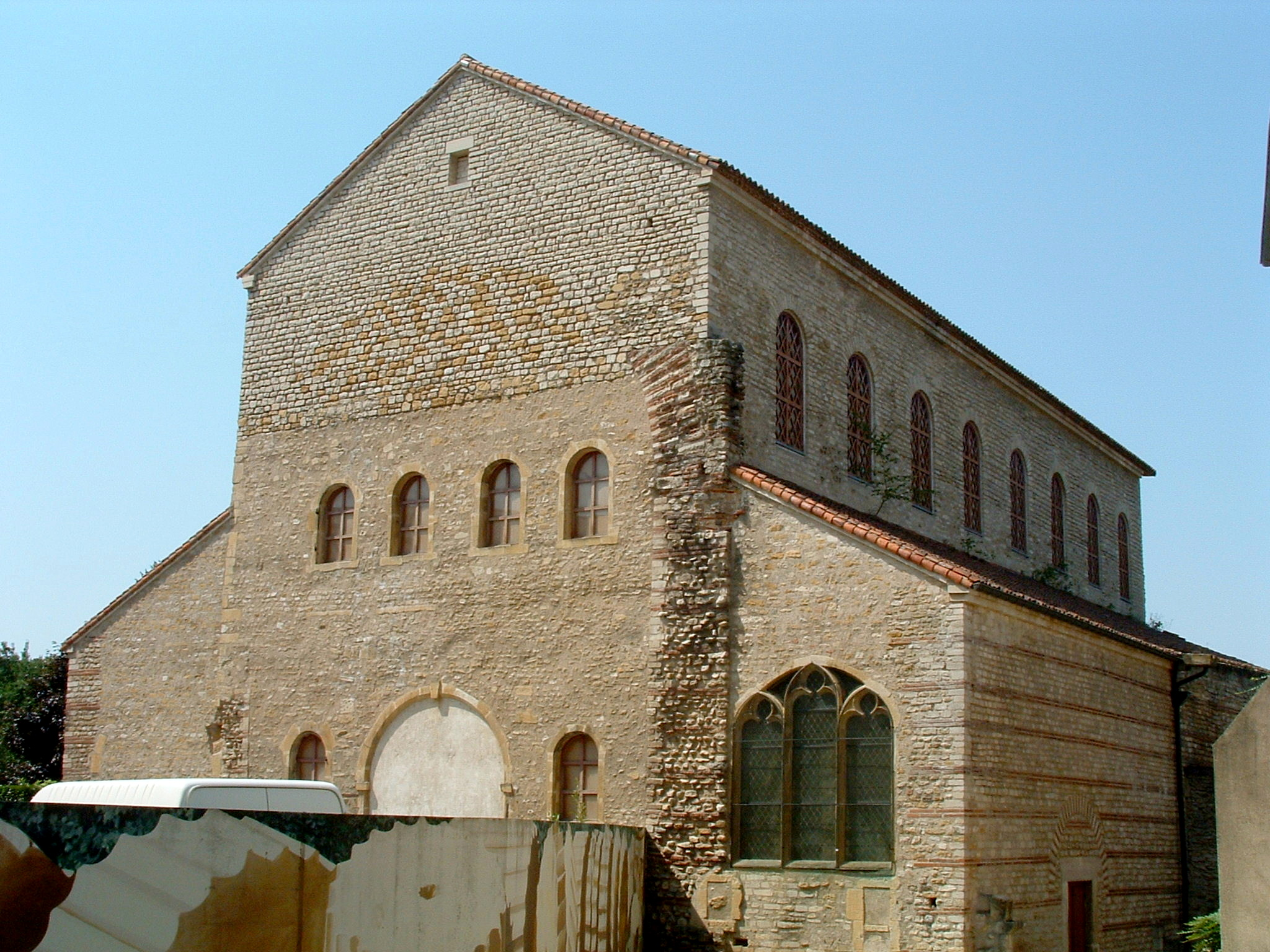
L’ancienne abbatiale Saint-Pierre-aux-Nonnains, édifice romain de plan basilical remanié au cours des siècles.

À partir de 245, les périodes de paix sont entrecoupées d’épisodes violents et de destructions. La ville est envahie et détruite une première fois en 253 par les Alamans. Dans ce climat de moindre sécurité, la ville s’entoure alors d’une enceinte de 3,5 mètres d’épaisseur percée de plusieurs portes où sont remployés des éléments d’architecture et des stèles des monuments romains. Le Sablon est sacrifié et laissé en dehors, la ville ainsi forclose représente un rectangle d’environ 1 200 m sur 600 m ; sa superficie est rapportée à 70 hectares Ces troubles et les premières invasions entraînent certainement un ralentissement des activités artisanales.
Une production nouvelle, la vigne, fait son apparition à partir de 283, date de l’autorisation accordée par l’empereur Probus,. Ce vignoble se propage rapidement dans les alentours de la ville où apparaît également le mirabellier.
De la fin du IIIe siècle ou du début du IVe siècle date la construction de l’édifice connu sous le nom de basilique de Saint-Pierre-aux-Nonnains qui deviendra plus tard l’église de l’abbaye. Certains y voient une basilique civile, d’autres la palestre d’un ensemble thermal voisin.

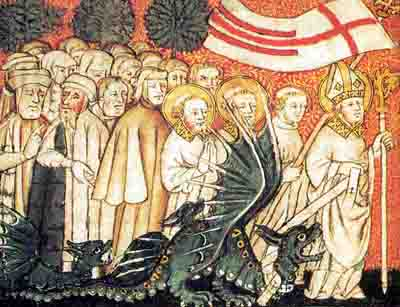
Saint Clément conduit le Graoully sur les bords de la Seille.

En 297, la cité des Médiomatriques est intégrée dans la Belgique première et perd son territoire à l’ouest avec l’émergence de la cité de Verdun. Par contre, Metz bénéficie de la proximité de Trèves promue au rang de capitale de l’Empire. L’axe de communication Rhin-Rhône permet une diffusion plus rapide que dans le reste de la Gaule des nouvelles idées religieuses. L’Église de Metz est l’une des plus anciennes avec celles de Reims et de Trèves. La diffusion du christianisme arrive à Metz à la fin du IIIe siècle, vers 280, avec le premier évêque, Clément. Prudent, l’évêque s’installe dans les vestiges de l’amphithéâtre. Il établit un sanctuaire, l’église Saint-Pierre-aux-Arènes, dans la fosse du grand amphithéâtre désaffecté. Ses traces ont été retrouvées par les fouilles allemandes de 1902, lors de la construction de la gare. Il faudra attendre les édits de tolérance de 311 et 313 pour que le christianisme sorte de la clandestinité et de la confidentialité.
Au IVe siècle, le nom Divodurum Mediomatricorum n’est plus d’usage, on rencontre la forme dérivée et simplifiée de Médiomatrix, laquelle finira par aboutir au nom de Mettis, rencontré pour la première fois vers 400 et duquel est issu le nom de Metz.
Au Ve siècle, alors que les troupes d’Attila franchissent le Rhin et déferlent sur la Gaule, Livier revient prendre la tête de l’armée messine vers l’an 450. Les Huns tentèrent un premier siège de la ville puis s’en allèrent ravager les villes de Toul, Dieuze et Scarpone. Lorsqu’ils revinrent attaquer la ville le 7 avril 451, les défenseurs étaient largement inférieurs en nombre et la ville fut largement incendiée, pillée et sa population fut décimée. Seul subsista l’oratoire dédié à saint Étienne et situé à l’endroit de la cathédrale actuelle.
Défaits peu de temps après, les Huns repassent le Rhin et laissent le champ libre aux Francs.
L’oratoire de Saint-Étienne est dans les grâces divines et devient alors fort populaire. On parle de miracle. Il accueille le siège de l’évêque et devient en quelque sorte la première cathédrale de Metz, à l’intérieur même de celle-ci.

### La capitale de l’Austrasie
Metz est la capitale du royaume d’Austrasie durant deux siècles de la période franque, de 511 à 751.
En 511 à la mort de Clovis, unificateur du peuple franc, ses enfants se partagent son royaume. Thierry Ier reçoit la région nord-est baptisée Austrasie. Thierry Ier fixe sa capitale à Reims, puis se ravise et la fixe à Mettis, qui occupe une partie plus centrale. Lui et ses successeurs relèveront la cité dont la population est alors estimée entre 5 000 et 10 000 habitants. Il construit son palais sur la colline Sainte-Croix dont la tradition a conservé le souvenir sous le nom de Cour d’Or. C’est aujourd’hui le nom des musées situés à cet endroit.
À la mort de Clotaire en 561, Sigebert Ier reçoit en héritage la partie orientale du royaume avec Reims pour capitale. Mais en 566, il célèbre à Mettis son mariage avec Brunehilde, la fille du roi des Wisigoths dont les noces sont chantées par le poète Venance Fortunat. Il choisit alors la ville comme résidence principale et en fait la capitale d’Austrasie. Lors du règne de Sigebert, la charge de maire du palais est pour la première fois mentionnée. Depuis le palais, Brunehilde joue un rôle politique de premier rang sur tout le pays pendant près d’un demi-siècle, ce qu’elle va faire avec toute son énergie, en secondant son fils Childebert II, proclamé roi d’Austrasie à Metz à l’âge de cinq ans, puis son petit-fils, Thibert II.
Ses successeurs abandonnent le soin de gouverner à leurs maires du palais. À l’origine, simples intendants au palais de la Cour d’Or, ils deviennent rapidement une sorte de premier ministre, occupant la première place dans les conseils de la Cour. Exerçant la réalité du pouvoir, ils finissent, en un siècle, par rendre leur charge héréditaire.

### Le berceau des Carolingiens

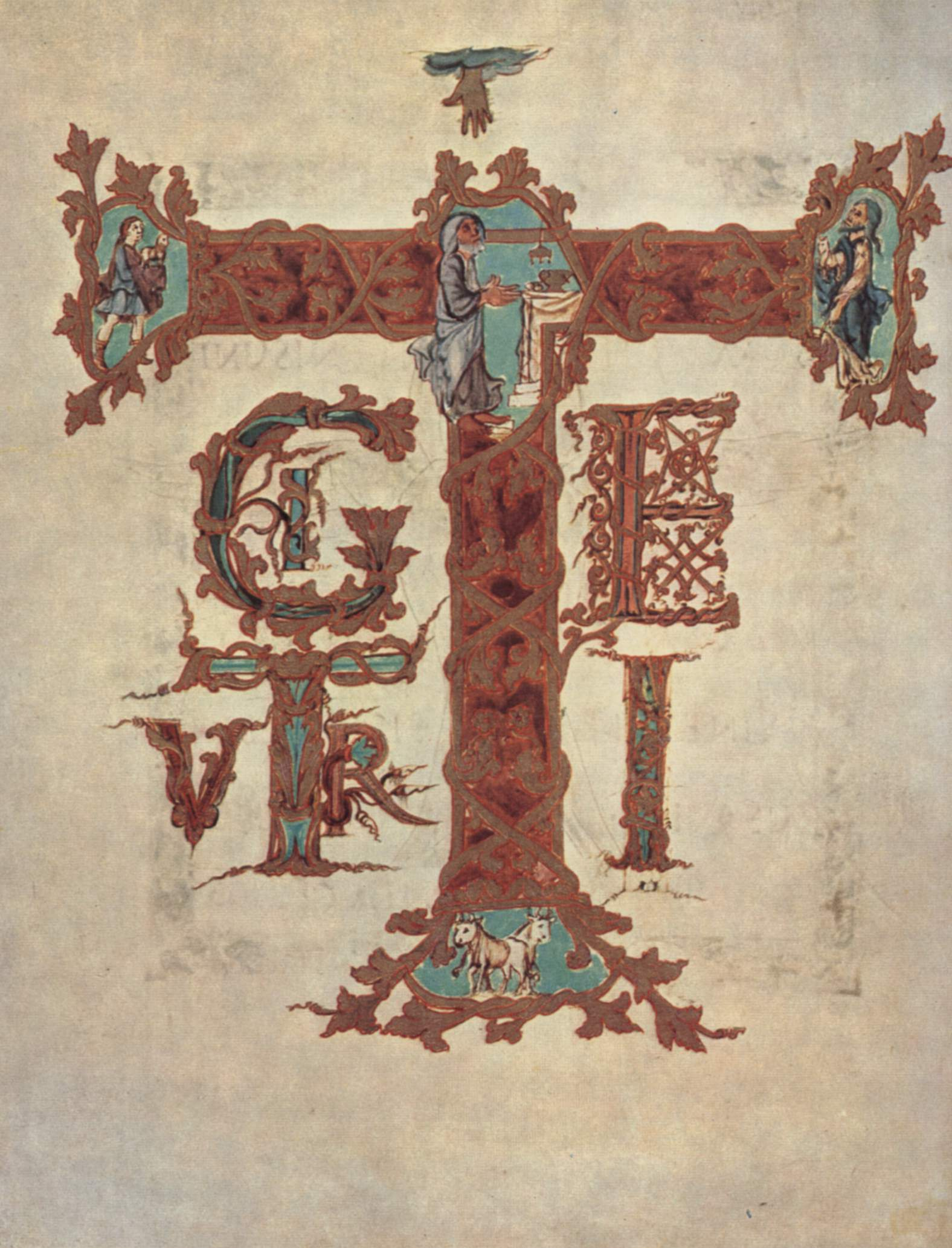
Page du sacramentaire de Drogon, IXe siècle, conservé à la Bibliothèque nationale.

L’Église prend une place importante au cœur de la ville : les édifices religieux se multiplient, de nombreuses nécropoles et lieux de cultes foisonnent à l’extérieur des remparts de Metz, et notamment au Sablon, surnommé alors quartier des Basiliques. En tant que capitale austrasienne, la ville messine avait vu en son sein la montée en puissance des pouvoirs religieux (vingt paroisses, soixante-sept églises, huit abbayes bénédictines intra-muros pour une population aux alentours de trente mille habitants à cette époque) et du pouvoir spirituel auquel allait bientôt être rattaché un pouvoir bien plus temporel, avec la disparition des comtes héréditaires notamment, vers le Xe siècle : l’épiscopat messin s’étant enrichi, il possédait des terres à l’envi, qui rapportaient à la ville des richesses incomparables. L’évêque Chrodegang fonde l’abbaye de Gorze à vingt kilomètres au sud de Metz qui devient un important foyer du chant messin — nommé à l’époque CANTILENA METENSIS. Mais les nombreux ennemis et envieux sont le revers de la médaille. Elle s’en protégeait par d’épais remparts.
C’est à Metz que naît la dynastie des Carolingiens, inaugurée par Pépin le Bref en 751, descendant de deux familles de l’aristocratie austrasienne : celles d’Arnoul, évêque de Metz (les Arnulfiens) et de Pépin de Landen, maire du palais (les Pépinides). La ville cesse d’être capitale, tout en restant un des grands centres intellectuels des Gaules. Elle reçoit périodiquement la cour carolingienne alors que son abbaye Saint-Arnould devient la nécropole des Carolingiens et abrite les dépouilles des sœurs et de la première femme de Charlemagne, ainsi que celle de l’empereur Louis le Pieux. Charlemagne eut de constantes préoccupations pour Metz, dont il favorisa tout particulièrement l’Église et donna une impulsion nouvelle à sa célèbre école.
Une décision prise en 775 par Charlemagne et connue sous le qualificatif de « grand diplôme » est à l’origine du pouvoir temporel de l’évêque de Metz et devait déboucher sur la constitution d’un État indépendant. L’évêque bénéficie désormais de l’immunité pour tous ses biens. Ses possessions territoriales sont soustraites à l’action des juges royaux qui ne pouvaient y pénétrer. L’évêque et ses sujets échappent à la justice royale et aux impôts. Mais ces droits enlevés au gouvernement royal sont accordés à l’évêque qui a juridiction sur son clergé et sur ses sujets et perçoit les impôts.
Cette immunité s’étend à toutes les possessions de l’église de Metz, situées soit dans le pays messin, soit dans les pays voisins. Du Ve siècle au VIe siècle, elle a posé les bases de son futur État en incorporant les donations de toutes les premières églises situées dans les bourgades le long de la voie Metz-Strasbourg. Sous l’évêque Drogon, ces possessions débordent les limites du diocèse et se rencontrent en Alsace, dans la région de Liège et jusqu’en Aquitaine.
Réorganisée par Charlemagne, l’école de Metz atteint la célébrité sous l’épiscopat de son fils naturel Drogon. On y enseignait le latin, un peu de sciences, le catéchisme et aussi les arts mineurs. Quelques-uns de ses élèves laissèrent leur nom à la postérité : Amalaire, Aldric. Cette école possédait en outre une remarquable école de chant grégorien, sans doute la première de l’empire. Le pape lui-même y aurait envoyé des maîtres experts et sa réputation fut telle que pendant un certain temps, le chant grégorien fut appelé chant messin.
Cette école de Metz consacra également une partie de son activité à la copie de manuscrits, d’où le développement d’un remarquable foyer artistique d’où sortirent les plus habiles miniaturistes du temps, qui décorèrent et ornèrent les superbes ouvrages du IXe siècle. Le chef-d’œuvre en a été le sacramentaire de Drogon, qui se trouve aujourd’hui à la bibliothèque nationale. Tout y mérite l’admiration : la calligraphie, les miniatures, les plaques d’ivoire sculptées servant de couverture.
En démembrant l’Empire carolingien par le traité de Verdun en 843, les petits-fils de Charlemagne ouvrirent cette bien longue querelle qui allait durer jusqu’au XXe siècle. L’Austrasie revient à Lothaire Ier. Metz devient la capitale du royaume de Francie médiane et certains conciles s’y tiennent. En 855 par le traité de Prüm, son cadet Lothaire II en reçoit la partie nord qu’il appellera Lotharingie. En 925, Metz, enjeu de cette lutte, passe sous la coupe des rois de Germanie.
En 959, après le partage de la Lotharingie par l’évêque Brunon de Cologne, la Haute-Lotharingie devient le duché de Lorraine. Metz et son territoire deviennent indépendants et sont intégrés au Saint-Empire romain germanique, siège d’un évêché disposant du pouvoir temporel.

### Les Templiers et les Hospitaliers
Les Templiers s’installent dans cette ville libre du Saint-Empire romain germanique dans les dernières décennies du XIIe siècle,. Outre les Templiers, œuvraient à Metz les Hospitaliers du Petit-Saint-Jean et les Teutoniques de Sainte-Élisabeth, installés près de la porte des Allemands. La première donation à l'ordre du Temple date de 1147, c'est à la fin du XIIIe siècle que les Templiers déplacent leur siège dans le sud-ouest de la ville, à proximité de l'église Saint-Pierre-aux-Nonnains.
Dans le Royaume de France, l’ordre du Temple est dissous en 1312. Dans le Saint-Empire romain germanique, peu d'arrestations de frères servants du Temple eurent lieu. Aucun d'entre eux ne fut exécuté. Le synode de la province ecclésiastique de Trèves, dont dépendaient les diocèses de Metz, Toul, Verdun, fut réuni, et prononça simplement une sentence d'absolution. Ainsi, les Templiers purent se maintenir dans le Pays messin et le duché de Lorraine. Restés sous la protection des seigneurs locaux, certains commandeurs templiers, devenus hospitaliers, purent même conserver leurs titres et prérogatives,.

### Metz la riche

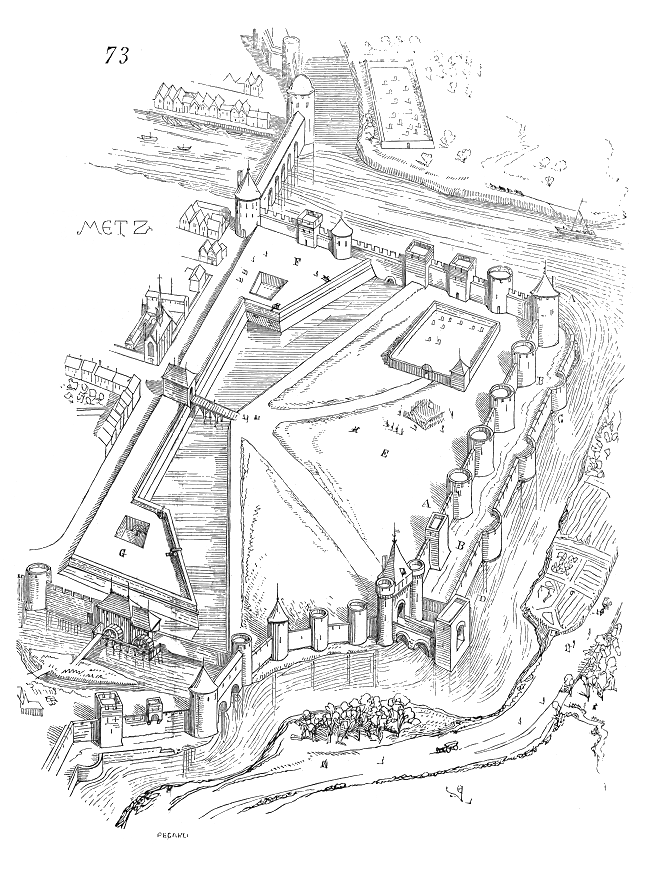
Les portes médiévales en Chandellerue et Sainte-Barbe dans leur état en 1856

La cité épiscopale s’approprie peu à peu les droits d’une « ville libre » du Saint-Empire romain germanique. La bourgeoisie s’enrichissant, elle fait de Metz au XIIIe siècle une république oligarchique, gouvernée par un collège d’échevins à la tête duquel le maître-échevin est élu pour un an. Comme à Nuremberg, les institutions de cette république sont l’apanage d’un cercle de familles riches, ici regroupées à travers six « paraiges ». À la différence de Mayence, Strasbourg ou Bâle, Metz conserve un patriciat suffisamment puissant pour tenir tête aux nouvelles corporations d’artisans du XIVe siècle.
Les XIIIe et XIVe siècles constituent l’une des périodes les plus prospères dans l’histoire de Metz, qui compte alors près de 30 000 habitants soit la plus grande concentration urbaine de Lorraine. Ses foires sont très fréquentées et sa monnaie, la première de la région jusqu’en 1300, est acceptée dans toute l’Europe. On reste étonné de la facilité avec laquelle les bourgeois messins ouvrent leurs coffres aux grands personnages de l’époque, empereurs, ducs, évêques ou comtes. Ainsi, Édouard Ier de Bar emprunte sans problème en 1315 la coquette somme de 19 000 livres tournois et 112 sols d’or à Dame Poince, épouse de Nicolas de la Court.
Les changeurs de Metz, dont la corporation était organisée par les évêques depuis le XIIe siècle, prêtent eux aussi aux marchands, comme aux princes, voire à l’empereur. L’un d’eux, Charles IV, y organise la diète de Metz et promulgue le 25 décembre 1356, la fameuse « Bulle d’or », réglant définitivement les élections impériales du Saint-Empire romain germanique. Cette richesse attise les convoitises et entraîne la cité messine dans des conflits récurrents avec ses voisins. Dans cette lutte d’influences, tous les prétextes sont valables, y compris les plus insignifiants. Le siège de Metz de 1371 opposa ainsi le duc Jean Ier de Lorraine, aux « citains » de la République messine, chaque camp étant renforcé par des compagnies de mercenaires, menées notamment par Pierre de Bar, les bretons Jean et Hervé de Malestroit, le gallois Yvain de Galles, Jehan Rallevat, ou encore Reau Ruit.

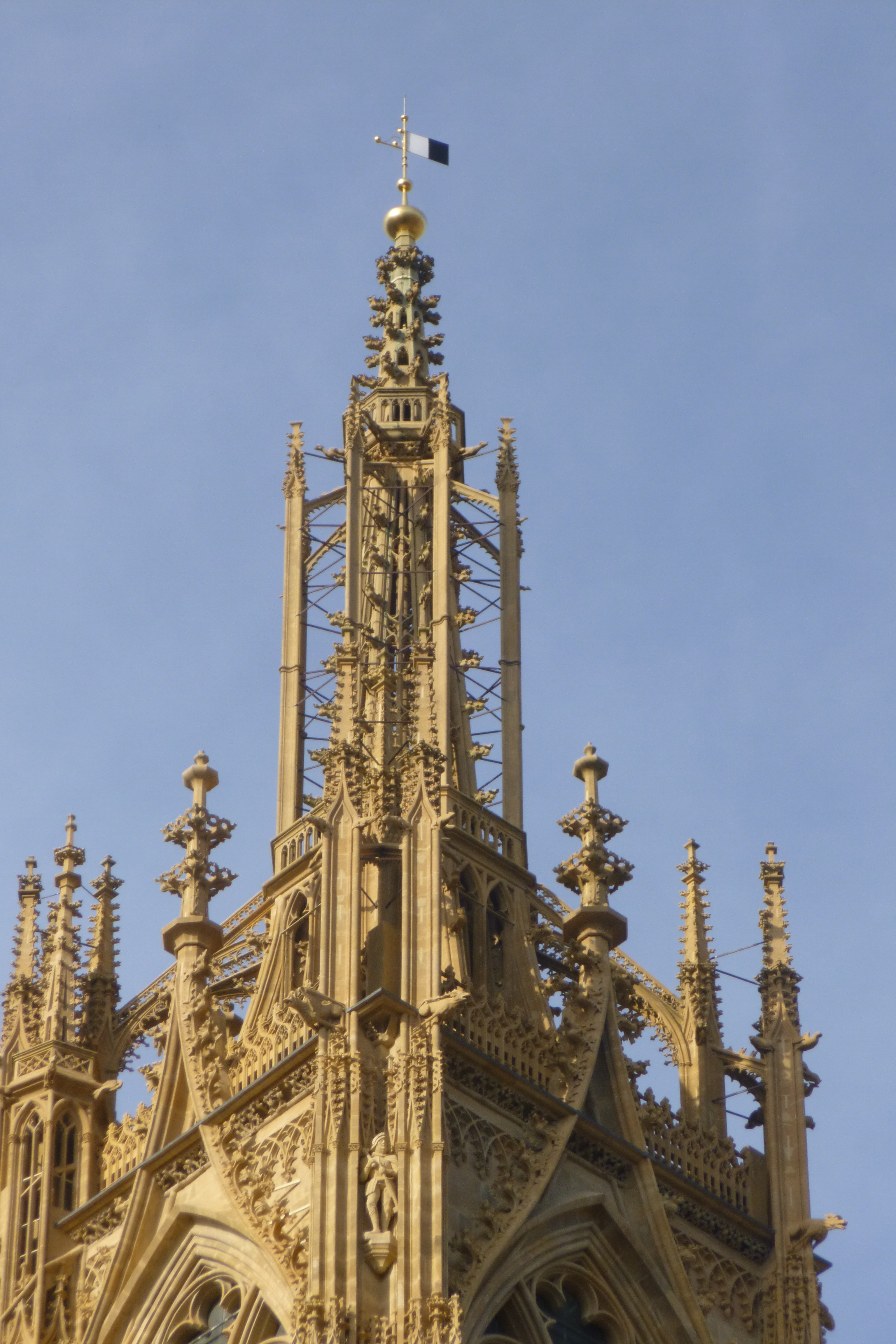
Tour de la Mutte de la cathédrale et beffroi de la cité au Moyen Âge

La peste apparaît à Metz et dans le Pays messin en 1423 ; trois ans plus tard, le bilan est de 16 000 morts.
Après la guerre des Quatre Seigneurs opposant Jean Ier de Bohême, Baudouin de Luxembourg, Édouard Ier de Bar et Ferry IV de Lorraine à la cité messine (1324), Metz est de nouveau assiégée au cours de la guerre de la Hottée de pommes par Charles II de Lorraine, René d'Anjou et Bernard Ier de Bade en 1428, sans succès.
En 1438, une nouvelle épidémie de peste fait 20 000 victimes.
En 1444, lors du siège de Metz, Charles VII et son beau-frère René d'Anjou assiègent de nouveau la ville, réussissant cette fois à rançonner les citadins. Le petit-fils de René d’Anjou, Nicolas de Lorraine tentera lui aussi d’assiéger Metz en 1473, mais avec beaucoup moins de succès. La prospérité de la République messine décline à partir de la fin du XVe siècle. Les épidémies, la guerre sans fin que lui font les ducs de Lorraine, et le climat d'insécurité qui règne encore à cette époque, comme en témoigne le siège de la cité par Sickingen, en 1518, en sont en partie responsables. C'est dans ce climat d'insécurité durable que fut signé le 13 janvier 1533, un « traité d'amitié, union, alliance et confédération », entre le duc Antoine de Lorraine et la cité messine, traité ratifié en avril de la même année, par le cardinal Jean III de Lorraine.
Metz est une des dix premières villes de France où se développent l’imprimerie et la typographie. Les premiers imprimeurs connus sont Jean Colini et Gérard de Villeneuve en 1482. Sur le plan religieux, la proximité de la Suisse et l’appartenance au Saint-Empire romain germanique favorisent l’adoption de la Réforme dès les années 1520. La ville devient un important foyer protestant, qui ne disparaîtra qu'après la révocation de l’édit de Nantes.

### Annexion de Metz à la France

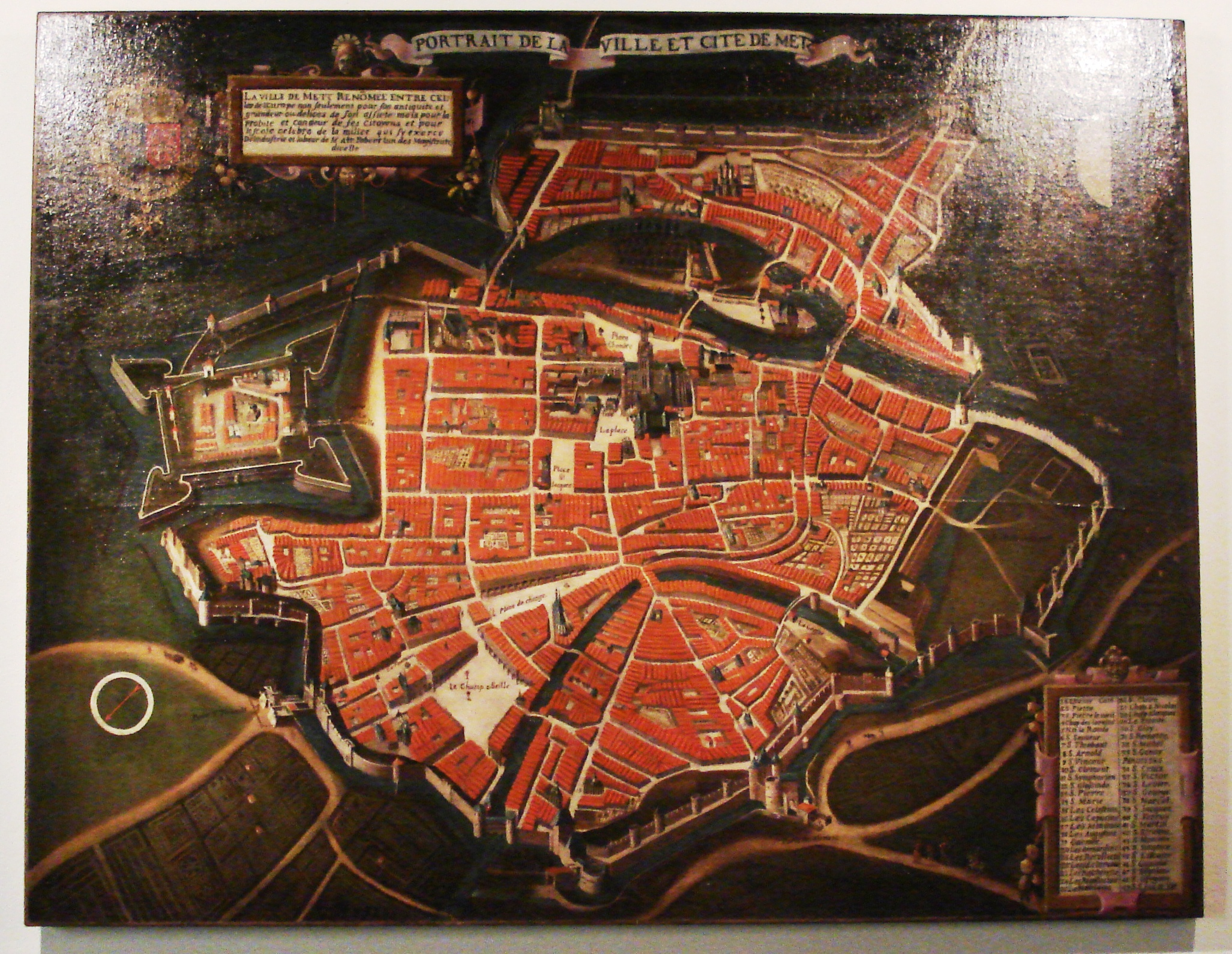
Portrait de la ville et cité de Metz à l’époque de la Renaissance. Coll. du musée de la Cour d'Or

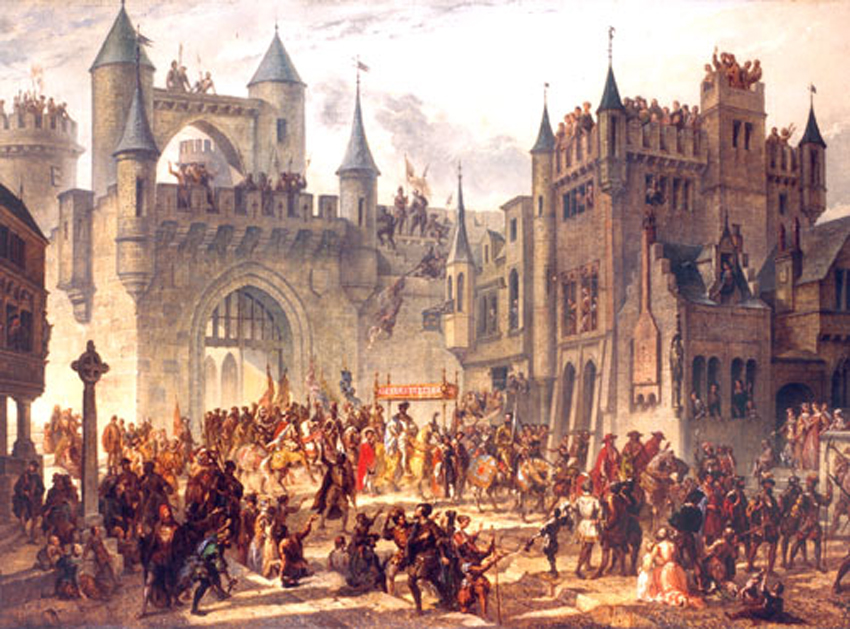
Fin de la République messine. Entrée à Metz d’Henri II (roi de France) le 18 avril 1552. Huile sur toile d’Auguste Migette, vers 1850. Musée de la Cour d'Or

En 1552, le roi de France Henri II s’empare des Trois-Évêchés Metz, Toul et Verdun. Après l'entrée des troupes d'Anne de Montmorency dans la ville grâce à la complicité de certains paraiges, Henri II fait son entrée solennelle à Metz le 18 avril 1552. Il promet à la ville de conserver ses droits et usages locaux. Charles Quint, voulant reprendre ces villes du Saint-Empire, organise le siège de Metz. La ville, défendue par le duc François de Guise, reste aux mains des troupes françaises. Le siège est levé en janvier 1553. Si l’empereur garde officiellement sa souveraineté sur la cité, Metz reçoit une garnison française permanente et se voit dotée d'une nouvelle citadelle dès 1561. Dans les Trois-Évêchés, réunis ainsi par un artifice diplomatique au royaume de France, s'installe alors un régime original, celui de la protection, où les anciens pouvoirs des villes issues du Saint-Empire romain germanique sont peu à peu absorbés par les organismes mis en place par l’administration royale. Malgré les prières répétées des Messins à la Diète d'Empire, la question des Trois-Évêchés ne sera plus à l'ordre du jour des assemblées impériales à partir de 1582
 . Cette annexion de facto sera ratifiée de jure par les traités de Westphalie, en 1648. Metz devient une place forte du royaume de France, tandis qu’elle continue de se développer.
Henri IV séjournera dans la ville du 15 au 21 mars 1603 dans le but d'apaiser la révolte de ses habitants qui s'étaient mutinés contre Roger de Comminges sieur de Saubole que le duc d'Épernon leur avait imposé comme gouverneur.

### La Paix française

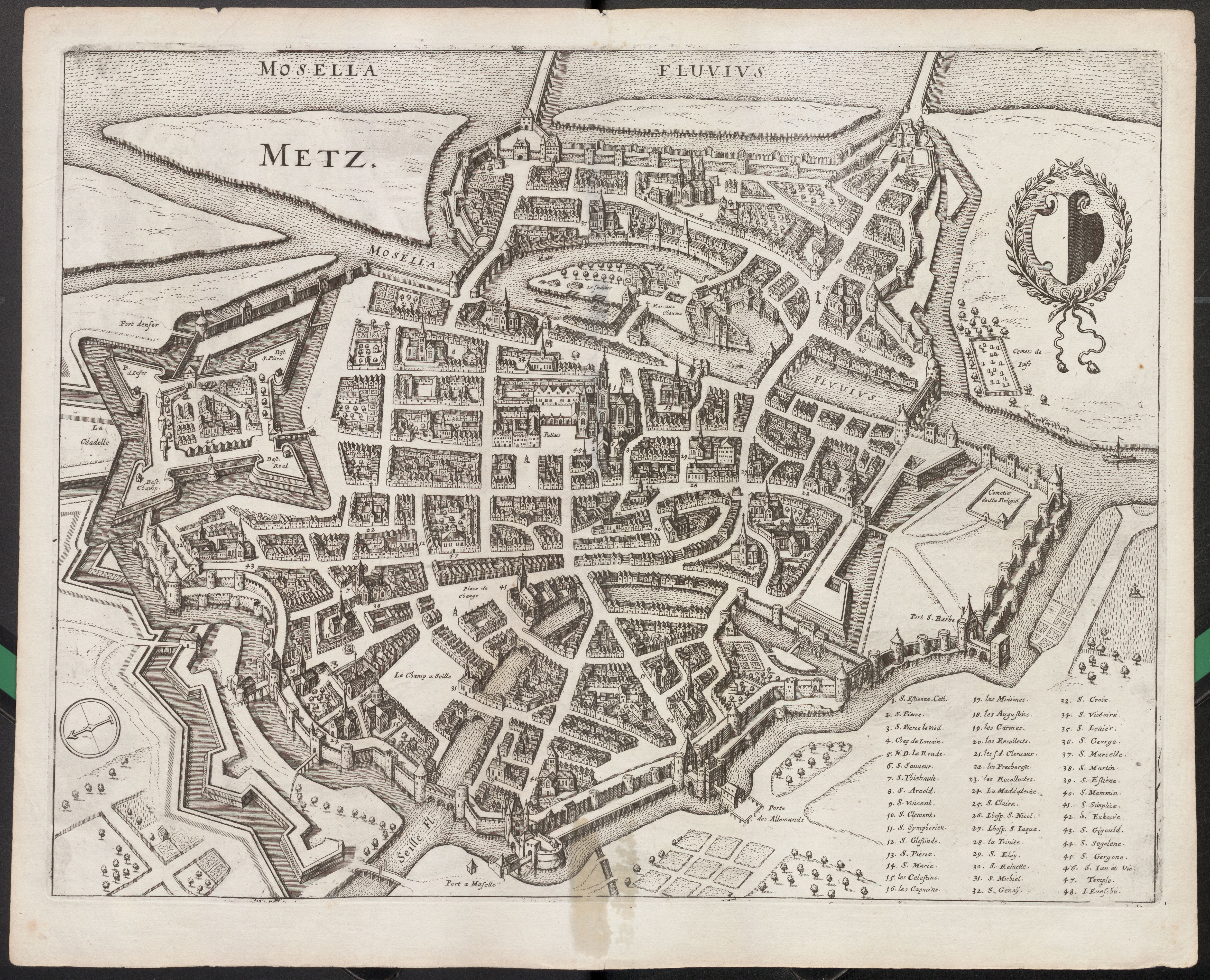
Metz au XVIIe siècle

Sur le plan religieux, les juifs, dont la présence est attestée du IXe au XIIe siècle, sont de nouveau autorisés à s’installer à Metz en 1565. La communauté prospérera tout au long des XVIIe siècle et XVIIIe siècle, pour atteindre 2 400 personnes en 1842. Après la révocation de l’édit de Nantes, les huguenots messins fuient en Hollande et en Allemagne, pour échapper aux dragonnades de Louis XIV. L’émigration messine des huguenots vers Berlin, qui cause un réel préjudice à l’économie locale, se traduit en revanche à Berlin par un doublement de la population. Cette émigration se poursuivra tout au long du XVIIIe siècle, vers l'Allemagne, mais aussi vers le Nouveau Monde.
Sur le plan politique, la ville devient le siège d’un parlement en 1633, puis d'un bailliage en 1634. Les "Treize" sont supprimés peu après en 1640. Metz ne passe juridiquement sous souveraineté française, en tant que capitale de la province des Trois-Évêchés, qu’en 1648. Le 10 mai 1636, le parlement est transféré à Toul, avant d’être réinstallé à Metz le 1er décembre 1658. Le parlement des Trois-Évêchés sera provisoirement supprimé le 10 octobre 1771, pour être remplacé par la Cour souveraine de Nancy, avant d’être réinstallé le 26 septembre 1775 à Metz, jusqu’à ce que l’Assemblée Nationale décide de sa suppression définitive le 3 novembre 1789.
Sur le plan militaire, la ville conserve un rôle stratégique important tout au long du XVIIe siècle. Si le Pays messin n'échappe pas aux misères de la guerre de Trente Ans décrites par Jacques Callot, la ville de Metz est préservée derrière ses remparts. Sous le règne de Louis XIV, le rôle de place forte de la cité messine est encore renforcé. Vauban s’en exprime au roi sur le rôle qu’il lui attribue en ces termes : « Les places fortes du royaume défendent leurs provinces, Metz défend l’État. ». En 1678, ce dernier conçoit un premier « Projet général de fortifications » pour la ville de Metz. À peine vingt ans plus tard, en 1698, un second « Projet général de fortifications » est conçu pour renforcer les défenses de la ville. Les travaux de fortifications se poursuivront tout au long du XVIIIe siècle.

### Des Lumières à la Révolution
La ville s'embellit au XVIIIe siècle. Le maréchal Charles Louis Auguste Fouquet de Belle-Isle, acquis aux idées des Lumières, décide de repenser l’urbanisme de Metz dès 1728. Après avoir doté la ville d’un nouveau théâtre sur l’Île du petit Saulcy, il souhaite aérer le quartier de la cathédrale, en y créant une place royale centrale, entourée de plusieurs bâtiments publics. Après vingt ans de négociations avec le clergé et les bourgeois messins, il fait finalement appel à l’architecte Jacques-François Blondel pour mener à terme le projet de l’Hôtel de ville de Metz. Ce projet ambitieux est suivi, en 1764, par la construction d'un nouveau portail néoclassique pour la cathédrale. Charles-Louis Clérisseau se charge en 1777 des plans de l'hôtel du Gouvernement, actuel Palais de justice de Metz, dans un style des plus classiques. La construction d'un nouveau palais épiscopal, le marché couvert actuel, est entreprise. Le Parlement de Metz est supprimé en 1775. Le souffle des Lumières se fait sentir dans la cité, où plus de sept loges maçonniques fleurissent, et jusque dans les abbayes messines, où les bibliothèques s'enrichissent de nombreux ouvrages encyclopédiques. Après l'élection de Pierre-Louis Roederer en octobre 1789, Metz devient le chef-lieu du nouveau département de la Moselle en 1790.

### Du Premier au Second Empire

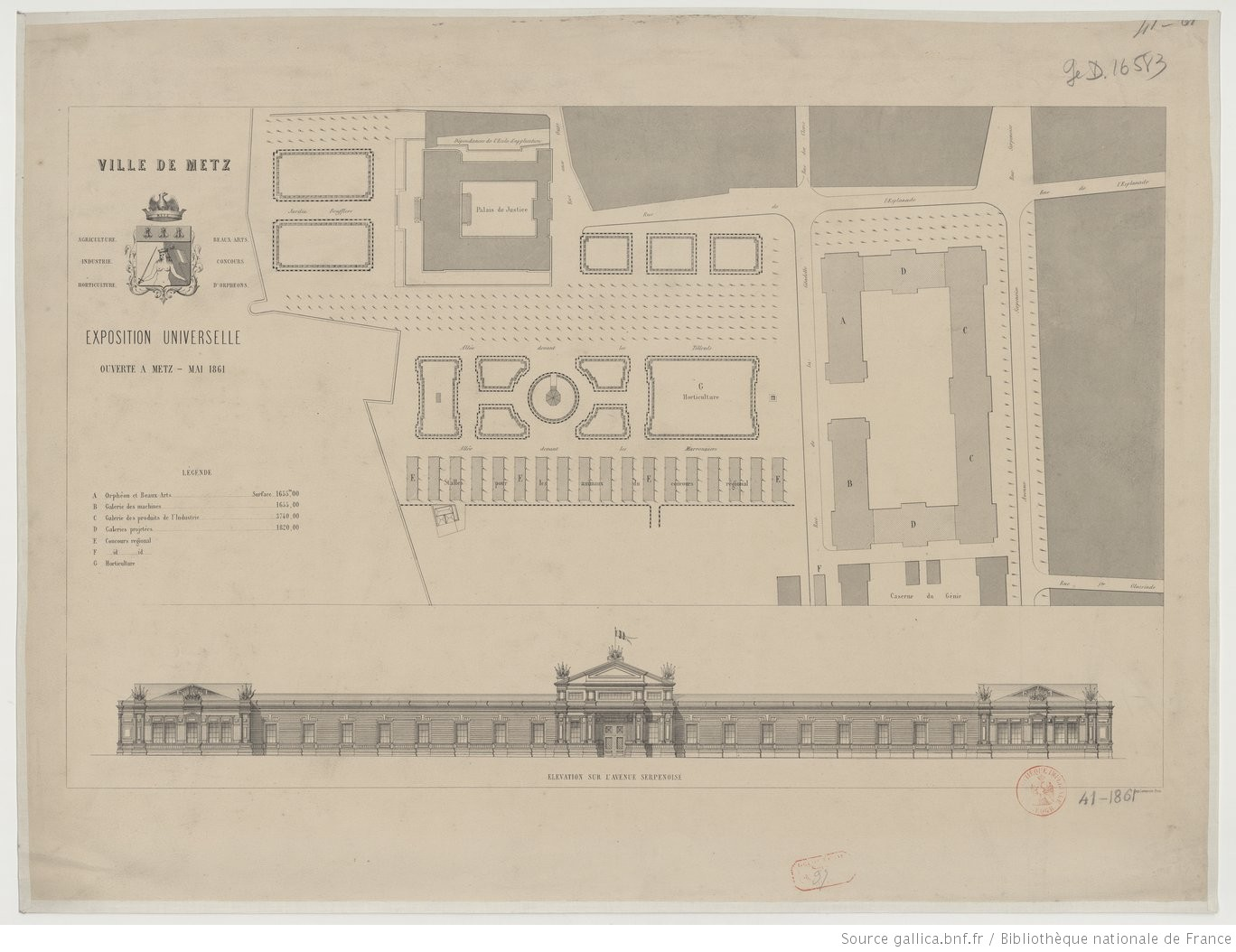
Plan de l'exposition universelle de Metz de 1861, crédit BNF

En 1802, l'école royale d'artillerie de Metz fusionne avec l'école du génie de Mézières, donnant naissance à l'École d'application de l'artillerie et du génie. En 1808, l'Académie de Metz est créée avec un lycée et une faculté des Sciences. Au cours des dernières campagnes de Napoléon Ier, à deux reprises en 1814 et 1815, la ville est assiégée par les forces coalisées. Elle ne se rend qu’à partir du moment où Napoléon signe la capitulation, lorsque la nouvelle atteint Metz. Pour ne pas avoir capitulé, la ville est surnommée la « forteresse de l’Est ».
En 1830, Metz approuve la révolution parisienne. En 1852, le chemin de fer arrive à Metz, ce qui entraîne de profonds changements territoriaux, après la création de la voie ferrée reliant Devant-les-Ponts au Sablon, et l'édification d'une nouvelle gare en dehors des remparts, en plus de celle de Metz-Nord. La ville est désormais reliée à Réding, Lérouville, Zoufftgen. En 1861, une Exposition universelle ayant trait à l’agriculture, l’industrie, l’horticulture et les beaux-arts se tient sur l’esplanade,. Elle est inaugurée par l'empereur et l'impératrice dont la beauté fait sensation.
En 1866, après la bataille de Sadowa, l’état-major français se rend compte du fait que les murailles de défense de la ville ne pourraient résister à une invasion de l'armée prussienne. Ces murailles n'avaient été modernisées qu'à l'époque de Vauban et, bien qu'elles aient été rénovées depuis, elles n'apparaissent pas en mesure de résister à une attaque de l'artillerie moderne des prussiens. L'état major français décide alors de renfoncer les défenses de Metz par l'implantation de quatre forts détachés en des points stratégiques : Plappeville, Saint-Julien-lès-Metz, Queuleu et Saint-Privat. La construction de ces forts n'est pas totalement achevée lorsqu'éclate la guerre en 1870.

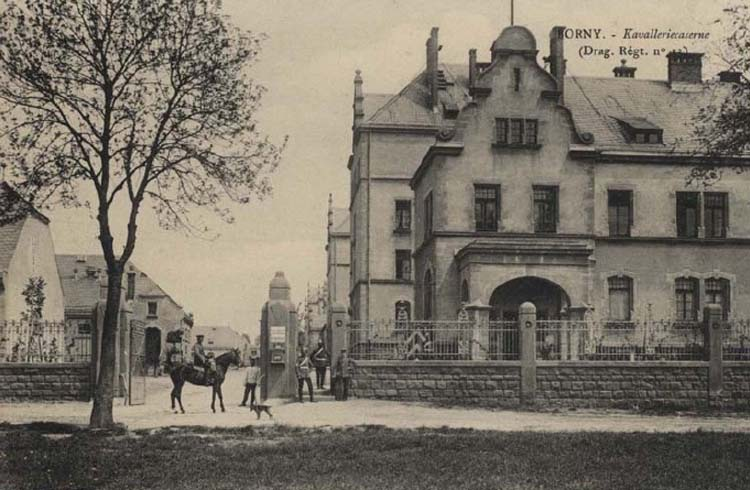
La caserne Bridoux de Borny au début du XXe siècle, aujourd'hui campus

### La guerre franco-prussienne (1870-1871)
Pendant la guerre franco-prussienne de 1870, l’armée impériale du maréchal français Bazaine s’est réfugiée à Metz. Après la bataille de Borny-Colombey le 14 août à l’est de la ville, puis celle de Saint-Privat–Gravelotte à l’ouest le 18 août, Metz est assiégée le 20 août et capitule le 28 octobre. Les troupes allemandes pénètrent dans la ville le lendemain. Abandonnée par la majorité des députés français, y compris les députés lorrains de la Meurthe, qui ont voté à la quasi-unanimité sa cession, « la plus forte citadelle de la France » est rattachée au nouvel Empire allemand le 10 mai 1871, conformément au traité de Francfort. Metz devient le chef-lieu du Bezirk Lothringen ou « District de Lorraine », intégré au nouveau Reichsland Elsaß-Lothringen et le reste jusqu’en 1918.

### Sous l’Empire allemand (1871-1918)

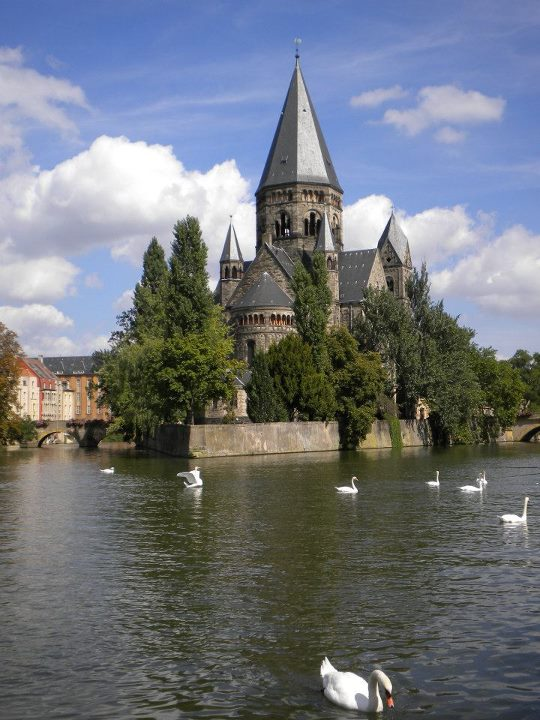
Le Temple neuf (1901) et le jardin d’Amour à l’extrémité de l'île du Petit-Saulcy

Malgré le départ d’une importante portion de ses élites et de dix à quinze-mille[Quoi ?] qui optent pour la France, la ville continue de s’agrandir et de se transformer, dominée par la personnalité de son évêque français Paul Dupont des Loges qui est élu député au Reichstag et dont il va devenir l’un des « députés protestataires ». L’émigration de Mosellans vers la France, en particulier vers Nancy et Paris, commence dès l’armistice et se poursuit pendant une vingtaine d’années. La germanisation de la ville et de ses habitants, inexorable du fait du renouvellement des générations et de l’installation d’immigrés allemands, se fait progressivement. Ces derniers deviennent majoritaires à Metz, dès les années 1890.
Comme dans le reste de la Moselle, l’enseignement du français est supprimé dans les écoles primaires, où les instituteurs allemands donnent l’enseignement en allemand. Le français est toutefois toléré, comme « langue étrangère », dans les établissements secondaires et dans quelques établissements bilingues. Mais les Messins de souche continuent logiquement à parler français en privé, par tradition ou par attachement à la culture française. Sous Guillaume Ier (1871–1888), on continue d’imprimer et d’importer des livres en français. Trois quotidiens francophones sont également tolérés face aux quotidiens germanophones Metzer Zeitung et Lothringer Zeitung. Le Lothringer Zeitung s’adresse principalement aux immigrés allemands, commerçants, fonctionnaires ou militaires et fait systématiquement la promotion du Deutschtum. Le Metzer Zeitung (1871–1918), journal indépendant, est en revanche plus critique à l’égard des pouvoirs publics, preuve d’une relative tolérance du pouvoir impérial. Remplaçant les sociétés musicales créées avant 1870, une trentaine de sociétés musicales et chorales voit le jour à Metz sous l'Annexion, de la Dilettanten Verein et le Metzer Liedertafel, au Kirchenchor Saint-Simon, en passant par le Metzer Liederkranz et le Gesangverein «Cecilia».

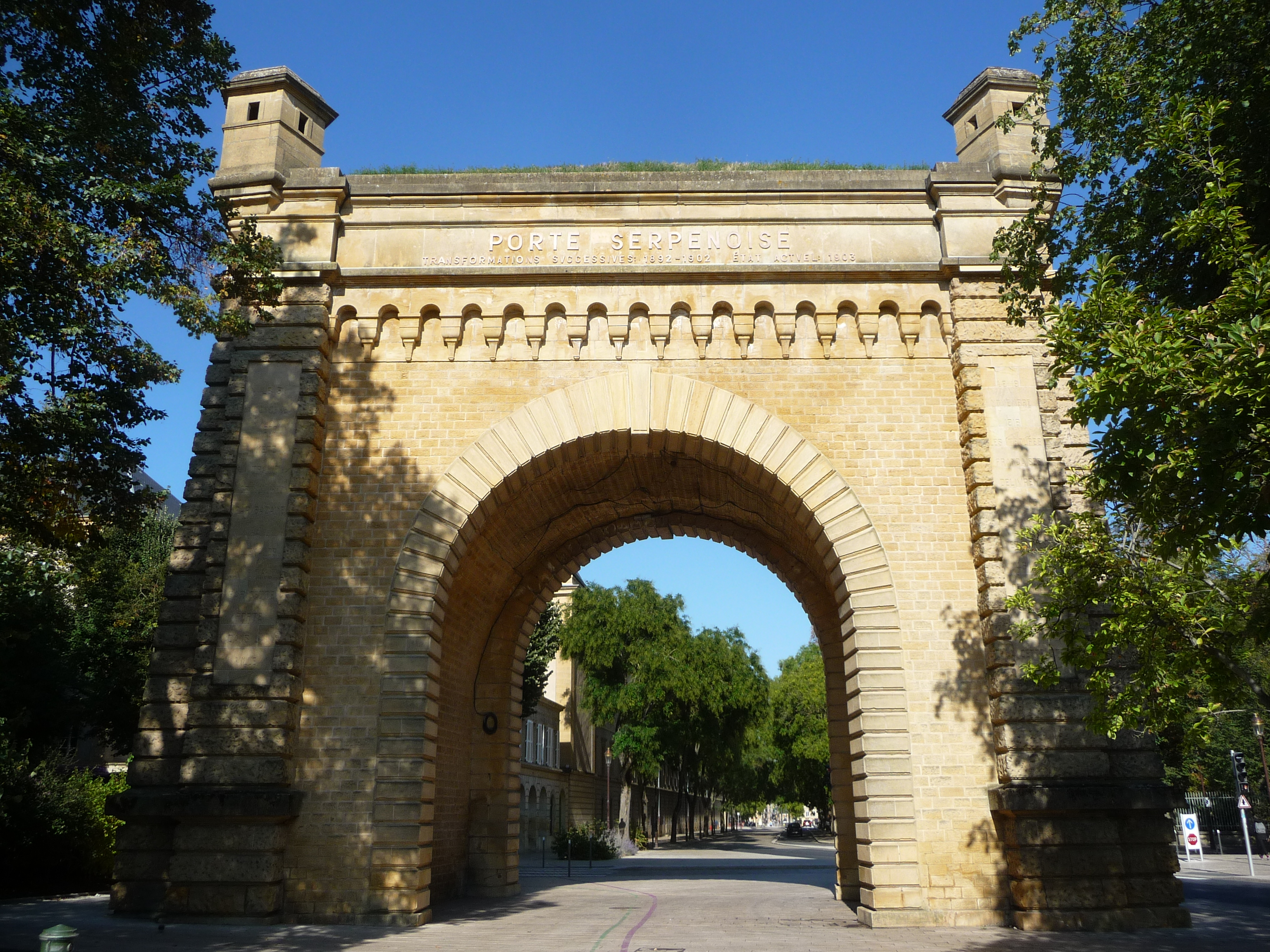
La porte Serpenoise (état actuel 1903), coiffée de son talus herbeux rappelle l’enceinte bastionnée dont elle est issue

Metz se transforme sous l’action des autorités allemandes qui décident de faire de son urbanisme une vitrine de l’empire wilhelmien. Une école de guerre est ouverte en 1872. De nombreuses casernes voient le jour après 1875. En 1898, le baron von Kramer, maire de Metz, demande à l’empereur Guillaume II la permission d’étendre la ville, au détriment des terrains militaires. L’empereur décide alors de détruire les fortifications de Cormontaigne en conservant la tour Camoufle, la porte Serpenoise et la porte des Allemands. En 1902-1903, l’architecte Conrad Wahn conçoit un plan d’urbanisme pour la Neue Stadt, l’empereur imposant ses conceptions architecturales pour les bâtiments publics. L’éclectisme architectural se traduit par l’apparition de nombreux édifices de style néo-roman tels la poste centrale, le temple protestant ou la nouvelle gare ferroviaire ; de style néogothique tels le portail de la cathédrale et le temple de garnison ; de style néo-baroque tels la chapelle Saint-Charles-Borromée et le palais de l'intendance, ou encore de style néo-Renaissance tel le palais du Gouverneur ou l'Hôtel des Arts et Métiers de Metz de l'architecte Gustave Oberthür. Des statues érigées à l’occasion de ces aménagements d’édilité glorifient l’empire. Une statue équestre monumentale de l’empereur Guillaume Ier est dressée sur l’Esplanade, une seconde statue, tout aussi imposante, du prince Frédéric-Charles, est élevée dans le jardin de Boufflers, tandis qu’une troisième statue de Frédéric III prend place non loin de la tour Camoufle . Comme dans d’autres cités du Reich, une tour Bismarck, est élevée à la mémoire du chancelier Otto von Bismarck (1871–1890) sur le mont Saint-Quentin.

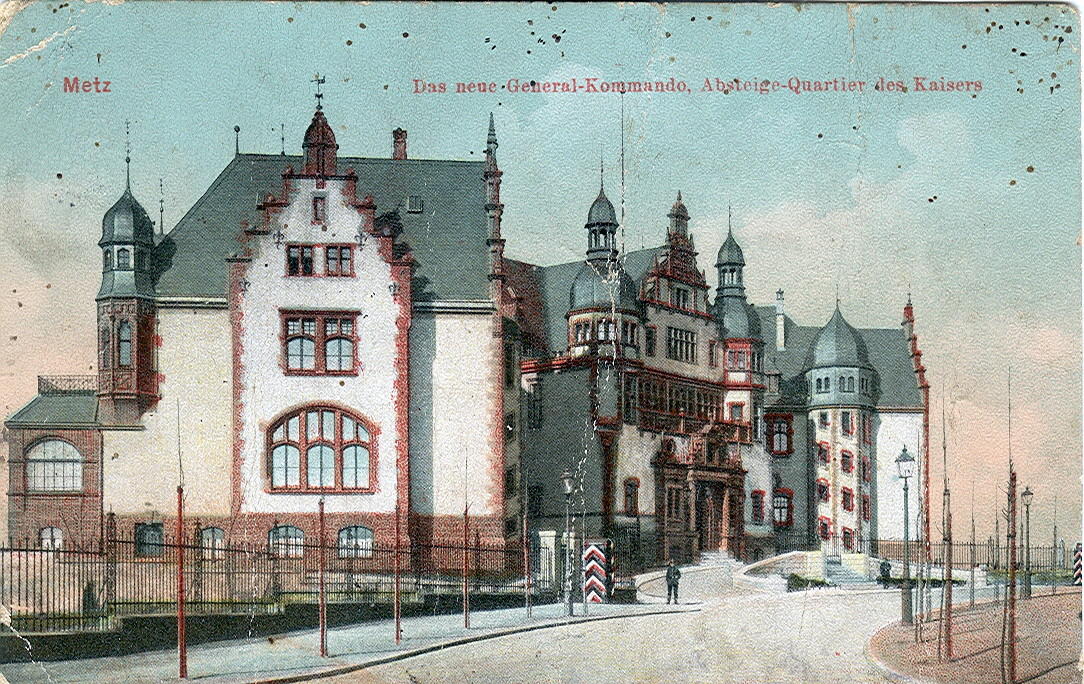
Carte postale de 1917 représentant le palais du Gouverneur construit dix ans auparavant

Après la construction de la nouvelle gare en 1907, le réseau ferroviaire messin est modifié. Deux gares supplémentaires sont mises en service sur l'agglomération pour desservir les quartiers Est et Nord: la gare de Metz-Abattoirs, rebaptisée plus tard « Metz-Chambière », avenue de Blida, et celle de Metz-Nord. De nouvelles lignes sont mises en place en 1908. En 1910, le maire Paul Böhmer peut écrire : « Une promenade à travers la ville convaincra chacun, qu’à côté du vieux Metz pittoresque de l’époque française, un Metz moderne est en train d’être érigé, qui doit sa création à l’initiative et la force de travail allemandes. »
Pour ce point stratégique majeur de la défense de l’empire — il s’agit d’un carrefour routier et ferroviaire de premier ordre — l’état-major allemand poursuit les travaux de fortification entamés par Napoléon III sous le Second Empire. Dès 1871, le système défensif de la ville avait profondément été corrigé, avec la construction d’une ceinture de forts éloignés de type « von Biehler » autour de l’agglomération, conformément au développement des techniques d’assaut. Lorsque le comte Gottlieb von Haeseler prend le commandement du 16e corps d’armée en 1890, Metz est devenue une place forte inexpugnable. Elle se présente sous l’aspect d’une ville de garnison allemande animée où se côtoient des Bavarois aux casques à chenille, des Prussiens et des Saxons aux casques à pointe et aux uniformes vert sombre, ou encore des Hessois aux uniformes vert clair. Cette garnison allemande oscille entre 15 000 et 20 000 hommes au début de la période , et dépasse 25 000 hommes avant la Première Guerre mondiale. Au hasard des mutations, les plus grands noms de l’armée allemande comme Göring, von Ribbentrop ou Guderian sont passés par Metz, acquérant la conviction que la ville était définitivement allemande.
Aux postes de commandement, beaucoup d’officiers allemands appartenant à l’aristocratie militaire prussienne sont affectés à la place forte de Metz, en particulier dans le XVIe corps d’armée. Ces officiers de carrière, avides de fêtes et de spectacles de qualité, s’installent avec leur famille à Metz. Ils participent ainsi à la vie culturelle locale et animent la vie mondaine de la cité : dans les salons ou à l’Opéra-théâtre de Metz, où l’on joue les œuvres de Wagner, on rencontre alors les Richtoffen, les Salmuth, les Gemmingen-Hornberg, les Zeppelin-Aschhausen, les Winterfeld ou les Bernuth. Les civils ne sont pas oubliés. Les 1er et 2 septembre 1906, Metz reçoit ainsi le spectacle Wild West de Buffalo Bill, pour quatre représentations.
Chaque année, l’empereur Guillaume II vient dans la cité lorraine, pour inspecter les travaux d’urbanisme et ceux des fortifications de Metz. Ses visites sont, pour la ville de Metz, l’occasion d’organiser des parades et des fêtes dignes d’un hôte impérial. Au cours d’une de ses visites, il déclare ainsi : « Metz et son corps d’armée constituent une pierre angulaire dans la puissance militaire de l’Allemagne, destinée à protéger la paix de l’Allemagne, voire de toute l’Europe, paix que j'ai la ferme volonté de sauvegarder. » En 1914, Metz, que survolent quotidiennement les zeppelins de Frescaty, est devenue la première place forte de l'Empire allemand,. La ville, bien défendue, ne sera pourtant pas épargnée par les combats de la Première Guerre mondiale.

### Première Guerre mondiale

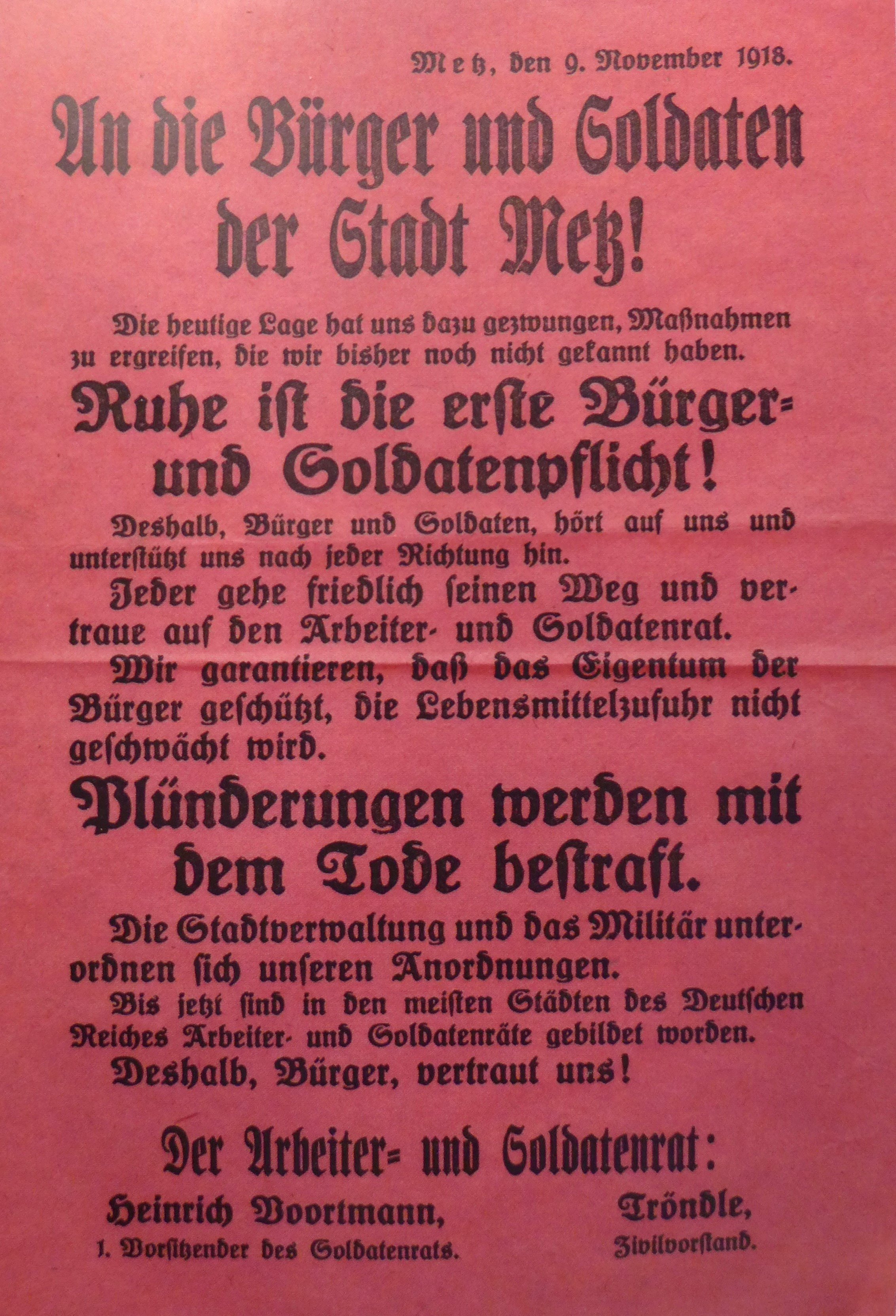
Metz, affiche de la proclamation de "Arbeiter- und Soldatenrat" de la ville de Metz, 9 novembre 1918, musée de la Guerre de 1870 et de l'Annexion à Gravelotte

Lorsque la Première Guerre mondiale éclate, les Mosellans se battent loyalement pour l’Empire allemand. Très rares sont les appelés qui désertent et, parmi eux, beaucoup tomberont au champ d’honneur sous l’uniforme allemand, sur le Front de l’Est, mais aussi à l’Ouest. Dès le début des hostilités, 15 000 civils sont évacués de Metz vers la Hesse. Les blessés étant nombreux, Metz est bientôt transformée en ville-hôpital, comptant jusqu'à 32 hôpitaux. Leur nombre sera ramené à 12 à la fin de la guerre. Rapidement, les camps se radicalisent, les autorités militaires interdisent les quotidiens francophones, censurent la presse et incarcèrent une poignée de sympathisants de la France à la forteresse d'Ehrenbreitstein . À Metz, Adrienne Thomas voit passer les soldats montant au front, les nombreux blessés qui en reviennent, mais aussi l'impressionnant matériel des armées allemande et austro-hongroise, destiné notamment au champ de bataille de Verdun.
Dans l'Empire allemand, les matières premières, mais aussi les produits de première nécessité, manquent cruellement. Malgré la protection de sa ceinture fortifiée, l'agglomération messine est touchée par les combats. Au fil du conflit, les bombardements de l'armée française se font en effet de plus en plus intenses, passant de 6 en 1914, à 79 en 1915, 140 en 1916, 171 en 1917 et 308 en 1918. Les Messins accueillent donc avec joie la fin des hostilités et la paix retrouvée. La révolution bolchevique, propagée à Metz par cinq marins de Kiel, dont les Messins Becker et Voortmann, n'a pas le temps de s'enraciner. Dès le 16 novembre 1918, les mutins quittent le Bezirk Lothringen, laissant place à l'armée d'occupation française, qui entre le 17 novembre au soir, dans une ville désertée. Ainsi s'achève le rêve impérial des Hohenzollern. Les troupes françaises sont très bien accueillies par la population locale lors de leur entrée dans la ville.

### Le retour à la France

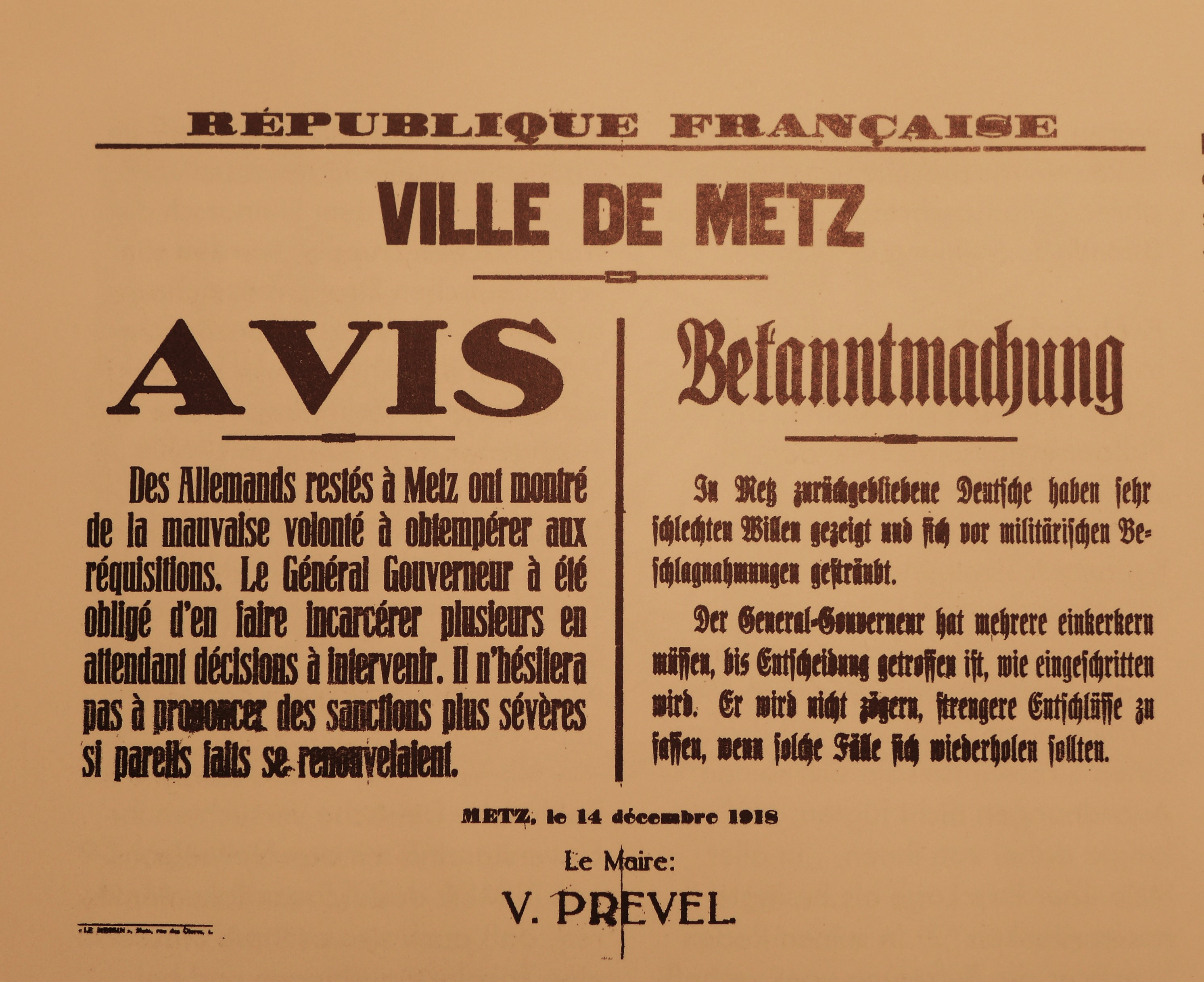
Affiche d´un avis du maire Prével, 14 décembre 1918

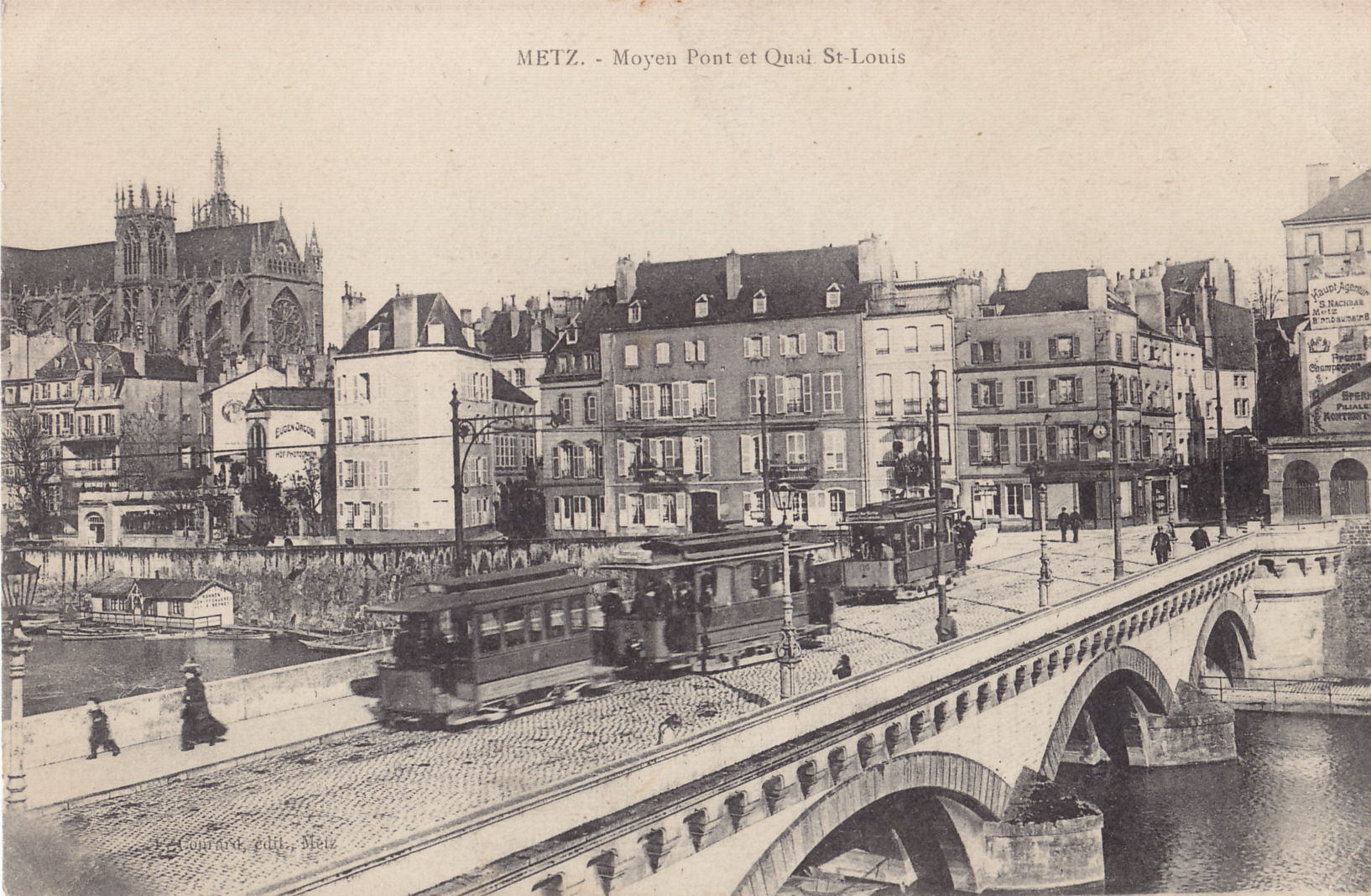
Rames du tramway de Metz sur le « moyen pont », vers 1920

Après l’armistice de 1918 et le retour à la France, la Moselle reste traumatisée par les déchirures de la guerre et les dommages collatéraux des nationalismes. Les intellectuels mosellans et messins réagiront diversement au rattachement de la Moselle à la France. Certains s’engagent sur la voie d’un nationalisme pro-français, revanchard et cocardier. D’autres s’engagent sur la voie antagoniste d’un nationalisme pro-allemand, tout aussi vindicatif et belliqueux. D’autres encore, comme Adrienne Thomas, Polly Maria Höfler (1907-1952), Ernst Mungenast ou Alfred Pellon, hésiteront entre un pacifisme sincère, mais naïf, et un régionalisme culturel identitaire. Ces mouvements, plus ou moins autonomistes, seront ensuite largement exploités par les nazis. Ce combat identitaire, souvent mené par des intellectuels idéalistes, qui s’inscrit parmi des courants de sensibilité à l’œuvre dans l’Europe entière, traduit aussi une crise d’identité propre à l’ensemble des Alsaciens-Lorrains.
Après l'expulsion massive de citoyens allemands, en 1918 et 1919, touchant toutes les classes de la société, Metz est économiquement très affectée. Sur l’intervention des États-Unis, de nombreux expulsés allemands peuvent cependant revenir à partir de 1920. Mais les classes supérieures, détentrices des capitaux, ne reviennent pas en Moselle. La population germanophone (Lorrains germanophones + immigrés allemands), qui ne représente plus, dans les années 1920, que 30 % de la population messine, se compose maintenant essentiellement d’ouvriers et de petits commerçants. Dans cette population laborieuse, largement ouverte aux idées communistes, est entretenu un sentiment hostile à l’égard de la France. La « Volkstribune » et « L’Humanité d’Alsace et de Lorraine » entretiennent ce sentiment anti-français en dénonçant implicitement l’impérialisme de la France. Les catholiques et protestants germanophones partagent ces préjugés à l’encontre d’une France à leurs yeux trop laïque . Cette situation perdurera pendant plus d’une génération.
Le rôle militaire de Metz est confirmé avec le siège du commandement de l’état-major de la région Est. De nombreux commerces rouvrent leurs portes. Plus de trois cents cafés que fréquentent assidûment les militaires, valent à la ville le surnom de « petit Paris de l’Est ». La population est devenue bilingue après 48 années d’annexion, et la culture allemande imprègne le mode de vie des Messins. Ainsi, paradoxalement, l’âge d’or de la presse allemande coïncide à Metz avec la période de l’entre-deux-guerres. Plusieurs générations d’enfants ont été contraints, non seulement d’apprendre, mais aussi de parler en allemand à l’école, sous peine de sanctions. Enfin, beaucoup de notables messins nés pendant l’Annexion, comme Gabriel Hocquard ou Robert Schuman, ont suivi une scolarité allemande complète, de l’école primaire à l’université. La majorité des Messins possédaient, par conséquent, une double culture franco-allemande solide à la veille de la Seconde Guerre mondiale.

### La Seconde Guerre mondiale
De la déclaration de guerre de la France à l'Allemagne le 3 septembre 1939, à mai 1940, la « drôle de guerre » donne l’illusion à la France qu’elle tiendra ses positions grâce à la ligne Maginot et qu'elle obtiendra la victoire, comme en 1918. Le sort en décide autrement. Le 14 juin 1940, Metz est déclarée « ville ouverte ». Trois jours plus tard, le 17 juin 1940 à 17 h précisément, une patrouille motorisée du 379e Infanterie-Regiment, ouvrant la voie à la 169e Infanterie-Division, entre dans la ville désertée. Une heure plus tard, le drapeau à croix gammée flotte déjà sur l'Hôtel de ville.

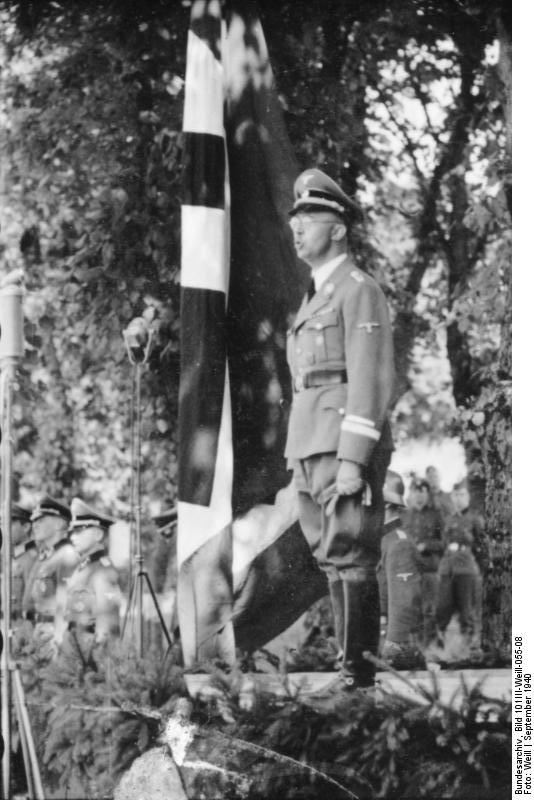
Discours du Reichsführer-SS Himmler à Metz, en septembre 1940.

De nouveau annexée dans les faits, Metz devient le poste avancé du Gau Westmark, la « Marche de l’Ouest » du Troisième Reich, dont le siège est à Sarrebruck. À l’encontre des accords signés entre les deux États, le régime nazi applique en effet de facto une politique d’annexion à Metz, comme dans le reste de la Moselle, qui forme le nouveau CdZ-Gebiet Lothringen. Le régime de Vichy se limite alors à des protestations si discrètes qu’elles alimentent dans la population l’idée d’un pacte secret. L’administration municipale est reprise en main par les nazis, qui remplacent la plupart des cadres français. Les rues sont débaptisées, les enseignes des magasins enlevées pour être remplacées par des enseignes allemandes et la plupart des statues sont déboulonnées. Enfin, un Oberbürgermeister, cumulant les fonctions administratives de maire et politiques de Kreisleiter, est placé à la tête de l’administration de la cité.
L'un des premiers mouvements de résistance en France, l’« Espoir français », naît à Metz en juillet 1940. L’organisation, chargée du renseignement, travaillant avec le 2e bureau français, sera démantelée quelques mois plus tard. Le 8 août 1940, les autorités allemandes suppriment les poilus encadrant le monument aux morts de Niclause, et remplacent l'inscription « Aux enfants de Metz morts victimes de la guerre » par « Sie starben für das Reich » pour rendre hommage aux soldats de 14-18. Des défilés militaires, ou paramilitaires des jeunesses hitlériennes, sont dès lors régulièrement organisés à Metz, en particulier sur la place d'Armes, rebaptisée Paradeplatz pour la circonstance. Le 21 septembre 1940, le Gauleiter Bürckel y passe ainsi ses troupes en revue. Le 1er octobre 1940, Metz intègre les communes voisines de Montigny, Longeville, Le Ban-Saint-Martin, Saint-Julien et Vallières, Borny, La Maxe, Magny, Moulins, Plappeville, Scy-Chazelles, Sainte-Ruffine et Woippy, créant ainsi la Großstadt Metz.
Après la visite du chef de la police allemande, Heinrich Himmler, au début du mois de septembre 1940, le chancelier Adolf Hitler se déplace en personne à Metz, pour Noël, le 25 décembre 1940. Mais conscient du ressentiment des Messins, le Führer décide de ne pas faire de discours à la population civile. Hitler se contente de rendre visite à la 1re division SS, sa division d'élite, stationnée dans le secteur de Metz depuis août 1940. Il passe ainsi la nuit du 25 au 26 décembre 1940 avenue Foch, rebaptisée Hermann-Göring-Strasse, à l'ancien Bergamt, l'hôtel des mines, en compagnie de Sepp Dietrich et des cadres de cette unité. Le lendemain, 26 décembre 1940, Hitler passe en revue ses troupes d'élite, avant de les haranguer, avec sa verve accoutumée. Il se rendra ensuite, dans l'après-midi du 26 décembre, à Sarrebourg.
Du fait de l’Annexion de la Moselle, la population messine appartenant à la Deutsche Volksgemeinschaft, ou « communauté du peuple allemand », est sous une surveillance policière étroite. Des Blockleiter, ou « chefs de quartier », souvent désignés d'office, sont chargés d’informer les Zellenleiter, ou « chefs de cellule » du NSDAP, en relation avec la Gestapo installée 14 rue de Verdun et 12 rue aux Ours. Les prisons de la rue Barrès et de la Chandellerue ne suffisant plus, le grand séminaire est bientôt transformé en prison. Le ministre de l'Éducation et de la Propagande du Reich, Joseph Goebbels, se déplace en personne à Metz en 1941, pour visiter les locaux du Metzer Zeitung, un journal de propagande incitant les Mosellans à adhérer aux organisations nazies. Partout, la propagande fait rage, relayée par de nombreuses organisations allemandes, comme les Hitlerjugend et les Bund Deutscher Mädel (BDM), qui recrutent, avec beaucoup de mal, des Messins profondément attachés à la France. Le Gauleiter Bürkel sera finalement obligé de reconnaître que ces adhésions forcées étaient dépourvues de toute valeur. Le 1er avril 1941, l'arrondissement allemand de Metz-Ville continue de s'étendre, intégrant les communes de Borny, Magny, La Maxe, Moulins, Plappeville, Sainte-Ruffine, Scy-Chazelles et Woippy. Le Service du travail obligatoire pour les jeunes gens est imposé le 1er mai 1941 >. Certains Messins rejoignent aussitôt le maquis . À partir du 29 août 1942, les jeunes hommes sont enrôlés de force dans la Wehrmacht, la Kriegsmarine ou la Waffen-SS, et souvent envoyés sur le Front de l’Est, pour limiter les désertions. Ce sont les malgré-nous.
Au cours du printemps et de l’automne 1944, Metz est bombardée par l’aviation alliée à plusieurs reprises, faisant de nombreuses victimes civiles. Ainsi, le 1er mai 1944, un bombardement visant les lignes de chemin de fer touche durement le quartier du Sablon. Les voies ferrées de Woippy sont à leur tour bombardées le 25 mai 1944. Le 12 août, la gare de triage du Sablon est de nouveau bombardée par le Tactical Air Command. Le 14 août, le bombardement vise la base de Frescaty. Le 18 août, c’est l’usine aéronautique Hobus-Werke de Woippy qui est visée, et de nouveau le terrain de Metz-Frescaty. La gare aux marchandises de Metz est une nouvelle fois bombardée par les Américains le 20 octobre. Le 7 novembre, pas moins de 1 299 bombardiers lourds américains déversent des centaines de tonnes d’explosifs et de napalm sur les forts de Metz et divers points stratégiques situés dans la zone de combat de la IIIe armée. À chaque fois, la précision des bombardements étant assez aléatoire, la population messine est durement touchée. Les Messins se terrent autant pour échapper aux bombardements américains, qu’aux réquisitions, toujours plus coercitives, de l’armée allemande.

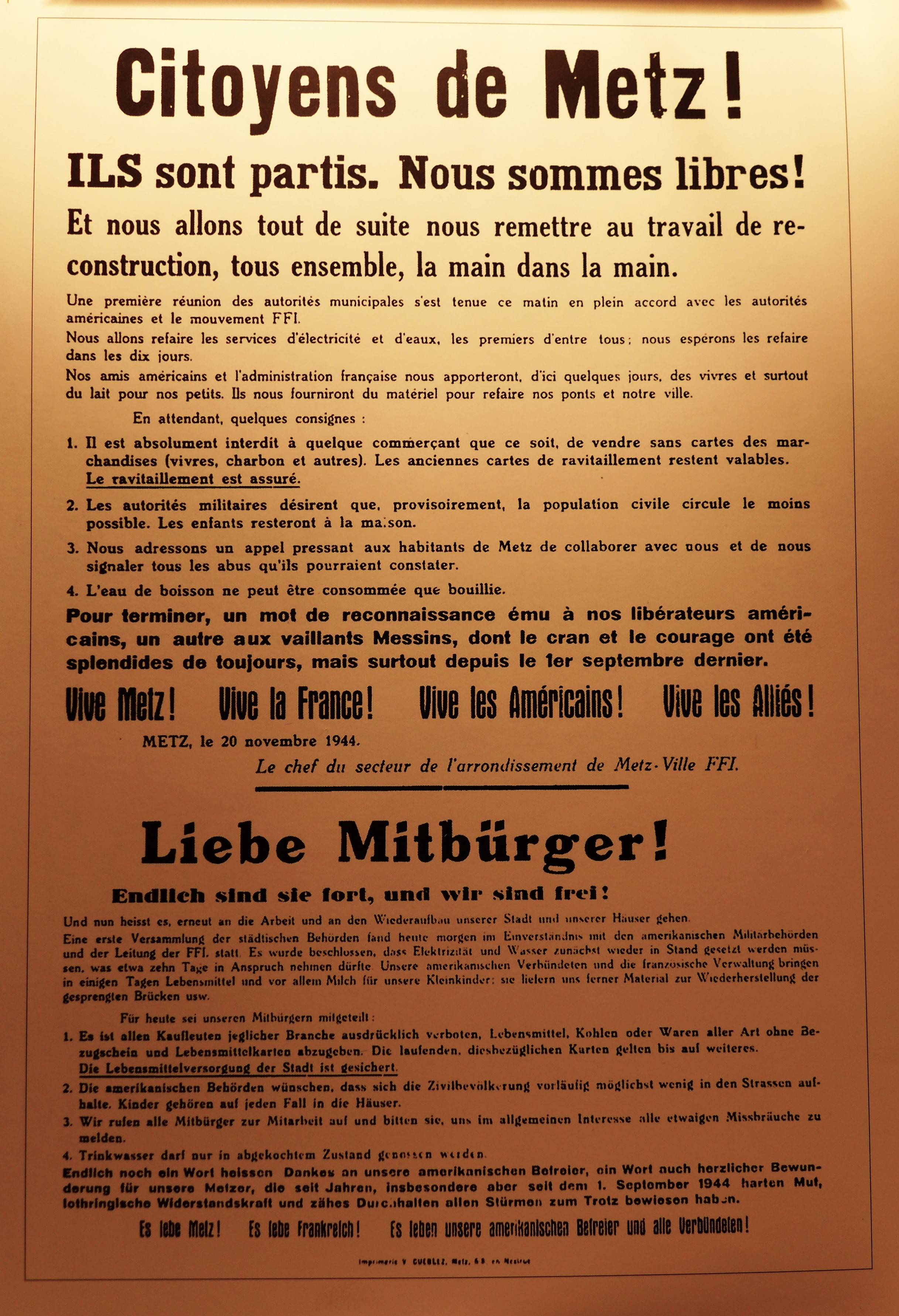
Affiche de la proclamation de la libération de Metz, 20 novembre 1944

Jusqu’en juillet 1944, la Wehrmacht ne considère pas la ville de Metz comme un site stratégique et n’hésite pas à réduire son dispositif défensif, en désarmant la plupart des forts de Metz. Toutefois, lorsque les forces alliées commencent à progresser en France, après le débarquement de Normandie, Metz redevient un site stratégique important pour la défense du Troisième Reich. Le commandement allemand se met alors à organiser la défense de la ville, pour tenter de contrôler l’avance alliée. La ceinture de forts et de bastions qui entouraient la ville en faisait une des plus puissantes forteresses du monde. Les Allemands s'y retranchèrent, au début de septembre 1944, la truffant de mines, de pièges et d'obstacles.
C’est dans ces conditions que se déroule du 4 septembre 1944 au 13 décembre 1944 la bataille de Metz, opposant la IIIe Armée américaine, commandée par le général Patton, à la 1re armée du général von Knobelsdorff. Chars et bombardiers américains se heurtent pendant deux mois à une ceinture de béton, de fer et de feu.
Le 4 septembre 1944, le 20e corps d'armée américain du général Walker arrive au contact des premières défenses extérieures. La bataille s'engage, elle va durer deux mois et demi, avec des phases très dures. Les forts de Metz, relativement épargnés pendant la Première Guerre mondiale, prouvent leur valeur défensive en bloquant l’armée américaine devant Metz.
Du 2 au 12 octobre, une attaque lancée contre le fort Driant, clé du système défensif, échoue.
Les 10 et 12 novembre, la Moselle est traversée, au Nord et au Sud de l'agglomération messine, par deux divisions d'infanterie, qui effectuent leur jonction à l'Est de la cité, le 18 novembre. La pression s'accentue à l'Ouest, l'artillerie américaine se déchaîne sur les forts, mais épargne la ville.
Le 19 novembre, jour anniversaire de l'entrée des Français à Metz en 1918, les Américains pénètrent dans la ville, prenant position le long du boulevard Paixhans, et sur les places de Chambre et Mazelle. La bataille de Metz se termine enfin le 22 novembre 1944, par la reddition du général Kittel. Il faudra toutefois encore plusieurs jours de combats pour réduire les derniers forts aux mains des Allemands. Le fort Jeanne d’Arc, tenu par la 462e Volks-Grenadier-Division, résistera ainsi jusqu’au 13 décembre 1944.
La bataille se solde par de lourdes pertes pour les deux armées. Dans ces combats, la population civile n’est pas épargnée.

### Période contemporaine
Revenu à la mairie dès la libération de Metz, Gabriel Hocquard eut la lourde tâche de sortir la ville du marasme où les événements l’avaient plongée . Les bombardements américains n’ayant pas épargné la ville, les logements manquaient cruellement. En outre, les caisses municipales étaient vides. Avec sagesse, Gabriel Hocquard essaya d’aplanir les dissensions entre les expulsés et ceux qui étaient restés sur place. Il restera préoccupé par le sort des réfugiés et s’attachera à aider les plus démunis. Son successeur, Raymond Mondon, allait changer le visage urbain de Metz, en l’inscrivant délibérément dans la modernité. Ce choix urbanistique, privilégiant la reconstruction à neuf, à la rénovation de l’immobilier ancien, conduira à certains excès. Les opérations d’urbanisme de Saint-Ferroy, du quartier Coislin, du Haut-de-Queuleu, du secteur de Bellecroix, du secteur de Plantières-Queuleu, de Magny-village laissent aujourd'hui leur empreinte sur la cité messine. Une autre grande opération des années 1960 a été l'implantation d'une université nouvelle au cœur de la ville (Ile du Saulcy) sur des terrains abandonnés par l'armée, à un moment où la jeunesse accédait en masse aux études supérieures et alors que le bassin de drainage messin est celui d'un gros département (1 million d'habitants). Ce renforcement technique et démographique a été à l'origine de la diversification de l'offre culturelle de la ville.

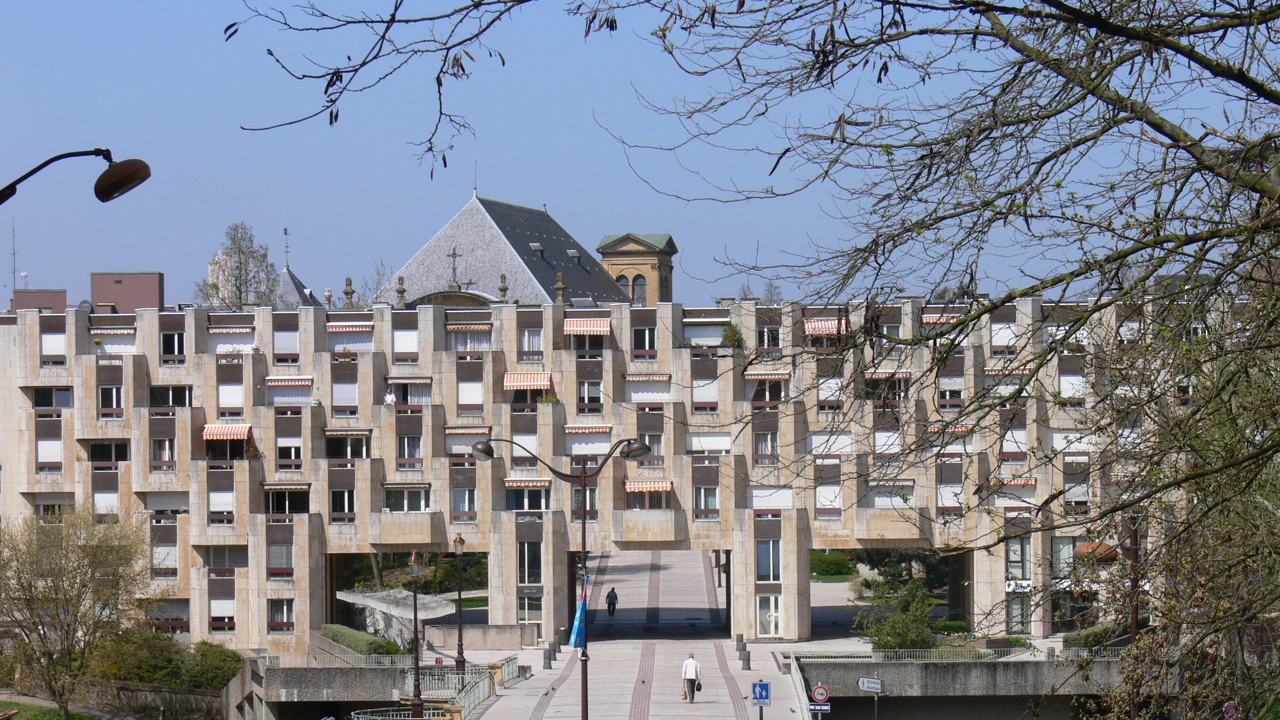
Le Pontiffroy, exemple des mutations urbanistiques du vieux Metz pendant les Trente Glorieuses

Metz connaît alors une période de croissance, tant démographique, qu’économique et urbaine. Sur le plan démographique, Metz passe de 89 863 habitants en 1954 à 117 199 habitants en 1975, après avoir absorbé les communes de Borny, Magny et Vallières. Sur le plan économique, Metz se développe grâce à la création d’un aérodrome civil à Metz-Frescaty (1950), la canalisation de la Moselle de Metz à Coblence (1963), la création d’un port fluvial, la construction des autoroutes Nancy-Metz-Luxembourg et Paris-Metz-Sarrebruck et enfin la création de zones industrielles périphériques à Borny (1962), à Devant-les-Ponts (1965) à Metz-nord (1971), et plus tard à Queuleu (1985). Après la crise du charbon, celle de la sidérurgie et celle du textile, la ville a diversifié ses activités. Depuis 1945, le rôle militaire de Metz n’a cessé de décroître et la démilitarisation de l’espace urbain se poursuit encore de nos jours.
Le 23 juillet 1961 se déroule la « Nuit des Paras » : des centaines de militaires favorables à l’Algérie française déferlent dans la ville en ciblant les travailleurs algériens.
Dans les années 1970, deux événements notables peuvent être mentionnés. Le 17 juillet 1975, les vaisseaux Apollo-Soyouz se rejoignirent pour la première fois en orbite au-dessus de la cité messine. Aboutissement d’un programme né des accords politiques conclus entre le président Nixon et les autorités soviétiques en 1972, les poignées de mains échangées par les deux cosmonautes soviétiques et les trois astronautes américains sont les premières à avoir eu lieu dans l’espace. Du 6 au 8 avril 1979, se déroula le congrès de Metz du Parti socialiste où s’affrontèrent François Mitterrand et Michel Rocard.
Les « Rencontres internationales de musique contemporaine », organisées tous les ans à Metz de 1972 à 1992, et confrontant les plus grands noms de la scène musicale internationale à de jeunes compositeurs méconnus, mais talentueux, ont apporté à la ville un souffle nouveau. Ce dynamisme culturel, impulsé par son nouveau maire Jean-Marie Rausch, s’est concrétisé dans les infrastructures musicales de la cité messine par la création de l’Arsenal en 1989.
Désormais à 1 h 20 de Paris grâce au TGV, Metz développe aujourd’hui une offre universitaire répartie sur trois campus (Bridoux, île du Saulcy, Technopôle) et qui compte plus de 20 000 étudiants. La cité, l’une des villes les plus fleuries d’Europe, développe les technologies de l’information et de la communication à travers le Technopôle de Metz. Ouverte sur l’Europe, la ville de Metz mène une politique de coopération active avec le Luxembourg et le Land de Sarre, que l’histoire a également assujettis à l’antagonisme franco-allemand.
Le 9 janvier 2003 est annoncée conjointement par le centre national d’art et de culture Georges-Pompidou et la ville de Metz la première décentralisation d’une institution culturelle nationale en France. Le 7 novembre 2006 est posée la première pierre du centre Pompidou-Metz, inauguré le 12 mai 2010.

## Politique et administration

### Administration territoriale
Metz est le chef-lieu du département de la Moselle et de l’arrondissement de Metz. De 1974 à 2015, la ville a également été le chef-lieu de la région Lorraine.
Elle est divisée en quatorze quartiers répartis dans trois cantons depuis 2014.
| 1er canton (37 909 habitants)                                           | 2e canton (41 708 habitants)                                                                                       | 3e canton (38 957 habitants)                                         |
| Les Îles Devant-les-Ponts Patrotte Metz-Nord Ancienne Ville Metz-Centre | Bellecroix Plantières Queuleu ("partie Plantières") Borny La Grange-aux-Bois Grigy-Technopôle Vallières-Les Bordes | Magny Nouvelle Ville Le Sablon Plantières Queuleu ("partie Queuleu") |

Les élus sont :

### Tendances politiques et résultats
Le maire actuel, François Grosdidier, élu le 28 juin 2020, est le premier maire de Metz de droite (DVD) depuis 2008. (voir Liste des maires de Metz).
Au 1er tour de l'élection présidentielle de 2017, Emmanuel Macron (La République en marche) arrive en première place (26,69% des votes) dans la commune de Metz. On décompte 7,68% de bulletins blancs et 1,97% de votes nuls. Au 2e tour, Emmanuel Macron remporte 71,89% des voix, contre 28,11% à Marine Le Pen (FN).

### Administration municipale
Le nombre d'habitants au dernier recensement étant compris entre 100 000 et 149 999, le nombre de membres du conseil municipal est de 55.

### Liste des maires
Depuis 1947, quatre maires se sont succédé :
| Période | Période  | Identité            | Étiquette    | Qualité |
| ------- | -------- | ------------------- | ------------ | --- |
| 1947    | 1970     | Raymond Mondon      | RI           | ministre, député de la Moselle |
| 1971    | 2008     | Jean-Marie Rausch   | Centre droit | président de l'Union meunière de la Moselle, ministre, sénateur de la Moselle, président du conseil général de Moselle, président du conseil régional de Lorraine |
| 2008    | 2020     | Dominique Gros      | PS           | ingénieur protection de l’environnement, conseiller général de la Moselle                                                                                         |
| 2020    | En cours | François Grosdidier | LR puis DVD  | Sénateur de la Moselle (2011-2020) Président de Metz Métropole (2020→)                                                                                            |

### Garnison

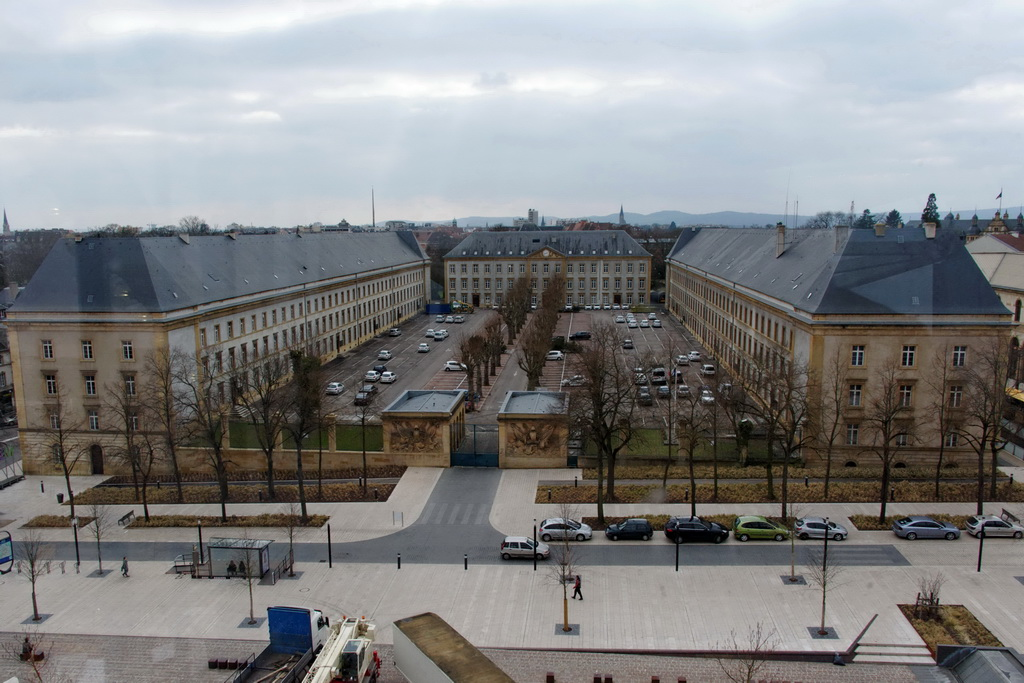
La caserne Ney

En raison de sa situation frontalière, Metz est depuis longtemps une importante ville de garnison. Ce rôle lui fut assigné par la France dès le XVIe siècle, à la suite de l'annexion française des Trois-Évêchés, et confirmé par l'Allemagne au cours de l'annexion de l'Alsace-Lorraine entre 1871 et 1918.
Durant cette période de nombreuses casernes sont construites pour abriter la garnison allemande qui oscille entre 15 000 et 20 000 hommes à la fin du XIXe siècle , et dépasse 25 000 hommes avant la Première Guerre mondiale.
La réforme de la carte militaire de 2008 entraîne le départ d’environ 5 000 militaires stationnés dans l’agglomération messine, à partir de 2010.
Le 2e régiment du génie (2e RG), qui était le régiment de tradition de la ville, est dissous en 2010. La même année, l'état-major de la brigade de renseignement (BRens) quitte Montigny-lès-Metz pour s'installer à Haguenau. En 2011, c'est le 1er régiment médical de Châtel-Saint-Germain (1er RMED) et le Centre d'instruction de santé de l'Armée de terre de Montigny-lès-Metz qui sont dissous tandis que le 4e groupe d'escadrons de hussards (4e GEH) devient le groupement de soutien de la base de défense de Metz.
Le 3e régiment de hussards (3e RH) est présent à Metz depuis le 1er juillet 2011.
La base aérienne 128 Metz-Frescaty, qui employait 2 500 personnes en 2008, est fermée en 2012. Seul subsiste sur le site le groupement des forces aériennes de gendarmerie Est. Une partie de l'ancienne base accueillira un centre régional d'instruction de la gendarmerie à partir de juin 2025.
Le groupement de soutien de la base de défense de Metz (GSBdD) ainsi que la musique de l'arme blindée et cavalerie sont casernés à Montigny-lès-Metz. Un détachement du 6e régiment du matériel (6e RMAT) est installé dans la commune voisine de Woippy.
La ville dispose également d’un hôpital militaire, l’hôpital d’instruction des armées Legouest. Il remplace l’ancien hôpital militaire du Fort Moselle fondé en 1732.
Le 1er régiment du service militaire volontaire (1er RSMV) est implanté à Montigny-lès-Metz depuis le 15 octobre 2015. Le 26 avril 2017, il reçoit la garde du drapeau du 2e régiment du génie.
Le commandement de l'Aviation légère de l'Armée de terre s'installe à Metz le 1er août 2025. 
La garnison de Metz comprend également un état-major de zone de défense (EMZD), une direction interarmées des réseaux d'infrastructure et des systèmes d'information (DIRISI), un centre ministériel de gestion (CMG), un échelon de proximité des établissements des essences (ÉPÉE), la plate-forme commissariat Est (PFC Est), un établissement du service d'infrastructure de la Défense (ESID), le 4e centre médical des armées (CMA) et un centre information recrutement des forces armées (CIRFA).
Jusqu'au 1er janvier 2016, la ville était le siège de la zone de défense et de sécurité Est. La réforme des régions a transféré le siège à Strasbourg mais les services de la préfecture restent localisés à Metz.
Metz est l’une des sept villes françaises disposant d’un Gouverneur militaire, ce dernier réside dans le palais du Gouverneur.
Autres unités ayant tenu garnison à Metz et dans son agglomération :
- 8e régiment d’artillerie, 1835-1840 ;
- état-major du 16e corps d’armée allemand, 1890-1918 ;
- état-major de la 6e région militaire, août 1939 jusqu’à sa dissolution dans les années 1990 ;
- état-major de la 42e division d’infanterie, août 1939 ;
- état-major de la 2e division d’infanterie nord-africaine, août 1939 ;
- état-major de la 7e division de cavalerie, août 1939 ;
- état-major de la 1re division de cavalerie, août 1939 ;
- état-major 1er groupement de cavalerie, août 1939, composé des :
  - 9e régiment de dragons ;
  - 11e régiment de chasseurs ;
- état-major de la 3e brigade de chars de combat, août 1939, composée des :
  - 507e régiment de chars de combat ;
  - 509e régiment de chars de combat ;
- 80e régiment d’infanterie alpine, août 1939 ;
- 146e régiment d’infanterie de forteresse, août 1939 ;
- 162e régiment d’infanterie de forteresse, août 1939 ;
- 13e régiment de tirailleurs algériens, août 1939 ;
- 39e régiment d’artillerie de région fortifiée, août 1939 ;
- 61e régiment d’artillerie divisionnaire, août 1939 ;
- 163e régiment d’artillerie à pied, 10 avril 1923 - 16 mars 1936 ;
- 163e régiment d’artillerie de position, 16 mars 1936 - avril 1940 ;
- 402e régiment d’artillerie anti-aérienne, août 1939 ;
- 2e régiment de sapeurs-mineurs, août 1939 ;
- 507e régiment de chars de combat, août 1939 - début 1940 ;
  - 19e bataillon de chars de combat, août 1939 - début 1940 ;
  - 20e bataillon de chars de combat, août 1939 - début 1940 ;
  - 21e bataillon de chars de combat, août 1939 - début 1940 ;
  - 34e bataillon de chars de combat, août 1939 - début 1940 ;
- centre mobilisateur no 507, août 1939 - début 1940 (transféré à Vannes) ;
- dépôt des essences, construit en 1917, inutilisé à partir de 1985 et désaffecté en 2000[199] ;
- état-major du 1er corps d'armée, 1976-1990 ;
- 43e régiment de transmissions, en 1989, (à Montigny-lès-Metz, 2e compagnie à Metz)[200] ;
- 6e régiment de transmissions de zone de défense – réserve, en 1989, (à Montigny-lès-Metz) ;
- 47e escadron de quartier général, en 1989, (à Montigny-lès-Metz) ;
- 1er groupe de livraison par air puis régiment de livraison par air, 1960-1997, (à Montigny-lès-Metz) ;
- 151e régiment d’infanterie, 1962-1990 (à Châtel-Saint-Germain) ;
- État-major de la 1re armée, 1990-1993 (à Mercy-lès-Metz) ;
- 1er commandement logistique, 1972-1998 (à Montigny-lès-Metz) ;
- établissement régional du matériel de Metz (à Woippy) ;
- groupement de recueil de l'information, 1998-2010 (à Montigny-lès-Metz) ;
- 9e régiment du matériel, 1999-2005 (à Woippy) ;
- 1er régiment du matériel, 2005-2011 (à Woippy) ;
- détachement du 8e régiment du matériel, 2011-2017 (à Woippy).

### Politique environnementale
Usine d’électricité. Réseau de chauffage urbain.
Le traitement des déchets, compétence de la Communauté d’agglomérations de Metz-Métropole, a été réorganisé sur un site unique de la ZAC de la Petite-Woëvre qui traite tout le processus d’élimination des déchets, depuis le printemps 2008, une politique environnementale a été mise en œuvre. La certification ISO 14001 permet à tout organisme du secteur privé ou public doit respecter la réglementation en matière d’environnement pour se prémunir des sanctions pénales et financières et mettre en place des moyens techniques de prévention.

### Jumelages et partenariats
| Ville | Ville          | Pays | Pays                | Période                     |
| ----- | -------------- | ---- | ------------------- | --------------------------- |
|       | Djambala       |      | République du Congo | depuis le 10 octobre 2012   |
|       | Gloucester     |      | Royaume-Uni         | depuis 1963                 |
|       | Hradec Králové |      | Tchéquie            | depuis le 1er décembre 2001 |
|       | Kansas City    |      | États-Unis          | depuis 2003                 |
|       | Karmiel        |      | Israël              | depuis juin 1987            |
|       | Luxembourg     |      | Luxembourg          | depuis 1953                 |
|       | Nankin         |      | Chine               | depuis le 2 décembre 2019   |
|       | Saint-Denis    |      | France              | depuis 1986                 |
|       | Tanger         |      | Maroc               |                             |
|       | Tchernivtsi    |      | Ukraine             | depuis 2022                 |
|       | Trèves         |      | Allemagne           | depuis le 13 octobre 1957   |
|       | Tyler          |      | États-Unis          | depuis 1983                 |
|       | Yichang        |      | Chine               |                             |

La volonté d’échanger et de bâtir des événements culturels, économiques et historiques avec la ville de Luxembourg aboutit à un premier jumelage qui se concrétise en 1952 — c’est l’un des plus anciens en Europe,.
Le 13 octobre 1957, Metz et Trêves s’unissent et commencent à développer ensemble des relations privilégiées, en particulier dans les domaines culturel et sportif. Ce pacte d’amitié, donne naissance à l’idée d’une région « supra frontalière » affirmée par le maire Raymond Mondon et concrétisée par son successeur Jean-Marie Rausch. Réunies par la Moselle canalisée, les deux villes nourrissent des espoirs de prospérité commune. En 1990, ce jumelage connaît un nouvel essor à travers la naissance à l’eurodistrict Metz-Sarrebruck qui approfondit ce concept.
En 1960, Metz célèbre son mariage avec Gloucester, importante ville du sud-ouest de l’Angleterre qui recèle d’innombrables ressources culturelles. Son dynamisme permet plusieurs fois par an des échanges avec Metz. Le jumelage est bien vivant et se consolide d’année en année à travers des événements sportifs et culturels.
En juin 1987, la ville de Karmiel en Israël, âgée seulement de 23 ans, s’unit à la ville millénaire de Metz. Une union concrétisée par une activité culturelle bouillonnante, qui se traduit, à l’initiative de la ville de Metz, par la construction d’un centre culturel français en 1990, bien pourvu en milliers de livres et films vidéo d’auteurs français. Karmiel semble très attachée à la langue française et propose à sa jeune population d’améliorer son expression en langue française et d’en découvrir les subtilités. Un échange entre jeunes Messins et Israéliens de Karmiel a connu un franc succès et permis la réalisation d’une étude sur l’utilisation de l’informatique au service de la commune. L’aide humanitaire et financière apportée par Metz durant la guerre du Golfe a aidé à souder les deux villes. En plus de leur amitié très vivante, les deux villes expriment une volonté réciproque d’aborder de nouveaux échanges sur les plans industriels et commerciaux.
Outre ces jumelages qui conduisent à développer des liens triangulaires, comme en témoignent les rencontres sportives, culturelles, économiques avec Trêves et Gloucester, Metz accueille chaque année de nombreuses délégations étrangères et a entrepris de s’investir en 1994 dans la reconstruction d’un village du Chouf au Liban.

### Justice
Metz est le siège, notamment :
- de la Cour d'appel de Metz ;
- du tribunal de grande instance de Metz ;
- de la Chambre régionale des comptes du Grand Est.

## Population et société

### Démographie

#### Évolution de la population
En 511, lorsque Metz était la capitale de l'Austrasie, elle comptait environ 7 000 habitants.
Le territoire communal de Metz a successivement absorbé :
- entre 1790-1794, Sainte-Agathe ;
- en 1906, Plantières Queuleu (3 964 habitants) ;
- en 1907, Devant-les-Ponts (3 675 habitants) ;
- en 1914, Le Sablon (10 375 habitants) ;
- en 1961, Borny (1 998 habitants), Magny (1 035 habitants) et Vallières-lès-Metz (1 129 habitants).

La population de Metz a augmenté régulièrement depuis la Seconde Guerre mondiale. Cette croissance démographique n’a jamais été interrompue jusqu'au milieu des années 2000, même si elle était devenue très lente depuis les années 1970. Cela fait de Metz une exception parmi les grandes villes françaises qui ont presque toutes connu des périodes de recul démographique dans les années 1970 ou 1980.
La croissance de la ville s’est accompagnée d’une extension simultanée de son agglomération qui en absorbant celle d'Hagondange est devenue semblable a celle de Nancy. Avec 290 851 habitants en 2007 (délimitation 2010), elle forme la 21e unité urbaine française. L’agglomération de Metz s’est dotée d’une communauté d'agglomération (Metz Métropole) qui regroupe quelque 230 000 habitants en 2008.
L’aire urbaine de Metz compte 389 851 habitants (zonage 2010) faisant d'elle la 24e aire urbaine Française et la deuxième de Lorraine derrière Nancy (20e avec 434 290 hab.).
Les limites de l’agglomération messine avoisinent désormais celles de l’agglomération thionvilloise, au sein du Sillon mosellan et forme une conurbation de 600 000 habitants à travers 242 communes.
Il existe une volonté politique de développer un vaste ensemble urbain appelé Sillon lorrain qui associe les agglomérations de Thionville, Metz, Nancy et Épinal, — idée déjà promue par les anciennes études prospectives de la Datar en mai 2005—, soit une entité de plus d’un million d’habitants.
L'évolution du nombre d'habitants est connue à travers les recensements de la population effectués dans la commune depuis 1793. Pour les communes de plus de 10 000 habitants les recensements ont lieu chaque année à la suite d'une enquête par sondage auprès d'un échantillon d'adresses représentant 8 % de leurs logements, contrairement aux autres communes qui ont un recensement réel tous les cinq ans,.
En 2022, la commune comptait 121 695 habitants, en évolution de +3,23 % par rapport à 2016 (Moselle : +0,52 %, France hors Mayotte : +2,11 %).
| 1793   | 1800   | 1806   | 1821   | 1836   | 1841   | 1861   | 1866   | 1871   |
| ------ | ------ | ------ | ------ | ------ | ------ | ------ | ------ | ------ |
| 36 878 | 32 099 | 39 131 | 42 030 | 42 793 | 39 767 | 56 888 | 54 817 | 51 332 |

| 1875   | 1880   | 1885   | 1890   | 1895   | 1900   | 1905   | 1910   | 1921   |
| ------ | ------ | ------ | ------ | ------ | ------ | ------ | ------ | ------ |
| 45 856 | 53 131 | 54 072 | 60 186 | 59 794 | 58 462 | 60 419 | 68 598 | 62 311 |

| 1926   | 1931   | 1936   | 1946   | 1954   | 1962    | 1968    | 1975    | 1982    |
| ------ | ------ | ------ | ------ | ------ | ------- | ------- | ------- | ------- |
| 69 624 | 78 767 | 83 119 | 70 105 | 85 701 | 102 771 | 107 537 | 111 869 | 114 232 |

| 1990    | 1999    | 2006    | 2011    | 2016    | 2021    | 2022    | - | - |
| ------- | ------- | ------- | ------- | ------- | ------- | ------- | - | - |
| 119 594 | 123 776 | 124 435 | 119 962 | 117 890 | 120 874 | 121 695 | - | - |

#### Pyramide des âges
La population de la commune est relativement jeune.
En 2020, le taux de personnes d'un âge inférieur à 30 ans s'élève à 40,9 %, soit au-dessus de la moyenne départementale (33,4 %). À l'inverse, le taux de personnes d'âge supérieur à 60 ans est de 22,7 % la même année, alors qu'il est de 26,6 % au niveau départemental.
En 2020, la commune comptait 59 098 hommes pour 61 113 femmes, soit un taux de 50,84 % de femmes, légèrement inférieur au taux départemental (51,11 %).
Les pyramides des âges de la commune et du département s'établissent comme suit.
| Hommes | Classe d’âge | Femmes |
| ------ | ------------ | ------ |
| 0,6    | 90 ou +      | 1,6    |
| 5,3    | 75-89 ans    | 8,2    |
| 13,3   | 60-74 ans    | 16,4   |
| 17     | 45-59 ans    | 17     |
| 20,4   | 30-44 ans    | 18,3   |
| 27,5   | 15-29 ans    | 24,1   |
| 15,9   | 0-14 ans     | 14,3   |

| Hommes | Classe d’âge | Femmes |
| ------ | ------------ | ------ |
| 0,6    | 90 ou +      | 1,5    |
| 6,8    | 75-89 ans    | 9,5    |
| 17,2   | 60-74 ans    | 18,4   |
| 20,9   | 45-59 ans    | 20,5   |
| 19,5   | 30-44 ans    | 18,6   |
| 17,7   | 15-29 ans    | 15,7   |
| 17,4   | 0-14 ans     | 15,8   |

### Enseignement
La commune de Metz dépend de l'académie de Nancy-Metz (rectorat de l'académie de Nancy-Metz) et les écoles primaires de la commune dépendent de l'inspection académique de la Moselle.
Pour le calendrier des vacances scolaires, Metz est en zone B.
Sur la commune de Metz, 106 établissements scolaires sont ouverts : 74 écoles, 14 collèges et 18 lycées.

#### Enseignement secondaire
La ville est dotée de quatorze collèges et quatorze lycées :
- collèges publics : Arsenal, Barbot, les Hauts-de-Blémont, Jules-Lagneau, François-Rabelais, Jean-Rostand, Taison, Georges-de-la-Tour (XIXe siècle), Paul-Valéry, Paul-Verlaine et Philippe-de-Vigneulles ;
- collèges privés : Anne-de-Méjanès, la Miséricorde, et l'Institution de La Salle ;
- lycées d’enseignement général et technologique : Anne-de-Méjanès, de la Communication, de la Miséricorde, de La-Salle, Fabert (1804), Georges-de-La-Tour, Raymond-Mondon (hôtelier), Louis-de-Cormontaigne, Louis-Vincent et Robert-Schuman ;
- lycées professionnels : Alain-Fournier, de La-Salle, Jean-Victor-Poncelet et René-Cassin.

#### Recherche et enseignement supérieur
Metz n’a renoué avec l’université qu’en 1970, à force de persévérance politique. Les Allemands avaient supprimé toute université à Metz lors de l’annexion de 1870.
Un campus ouvert a été créé dans le cadre naturel de l’île du Saulcy, tout près du centre-ville, malgré l’obstacle que constituaient les ouvrages aériens de l’A31. Progressivement, les sites de Bridoux et du Technopôle de Grigy à l’est de la ville ont été investis pour permettre le développement de l’université de Metz.
Elle compte au total 21 000 étudiants sur trois sites principaux et porte le nom d’université Paul-Verlaine.
Au 1er janvier 2012, l’institut polytechnique de Lorraine, les universités de Metz, Nancy-I et Nancy-II fusionnent pour créer l’Université de Lorraine. Un grand nombre d'écoles d'ingénieurs et d'établissements d'enseignement supérieur se sont implantés à Metz et plus particulièrement sur le Technopôle de Grigy :
- Arts et Métiers ParisTech (ENSAM), école d'ingénieurs à la pointe du génie mécanique et industriel. Fondée en 1780, l’ENSAM est une école qui comprend huit centres d’enseignement et de recherche, dont le plus récent est le CER franco-allemand de Metz ouvert en 1997 sur le Technopôle, en partenariat avec le Karlsruher Institut für Technologie, l’université technique de Dresde puis le Georgia Institute of Technology. Le CER accueille environ 500 étudiants.
- CentraleSupélec - Anciennement École supérieure d’électricité (Supélec)
- Institut d’administration des entreprises (IAE Metz - School of Management)
- Conservatoire national des arts et métiers
- École supérieure d’art de Metz (Ésamm)
- École nationale d’ingénieurs de Metz (Énim)
- Institut supérieur franco-allemand de techniques, d’économie et de sciences (ISFATES)
- Institut supérieur d’électronique et d’automatique (ISEA)
- École supérieure des ingénieurs des travaux et de la construction de Metz (ÉSITC)
- Institut européen d’écologie

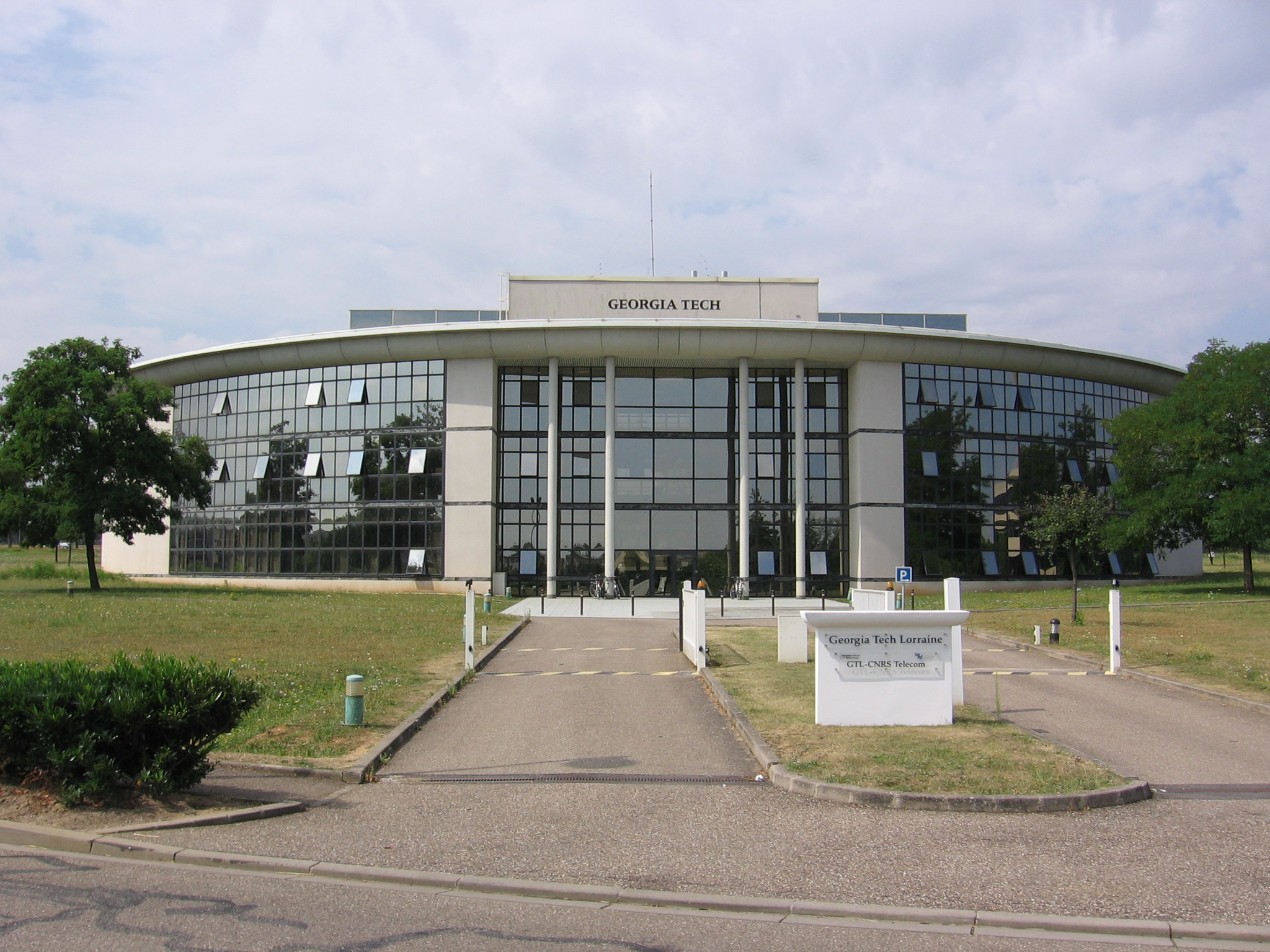
Georgia Tech Lorraine au technopole.

- Georgia Tech Lorraine, antenne européenne du Georgia Institute of Technology d’Atlanta (Géorgie) États-Unis ; cursus franco-américain
- École supérieure internationale de commerce
- École d’enseignement supérieur en management de la chaîne logistique et des achats, et ingénierie d’affaires (ESIDEC)
- Institut régional d’administration (IRA)
- Centre d’innovation et de recherche franco-allemand associé de Metz (CIRAM)
- Pôle de compétitivité matériaux innovants produits intelligents (MIPI)
- Mewo, école privée de formation
- SupFormation, école privée de formation
- Metz Numeric School (MNS), école privée de formation
- Negociance (NBS), école privée de formation
- Centre de formation des enseignants de la musique de Lorraine (CeFEdeM de Lorraine).

La ville accueille déjà des centres de recherche comme le Centre d'innovation et de recherche franco-allemand associé de Metz et va élargir le nombre de ses structures de recherche avec l'ouverture prochaine de l'institut Lafayette et à l'horizon 2016 la construction de l'institut de recherche technologique M2P.
Projets :
- Dans le cadre des compensations devant être accordées par suite de la fermeture de la base aérienne 128 Metz-Frescaty, la ville a étudié avec le ministère de l'Enseignement supérieur la mise en place d’une 5e école nationale vétérinaire sur le site : le projet a été jugé non intéressant et surtout difficilement réalisable.

#### Vie universitaire
"Étudiant dans ma ville" sont des journées d’accueil des étudiants organisées par la mairie de Metz. Dans plusieurs endroits de la ville, sont présentées des informations et démarches indispensables pour bien vivre son année universitaire : cursus, logement, transports, loisirs, bourses… Ces villages associatifs sont accompagnés d'animations comme des repas, concerts ou encore des défilés, par exemple celui des étudiants d'écoles d'ingénieurs (Gadzarts).
La fête de la science a lieu en Lorraine afin de découvrir la science de manière ludique et gratuitement,.
La journée d’accueil des chercheurs propose aux chercheurs la découverte de leur nouvelle ville, Metz Métropole les accompagnant dans leurs démarches administratives, leur recherche de logement, etc.
« Devine qui vient manger dimanche » : chaque année au cours du mois de février, des familles messines invitent un étudiant étranger à un repas dominical.
Le concours national annuel de l’OVE encourage les étudiants eux-mêmes à faire des recherches sur les conditions de vie des étudiants. Divers sujets et aspects thématiques sont éligibles (cursus, financement de la vie étudiante, manières d’étudier, gestion du temps, hébergement, restauration, alimentation, pratiques culturelles et sportives, citoyenneté, mobilité étudiante, santé, etc.). Il s’adresse aux étudiants ayant soutenu avec succès un mémoire (d’un niveau au moins égal à la maîtrise) ou une thèse portant sur les conditions de vie étudiante, quelle que soit la discipline étudiée.
« Université de la Grande Région » existe depuis septembre 2008, l’Union européenne soutient un projet transfrontalier dont le but est de créer un espace commun d’enseignement supérieur dans la Grande Région. Conçu pour une durée de trois ans et demi, il regroupe les universités de Sarrebruck, de Liège, de Luxembourg, de Metz, de Nancy, de Kaiserslautern et de Trèves.

### Santé
Le centre hospitalier régional de Metz-Thionville comporte huit sites dont cinq dans l'agglomération messine, qui sont les hôpitaux de Mercy, Félix Maréchal et Femme, Mère, Enfant à Peltre ainsi que les maisons de retraite « le Parc » et « Saint-Jean ». Il dispose d'une capacité d'accueil de 2 031 lits.
Les hôpitaux privés de Metz (HPM) comptent cinq sites à Metz, les hôpitaux Robert Schuman, Belle-Isle, Sainte Blandine et les résidences Sainte-Claire et Sainte-Marie, et disposent d'une capacité d'accueil de 1 034 lits.
L'hôpital clinique Claude-Bernard est un établissement médico-chirurgical privé.
La ville comprend également l'hôpital Legouest, hôpital militaire et civil.

### Manifestations culturelles et festivités
La ville de Metz propose de nombreuses manifestations culturelles et festivités tout au long de l'année des festivités :
- Chaque été de fin juin à début septembre : Festival international des arts numériques Constellation de Metz. Le festival explore et investi le patrimoine de la ville de Metz qui sert de support, d’inspiration ou de moyen d’expression à la création contemporaine proposant ainsi une vision nouvelle du patrimoine messin. Les parcours artistiques (Pierres numériques, Art & Jardins, Street Art) se dessinent au fil des créations, instaurant un dialogue et tissant des liens entre les visiteurs et le patrimoine qui les abrite. Ils sont une ode à la découverte de Metz et à sa dimension créative.
- Le 3 février, jour de la saint Blaise, un grand pèlerinage traditionnel est effectué à l'église Saint-Eucaire, au quartier Outre-Seille et rue des Allemands[230].
 Fin février, le Parc des expositions de Metz-Grigy accueille le salon des loisirs créatifs Créativa, et le salon Chocolat et Gourmandises.
- En avril, le festival Le Livre à Metz se tient place de la République[231].
- Le mois de mai s'ouvre sur la Foire de mai, l’édition 2016 est la 472e édition et rassemble 160 forains sur plus de 60 000 m2[232].
 Le 8 mai se déroule la marche Metz-Nancy ou Nancy-Metz.
- En août, la fête de la mirabelle comprend des concerts, spectacle, l'élection de la reine de la mirabelle, spectacle pyrotechnique[233]...
- Début septembre, les montgolfiades, une manifestation aérostatique, se déroule au plan d’eau de Metz.
- Début septembre, la fête de l'eau sur le plan d'eau et les berges de la Moselle
- En octobre a lieu la Foire internationale.
- De fin novembre au 31 décembre se tient le marché de Noël de Metz, réparti entre différents sites : parvis de la gare, places Saint-Louis, Saint-Jacques, de Chambre, d'Armes (avec la grande roue), place de la Comédie, jardin de l’Esplanade, et place de la République.
 Avec 150 chalets en décembre 2015[234], le marché de Noël de Metz est, en termes de fréquentation, le deuxième de France après Strasbourg[235]. Sur la place de la République entièrement piétonne — se trouvent des attractions pour enfants, une patinoire extérieure ainsi que la Féérie de glace (regroupement de sculptures de glace sur le thème des personnages Disney)[236]. La grande roue s'y trouvait de 2010 à 2014 avant d'être relocalisée place d'Armes, à côté de la cathédrale[237].
- Quelques jours avant les fêtes, l'Église Saint-Pierre-aux-Nonnains devient le théâtre de la Grande Escroquerie de Noël, un marché de Noël alternatif réunissant des artistes et artisans locaux[238].
- En mai, Le TransFestival Passages
- En juillet, le Festival d'arts de rue, Hop Hop Hop

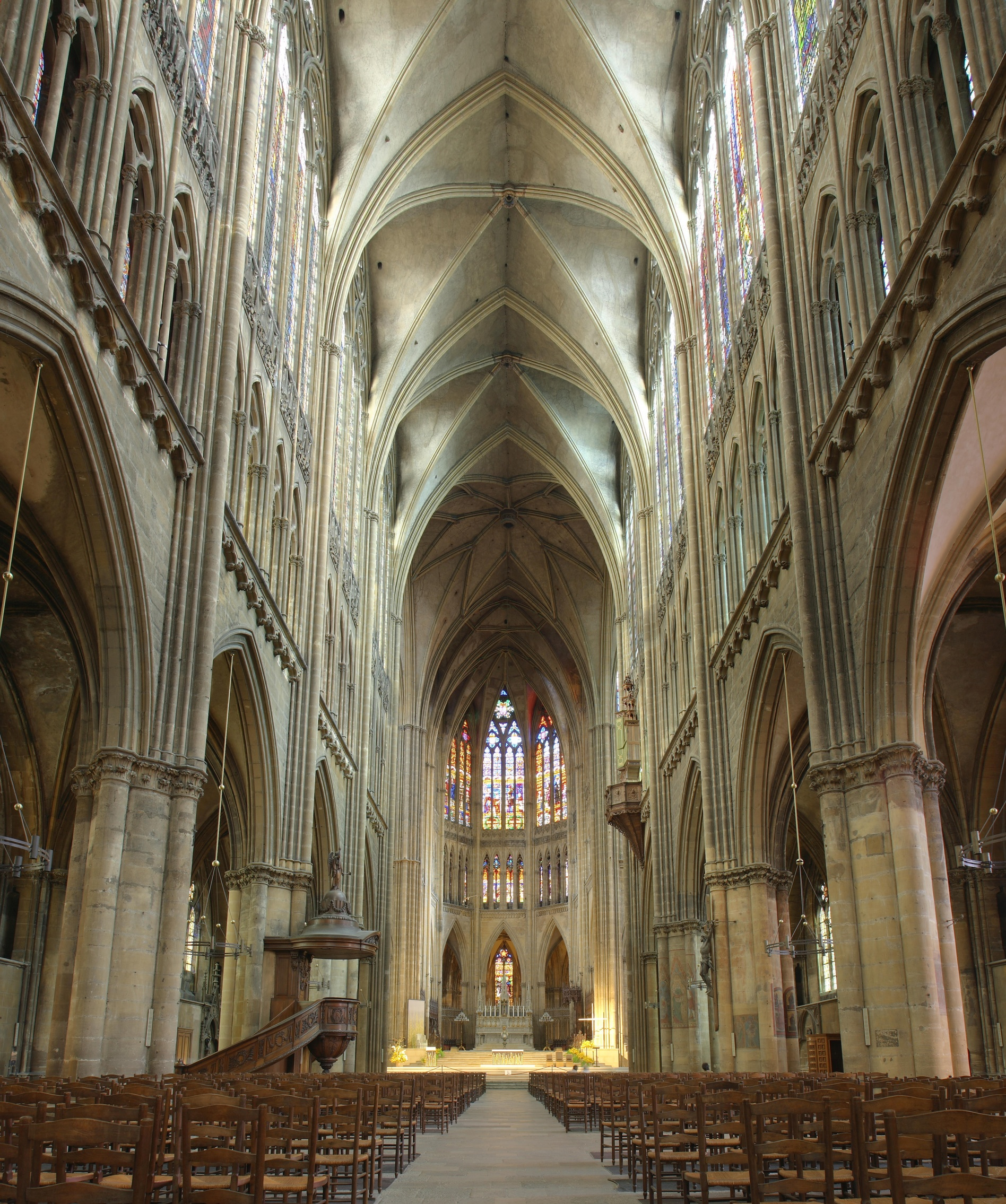
Nef et chœur de la cathédrale Saint-Étienne.
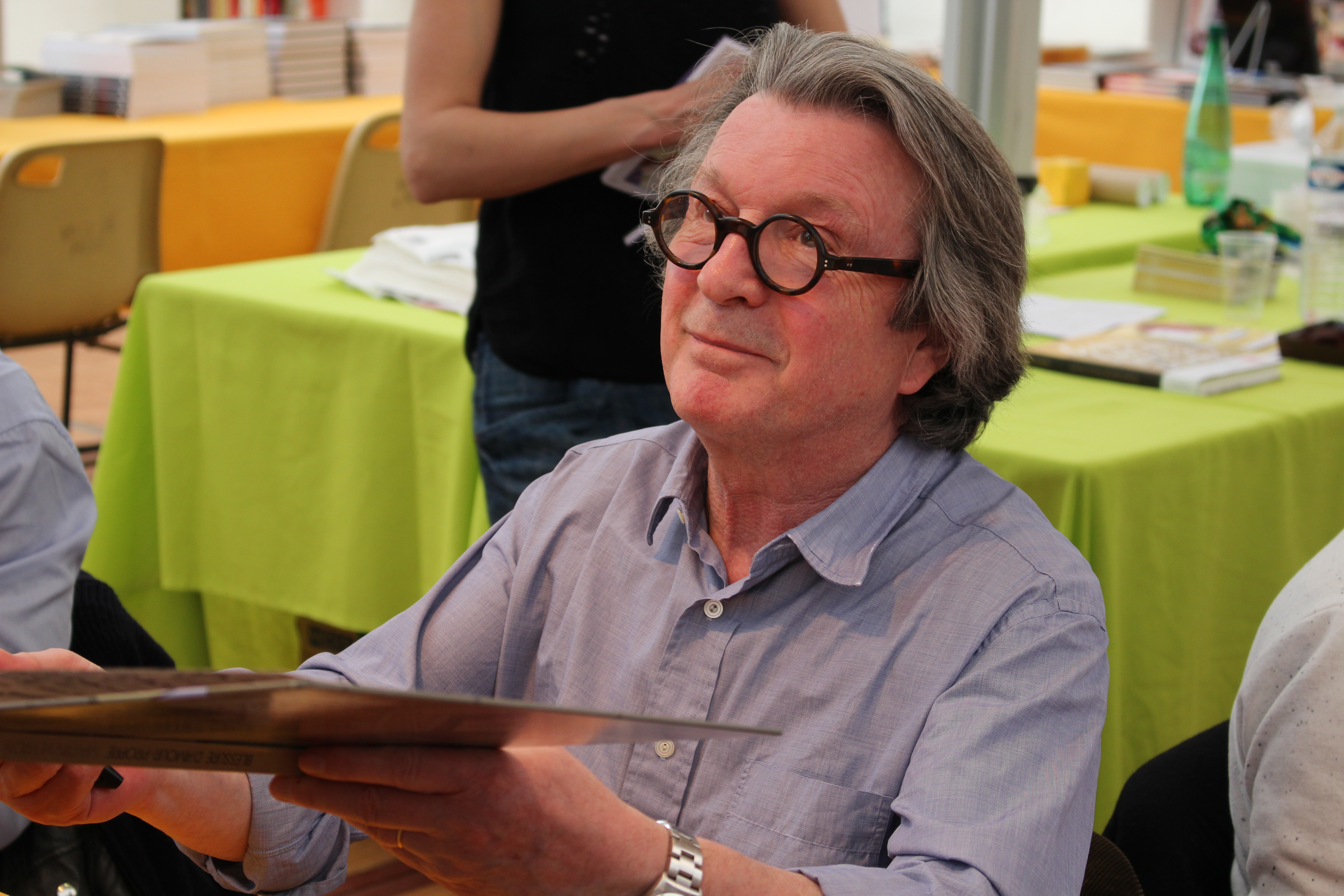
Martin Veyron au festival Le Livre à Metz.
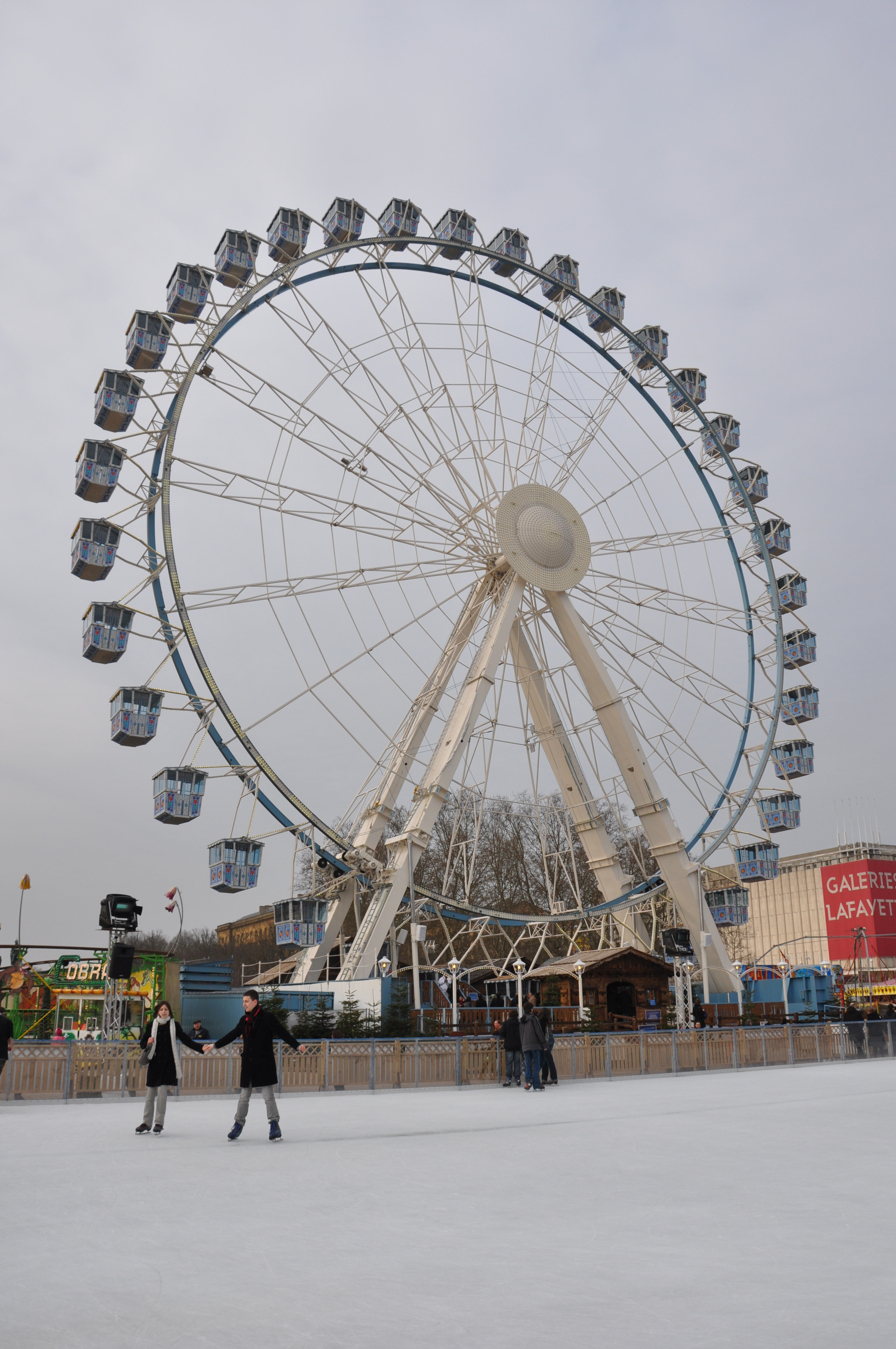
Grande roue à Metz.
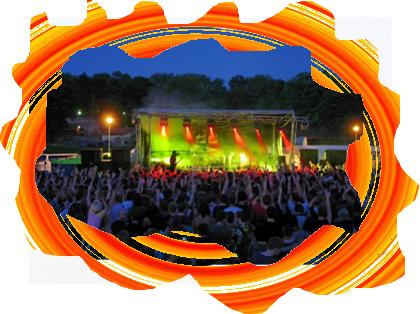
Metiz'Art.

### Sports

#### Équipements sportifs
Le sport à Metz est principalement dominé par deux disciplines : le football (FC Metz) et le handball féminin (Metz Handball). Il existe néanmoins des clubs d’autres disciplines évoluant au niveau national. La ville dispose d’équipements sportifs nombreux et de qualité.

##### Complexe Saint-Symphorien
Le palais des sports Saint-Symphorien, était avec le stade tout proche, dans les années 1990, l’unique complexe affecté aux rencontres sportives. Après un incendie dévastateur en 1999, il a été entièrement rénové. Agrandi, la grande salle est aujourd’hui adjointe de multiples autres espaces affectés à des sports en particulier comme le patinage et le tennis de table. Le Metz Tennis de Table (Metz TT) est à ce propos le plus grand club de l'Est avec 350 licenciés et le seul club de France à posséder deux équipes dans des championnats professionnels. Aux abords du bâtiment s’est progressivement établi un skate-parc. Les pistes cyclables le relient à la ville et au plan d’eau.

##### Stade Saint-Symphorien

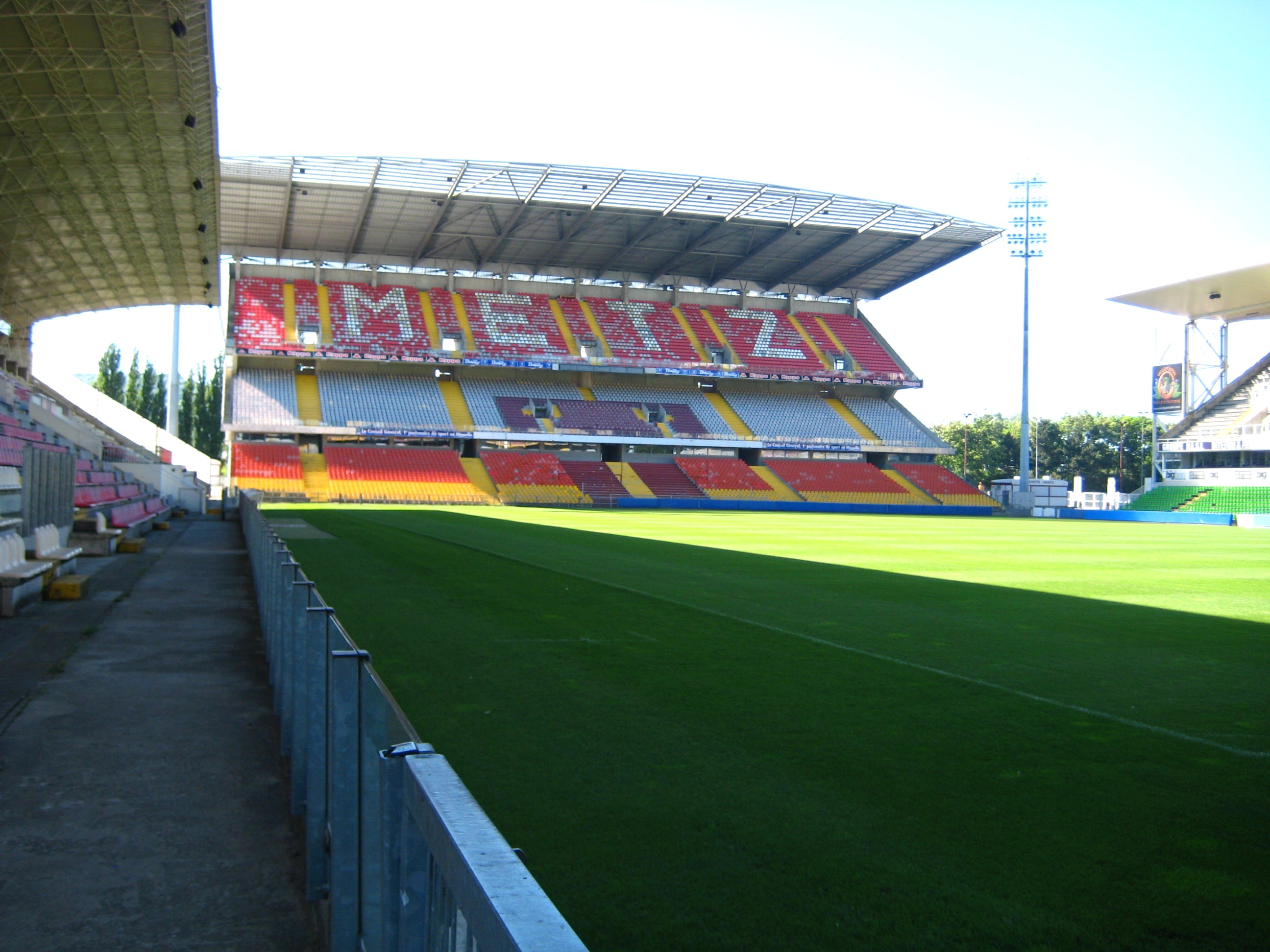
La tribune ouest du stade Saint-Symphorien (football)

Le stade de football Saint-Symphorien peut accueillir un peu plus de 25 500 spectateurs assis dans sa configuration normale, mais également des concerts demandant de grandes capacités d’accueil. Un projet d'agrandissement est actuellement[Quand ?] à l’étude pour augmenter sa capacité et éventuellement par la suite, l’insérer dans un complexe commercial et hôtelier.

##### Palais omnisports Les Arènes

Palais omnisports Les Arènes

Le palais omnisports Les Arènes inauguré en 2002 est un complexe polyvalent muni d’une grande salle d’une capacité de 4 300 places assises en gradins, plus la fosse, permettant d’accueillir des événements sportifs et artistiques (chanteurs, musique, patinage, festival…) nationaux et internationaux. Outre des locaux techniques, d’accueil et administration de 3 200 m2, le bâtiment dispose d’une grande salle de 4 680 m2, une salle d’échauffement de 1 200 m2, une salle de gymnastique artistique de 1 150 m2, une salle de gymnastique rythmique, une salle de danse et de kendo, une salle d’arts martiaux, une salle de baby-gym, une salle de musculation et un centre médico-sportif. Ce palais omnisports a accueilli des manifestations sportives comme la coupe Davis, les championnats de France de gymnastique, le championnat du monde féminin de handball 2007, le championnat du monde masculin de handball 2017, le Tournoi de tennis de Moselle et de nombreux concerts.

##### Skatepark-Bowl
Le skatepark-Bowl affecté aux sports de glisse sur bitume est situé près du parc de la Seille et fut inauguré le 15 juin 2008. Il est construit autour du bowl qui existe depuis 2006. Il consiste en une surface totalement lisse et unie, conçue en relief sous le niveau du sol, pourvue de crevasses, virages serrés et rampes adaptés à la pratique du be-cross et du skate-board essentiellement. Ce parc est bordé d’une tribune d’une centaine de places et comporte neuf modules et le bowl sur 1 200 m2.

##### Anneau de Metz
L’Anneau de Metz, outre plusieurs stades extérieurs présents dans l’agglomération, une nouvelle salle de 7 000 m2, de couleur orange, a été inaugurée le 28 novembre 2008. Située à l’est de la ville, à une extrémité du quartier de Borny, elle constitue un lieu unique dans le Grand Est car entièrement affectée à l’athlétisme et couverte. Une piste de deux cents mètres sur six couloirs, une piste de soixante mètres, un sautoir à la perche, l’un pour la longueur, l’autre pour le triple saut et une aire pour le lancer de poids, des gradins capables d’accueillir mille personnes dont 491 assises. La ville y organisera un marathon annuel à partir de 2010.

##### Stade de rugby
La ville possède le stade de rugby de La Grange-aux-Bois qui est utilisé par le Rugby club de Metz.

##### Parcours de golf
Cinq parcours de golf sont situés dans un rayon de 25 kilomètres du centre-ville, dont le golf de Metz-Technopôle situé entre le parc des expositions et la faculté du technopôle.

##### Équipements de sports nautiques
Pour les sports nautiques, c'est sur un site à proximité du centre historique de Metz, entre le Temple neuf et l’île du Saulcy, que se côtoieront initiés ou simples curieux venus découvrir les sports d'eaux vives. Le Bassin de la Pucelle, bassin artificiel d'eau vive est ennoyé deux fois par semaine à la suite de l’ouverture de vannes d’où se déverse l’eau du plan d’eau (débit de classe 2 en général) et sert de parcours de canoë et de kayak. Il est muni pour le public, de larges berges, de promontoires et de quais tout au long de sa course et a l’avantage d’être situé à proximité du campus de l’île du Saulcy. Il permet donc d’animer régulièrement le quartier. Le deuxième championnat du monde universitaire de canoë-kayak en eau vive s’y est déroulé en 1998, puis plus récemment les 5e et 6e manches du championnat de France N1 de Slalom (canoë-kayak) en 2009. En 2011 ont eu lieu les Championnats de France Canoë-Kayak multi-discipline, et tous les ans le « Rodéo Metz Challenge », compétition nationale de kayak freestyle.
Sur le plan d’eau Saint-Symphorien, on pratique l’aviron, le canoë-kayak, le ski nautique, la plongée, le pédalo. Les Régates messines, club de la championne du monde Christine Gossé, médaille de bronze aux jeux olympiques d’Atlanta, s’y adonnent à leurs prouesses. Ce club a terminé 8e sur 251 en 2008 au classement des clubs de la FFSA.

###### Piscines
La piscine olympique Lothaire, en face des Arènes, de l’autre côté des Jardins Jean-Marie-Pelt (Anciennement parc de la Seille) dont la vue donne sur les plantations de vignes, de houblon, et autres plantes aromatiques à l’ouest de la Seille découverte et sur les hauteurs de Queuleu à l’est. Cet équipement est entouré à l’extérieur d’une plage, d’un terrain sous-baissé affecté aux jeux de balle, de deux city-stades, tables de ping-pong et pistes cyclables reliant le centre et les autres quartiers.
La piscine de Belletanche est située entre le lycée Robert-Schuman (qui dispose de son propre bassin) et la Chambre de métiers et de l’artisanat de la Moselle. Coiffée d’un dôme, cette piscine possède un bassin de 25 mètres et un grand bassin pour enfants, particulièrement agréable pour les nourrissons, des toboggans, des fontaines. Ses parois s’ouvrent par beau temps sur une plage extérieure.
La piscine du Square-du-Luxembourg est la première piscine de la ville qui se trouve quant à elle à proximité du campus du Saulcy, au bord de la Moselle. Un bassin unique à descente progressive permet aux enfants d’évoluer dans un espace séparé.

#### Compétitions
Le tournoi de tennis de Moselle, tournoi international inscrit au calendrier ATP depuis 2003, au palais omnisports Les Arènes, et à partir de l'année 2011. Il a lieu au Parc des Expositions de Metz Métropole.

### Médias

#### Presse
- Le Républicain lorrain
- La Semaine
- Metro quotidien gratuit édité depuis le 21 septembre 2010[251]. Le 29 août 2016, le journal, qui n'était disponible que sur Internet depuis le 3 juillet 2015, fusionne avec LCI. Ce qui provoque sa disparition.
- Groupe BLE Lorraine, média et think tank lorrain généraliste créé en septembre en 2008
- Tout1nfo, le journal gratuit du Républicain lorrain. Il a cessé de paraître en juin 2009[252]
- La municipalité édite depuis janvier 2009 un bulletin d’information mensuel intitulé Metz Magazine. Il remplace l’ancien Vivre à Metz.
- Club de la Presse et de la Communication de Metz-Lorraine : association de journalistes.

#### Radio
- 89.2 RPL Radio : radio associative basée à Peltre, au sud de Metz.
- 92.8 Direct FM : radio locale commerciale messine dont les studios se trouvent au siège du FC Metz.
- 97.6 Europe 2 Lorraine, programme local d'Europe 2 réalisé depuis le tiers-lieu Bliiida à Metz[253].
- 98.5 France Bleu Lorraine Nord : radio locale publique du nord lorrain, plus précisément de la Moselle. Ses studios se trouvent au 5 rue d'Austrasie.
- 99.0 RFM Est : programme local nancéien de RFM.
- 101.1 Nostalgie Lorraine : antenne locale messine de Nostalgie[254]. Elle est émise également à Nancy sur 95.3 FM et à Commercy sur 95.4 FM[255].
- 102.0 RCF Jérico Moselle : radio locale messine à vocation religieuse[256].
- 103.0 Chérie FM Lorraine : antenne locale messine de Chérie FM[257] aussi diffusée à Verdun sur la même fréquence[258].
- 103.4 Fun Radio Lorraine : antenne locale nancéienne de Fun Radio[259].
- 106.1 Radio Campus Lorraine : radio associative étudiante réalisée à Nancy et Metz.
- 107.3 NRJ Lorraine : programme local lorrain d'NRJ réalisé depuis Metz.

#### Webradio
Metz dispose de M57 Radio : Cette webradio a disparu en 2012 et la BLE Radio, la radio du Groupe BLE Lorraine, radio associative généraliste qui s’intéresse à la Lorraine et à son actualité.

#### Télévision
- France 3 Lorraine : chaîne locale publique basée à Nancy mais décrochant sur Metz pour une édition du 19/20 consacrée à l'actualité messine.
- RTL9 Est décrochages régionaux d'RTL9 sur la Lorraine en hertzien analogique à partir de l'émetteur de Dudelange (Luxembourg), jusqu'au 30 juin 2010.
- Moselle TV, chaîne télé locale depuis 2010, accessible par la TNT.
- Air, l'autre télé, chaîne régionale sur une partie de la Lorraine en numérique hertzien terrestre à partir de l'émetteur de Dudelange (sur le canal laissé vacant par RTL9). Le 18 décembre 2014, elle cesse ses programmes en laissant une image fixe à l'antenne après un dépôt de bilan[263].

Le principal site de diffusion TNT sur l'agglomération messine est celui de Luttange. Parmi les chaînes terrestres, il émet France 3 Metz et Mirabelle TV.

#### Chanson
Le nom de la ville apparaît dans plusieurs chansons :
- L'Artilleur de Metz, chant militaire faisant référence à la fameuse école d’artillerie[265] ;
- en 1975, Le Buffet de la gare de Metz, de Bernard Lavilliers, dans l'album Le Stéphanois ;
- en 2005, Le Blues de Metz, de Matthieu Chedid, dans l'album En tête à tête[266],[267] ;
- en 2009, L'Inconnu de Metz, de Stéphane Cadé, dans l'album Cityrama.
- en 2024, Baptiste Bailly et les 7 nains, de Pepeusson dans l’album Libération.

### Cultes
À Metz, comme dans le département de la Moselle, les dispositions juridiques de la loi du concordat de 1801 demeurent en application.

#### Culte catholique
24 édifices religieux sont présents sur le territoire de la commune de Metz :
- Cathédrale Saint-Étienne
- Église Sainte-Ségolène
- Église Saint-Eucaire
- Église Saint-Maximin
- Église Saint-Clément
- Église Notre-Dame-de-l'Assomption
- Église Saint-Simon-et-Saint-Jude
- Église Notre-Dame-de-Confiance
- Église Saint-Fiacre
- Église du Saint-Sacrement
- Église Notre-Dame-de-Lourdes
- Église Sainte-Lucie
- Église Saint-François-d'Assise
- Église Saint-Martin (Metz-Centre)
- Église Saint-Martin (Magny)
- Église de l'Immaculée-Conception
- Église Saint-Bernard
- Église de la Sainte-Famille
- Église Saint-Pierre
- Église Saint-Vincent-de-Paul
- Église Sainte-Thérèse-de-l'Enfant-Jésus
- Chapelle Saint-Paul
- Chapelle Sainte-Chrétienne[269].
- Chapelle Sainte-Glossinde.

#### Culte orthodoxe
La paroisse des Trois-Saints-Hériarques-Basile-le-Grand-Grégoire-le-Théologien-et-Jean-Chrysostome dispose de la chapelle annexe de l'église Saint-Eucaire, rue des Allemands. Elle est autrefois dépendante de l'archevêché des églises orthodoxes russes en Europe occidentale, longtemps une juridiction du patriarcat œcuménique de Constantinople mais dont l'archevêque décide en septembre 2019 de rejoindre le patriarcat de Moscou. Comme d'autres paroisses et communautés refusant cette décision, elle est depuis fin 2019, et à la suite d'un vote de la paroisse, rattachée au Vicariat de tradition russe auprès de la métropole orthodoxe grecque de France, ce qui lui permet de rester fidèle au patriarcat de Constantinople.
La paroisse Saint-Martin-et-Saint-Silouane, située rue Saint-Gengoulf, dépend de la métropole orthodoxe roumaine d'Europe occidentale et méridionale.

#### Culte protestant
- Armée du salut[273] ;
- Église de la confession d'Augsbourg d'Alsace et de Lorraine (EPCAAL) ;
- Église réformée d'Alsace et de Lorraine (ERAL);
- Église évangélique méthodiste de France. L'union de l’Église évangélique méthodiste de France dispose d'une église située rue Charles-Abel ;
- Église évangélique pentecôtiste. Les Assemblées de Dieu de France possèdent une salle, rue Clotilde Aubertin ;
- Église évangélique baptiste, située rue Goulon ;
- Église protestante évangélique le Colombier, rue de la Passotte ;
- Mission évangélique de Metz, rue Maurice Barrés[274].

#### Culte néo-apostolique
Une église néo-apostolique est située près du Parc des Expositions, rue de la Grange aux Bois. Il s'agit de la plus grande église néo-apostolique de France avec une capacité d'accueil d'environ 2 000 personnes.

#### Autres mouvements chrétiens
- L'église de Jésus-Christ des saints des derniers jours, 11 rue Maurice Bompard ;
- Une salle du Royaume des Témoins de Jéhovah, rue des Œillets.

#### Culte israélite
En 2000, la communauté juive de Metz a célébré le 150e anniversaire de sa synagogue consistoriale, inaugurée le 30 août 1850. La synagogue de Metz, située dans la rue du Rabin-Élie-Bloch, est aussi un centre hébraïque réputé.

#### Culte musulman
Le permis de construire de la Grande mosquée de Metz a été paraphé le 11 juillet 2019 par Dominique Gros, elle se trouvera dans le quartier de Borny,, la salle de prière pourra accueillir plus de 1 500 fidèles. En 2024, la ville de Metz décide d'aider l'association de la Grande Mosquée à hauteur de 490 000 euros sur les 15,7 millions dépensés pour le futur édifice, qui occupera 5 000 mètres carrés.
Deux autres mosquées existent déjà sur le territoire communal : 
- la mosquée Al-Fath à Borny;
- la mosquée turque CIMG à Bellecroix;

Une autre mosquée est implantée sur la commune voisine de Woippy, à proximité immédiate du quartier messin de la Patrotte Metz-Nord. La ville dispose aussi de plusieurs salles de prières.

#### Culte bouddhique
Metz dispose d'un lieu d'enseignement bouddhiste, le centre Kadampa Dharmachakra, situé dans le quartier du Sablon. Lieu de méditation et d'enseignement bouddhiste, le centre a été fondé par Guéshé Kelsang Gyatso en 2003. Plusieurs autres associations bouddhistes sont référencées sur Metz.

## Économie

### Budget et fiscalité 2023

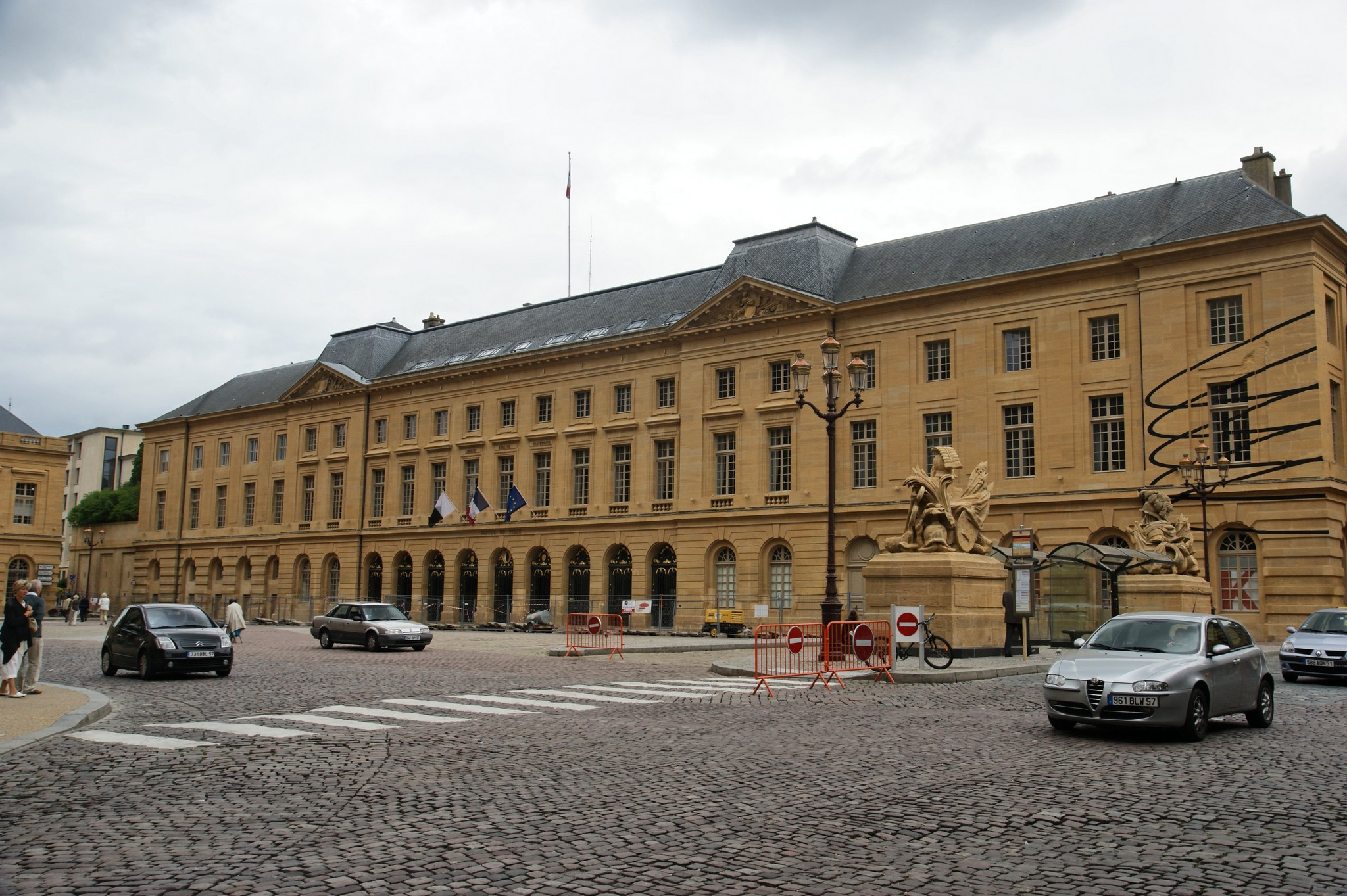
Mairie de Metz, construite de 1769 à 1771 par l'architecte Blondel.

En 2023, le budget de la commune était constitué ainsi :
- total des produits de fonctionnement : 189 436 000 €, soit 1 552 € par habitant ;
- total des charges de fonctionnement : 173 698 000 €, soit 1 423 € par habitant ;
- total des ressources d'investissement : 41 724 000 €, soit 342 € par habitant ;
- total des emplois d'investissement : 61 090 000 €, soit 501 € par habitant ;
- endettement : 115 598 000 €, soit 947 € par habitant.

Avec les taux de fiscalité suivants :
- taxe d'habitation : 20,68 % ;
- taxe foncière sur les propriétés bâties : 35,97 % ;
- taxe foncière sur les propriétés non bâties : 80,405 % ;
- taxe additionnelle à la taxe foncière sur les propriétés non bâties : 0,00 % ;
- cotisation foncière des entreprises : 0,00 %.

Chiffres clés Revenus et pauvreté des ménages en 2021 : médiane en 2021 du revenu disponible, par unité de consommation : 20 940 €.

### Activités économiques

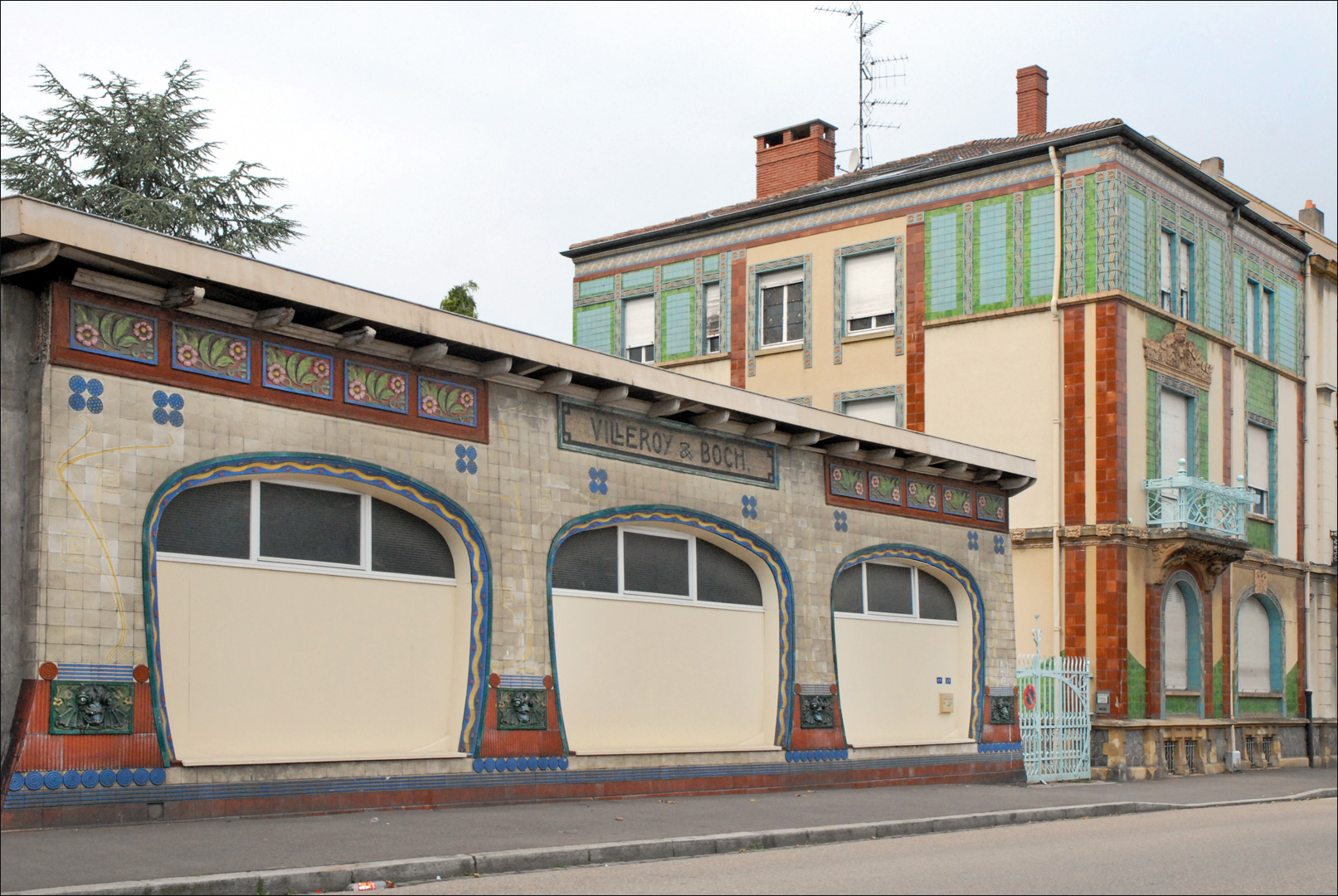
L'ancien magasin Villeroy et Boch 13-15 rue Charles Pêtre à Metz. Ancien siège et magasin d'exposition de la firme.

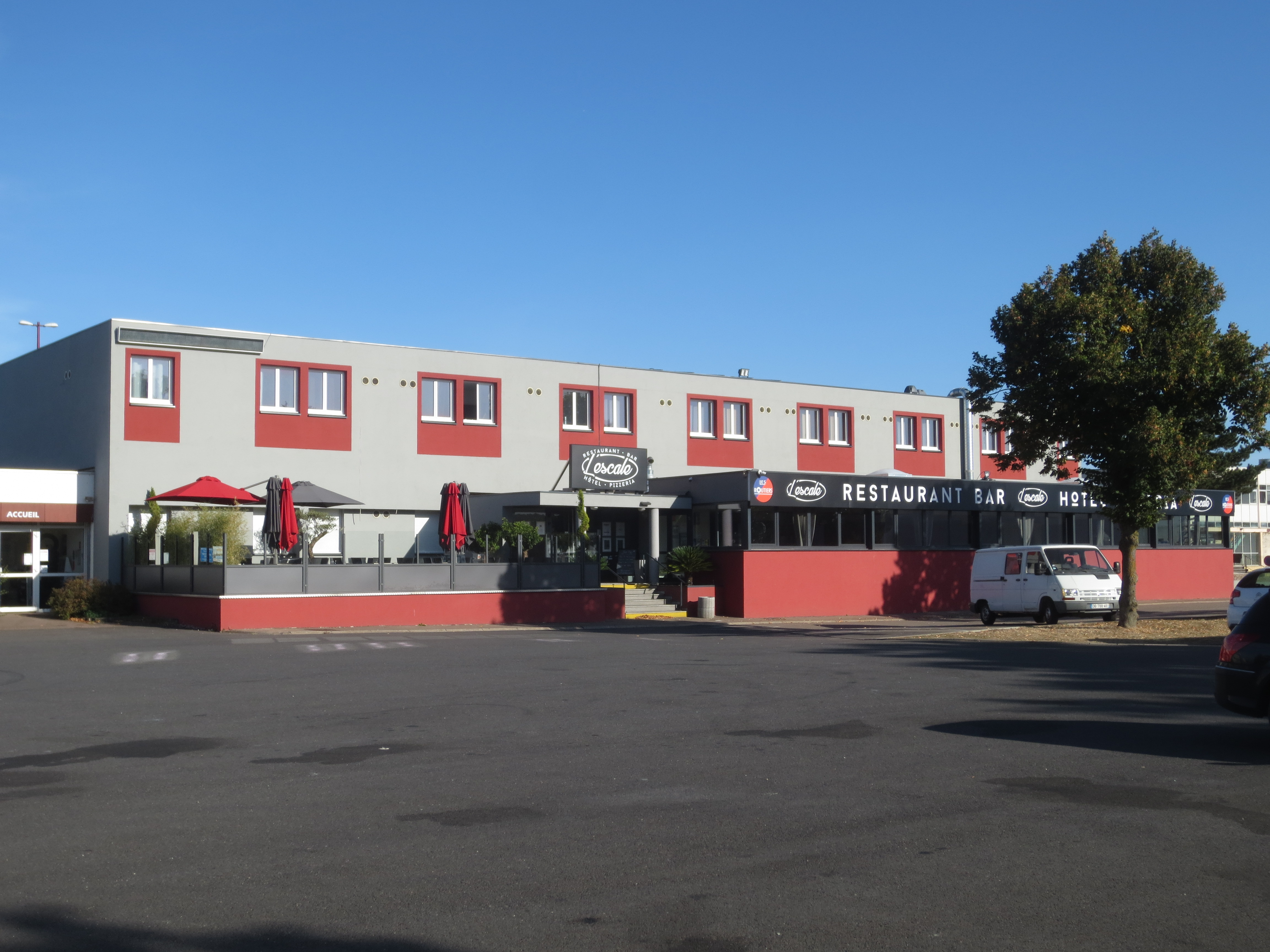
L'escale, Hôtel Restaurant à Metz-deux-Fontaines

Parmi les secteurs économiques représentés à Metz, citons la métallurgie, la pétrochimie, l’automobile, la logistique, le commerce…
La technopole de Metz (le terme masculin technopôle (sic), encore employé localement par certains, a été refusé dès 1988 par l'Académie française, qui n'admet que la technopole ou le pôle de technologie) est situé au sud-est de la ville, et accueille 230 implantations et 4 000 salariés qui se répartissent en trois pôles : les entreprises de pointes liées à la télécommunication et à l’information, les grandes écoles et universités, et le centre d’affaires constitué du World Trade Center Metz-Saarbrücken et du Centre international de congrès. À proximité se trouve le parc d'activité commerciale Metzanine.
Le centre Saint-Jacques inauguré en 1976 a été construit en lieu et place de l’ancien quartier Saint-Jacques, dont ont été conservées les maisons sur son pourtour. C’est un centre commercial qui comprend cent vingt boutiques, un supermarché Auchan (ex Simply Market), un parking souterrain de 1 200 places, et un hôtel-restaurant Novotel situé en centre-ville.
Le centre commercial Muse, inauguré en 2017 est situé à proximité immédiate du centre Pompidou-Metz. Il s'étend sur 33 000 m2 et comprend plus d'une centaine de boutiques dont certaines sont totalement inédites.
La zone Actisud, plus importante zone d’activité commerciale de la région est située en périphérie de la ville, sur les communes de Moulins-lès-Metz, Augny et Jouy-aux-Arches, avec de multiples enseignes à proximité de la Nationale 57, dont le centre commercial Waves Actisud.
Metz accueille le siège de la chambre de commerce et d'industrie Moselle Métropole Metz qui gère la zone d’Ennery et le CFA, ainsi que le Nouveau Port de Metz, (1er port fluvial céréalier français), le port de Metz-Mazerolle et le port fluvial de Thionville.
Usine d'électricité de Metz (UEM) est l'entreprise locale de distribution d'électricité et de gaz.
Le Groupe PSA est le premier employeur privé de l'agglomération avec ses deux usines à Borny et Trémery.
Le Pays messin est aussi traditionnellement une région de culture et production de la mirabelle en Lorraine, la ville de Metz donnant son nom à l’une des deux principales variétés du fruit.
La ville de Metz compte parmi les quatre principales villes du Sillon Lorrain avec Nancy, Épinal et Thionville, qui forment une aire de plus d’un million d’habitants.
Metz est par ailleurs l’une des quatre villes membres du QuattroPole avec Luxembourg, Trèves (Trier) et Sarrebruck (Saarbrücken). Ce réseau transfrontalier favorise la coopération interurbaine.
Enfin, Metz et sa voisine mosellane Thionville ont rejoint en 2007 une troisième coopération transfrontalière, LELA, renommée LELA+ à cette occasion. LELA+ s'appelle Tonicités depuis juillet 2011. Ce réseau de villes ayant pour but le développement transfrontalier de la région regroupe ainsi Luxembourg, Esch-sur-Alzette, Longwy et Arlon.
À noter que l’économie du pays messin est liée à celle du Luxembourg : 70 000 Lorrains y travaillent actuellement[Quand ?]. On estime qu’ils seront 135 000 travailleurs transfrontaliers en 2030,.

### Cadre de vie et tourisme

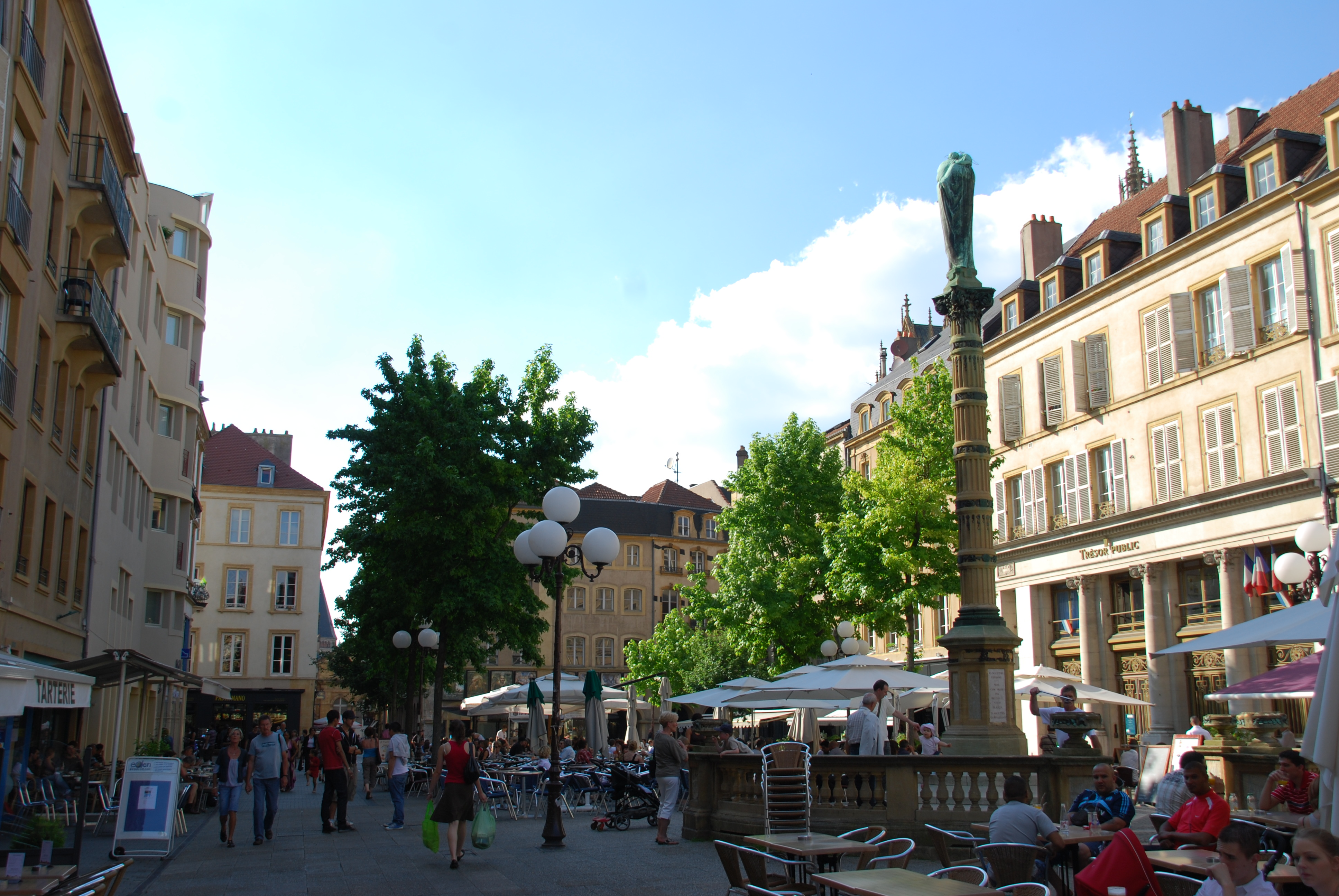
Place Saint-Jacques située au cœur du centre historique et piétonnier de la ville.

Metz a été l’une des premières villes françaises à mettre en place un périmètre piétonnier en centre-ville, développant le concept d’écologie urbaine à l'instigation de Jean-Marie Pelt. Le plateau piétonnier s’étend sur un linéaire de 5,6 kilomètres. La cité laisse ainsi mieux se découvrir ses maisons médiévales, ses arcades, ses boutiques nombreuses et renommées, son plan d’eau, ses promenades fleuries, Saint-Pierre-aux-Nonnains (l’une des plus vieilles églises d’Europe), sa cathédrale majestueuse aux vitraux du XIIe au XXe siècle aux passants, amateurs de culture ou de shopping.
Au cœur de la ville, la place Saint-Jacques située non loin de l’emplacement du forum gallo-romain et la vaste place de la République qui ouvre sa perspective sur le paysage du mont Saint-Quentin à travers le jardin régulier de l’Esplanade, constituent deux des lieux les plus passants et animés (cafés, cinémas, etc.). Sous l’esplanade est aménagé un important parc de stationnement souterrain (d’une capacité de 2 300 places) depuis les années 1960 où une galerie bordée de commerces relie l’Arsenal aux Galeries Lafayette. Les travaux en cours d’achèvement recréent un plateau multimodal et piétonnier de près de 17 000 m2 transformés et bénéficiant du transfert des voies de transit en sous-sol.
Quelques centaines de mètres en contrebas de l’Esplanade, le port de plaisance est installé sur le quai des Régates du plan d’eau. Disposant d’une capacité de soixante emplacements, il a reçu en 2008 le Pavillon bleu pour la variété des activités nautiques proposées, la qualité et le confort des installations mises à la disposition des plaisanciers (l’investissement est à hauteur de 1,7 million d’euros par la Ville), ainsi que pour sa situation en quasi centre-ville.
Le camping de Metz, ouvert de mai à septembre, est situé au bord de la Moselle, sur une superficie totale de 35 000 m2 dont 20 000 sont réservés aux 150 emplacements des campeurs.
La ville a été récompensée par un Grand Prix et dispose des quatre fleurs au palmarès 2007 du concours des villes et villages fleuris.
Le New York Times a classé Metz à la 39e place des destinations à visiter en 2009, une recommandation qui doit beaucoup à l’ouverture du centre Pompidou-Metz et à la richesse architecturale de la ville.

## Culture locale et patrimoine

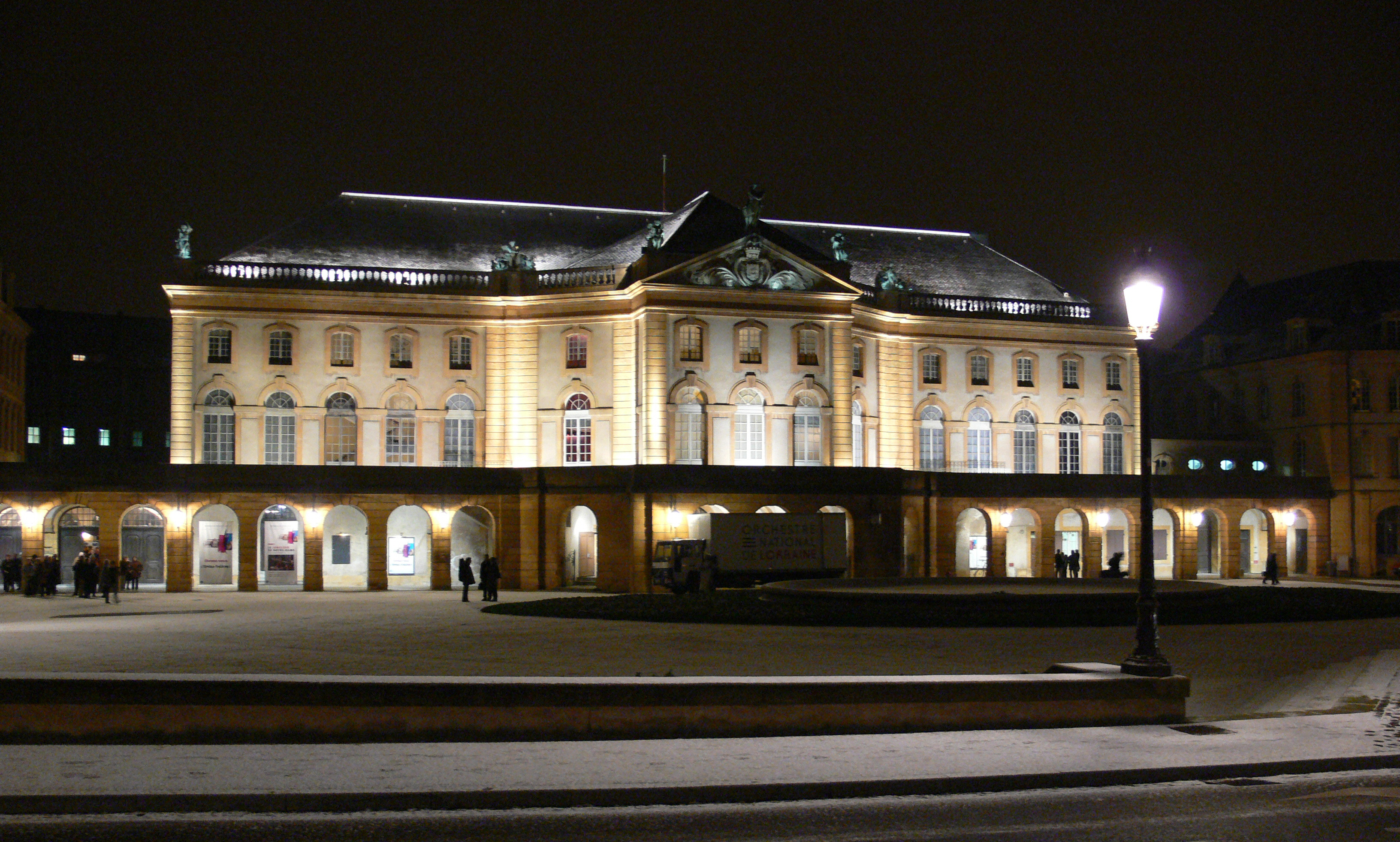
L’opéra-théâtre (1738-1753), place de la Comédie sur l’île du Petit Saulcy.

Le secteur sauvegardé de Metz n’a été instauré qu’en 1985, décision tardive par rapport à d’autres villes françaises. La ville de Metz s'est depuis engagée dans une procédure d'extension et de révision de ce secteur sauvegardé qui passe de 22,5 à 162 hectares. Le plan de sauvegarde et de mise en valeur du secteur sauvegardé a été mis en révision par arrêté préfectoral du 25 octobre 2010.
La pierre de Jaumont, pierre emblématique du Pays messin, extraite à quelques kilomètres de Metz, constitue une grande partie des monuments de la ville, notamment ceux du centre-ville. La couleur ocre orne en conséquence une grande partie des monuments de la cité messine. Toutefois, à cause de la pollution automobile, la pierre de Jaumont a tendance à se noircir au fil du temps, ce qui nécessite de réguliers travaux de nettoyage, pour éviter de donner un aspect austère à la ville et à ses monuments.
Le regain d’intérêt pour l’architecture 1900 et notamment le legs allemand, depuis les années 1970, s’est accompagné de recherches, et de récentes publications ont vu le jour. En 2007, la ville de Metz, par la voix de son maire d’alors, Jean-Marie Rausch, a proposé la candidature de son quartier impérial wilhelmien à l’Unesco au titre des sites du patrimoine mondial de l’humanité.
Avec l’impulsion que représente le projet du centre Pompidou-Metz, ville de la Grande Région, Metz a participé au programme de l’année européenne de Luxembourg et grande région capitale européenne de la culture 2007.
Le 18 novembre 2011, le ministère de la Culture et de la Communication a décerné, à l'unanimité et avec les félicitations du jury, le label Ville d'art et d'histoire à la Ville de Metz. L'obtention de ce label marque l'engagement de la ville de Metz de passer d'un stade de sauvegarde et de restauration de son patrimoine bâti à un stade de valorisation et d'animation du patrimoine dans son acception la plus large.
Le 9 janvier 2014 le centre-ville de Metz (Quartier impérial inclus) est retenu par le Comité des biens français du Patrimoine mondial en vue d'un classement potentiel au Patrimoine mondial de l'Unesco,.
Depuis 2017, la Ville de Metz organise le festival international des arts numériques Constellations de Metz, chaque été, de fin juin à début septembre.

### Langue
Metz et ses environs proches ont depuis le Moyen Âge été d’expression francophone et romane. Les grandes invasions du Ve siècle virent l'installation des Francs rhénans dans la région gallo-romaine – où étaient majoritairement parlées des langues celtiques et le latin – amenant leur langue, le francique, ancêtre du francique lorrain de la Moselle germanophone. Cependant, on peut supposer que le francique n'était réellement d'usage à Metz que parmi l'élite franque, au même titre que le latin, et non parmi la grande majorité de la population.
Autour de l'an mil, on a déterminé que la frontière linguistique entre parlers romans (langue d'oïl) et germanique langues franciques) était déjà située à l'est de la ville et passait par Vigy. Cependant, la ville ne pouvait ignorer la langue de ses voisins et a de tous temps servi de trait d’union entre les deux zones linguistiques. Par exemple, comme l'atteste un vers de la guerre de Metz (1324), les Messins savaient fort bien utiliser l'allemand lorsqu'il le fallait. La pratique de l’allemand y est donc fréquemment attestée, sans qu’on puisse pourtant parler d’un bilinguisme généralisé. Ainsi, beaucoup de paraiges et maîtres-échevins de Metz étaient bilingues. De même qu'au début du XVIe siècle, certains documents officiels étaient publiés à Metz en allemand et en français.
On note aussi l'existence d'un patois particulier à la ville de Metz au Moyen Âge, le Metzer Platt, issu de l'immigration des lorrains germanophones de l'actuelle Moselle-est et du Thionvillois : il constituait une combinaison des trois variantes du francique lorrain (le luxembourgeois, le mosellan et le rhénan). Par ailleurs, le latin gardait toujours sa valeur de langue « officielle », même dans un milieu marqué par le bilinguisme.
D'après Ernest de Bouteiller, le français, tel qu'il était parlé à Metz au XIXe siècle, avait des différences ou, d'après les puristes, des défauts de prononciation (par rapport au français standard), qui lui conféraient un caractère particulier et frappaient les étrangers.

### Patrimoine

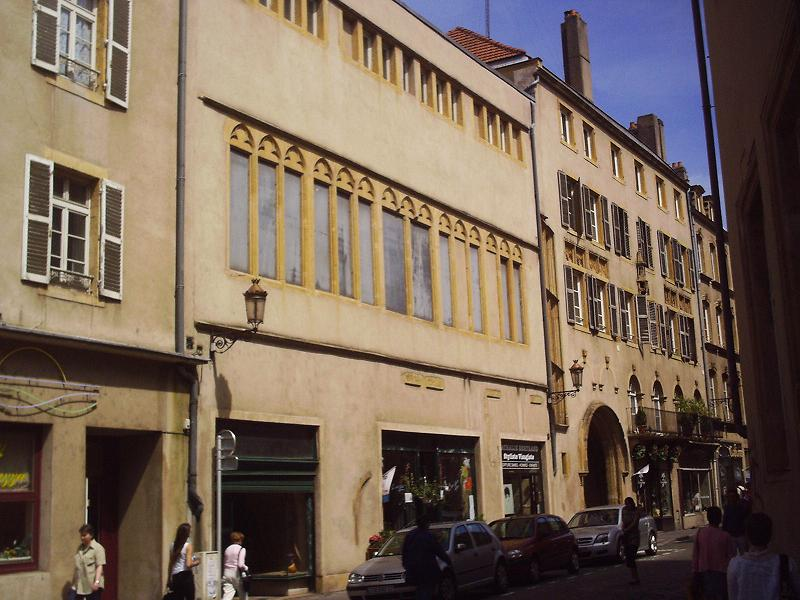
L’hôtel de Heu,.

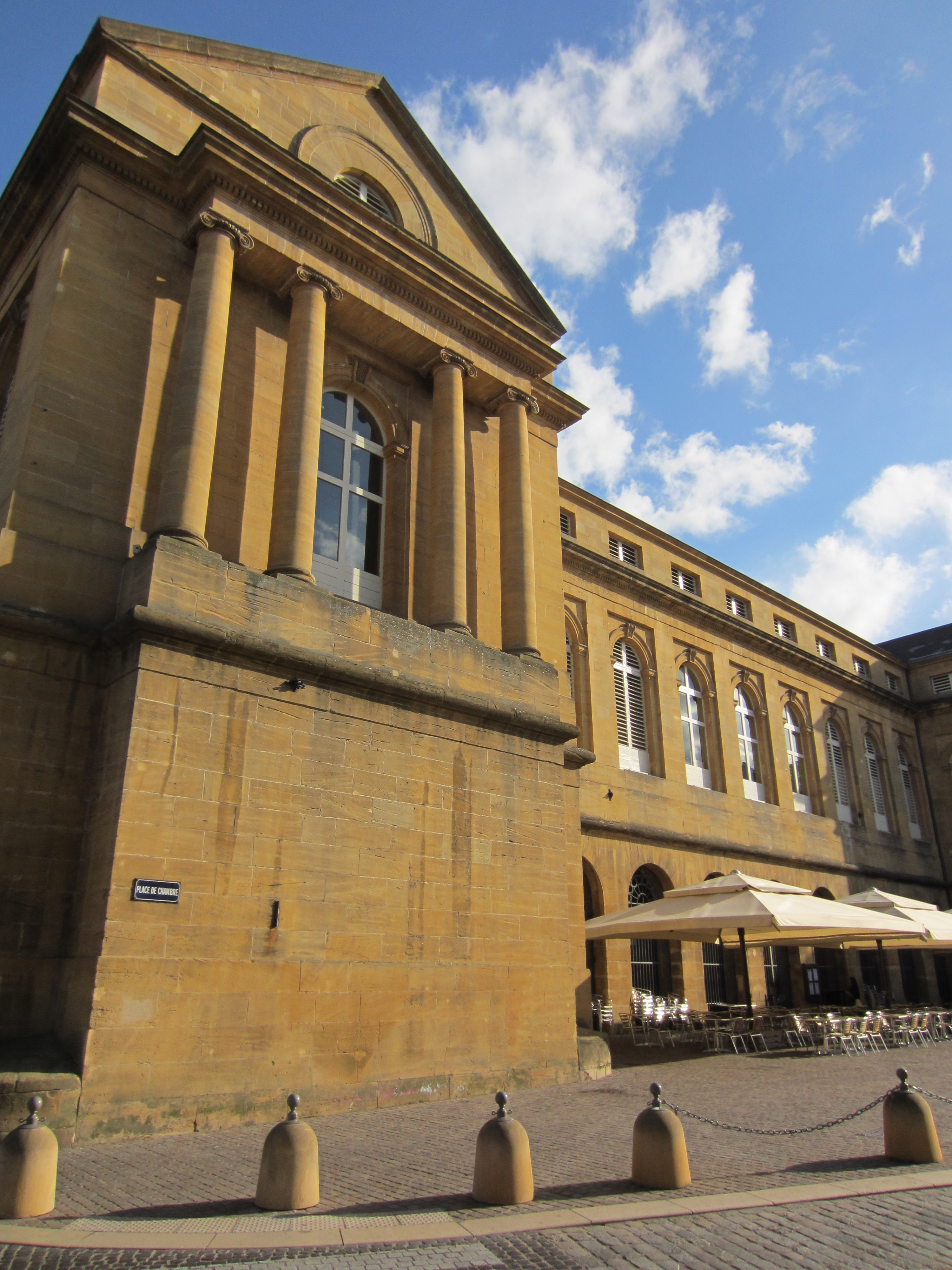
Ancien palais épiscopal.

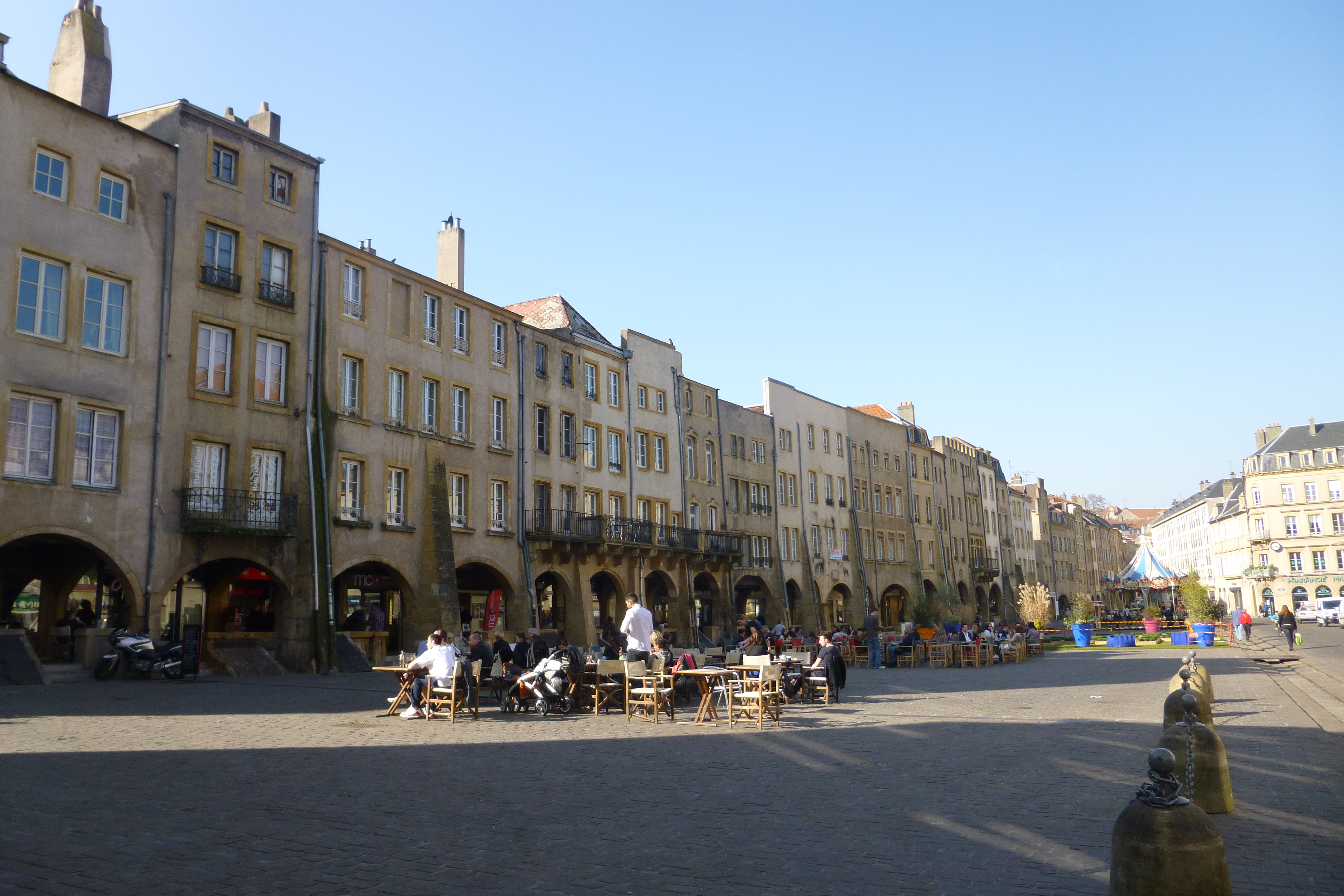
La place Saint-Louis, ancienne place du Change, était un lieu de foire au XIIIe siècle qui abritait les banquiers.

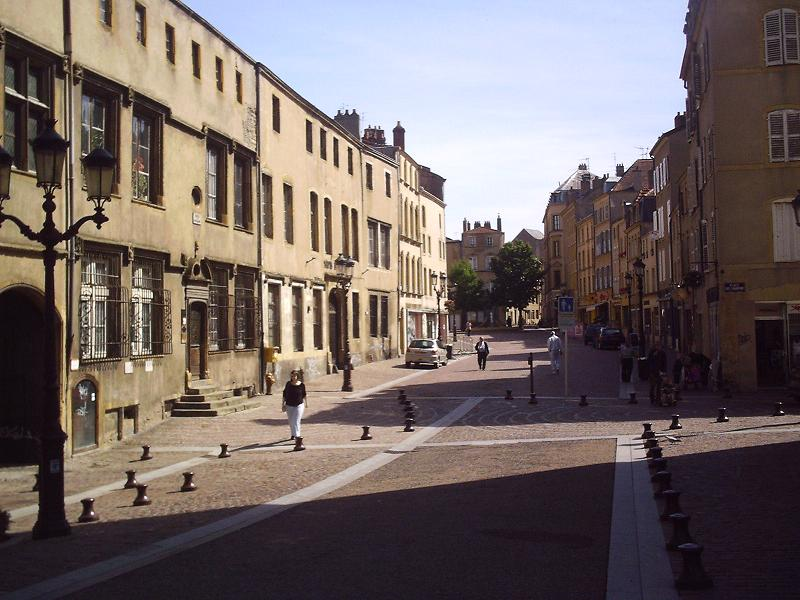
La place des Charrons.

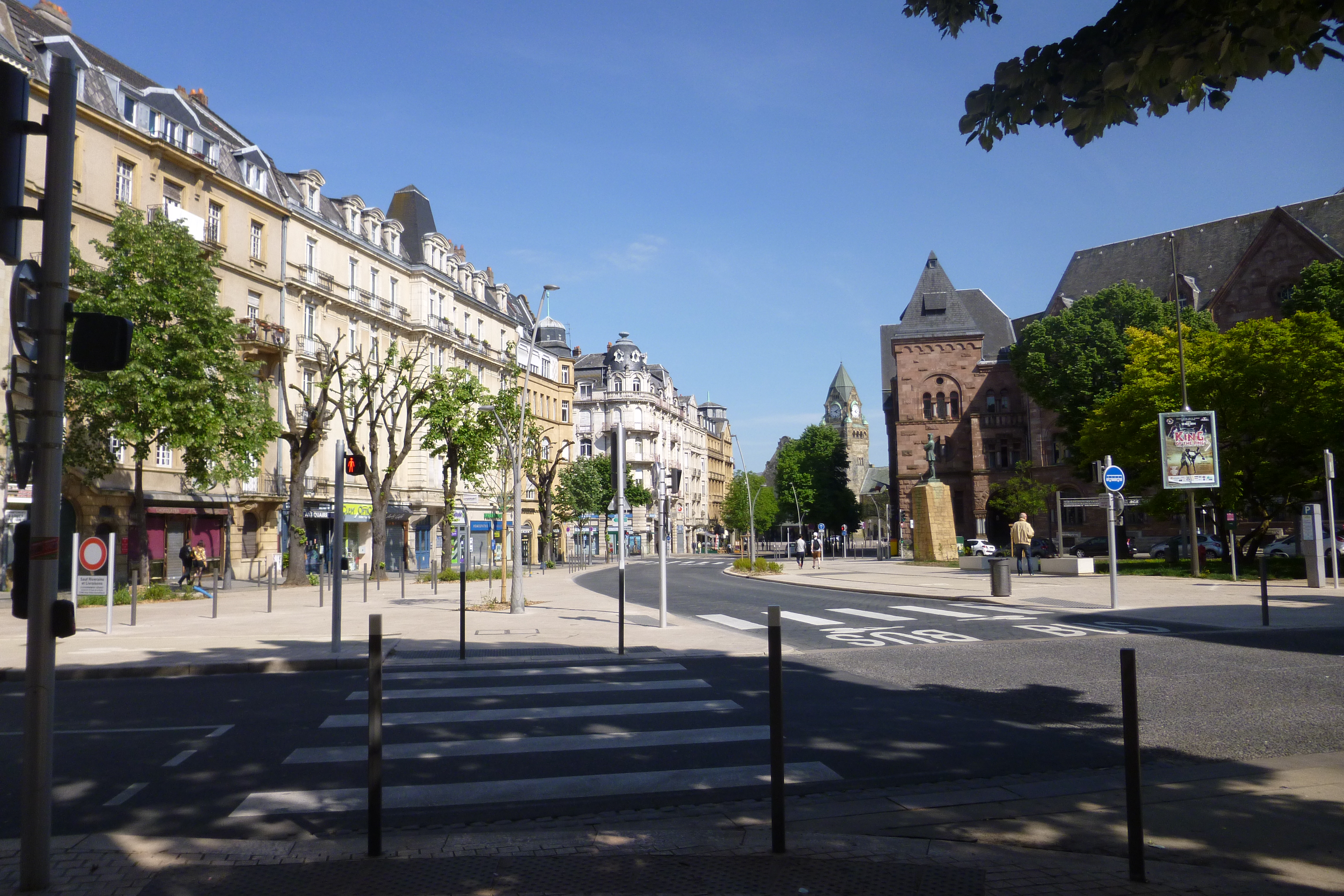
La place Mangin et l'hôtel des Postes.

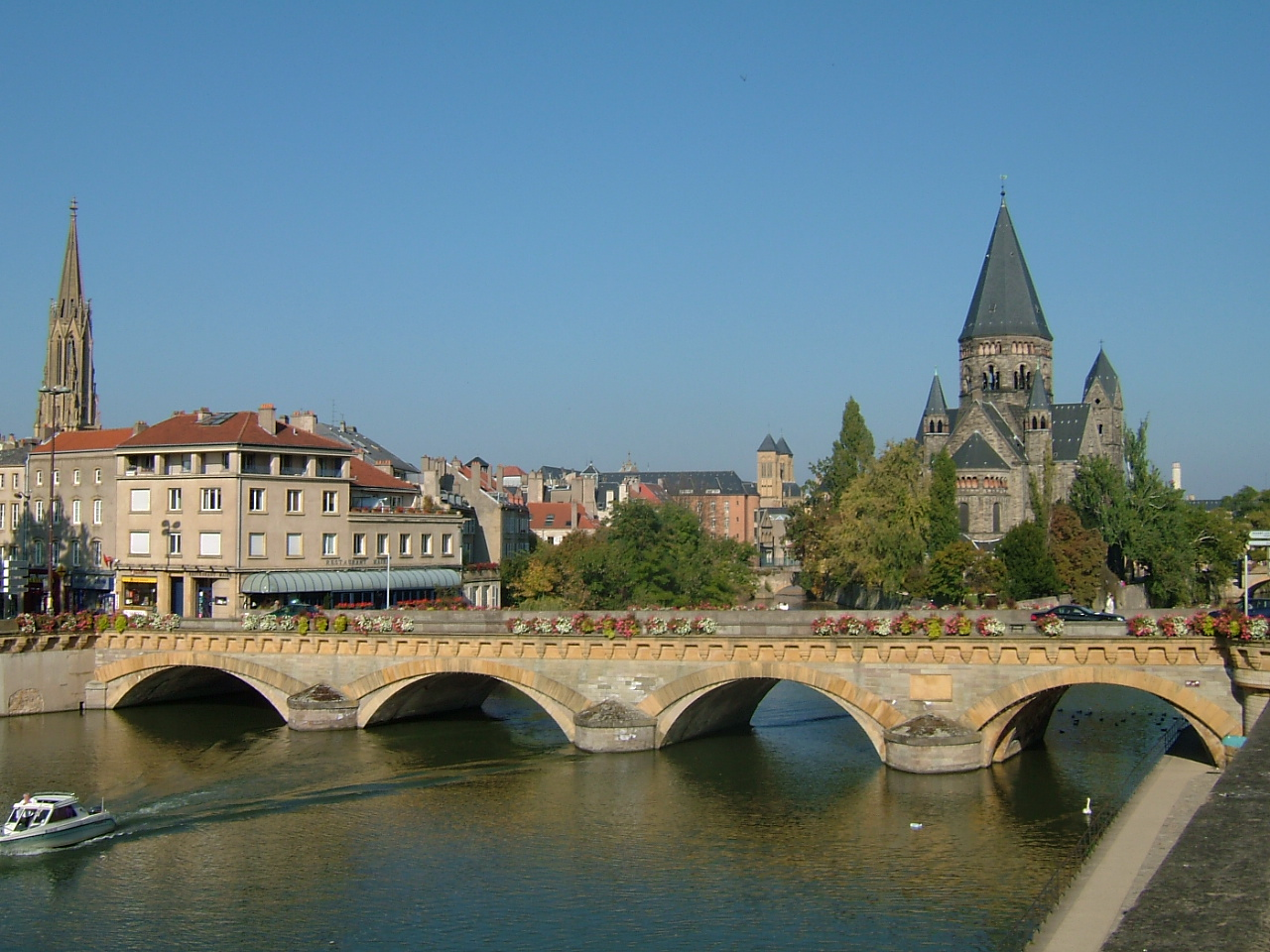
Le Moyen-Pont en 2005 avec le Temple neuf.

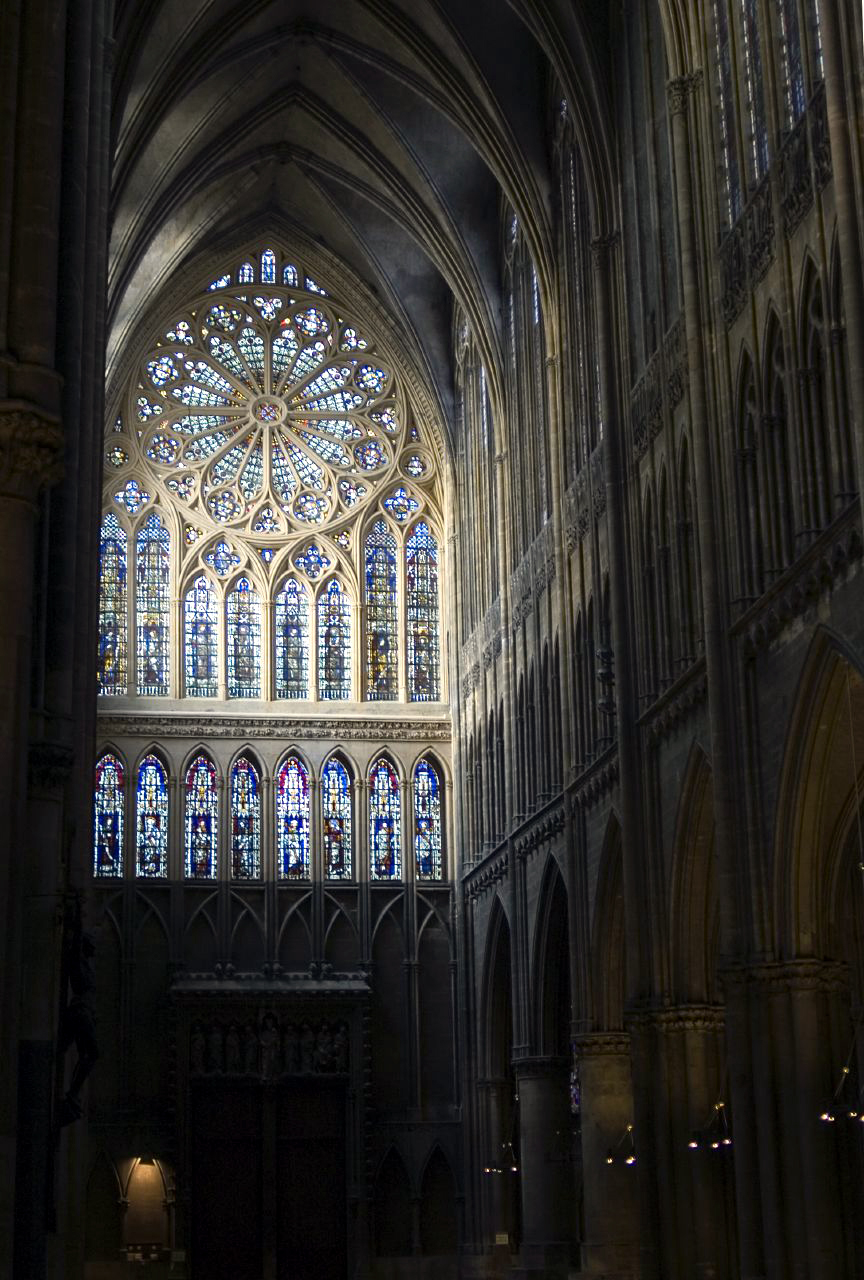
Verrière du maître Hermann de Münster (1384), façade ouest de la cathédrale.

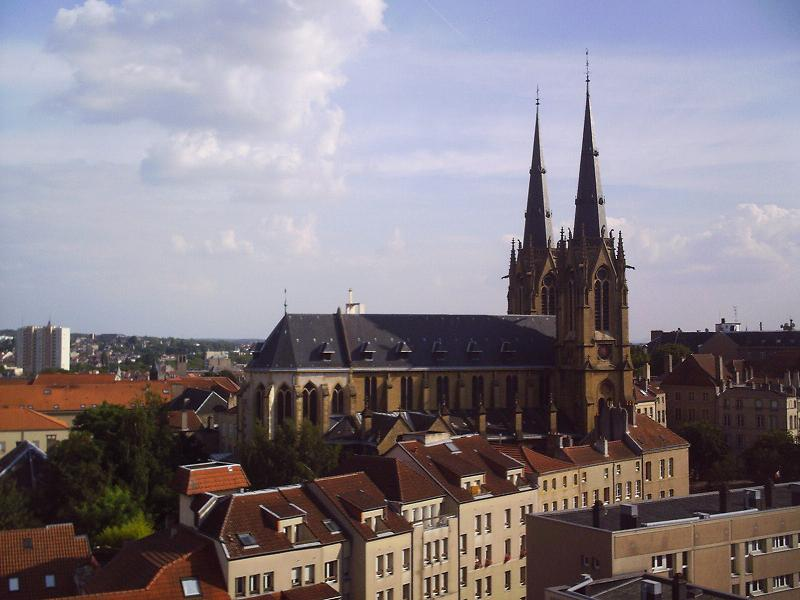
L’église Sainte-Ségolène.

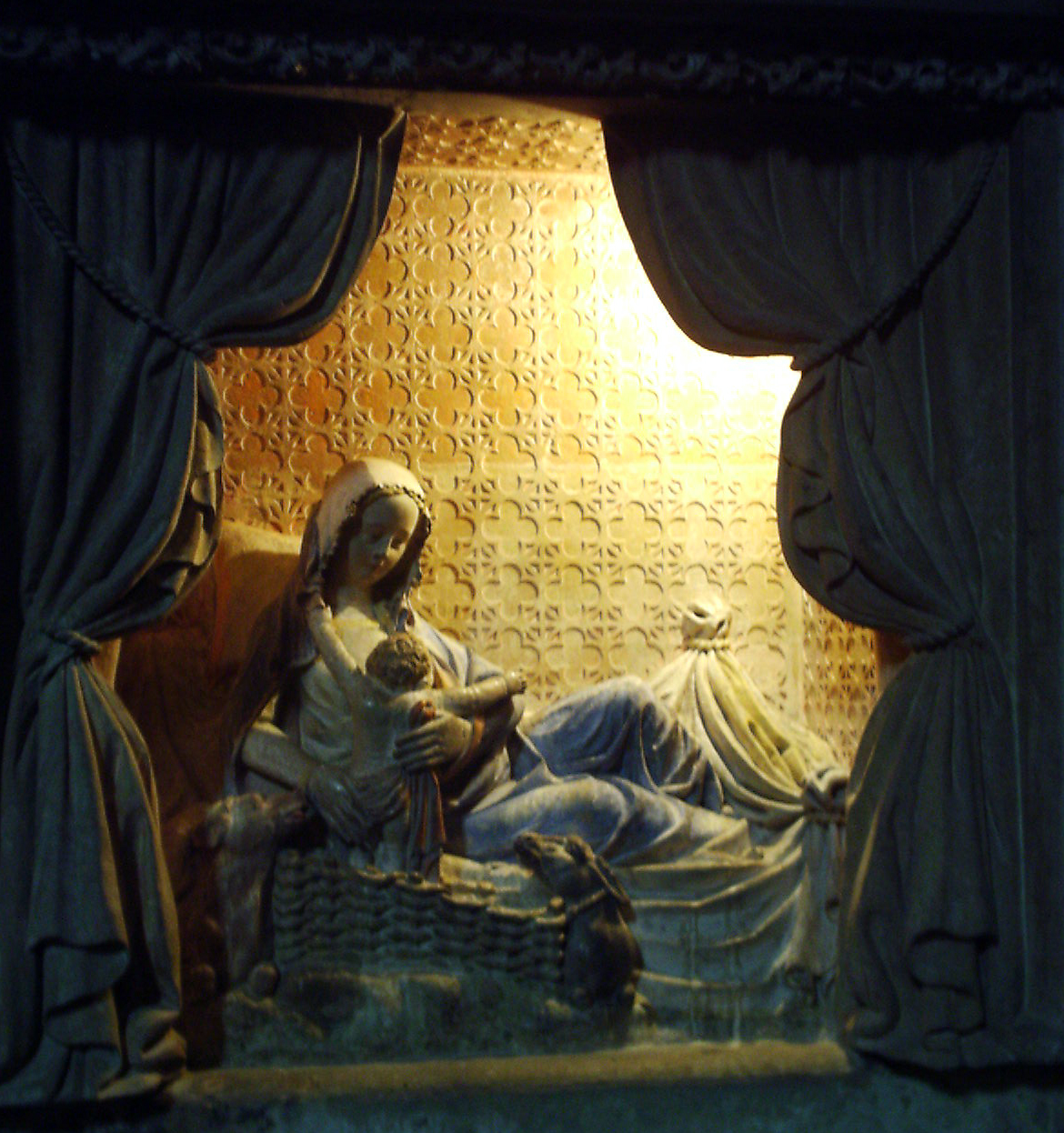
Vierge allaitant, début XVe siècle, église Saint-Martin de Metz.

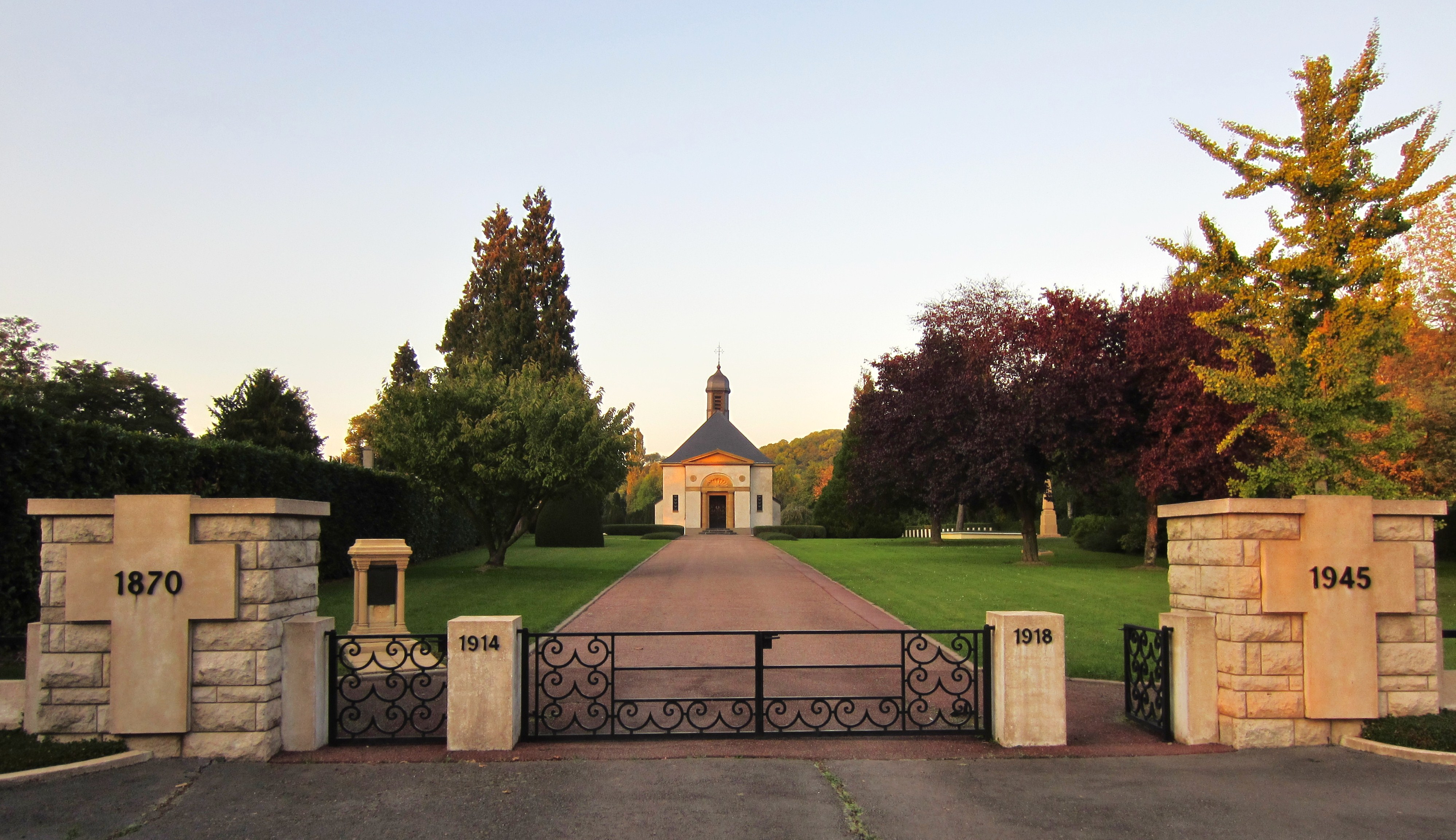
Nécropole nationale de Metz-Chambière.

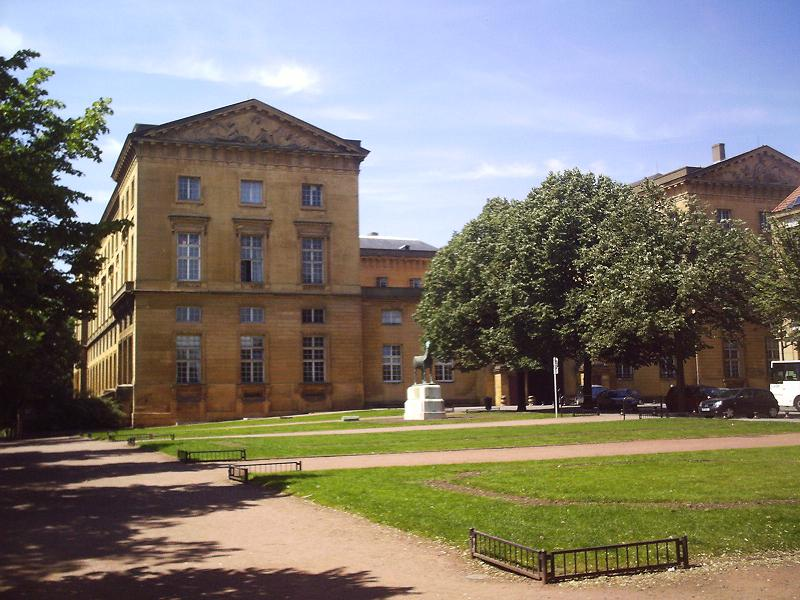
Le palais de justice de Metz, ancien palais du gouverneur militaire.

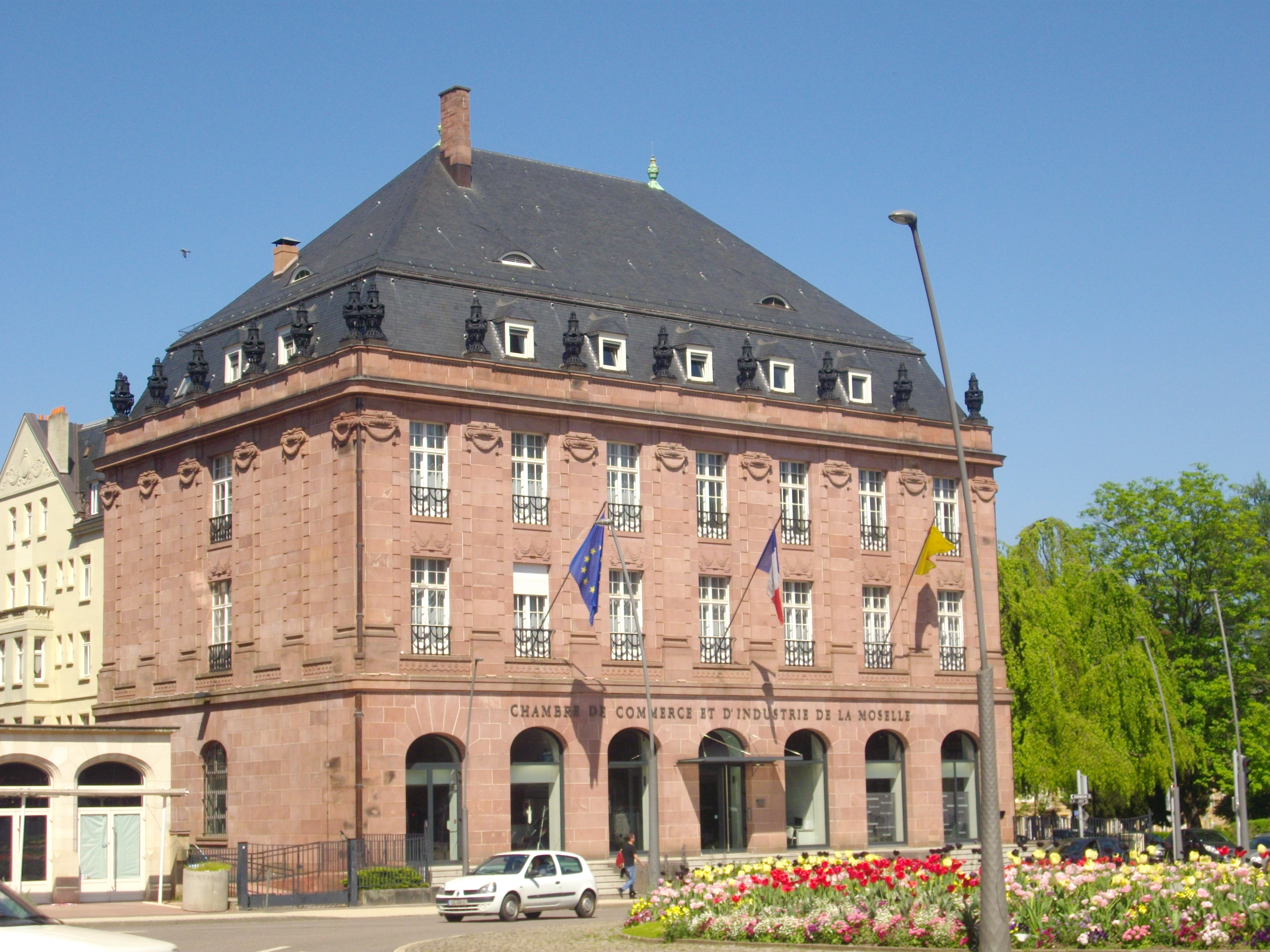
La chambre de commerce et d'industrie Moselle Métropole Metz, place Mondon.

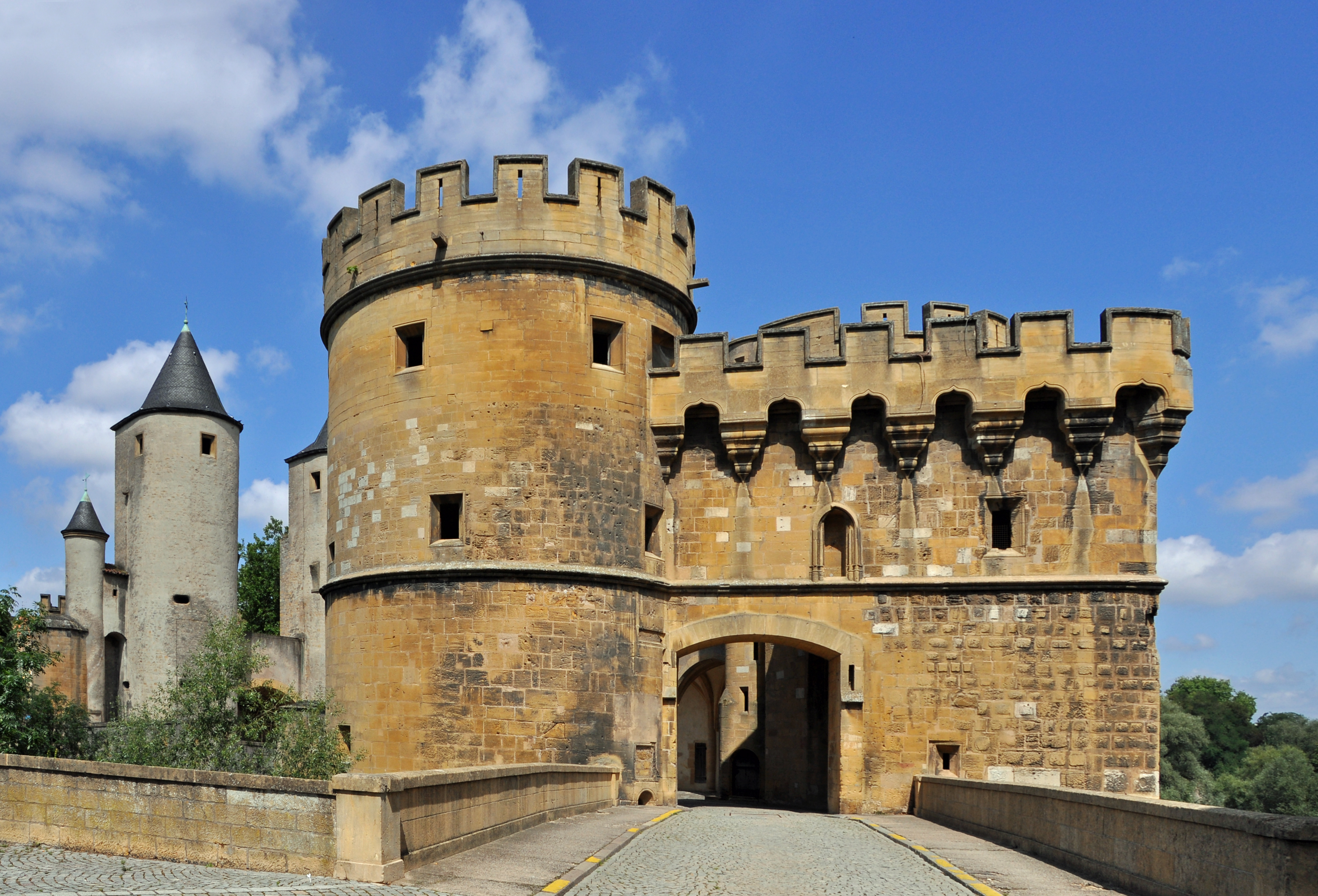
La porte des Allemands en 2011.

#### Patrimoine civil
- les thermes romains, datant de l’époque gallo-romaine ;
- l’amphithéâtre, Ier siècle, détruit ;
- l’hôtel Saint-Livier, XIIe et XIIIe siècles ;
- l’hôtel de la Bulette, XIVe siècle ;
- l’hôtel de Heu, XIVe et XVe siècles ;
- l’hôtel de Gargan, XVe siècle ;
- l’hôtel de Burtaigne, XVIe siècle ;
- l’hôtel de Gournay, XVIe siècle ;
- l'hôtel d'Arros, XVIIe siècle ;
- la maison de Rabelais, XIIe siècle (détruite dans les années 1960 pour laisser place à un square) avec sa chapelle Saint-Genest, XIIIe siècle ;
- la maison des Têtes, construite en 1529 ;
- la grange Chèvremont, XIIIe et XVIe siècles ;
- la grange des Antonistes, XIVe siècle ;
- l’opéra-théâtre, XVIIIe siècle (plus ancien théâtre de France encore en activité) ;
- le marché couvert, palais épiscopal inachevé à la Révolution et transformé par Jaunez ;
- le monument aux morts de style Art déco de Metz, inauguré en 1935. Cette œuvre monumentale de Paul Niclausse représente une mère assise, grave, les yeux fermés et portant sur ses genoux son fils nu : il s’agit là de l’interprétation laïque d’une pietà. Elle a été très remaniée au cours des guerres et annexions diverses.

#### Places
- la place Saint-Jacques, XIIe siècle et XVIe siècle[307] supposée occuper l'emplacement du forum gallo-romain ;
- la place de Chambre, XIIe siècle remaniée côté cathédrale au XVIIIe siècle ; plus ancienne place de la ville à avoir gardé en majorité sa morphologie d'origine ;
- la place Saint-Louis, XIVe siècle ; de forme triangulaire, avec ses maisons à arcades qui, adossées au rempart médiéval, ont conservé leur mur gouttereau typique de l’architecture messine, et parfois aussi leurs créneaux à la façon des palais lombards ;
- la place des Charrons n'était qu'une rue au XVIIe siècle[308] ; elle présente une des rares façades de style et d’époque Renaissance à Metz ;
- la place Mazelle, XVIIIe siècle[309], très fortement remaniée aux XXe et XXIe siècles ; ancien "marché" (macellum) situé entre les fortifications, l'ancien lit de la Seille (rues Haute-Seille et des Tanneurs) et le quartier Outre-Seille ;
- la place d’Armes, la place Jean-Paul II (anc. place de la Cathédrale) et la place Saint-Étienne forment une composition de places articulées autour de la cathédrale, due au projet de l’architecte Jacques-François Blondel en 1764[310] ;
- la place de la Préfecture, XVIIIe siècle ;
- la place de la Comédie fut pavée en 1732 par la ville qui décida d’y construire le théâtre dont les travaux durèrent de 1738 à 1752. C’était l’un des premiers théâtres construits en France et il demeure le plus ancien encore en activité. Composant une place ouverte sur le quai du bras de la Moselle et au-delà la cathédrale ;
- la place de la République, XIXe siècle, 1802, ancienne place royale ;
- la place Saint-Simplice, XIXe siècle ; ouverte en 1809 par la destruction de l'église éponyme pour permettre une liaison de la place Saint-Louis à la rue Mazelle par le nouveau pont d'Iéna (sur la Seille) ;
- la place du Roi-George XIXe siècle place née de la construction de l'ancienne gare de Metz, devant la porte Serpenoise ;
- la place Raymond-Mondon XXe siècle créées selon les perspectives pittoresques du plan d’urbanisme de la Nouvelle-Ville ;
- la place Jeanne-d’Arc, XXe siècle, aménagée en raison de l'érection de la nouvelle façade de l'église Sainte-Ségolène, pour en faciliter et en dégager l'accès ;
- la place de Maud'huy, XXe siècle ;
- la place Coislin, XXe siècle dans son état actuel. Cette grande place carrée était jadis délimitée par des maisons à arcades, similaires à la place Saint-Louis voisine. Avec l’arrivée de nouvelles troupes françaises, la Caserne Coislin y fut construite entre 1726 et 1730Le Moigne 1986, p. 266-267. La place fut progressivement déstructurée des années 1930, avec la destruction de la caserne, aux années 1960, avec l'aménagement de la gare routière et la construction de buildings[311] ;
- la place du Général-de-Gaulle (anc. place de la Gare) XXe siècle a été réaménagée sur un projet initial de Bernard Huet dans un aspect théâtral, lors de la création d’une voie de circulation et d’un parc de stationnement souterrain[312]. Depuis 2013, la place est aplanie dans le cadre de la création du Mettis et de ses voies dédiées, afin de faciliter l'inter-modalité entre les différents modes de transport.

#### Ponts
La ville de Metz est traversée par la Seille et la Moselle laquelle, démultipliée en cet endroit, forme plusieurs îles. Aussi de nombreux ponts jalonnent les accès à la ville. Le quartier des Îles en particulier ne compte pas moins d’une dizaine de ponts de pierre. Ils contribuent au pittoresque du Vieux-Metz. Les plus anciens, datant du XIIe siècle, sont construits d’après un procédé romain de voûte à arceaux espacés servant au coffrage. Les ponts les plus anciens sont :
- le grand pont des Morts et le moyen pont des Morts.
- Le pont de la Préfecture[314].
- Le pont des Grilles, dont l’intrados des arches laissent percevoir l’ancien dispositif des grilles qui fermaient l’accès de la ville par la Moselle.
- Le pont des Roches.
- Le pont Saint-Marcel.
- Le pont Moreau.
- Le pont Saint-Georges.

#### Patrimoine religieux
- la cathédrale Saint-Étienne, de style gothique. Avec plus de 6 000 mètres carrés de vitraux réalisés par Hermann de Münster (1381), Théobald de Lixheim (1504), Valentin Bousch (1521-1539), Laurent-Charles Maréchal (1847), Jacques Villon[315], Roger Bissière ou Marc Chagall est la cathédrale qui possède la plus grande surface de baies — elle est parfois surnommée « lanterne de Dieu[316] » — et sa voûte est l’une des plus hautes de France (monument historique) ;
- l’église abbatiale Saint-Pierre-aux-Nonnains, plus vieille église de France, datant du Ve siècle ;
- l’abbaye bénédictine Saint-Arnould, fondée au VIe siècle, aujourd’hui Cercle des Officiers ;
- l’église de Notre-Dame-aux-Champs, existe en 1164 et est située devant Metz à la porte Saint-Thiebault[317]
- l’abbaye Saint-Vincent, construite de 1248 à 1376, ancienne abbatiale avec son cloître du XVIIIe siècle ;
- l’église Saint-Eucaire, XIIe et XVe siècles ;
- l’église Saint-Maximin, XIIe et XVe siècles ;
- l’église Sainte-Ségolène, XIIIe et XIXe siècles ;
- la chapelle des Templiers, XIIe siècle, (monument historique) ;
- la chapelle Saint-Genest, XIIe et XIIIe siècles ;
- la chapelle Saint-Jean-le-Petit, XIIIe siècle ;
- la chapelle de la Miséricorde, XIIIe siècle ;
- l’église Saint-Martin, XIIIe, XIVe et XVIe siècles ;
- l’abbaye Saint-Martin-devant-Metz ;
- l’Église Saint-Étienne-le-Dépenné, XIVe siècle ;
- l’église Saint-Livier, XIIIe et XVe siècles, ruine ;
- le Cloître des Récollets, XIVe siècle ;
- l’église des Grands-Carmes, XVe siècle, ruine ;
- l’église Saint-Clément, construite de 1635 à 1730, avec son cloître ;
- l’abbaye bénédictine Saint-Clément ;
- l’église Notre-Dame, construite de 1665 à 1741 ;
- l’église Saint-Simon-Saint-Jude, construite en 1737 par les chanoines réguliers de Saint-Pierremont qui s’établirent à Metz et construisirent leur église au milieu des bâtiments militaires de la place de France, cœur du nouveau quartier du Fort Moselle. Elle devint l’église paroissiale du quartier ;
- l’église des Petits-Carmes, XVIIe siècle ; occupé par les musées de Metz ;
- l’église des Trinitaires, XVIIIe siècle ;
- l’abbaye et abbatiale Sainte-Glossinde, XVIIIe siècle, palais épiscopal ;
- la chapelle des Jésuites, milieu XIXe siècle néogothique ;
- la synagogue consistoriale, 39 rue du Rabbin Elie Bloch, inaugurée le 30 août 1850 ;
- le temple de Garnison, construit de 1875 à 1881, dont ne subsiste plus que la tour du clocher, haute de 91 mètres[318]. Le pasteur Albert Schweitzer y donna un concert d'orgue en 1902[319] ;
- le temple luthérien, édifié en 1893 ;
- le temple neuf, construit en calcaire gris, de style néo-roman rhénan et inspiré par la cathédrale de Spire, a été construit à l’époque de l’annexion allemande, de 1901 à 1904[320], par l’architecte Wahn, dans la partie sud de l’île du Petit Saulcy, à l’emplacement du jardin d’Amour. À l’image de la Gare centrale, il est caractéristique de la politique de germanisation entreprise par l’empereur Guillaume II ;
- l'église Saint-Fiacre, XXe siècle, commencée en 1914 et consacrée en 1928 ; de style gothique, en pierre de Jaumont ;
- l’église Sainte-Thérèse-de-l’Enfant-Jésus (monument historique), construite de 1937 à 1954, selon le projet de Roger-Henri Expert, portiques en béton armé décoffré et vitraux-claustras inclinés de Nicolas Untersteller. L’église, vouée à la démolition par les autorités allemandes, est restée inachevée pendant plusieurs années à cause de la Seconde Guerre mondiale ;
- l’église de la Sainte-Famille, XXe siècle ;
- l'église du Grand Séminaire ;
- chapelle hôpital Sainte-Blandine ;
- chapelle de l'hôpital-maternité Sainte-Croix ;
- l'église Les Prêcheresses, XIIIe siècle, ruine ;
- l'église de l'Immaculée-Conception ;
- le temple protestant de Queuleu ;
- l'église Sainte-Lucie ;
- l'église Saint-Bernard ;
- l'abbaye Notre-Dame de Pontifroid.

#### Cimetières
- le cimetière de l’Est, nécropole ouverte en 1834, fort prisé pour les tournages de films ;
- le cimetière militaire de Chambière, XIXe siècle ;
- le cimetière Saint-Simon ;
- plusieurs cimetières de quartiers à Borny, Magny, Vallières et au Sablon ;
- le cimetière israélite : Quartier Chambière Avenue de Blida, il se trouvait à l'origine à l'extérieur de la ville, mais il a maintenant été rejoint et encerclé par une zone industrielle.

#### Patrimoine administratif
- palais de justice (ancien palais du Gouverneur), la préfecture (ancien hôtel de l’intendant du roi), l’hôtel de ville, de style classique XVIIIe siècle ;
- ancienne gare, construite en 1878 ;
- palais du Gouverneur, construit de 1902 à 1905 dans un style néo-renaissance rhénan, par les Allemands ;
- hôtel de la Chambre de commerce et d'industrie Moselle Métropole Metz, style néo-renaissance prussienne ;
- gare, de style néo-roman rhénan, œuvre de Jürgen Kröger, construite de 1905 à 1908, point de confluence en limite du quartier impérial de la Nouvelle Ville ;
- Hôtel des Postes de Metz, de style néo-roman rhénan, construit sous l’Empire allemand en 1911 ;
- centre de secours, caserne des sapeurs-pompiers de Metz (1953-1960) construite par l’architecte Georges-Henri Pingusson[321], anciennement caserne Féraudy détruite en 1953 ;
- l'Hôtel de Région de style classique ;
- l'ancienne maison des corporations, en grès rose d'architecture néo-renaissance.

#### Patrimoine militaire
- les remparts médiévaux conservés par l’ingénieur militaire Louis de Cormontaigne et l'administration allemande, le long de la Seille avec la Tour des Esprits et le pont des Basses-Grilles, et le long de la Moselle avec la tour-belvédère de l'Esplanade ;
- plusieurs portes de ville : la porte des Allemands XIIe et XVe siècles, la porte en Chandellerue XIIIe siècle, la porte Serpenoise XIXe siècle ;
- la citadelle de Metz (c. 1560, disparue) et son magasin aux vivres (MH), 1559 ;
- les forts modernes de Louis de Cormontaigne, le Fort Moselle, dont les fortifications ont disparu, et le fort de Bellecroix ;
- le palais du Gouverneur de Metz, de 1905 ;
- les casernes françaises des XVIIIe et XIXe siècles : la caserne du Fort-Moselle, la caserne Ney et ses trophées, vestiges des casernes du Cloître et Chambière...
- les casernes allemandes du XIXe et XXe siècles : la caserne Steinmetz, les casernes Barbot et Lattre-de-Tassigny, la caserne Grandmaison, la caserne Bridoux, la caserne Riberpray...
- nombreux forts construits entre 1867 et 1916 : le fort de Queuleu sert de camp d’internement aux nazis pour torturer des résistants.

### Patrimoine naturel et paysager

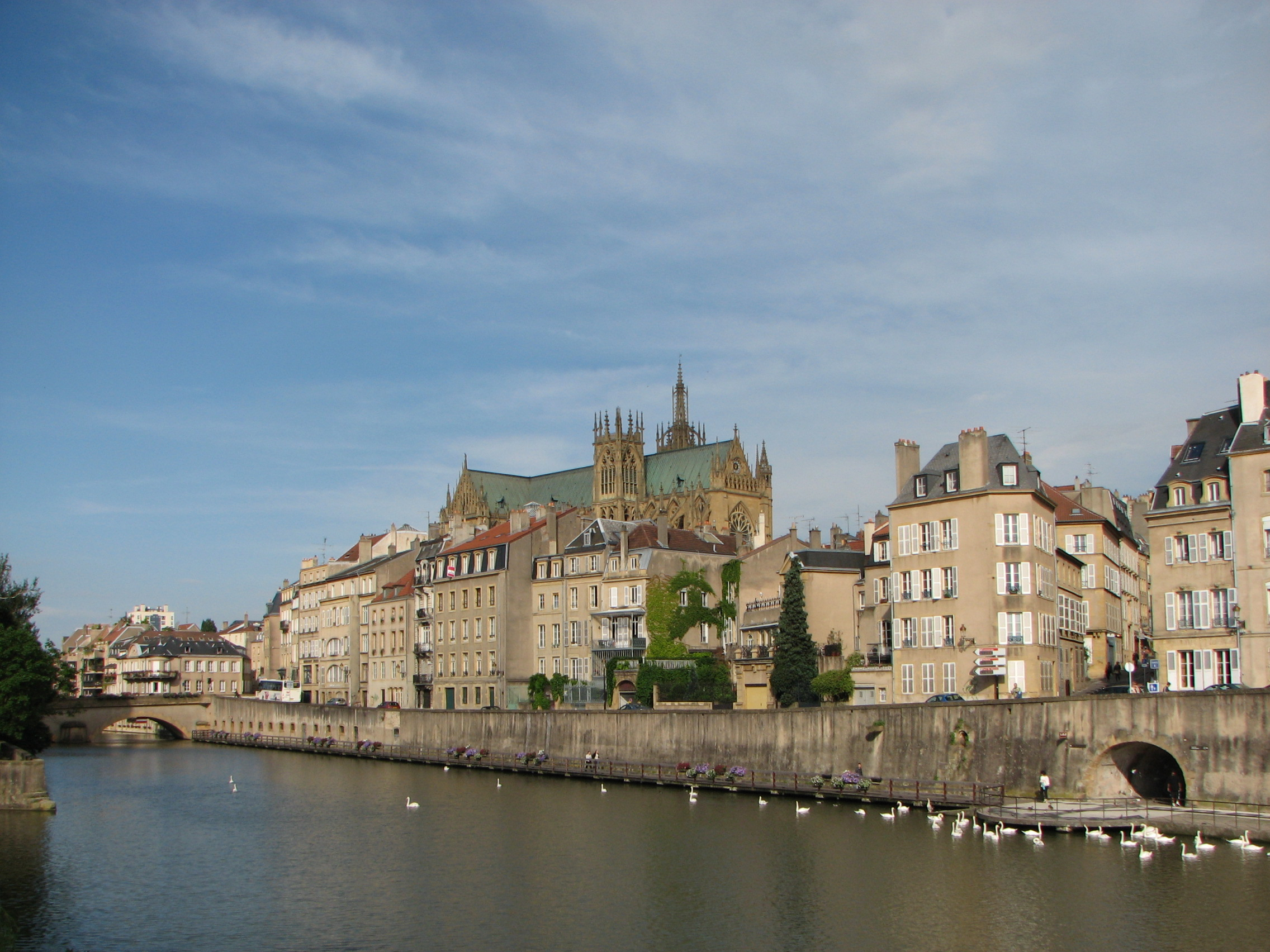
La Moselle et la cathédrale Saint-Étienne.

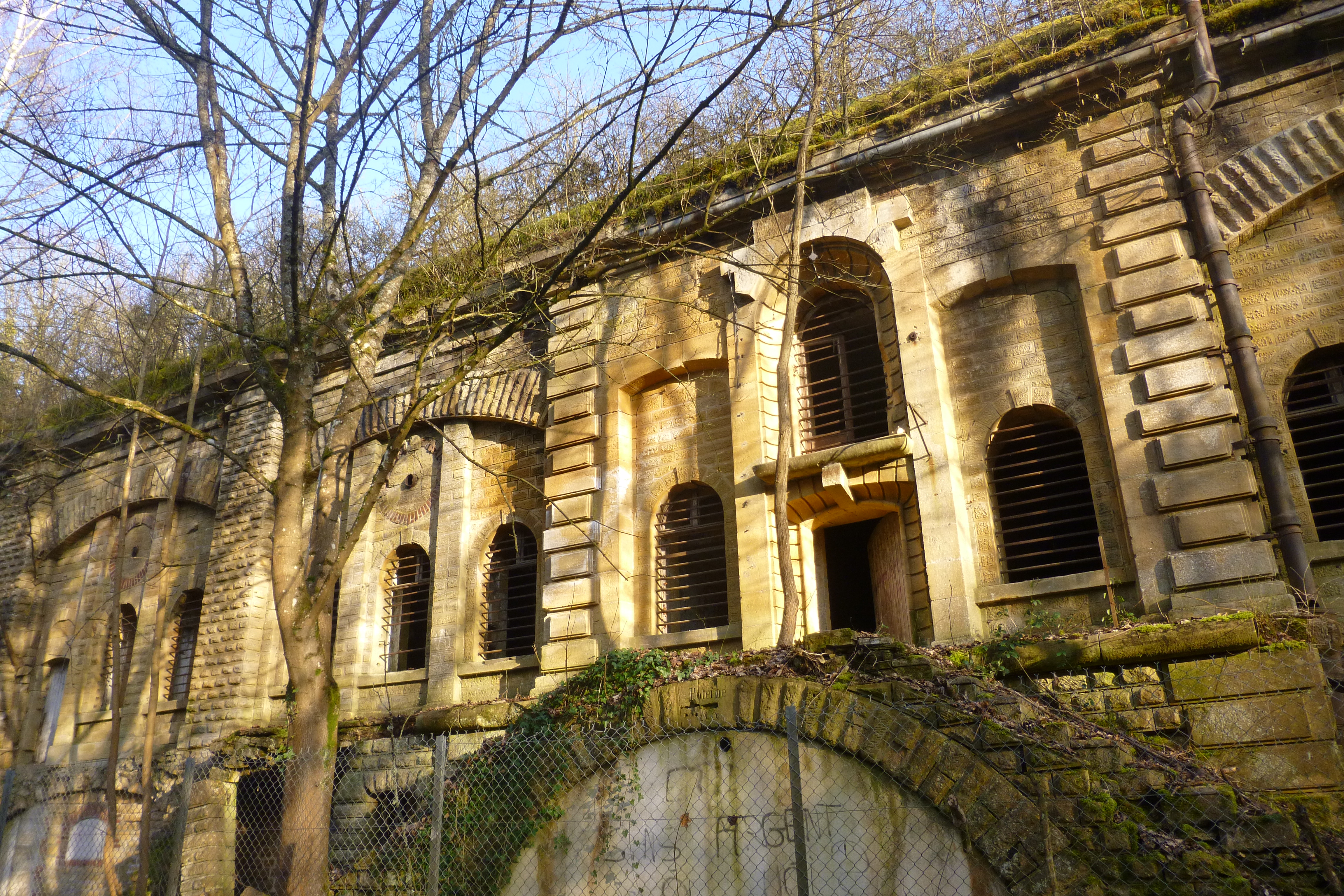
Ancien bâtiment militaire du fort de Queuleu, agrémentant aujourd'hui le parcours de santé.

Ville eau, Metz est traversée par la Seille et la Moselle. « Ville-jardin », la nature y est présente jusqu’au cœur de la cité : avec plus de 580 hectares d’espaces verts, environ 45 m2 de verdure par habitant, Metz se place parmi les premières villes vertes de France. Des actions d’aménagement menées par la municipalité depuis trente ans ont permis de préserver, de compléter et d’embellir ces espaces. En remportant en 1994, le Grand prix européen du fleurissement, Metz se positionne comme une ville où il fait bon vivre et se promener. On peut citer notamment :
- l’Esplanade, 1816 ;
- le jardin Boufflers ;
- le square Giraud, sur le site de l'ancienne citadelle ;
- le square Gallieni, derrière la porte Serpenoise ;
- le jardin botanique, 1866, à Montigny-lès-Metz ;
- le plan d’eau Saint-Symphorien et sa promenade, 5,4 ha, (1974 ; Longeville-lès-Metz) ;
- le jardin des Régates avec le lac aux Cygnes ;
- la Moselle et ses bras (cours principal, Moselle canalisée du centre-ville et bras mort de Longeville) ;
- le canal de la Moselle et canal de Jouy ;
- le circuit des remparts le long de la Seille ;
- les promenades du fort de Bellecroix ;
- le jardin des Tanneurs sur le flanc de la colline Sainte-Croix ;
- le jardin des cinq sens du Grand Séminaire, proche du quartier Impérial ;
- le square du Luxembourg proche du temple de Garnison ;
- le jardins Jean-Marie-Pelt, 31 mai 2002, aménagé par les paysagistes Jacques Coulon et Laure Planchais (se nomma parc de la Seille jusqu'à 2015) ;
- les promenades de la Seille au Sablon et à Queuleu ;
- le parc du Pas-du-Loup, au nord de Magny, abritant une réserve ornithologique ;
- le parc de la Cheneau à Borny-Belletanche, se prolongeant jusqu'au lac Symphonie par la promenade « sauvage » de la Cheneau ;
- le lac Ariane et sa promenade ainsi que le parc de La Grange-aux-Bois ;
- le lac Symphonie et sa promenade ;
- le parc de la rue du Coupillon au Technopôle ;
- le parcours de santé du fort de Queuleu ;
- les promenades et parcours sportifs du mont Saint-Quentin.

### Vie culturelle

#### Archives
Les archives sont le plus vieux service municipal, en place depuis qu’il existe une administration communale, c’est-à-dire depuis la fin du XIIe siècle. Elles ont été conservées à différents endroits dans la ville depuis cette date et sont installées dans le cloître des Récollets et le réservoir des Hauts de Sainte-Croix depuis 2002. Elles conservent, entre autres, tous les documents concernant la vie politique, économique et culturelle de la ville, du Moyen Âge à nos jours, ainsi qu’une bibliothèque spécialisée en histoire.

#### Bibliothèques
Avant la Révolution, une bibliothèque publique était mise à disposition des messins par les religieux de l’abbaye de Saint-Arnould. La confiscation des bibliothèques des maisons religieuses, lors de la Révolution, permit la création d’une bibliothèque municipale qui s’installa, en 1811, dans l’église et le monastère des Petits Carmes, rue du Haut-Poirier. Parmi les premiers bibliothécaires en chef ou conservateur, Auguste-Aimé Schuster, actif à ces fonctions vers 1870/1880. Également responsable de l'Académie de Metz à la même période, on lui doit de nombreuses biographies et publications scientifiques. En 1839, un musée fut installé à côté de la bibliothèque puis en 1977, la bibliothèque fut transférée dans des locaux modernes conçus par Michel Folliasson au Pontiffroy et devint une médiathèque.
Les Bibliothèques et Médiathèques de Metz (BMM) sont organisées en réseau et réparties sur six sites : quatre médiathèques, au Pontiffroy (médiathèque Verlaine), à Borny (médiathèque Jean-Macé), au Sablon et à Metz Nord (médiathèque Agora) ainsi que deux bibliothèques de quartier : Magny, Bellecroix.
Les collections (imprimés, musique, cinéma) sont consultables 24 heures sur 24 sur internet et les abonnés peuvent réserver en ligne les documents, les emprunter et les rendre dans tous les points du réseau. Des espaces Wi-Fi et des accès internet sont disponibles dans les quatre médiathèques.
Les BMM proposent également tout au long de l’année des expositions et une programmation d’actions culturelles à destination de tous les publics.
La Médiathèque du Pontiffroy, est le point central du réseau et a un rôle de conservation et de mise en valeur des collections.
La Bibliothèque des services numériques (BSN), construite en face du site Pontiffroy, ouvre ses portes fin 2009. Elle propose les services de vidéothèque et un concept de supports imprimés et numériques en relation avec les nouvelles technologies de l’information et de la communication. De nombreux postes informatiques (PC et MAC) sont également mis à la disposition du public.
Depuis l'installation d'une université, dans les années 60, une bibliothèque universitaire (Isle du Saulcy) complète et étend considérablement l'offre de livres et revues scientifiques, disponibles à Metz.

#### Théâtres et salles de spectacle

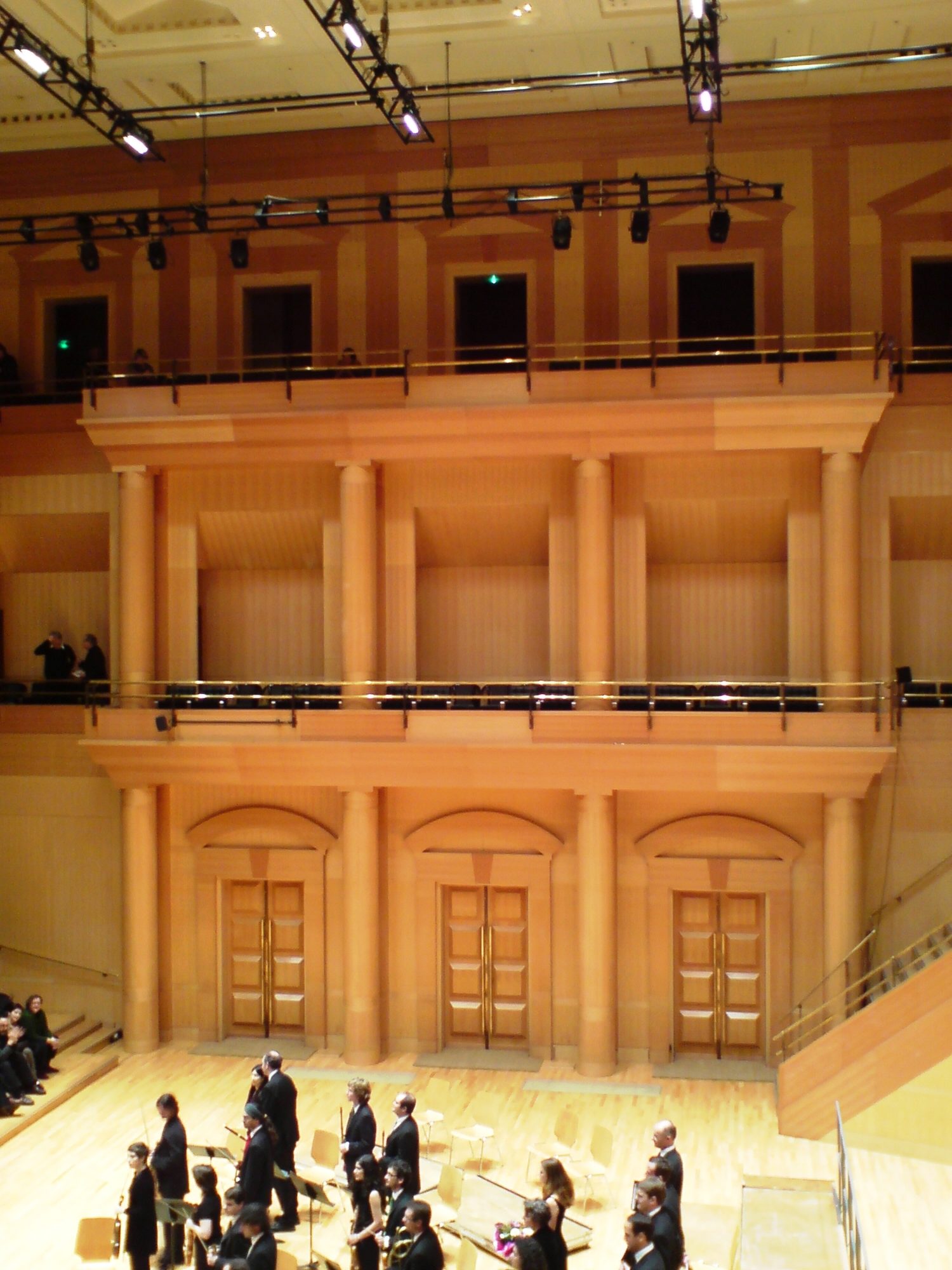
Scène de l'Arsenal.

L’opéra-théâtre, édifié sur une des îles, logé dans une composition symétrique créant une place face au bras de la Moselle du XVIIIe siècle, est le plus ancien théâtre de France encore en activité. Ce théâtre à l’italienne est également l’un des derniers à posséder ses propres ateliers où se créent costumes et décors.
L’Arsenal de la Cité Musicale - Metz consacre ses 10 000 m2 aux arts, en particulier la musique et la danse, mais il accueille également des expositions dans une vaste galerie située à l’étage, en surplomb de l’esplanade. Cet équipement est une reconversion en profondeur de l’ancien arsenal néo-classique du quartier de la citadelle par l’architecte Ricardo Bofill, qu’il a ainsi « recréé » entre 1986 et 1989, en ouvrant l’édifice sur un jardin et en le développant par le bas.
Le Centre des Congrès Robert-Schuman, d'une dimension de 18 000 m2 comportant 4 300 m2 de surfaces d'exposition et un auditorium de 1 200 places, dessiné par Jean-Michel Wilmotte est inauguré le 07 septembre 2018.
Les Trinitaires, ce haut-lieu du jazz, du rock, de la chanson, des musiques traditionnelles et classiques, et du théâtre et café-théâtre, imprègne la vie culturelle et nocturne messine. Situé sur les hauteurs de la colline Sainte-Croix, il emprunte son nom au couvent fondé par l’ordre des Trinitaires qu’il a investi depuis 1965. Une partie du site, attenante aux musées, est attribuée à la fastueuse Cour d’Or des rois d’Austrasie. Le caveau, le petit théâtre, les bars, les salles d’expositions, le cloître aux arcs brisés, la chapelle des Jésuites (anc. salle Robert Ochs) et le club, ont entièrement été rénovés et équipés en matériels son et lumière par la ville de Metz en 2005, lors de sa réouverture. La programmation est variée : concerts nombreux, scènes ouvertes en direction des associations, soirées à thèmes, conférences, stages, et expositions.
La BAM ou Boîte à musiques : salle polyvalente de 1 200 places dans le quartier de Borny, consacrée aux musiques actuelles. Ouverte en septembre 2014.
Les Arènes, conçu par Paul Chemetov et Borja Huidobro, est intégré au nouveau quartier de l’Amphithéâtre. Ce complexe polyvalent dispose de 4 300 places en gradins et plus encore, avec la fosse ouverte en version concert, qui se prête idéalement aux spectacles comme aux sports.
La salle Braun, est une salle à balcon en demi-cercle particulièrement destinée aux créations pour les tout-petits, tel l’univers de la marionnette. Le théâtre d’humour ou café-théâtre lui permet d’élargir son public.
L’orchestre national de Lorraine contribue à diffuser le répertoire classique et de création en région et au-delà. Il s’associe régulièrement aux productions de l’opéra de Metz.
Le Conservatoire à rayonnement régional Gabriel-Pierné organise tout au long de l’année de nombreuses animations sur entrée libre : concerts à l’Arsenal, spectacles à l’opéra-théâtre de Metz, auditions, récitals, conférences et masterclasses à l’auditorium du conservatoire.
Le Cotton Club Metz décline un concept original de salle de spectacle modulable ouverte en 2004, proposant suivant les jours des concerts, la discothèque, etc. Elle est située sur la commune de Saint-Julien-les-Metz, et dispose d’une capacité de 600 places assises entre la fosse et les gradins, dans sa configuration originale du dîner-spectacle. Sa programmation est éclectique, en dehors des privatisations du lieu : café-théâtre, magiciens, comédies musicales, revues, concerts, soirées à thème, et aussi guinguette le dimanche après-midi.
Ouvert en juillet 2017, en opposition au tiers-lieu institutionnel TCRM-Blida, le Château404 est un hangar transformé en espace culturel alternatif de création, d'expression et de diffusion. Il est géré par plusieurs collectifs et associations locales. Imprégné de la culture DIY, ses créateurs défendent une culture libre, indépendante et innovante au travers d'ateliers d'artistes, de concerts, d'expositions, etc,.

#### Musées et lieux d'exposition majeurs
Le musée de la Cour d’Or existe depuis 1839. Au cours du XXe siècle, il acquiert une section d’archéologie et d’art gallo-romains, une section architecture, une section beaux-arts et une section d’histoire militaire. La visite se consacre particulièrement à l’histoire de Metz et du pays messin de l’Antiquité gallo-romaine au XXe siècle dans un édifice composite regroupant l’ancienne abbaye des Petits-Carmes, le grenier de Chèvremont. Une partie du musée est élevée sur les vestiges de thermes antiques de la ville intégrées à la visite.

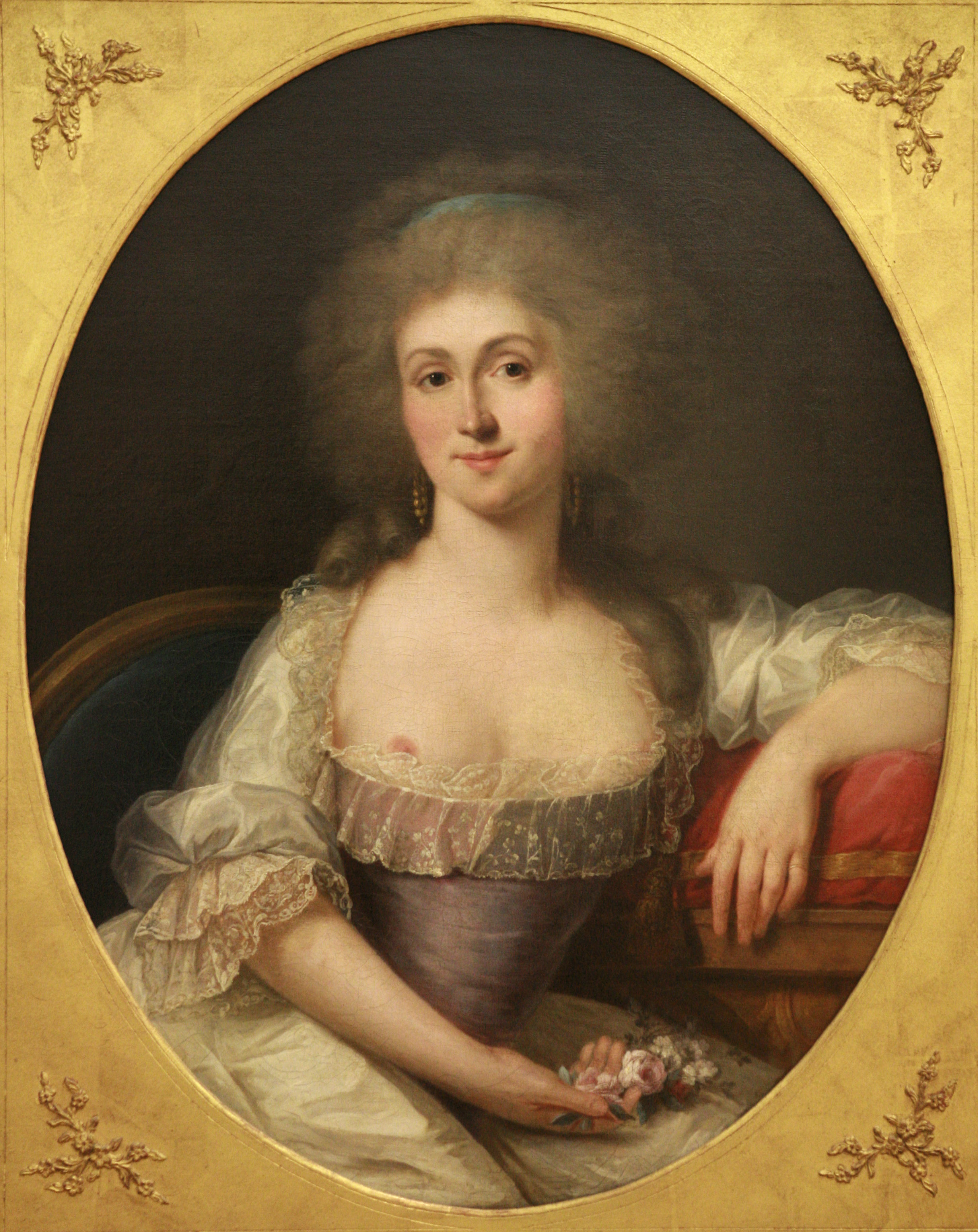
Portrait de Marie-Thérèse-Louise de Savoie-Carignan, princesse de Lamballe par Joseph-Siffrein Duplessis conservé à la section Beaux-Arts du musée de la Cour d'Or.

Le centre Pompidou-Metz conçu par Shigeru Ban et Jean de Gastines inauguré le 12 mai 2010,, constitue la première expérience de décentralisation d’un établissement public culturel national, en l’occurrence le centre national d’art et de culture Georges-Pompidou de Paris. Il est situé à l’arrière de la gare centrale. Le vaste parvis piétonnier qui relie la gare au centre, enjambe l’avenue de l’amphithéâtre constituant un espace d’exposition à ciel ouvert.
La Maison natale de Paul Verlaine, située en face du Palais de justice, transformée en musée en 2011 par l'association Les amis de Verlaine. La vie et le parcours du poète y sont retracés, au sein d'un cadre semblable à celui dans lequel l'auteur a vécu.
Le fonds régional d'art contemporain de Lorraine (49 Nord-6 Est Frac de Lorraine). Organisation localisée en latitude et longitude dans le plus ancien édifice civil de la ville, au cœur d’un quartier voué à l’art et à la culture, créée en 1983, elle a investi l’hôtel Saint-Livier en 2004, précédemment occupé par le conservatoire de musique. Le Frac organise des expositions temporaires d’œuvres de la collection, proposant des visites guidées, des rencontres avec des artistes, des critiques d’art. Des manifestations pluridisciplinaires, tournées vers les différentes formes d’expression artistiques (vidéo, performance, cinéma, musique, danse, littérature…) sont également proposées, ainsi que des ateliers et conférences.

##### Autres lieux d’expositions
L’école supérieure d’art de Metz (Ésamm) est créé en 1951, cet établissement propose durant l’année un programme d’expositions, d’événements bénéficiant d’une politique éditoriale. Dans le paysage européen, l’Ésamm met en œuvre une convention Erasmus avec de multiples écoles d’art qui permet une forte mobilité des étudiants. Le territoire de la Grande Région (Lorraine, Sarre, Rhénanie-Palatinat, Wallonie et Luxembourg) lui offre un terrain d’ouverture vers l’international.
La maison de la culture Saint-Marcel. Située dans le quartier des Îles de Metz, cette institution propose des expositions à la galerie Raymond-Banas et des spectacles sur le mode du café-théâtre, concerts, ou stages d’initiations dans la salle « Le Relais ».
Faux Mouvement est un centre d’art contemporain qui privilégie les collaborations internationales depuis plus de vingt ans. La vitrine de la galerie permet aux artistes d’investir l’extérieur.
Les archives municipales sont implantées depuis 2002 sur le site de l’ancien couvent des Récollets, dont une partie est classée (monument historique), sur la Colline Sainte-Croix, au passé celte, romain et médiéval. Elles occupent les deux anciens réservoirs qui permettent le stockage massif et en toute sécurité des documents tandis que le public est accueilli dans le cadre élégant des Récollets.
L’Orangerie et les galeries d’expositions de l’Arsenal. La salle du Gouverneur d’une surface de 400 m2, une galerie d’exposition de 500 m2, l’église Saint-Pierre-aux-Nonnains IVe siècle, la chapelle de Metz XIIe siècle, la muséo-boutique au cœur-même de l’Arsenal.
Le parc des expositions de Metz (rénové depuis 2008) dispose d'une surface totale d’exposition de 27 300 m2, dont 34 000 m2 de surface couverte, 15 salles de 10 à 600 places, restauration, bar, banque, 5 500 places de stationnement, parc desservi par un réseau d’autoroutes, à 15 km de l’aéroport régional, et à proximité d’un golf 18 trous et d’un plan d’eau.

#### Cinéma

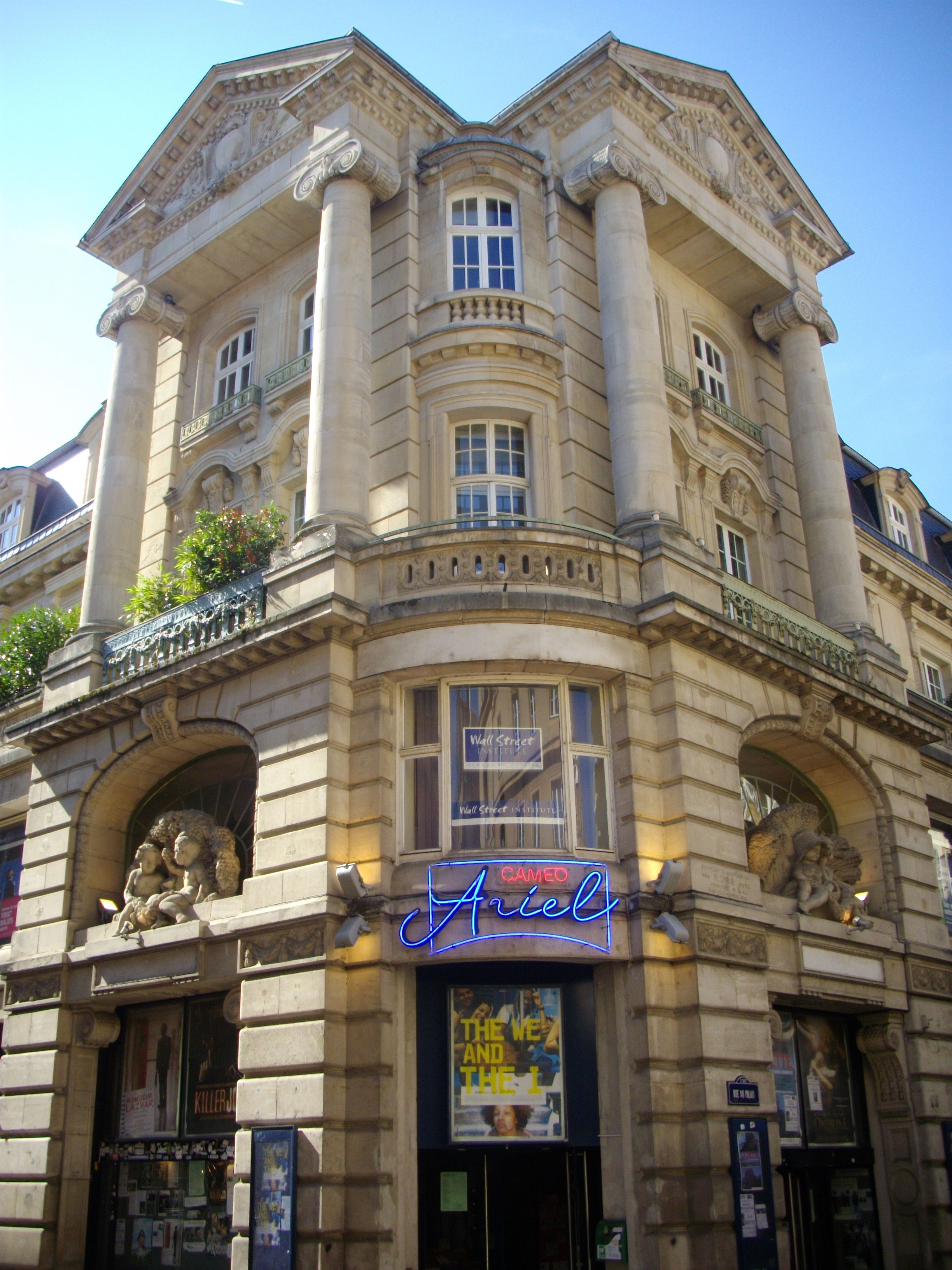
L'ancien cinéma Caméo-Ariel.

Le centre piétonnier dispose d'un cinéma : le « Palace », cinéma grand public. Aujourd'hui, ce cinéma a été renommé le "Klub". Très proche de celui-ci se situe l'ancien cinéma Caméo-Ariel aujourd'hui fermé. Un multiplexe Kinepolis est implanté à proximité de la ville dans la commune de Saint-Julien-lès-Metz. Un Kinepolis dans le quartier Amphithéâtre est maintenant implanté depuis la fin de l’année 2022.

#### Autres structures culturelles
L’harmonie municipale est née en 1790, cette formation qui fut musique des citoyens de la Garde nationale, musique de la Garde nationale, puis musique des sapeurs-pompiers, devint harmonie municipale en 1932. Successivement dirigée par des musiciens confirmés, pour la plupart issus du conservatoire de Paris ou du conservatoire de Metz, l’harmonie municipale a peu à peu orienté son répertoire vers des musiques moins traditionnelles, ponctuant ainsi son registre classique de styles allant du jazz au folklore étranger, en passant par les musiques de films. Aux traditionnels concerts de Noël et de printemps donnés à l’Arsenal, s’ajoutent ceux du 21 juin au Jardin botanique à l’occasion de la fête de la Musique et du 14-juillet à l’Esplanade. Sans oublier d’autres manifestations ponctuelles et bien sûr les concerts en plein air dans les quartiers messins dès la fin de mai.
Le cercle lyrique de Metz propose à chaque saison des opérettes et opéras des répertoires baroques français et internationaux à grand spectacle, diverses créations de récitals et ballets, des conférences correspondant au programme lyrique de l’opéra-théâtre et de certains concerts de l’Orchestre national de Lorraine.
À l'image d'associations telles que Le Bœuf Nocturne, Old Town Bicyclette ou Magdalena dans les années 2000, des collectifs comme STO, CLOU, Mâche Un Truc, Divodurum ou Coprod404 et Les Chiens de la Classe s'efforcent de faire vivre les musiques dites alternatives ou underground lors de concerts faits mains organisés dans divers lieux de la ville.
L’Orchestre de chambre est fondé au printemps de l’année 2000 cet ensemble invite chaque année un jeune soliste de la région ou très proche et propose des programmes sur différents répertoires comme la mandoline, glassharmonica, clarinette, bandonéon et haute-contre. Certains concerts sont également rejoués en décentralisation dans différentes villes de la région.
La Musique d’orgue est constituée de l’orgue Renaissance de la cathédrale, ainsi que l’ensemble d’orgues Cavaillé-Coll (église Notre-Dame, chapelle Sainte-Chrétienne et chapelle Sainte-Glossinde) qui sont mis en valeur à chaque saison par les récitals d’orgue comme les concerts traditionnels de l’Avent et des animations entre juin et septembre. L’association Plein Jeu dirigée par l’organiste messin Philippe Delacour propose une série de concerts-projets à l’église Notre-Dame. Des journées consacrées à l’orgue, en collaboration avec la Route des orgues de Moselle sont régulièrement organisées.
La Scola Metensis est un ensemble vocal de quatre à douze chanteurs et chanteuses a cappella.
Frag/ments est une institution créée en 2001, qui s’est donné pour mission de promouvoir les musiques dites nouvelles, peu médiatisées mais inventives. Musiques électroniques, acoustiques, électroacoustiques, amplifiées, improvisées, sortant des sentiers battus. Cette association estudiantine organise concerts, rencontres d’artistes, expositions et enregistrements. Elle développe également des partenariats avec les structures artistiques de la ville et de la Région.
La fondation Jeunes Talents organise un festival annuel servant de tremplin aux jeunes talents. Des concerts de musique haut de gamme en récitals classiques, en passant par les tremplins jeunes espoirs, ce festival permet à de jeunes diplômés des classes supérieures du conservatoire de Metz de se produire en public, dans une salle consacrée à toutes les musiques.
L'INECC Mission Voix Lorraine est un centre de ressources pour le développement des pratiques vocales. Il s'adresse aux professionnels et aux amateurs.
Cinémetz est un collectif de soutien à la vie cinématographique messine, composé de plusieurs associations avec le soutien de la ville et de la Direction régionale des affaires culturelles.
Dazibao est un programme culturel pour les jeunes publics.
Le centre de formation des enseignants de la musique de Lorraine (CEFEDEM). Créé en 2001, cet établissement forme des artistes-enseignants spécialisés travaillant en conservatoires.

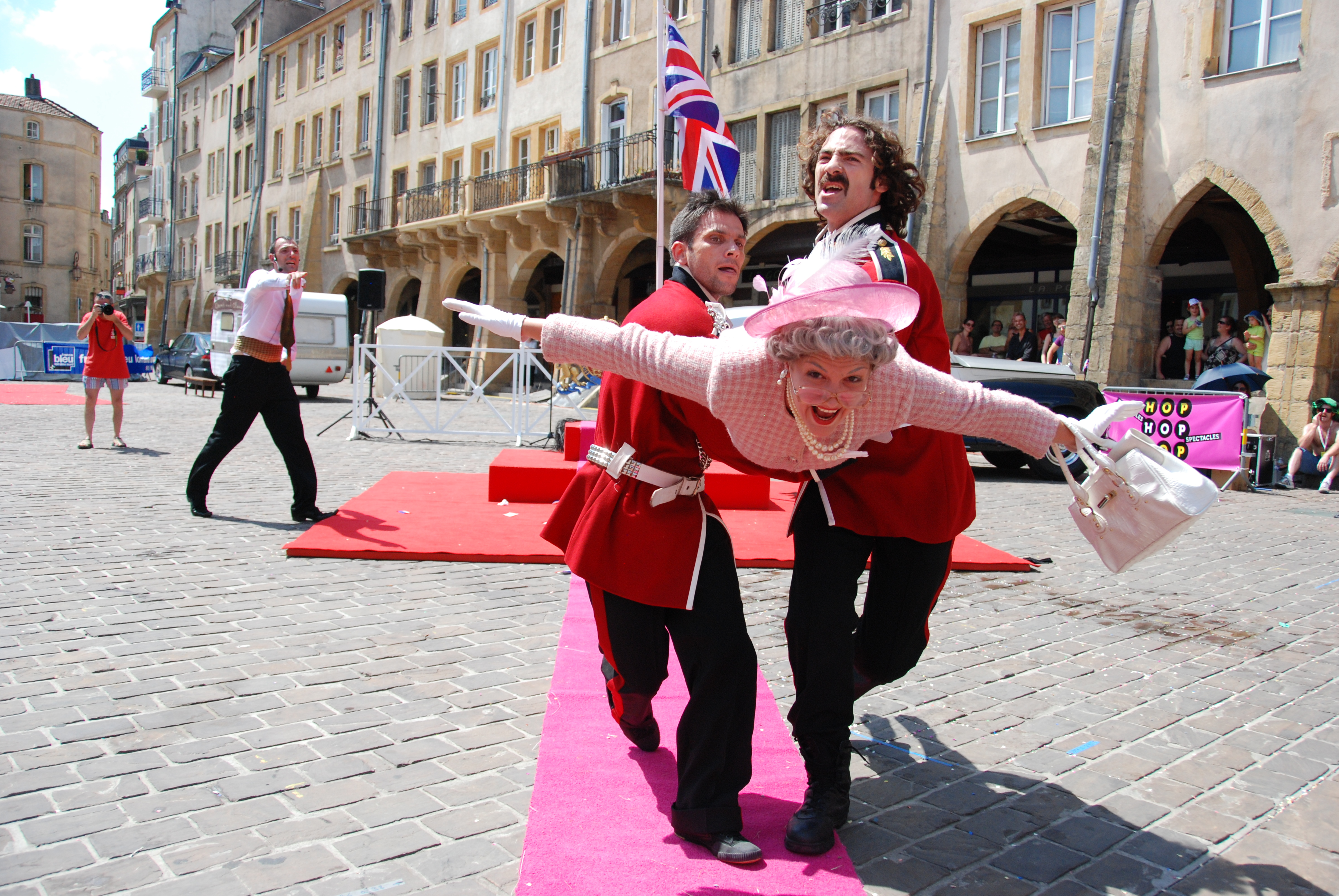
Représentation du spectacle The Queen French World Tour de la compagnie Deracinemoa sur la place Saint-Louis, pendant le festival Hop Hop Hop à Metz.

Spécialisée dans la production et la diffusion de spectacles vivants en espace public, la "Compagnie Deracinemoa" est une compagnie de théâtre professionnelle qui diffuse aujourd’hui ses productions dans toute l’Europe du Nord. Basée depuis 2008 à Metz, elle s’engage, dans son action publique territoriale, à promouvoir, encourager et faire découvrir la diversité des disciplines artistiques du spectacle vivant, et ce vers tous les publics. Depuis 2010, Deracinemoa organise le festival Hop Hop Hop : grand rendez-vous international des arts de la rue au centre-ville de Metz. La Compagnie Deracinemoa est dirigée par Laurent-Guillaume Dehlinger.

### Personnalités de Metz
Certaines personnalités ont vu le jour à Metz, tel Paul Verlaine, tandis que d’autres, nées ailleurs, s’y sont installées, comme François Rabelais. D’autres encore, nées en France, en Allemagne, ou au Luxembourg, comme Robert Schuman, en s’installant dans la région messine, ont participé au rayonnement culturel de la ville.

#### Personnalités nées à Metz

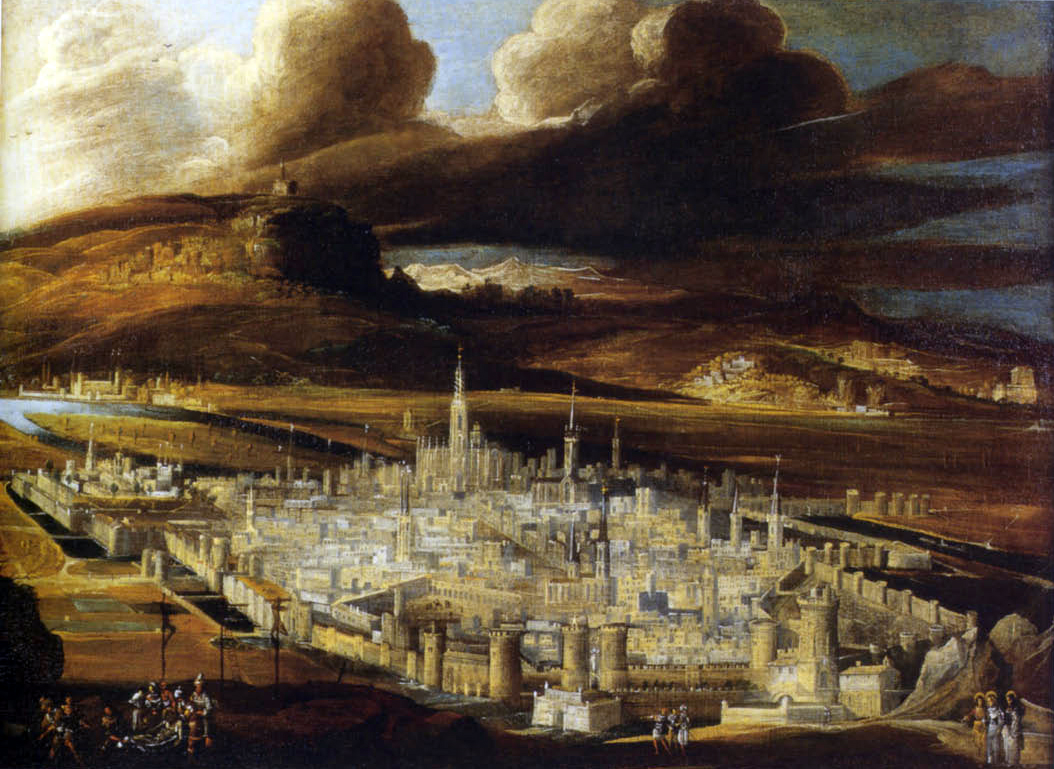
Vue de Metz et descente de croix de Didier Barra, peintre à Naples, né à Metz (vers 1590-1656).
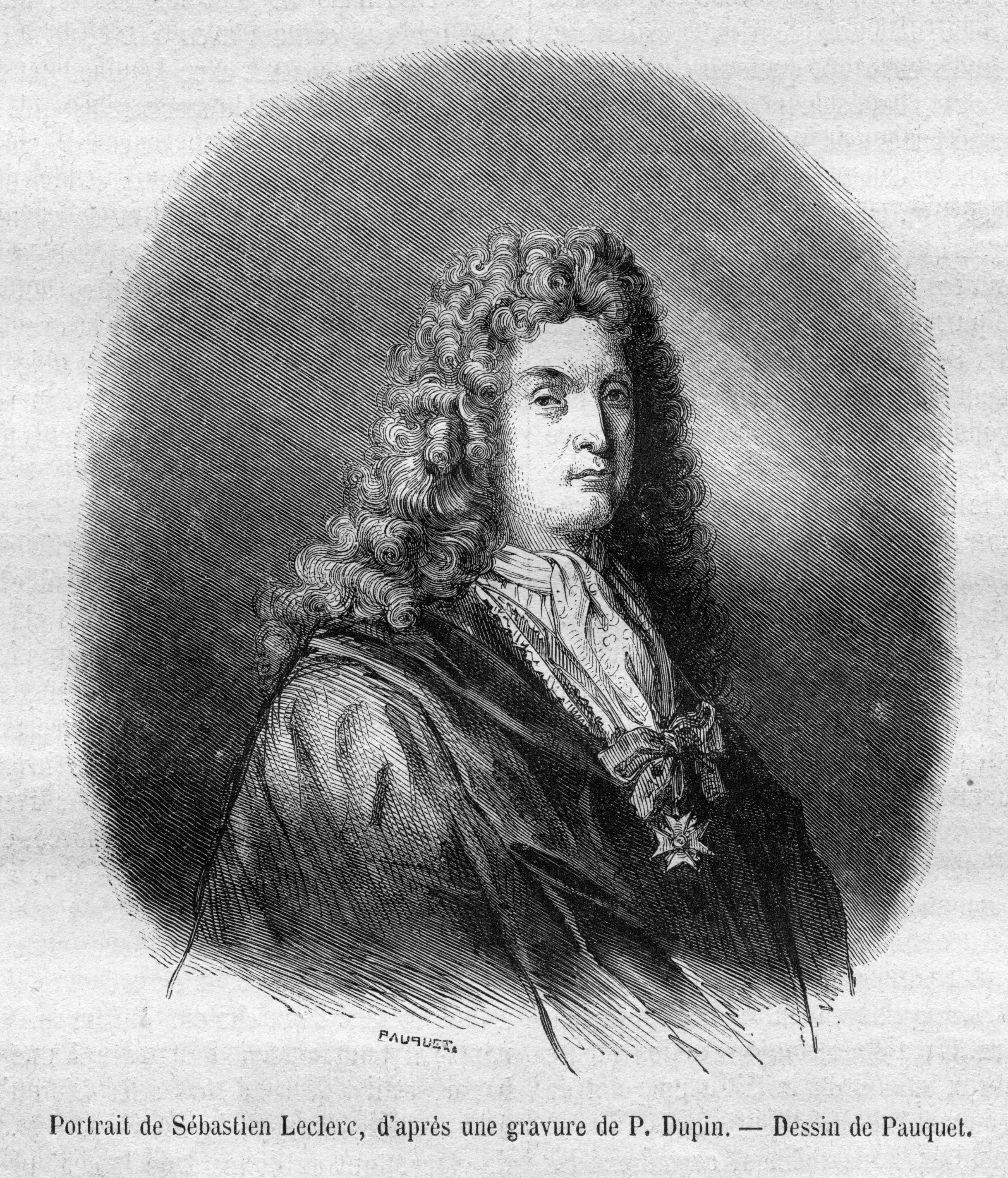
Sébastien Leclerc (1637-1714), dessinateur et ingénieur militaire français.
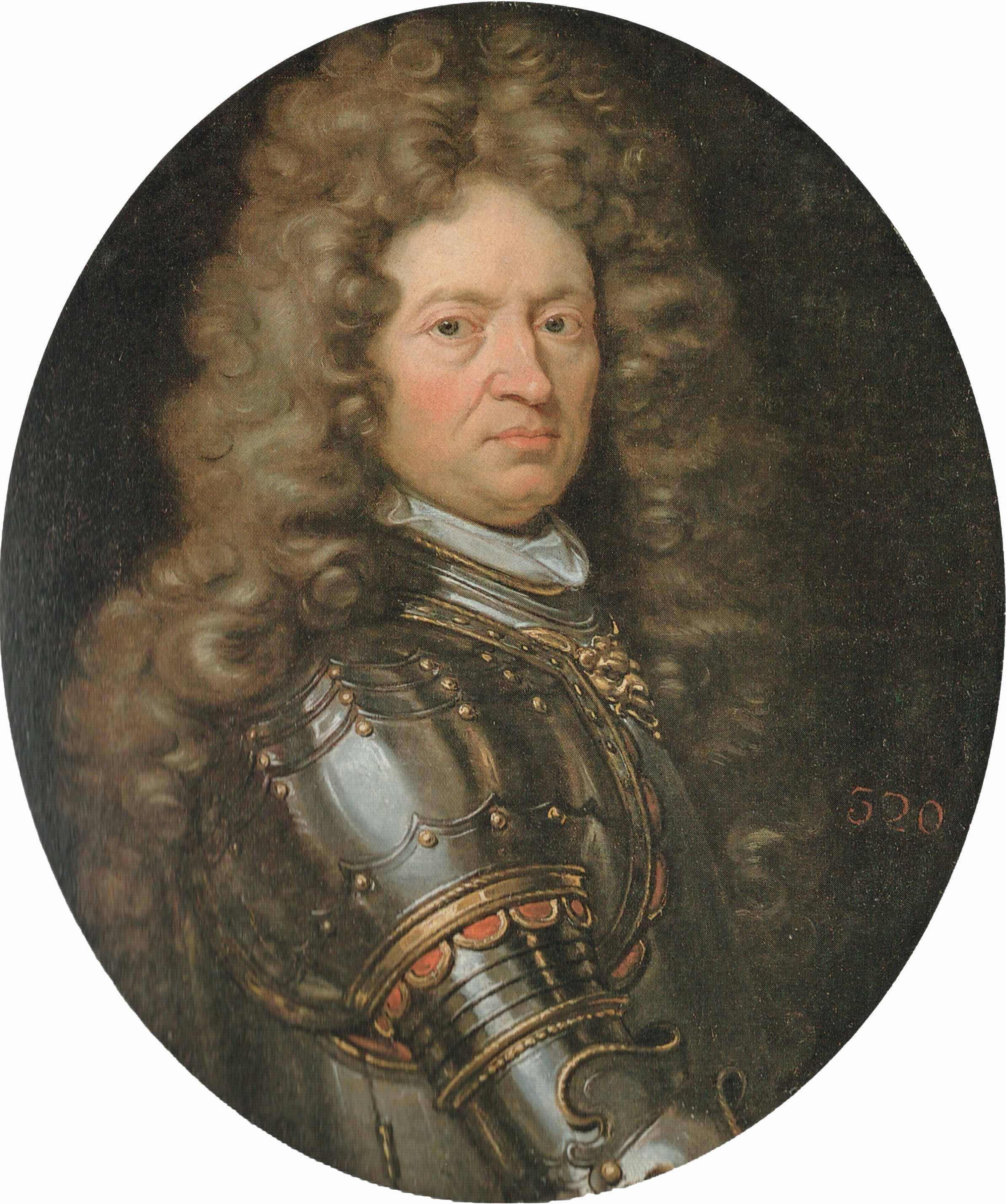
Johann Kasimir Kolbe von Wartenberg (1643-1712), Premier ministre du roi de Prusse.
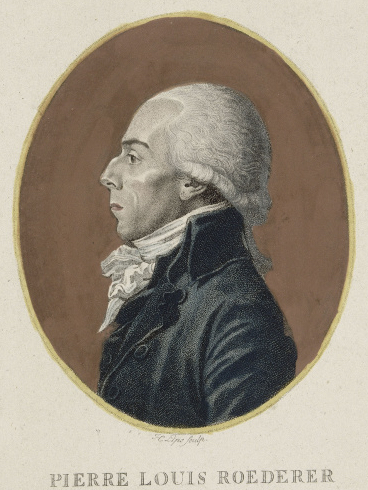
Pierre-Louis Roederer (1754-1835), avocat et homme politique français.
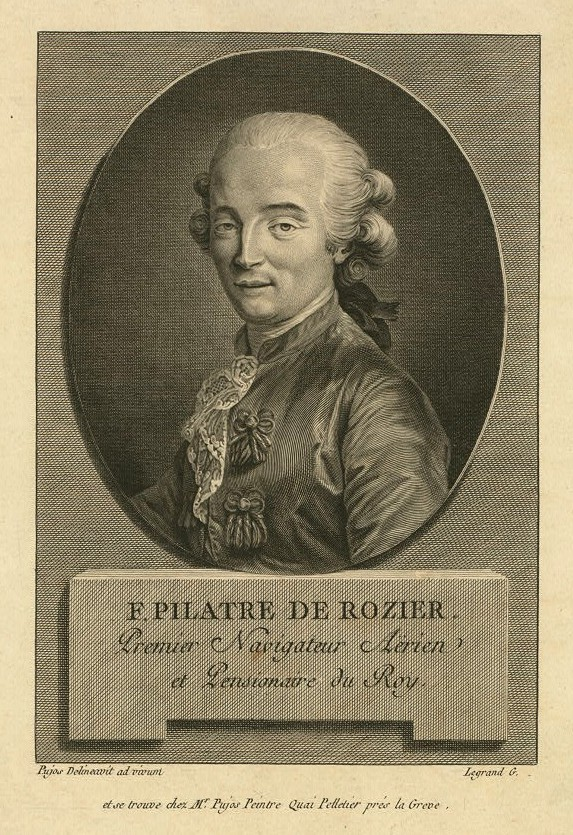
Jean-François Pilâtre de Rozier (1757-1785), aéronaute français.
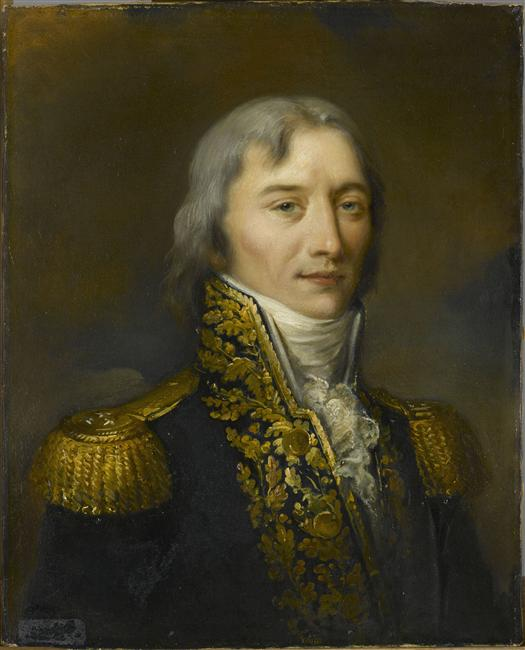
Antoine Richepanse (1770-1802), général français.
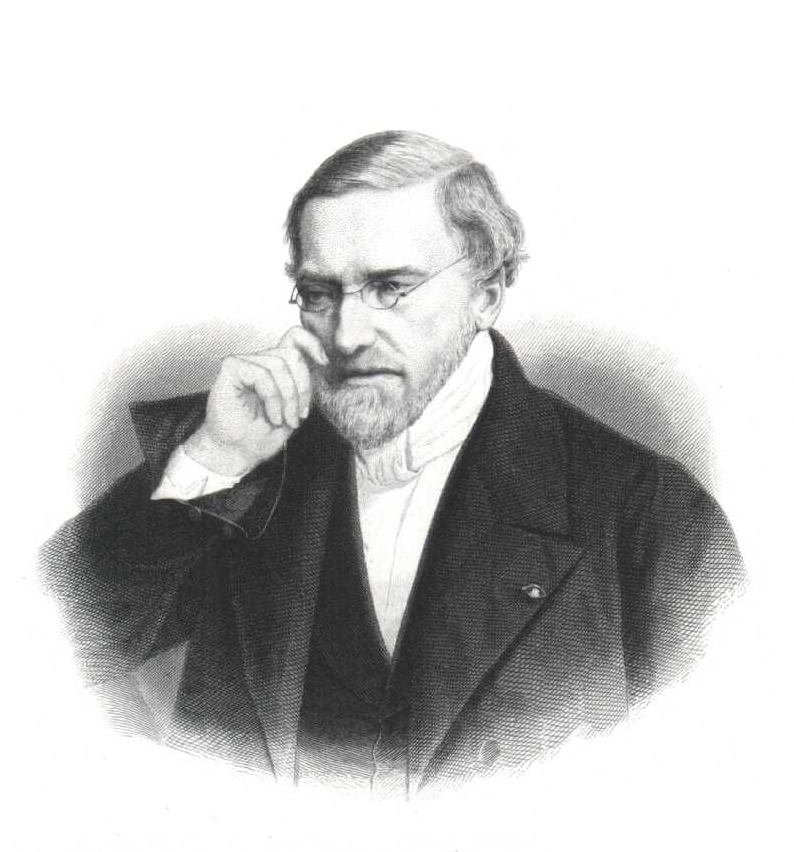
Jean-Victor Poncelet (1788-1867), mathématicien français.
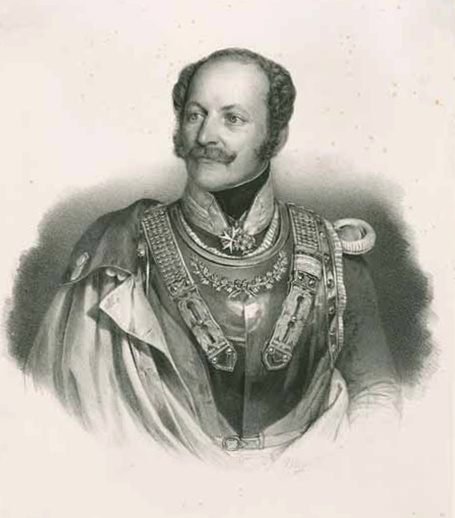
Ferdinand von Parseval (1791-1854), général bavarois.
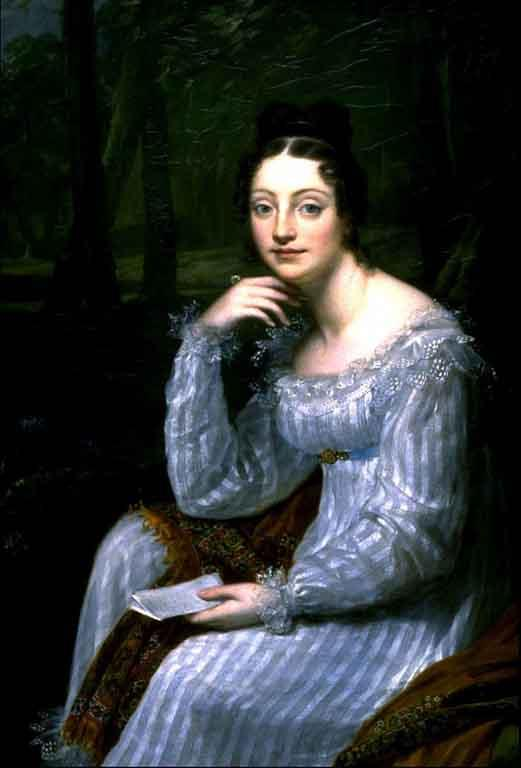
Amable Tastu (1798-1885), poétesse française.
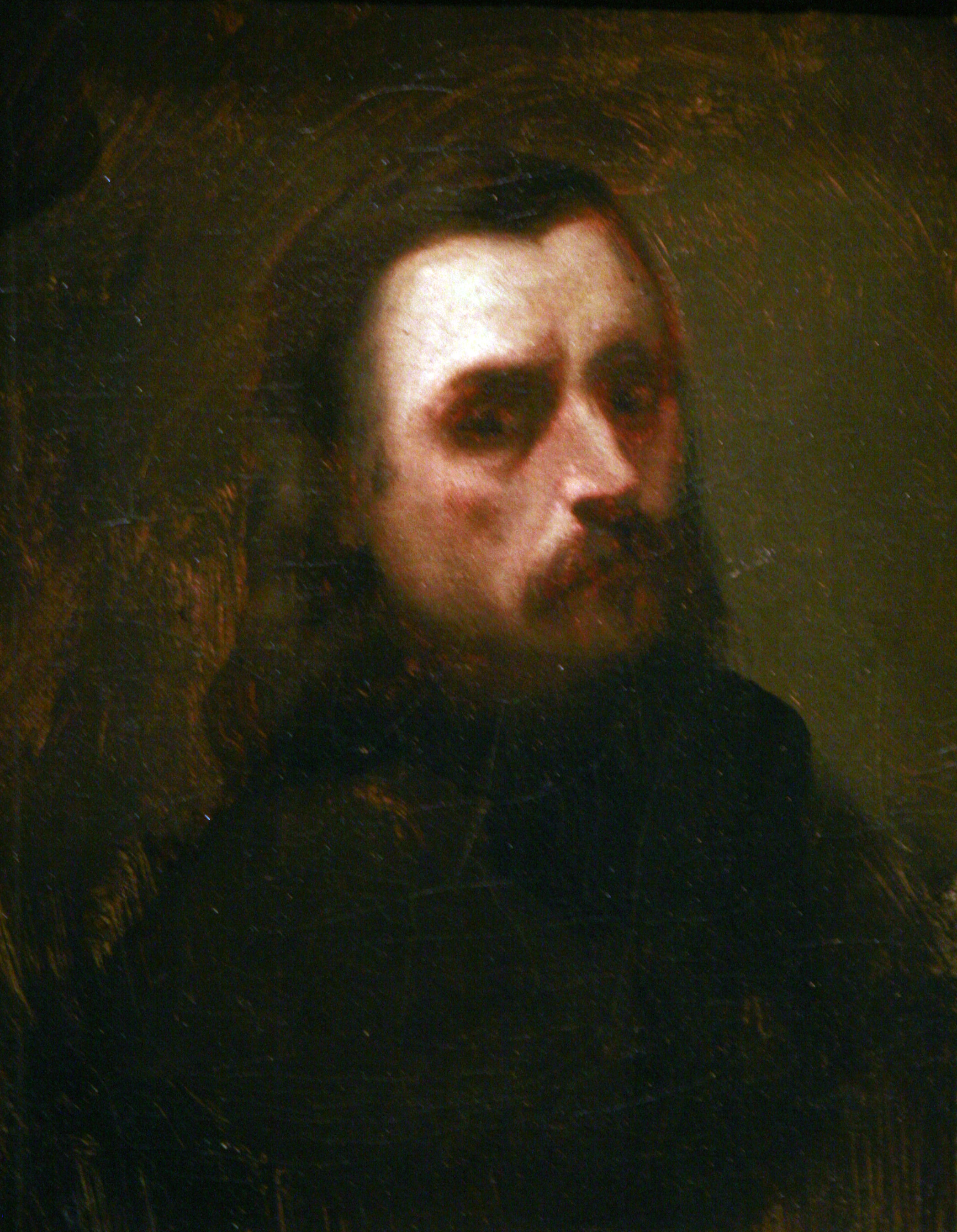
Laurent-Charles Maréchal (1801-1887), maître-verrier lorrain.
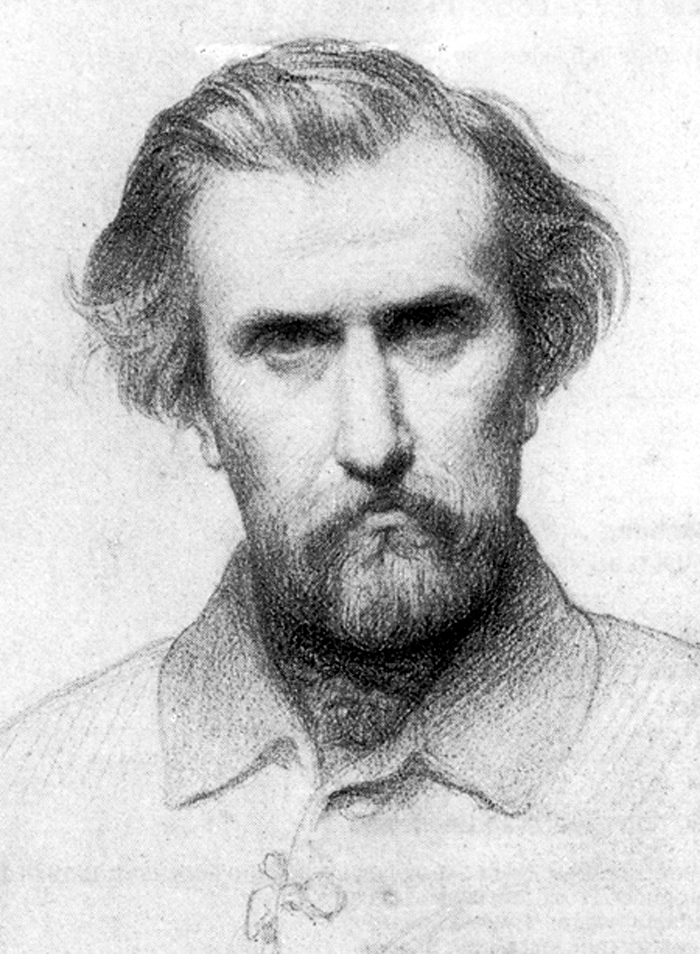
Ambroise Thomas (1811-1896), compositeur français.
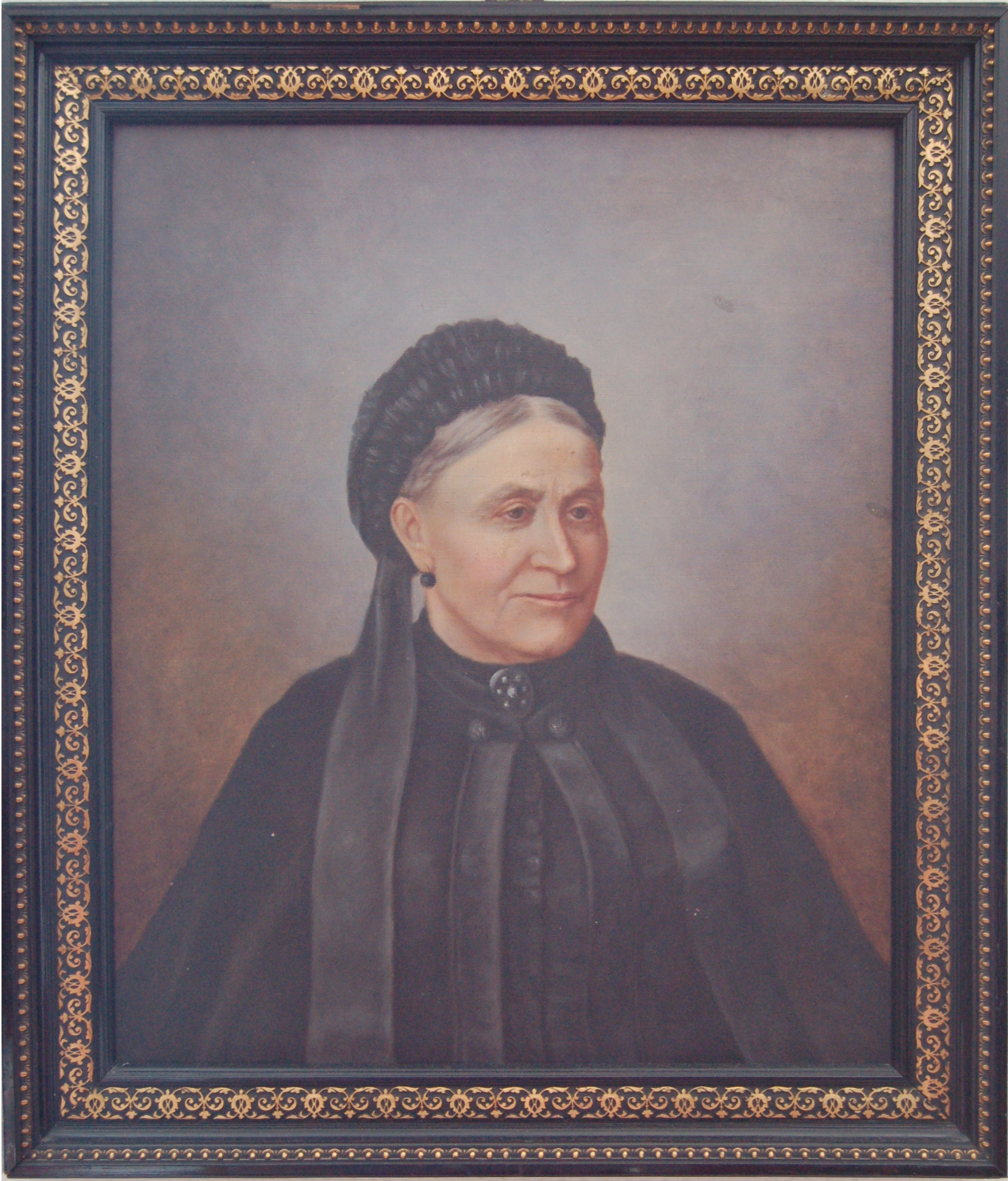
Caroline Carré de Malberg (1829-1891), fondatrice des Salésiennes missionnaires de Marie Immaculée, vénérable catholique.
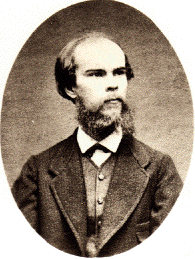
Paul Verlaine (1844-1896), poète français.
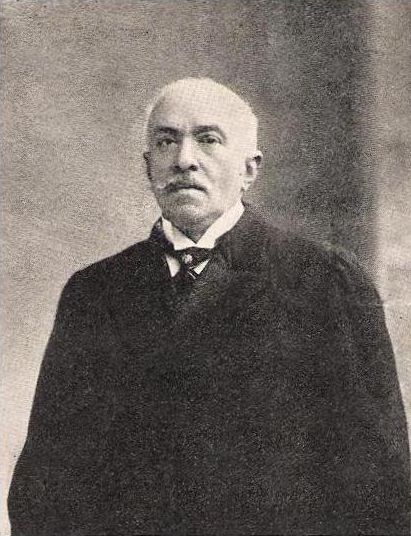
Paul Michaux (1854-1923), chirurgien, chef de clinique, dirigeant sportif.
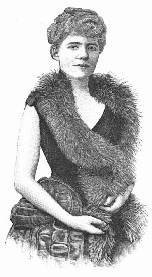
Marie-Anne de Bovet (1855- après 1930), femme de lettres, féministe et patriote Française
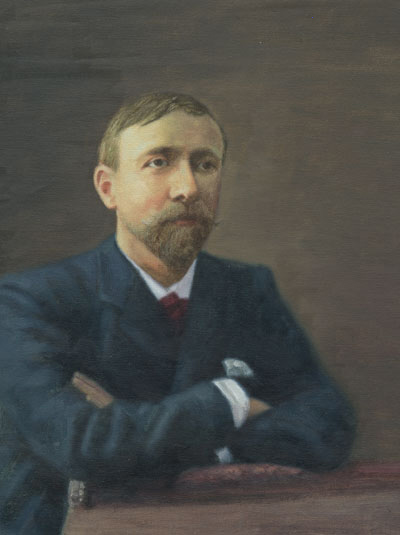
Gabriel Pierné (1863-1937), organiste et compositeur français.
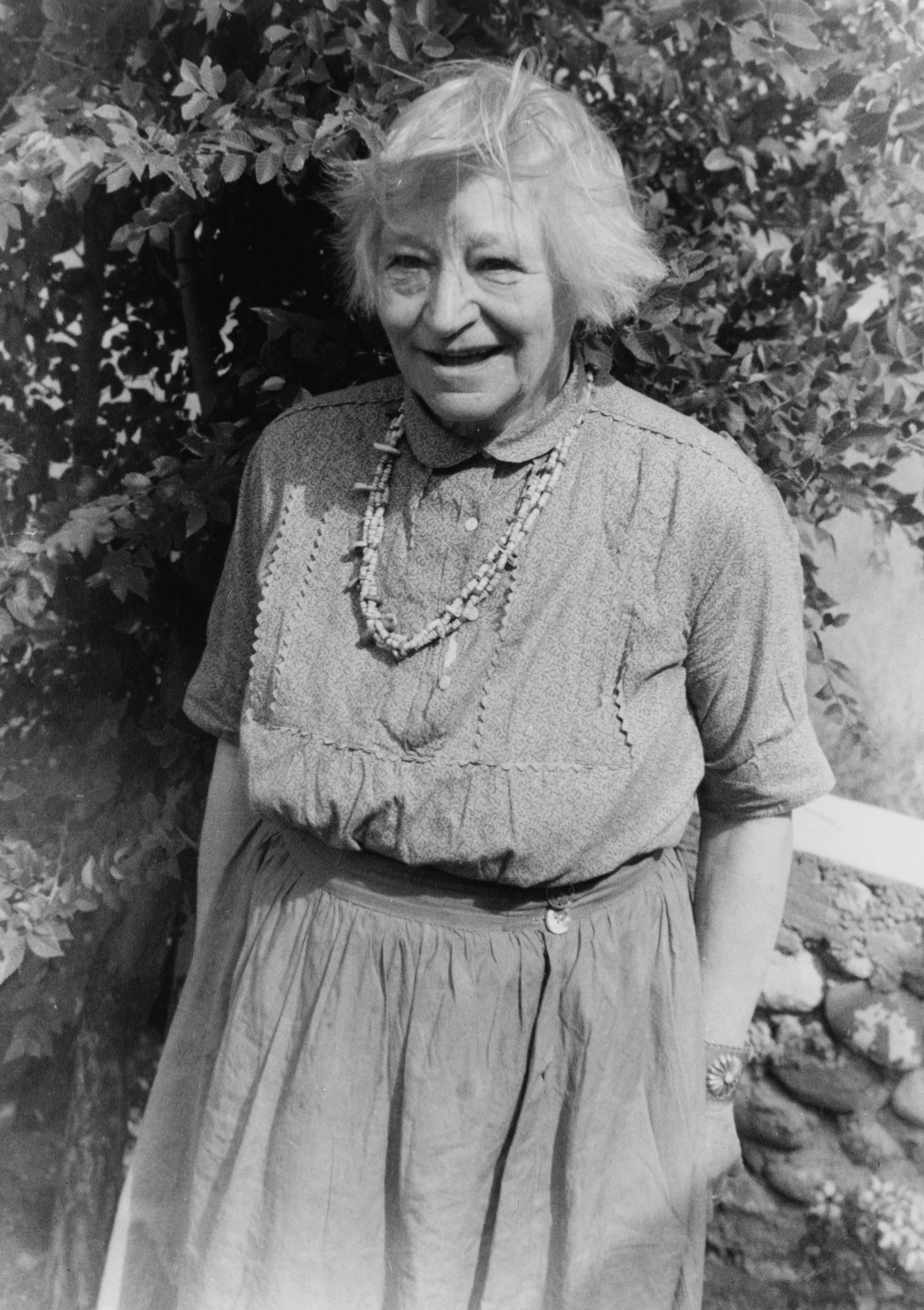
Frieda von Richthofen (1879-1956), intellectuelle allemande, muse du romancier D. H. Lawrence.
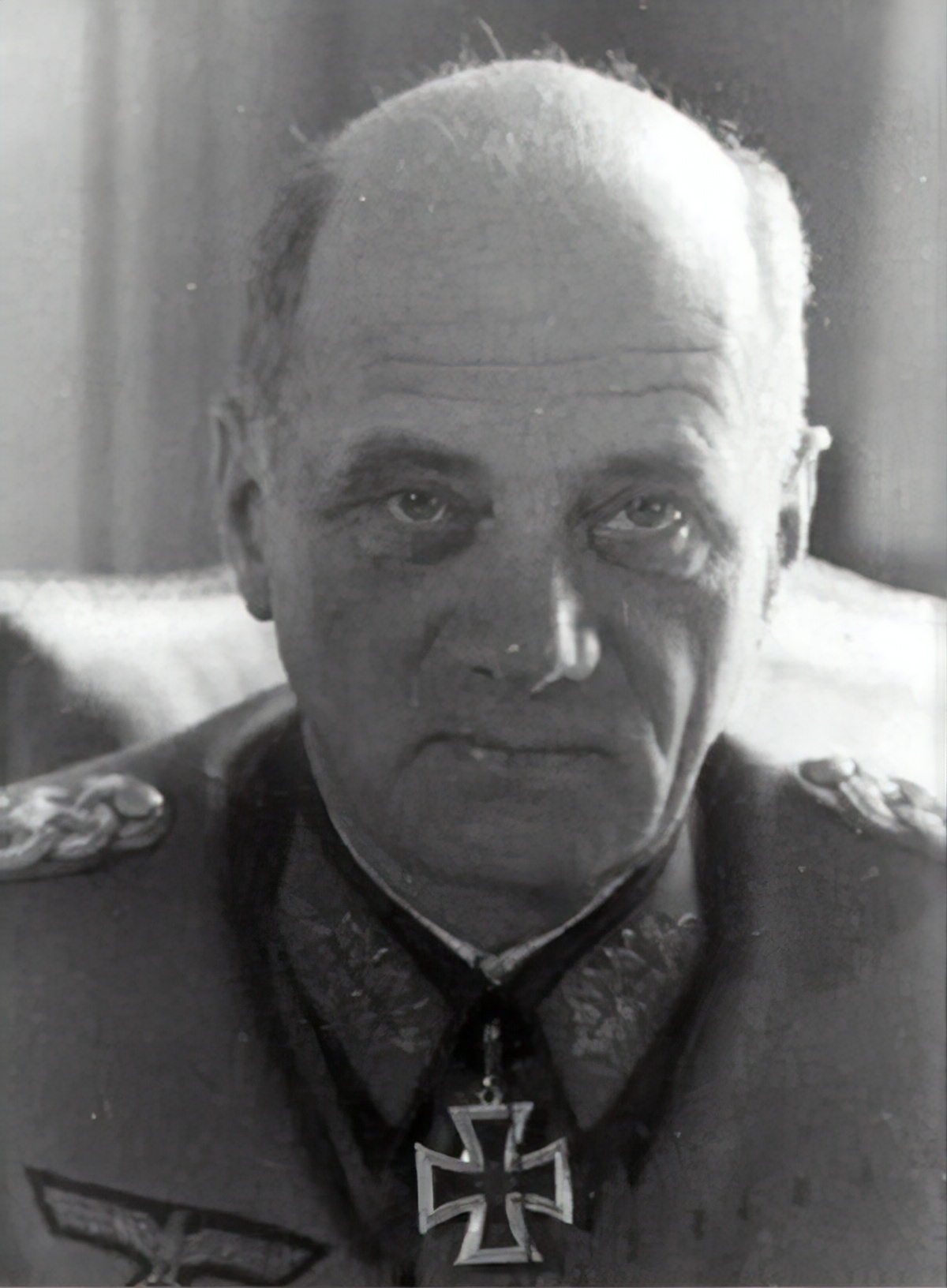
Hans von Salmuth (1888-1962), général allemand, commandant de la XVe armée, lors du Débarquement.
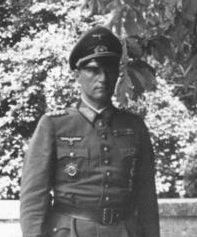
Edgar Feuchtinger (1894-1960), général allemand, commandant de la 21e Panzerdivision, lors du Débarquement.
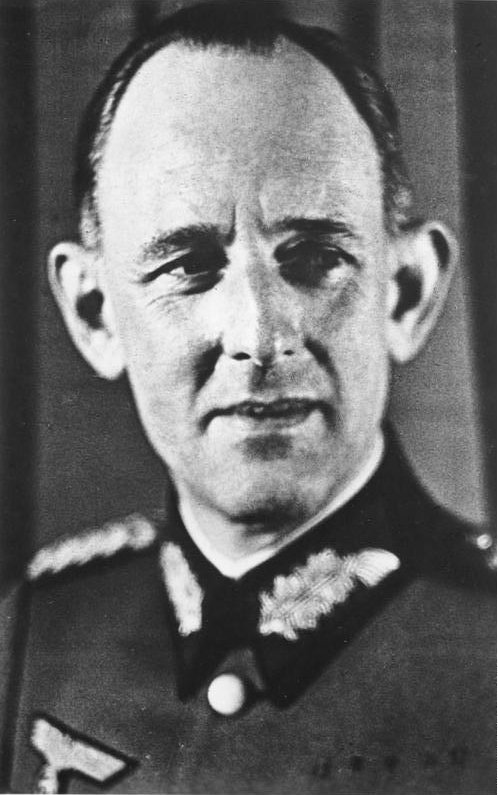
Rudolf Schmundt (1896-1944), général allemand, blessé mortellement lors de l'attentat contre Hitler.
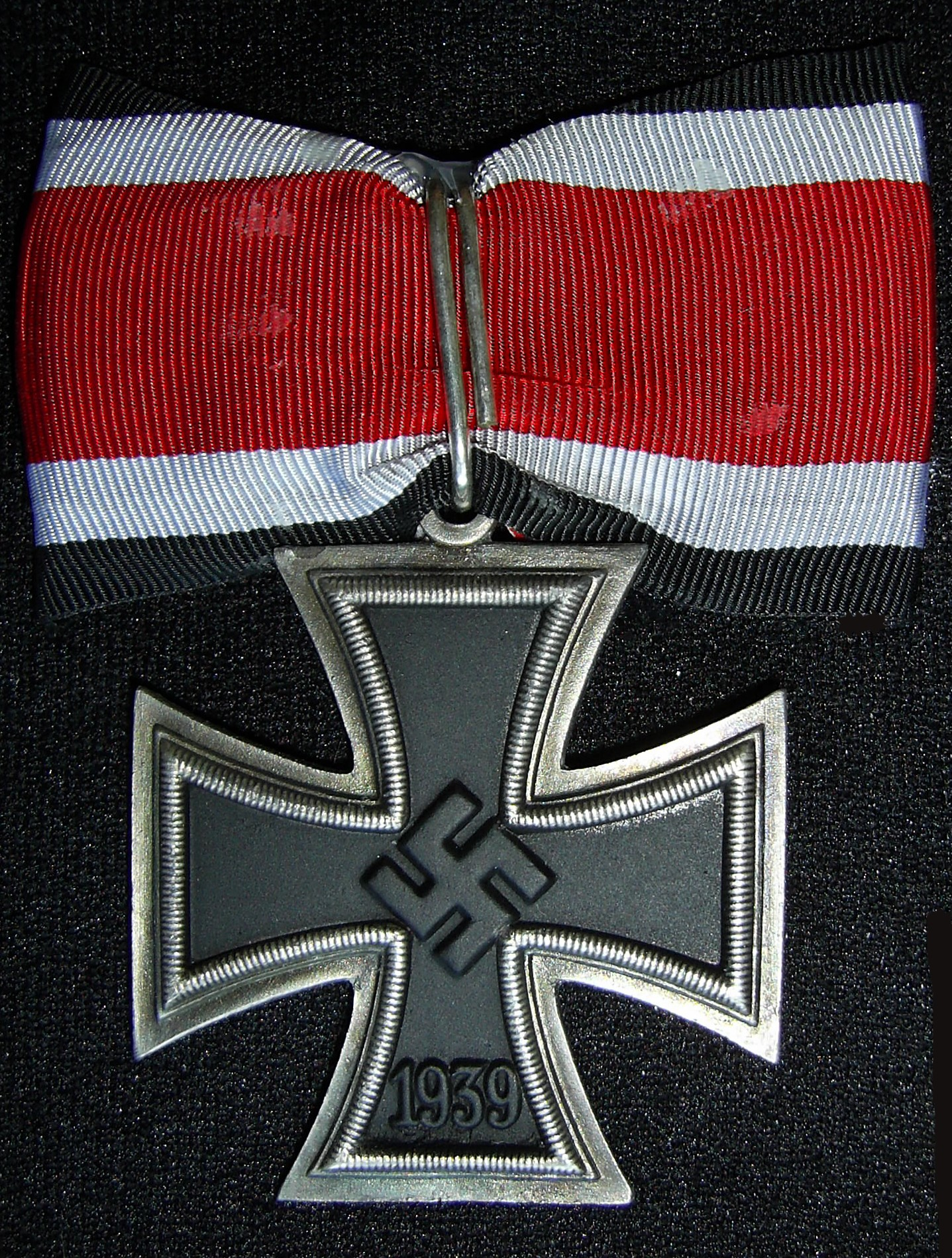
Wilhelm Falley (1897-1944), général allemand, commandant de la 91e division d'infanterie, tué le 6 juin 1944, lors du Débarquement.
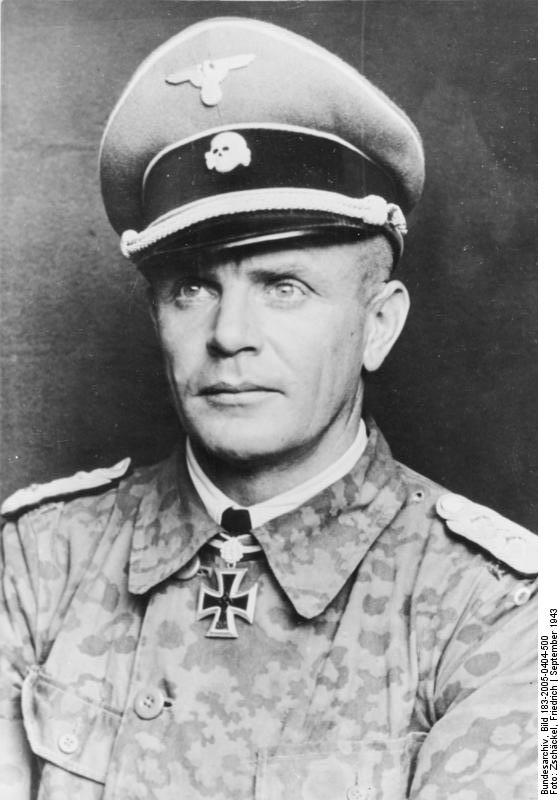
Heinz Harmel (1906-2000), général allemand, commandant de la 10e division SS lors de la Bataille de Normandie.
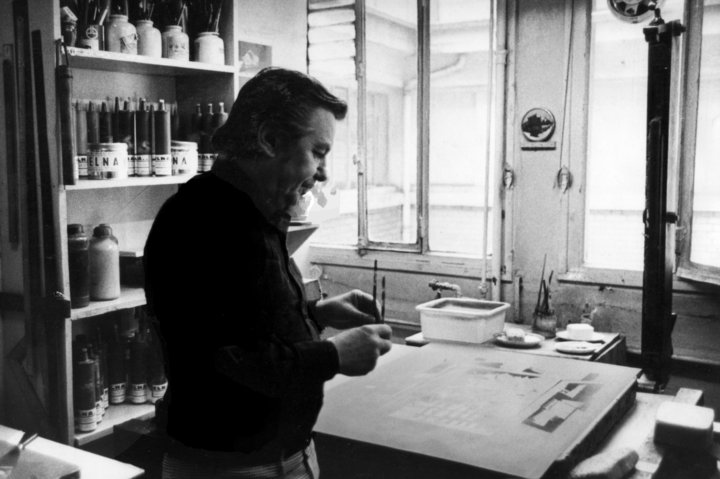
Camille Hilaire (1916-2004), artiste français.
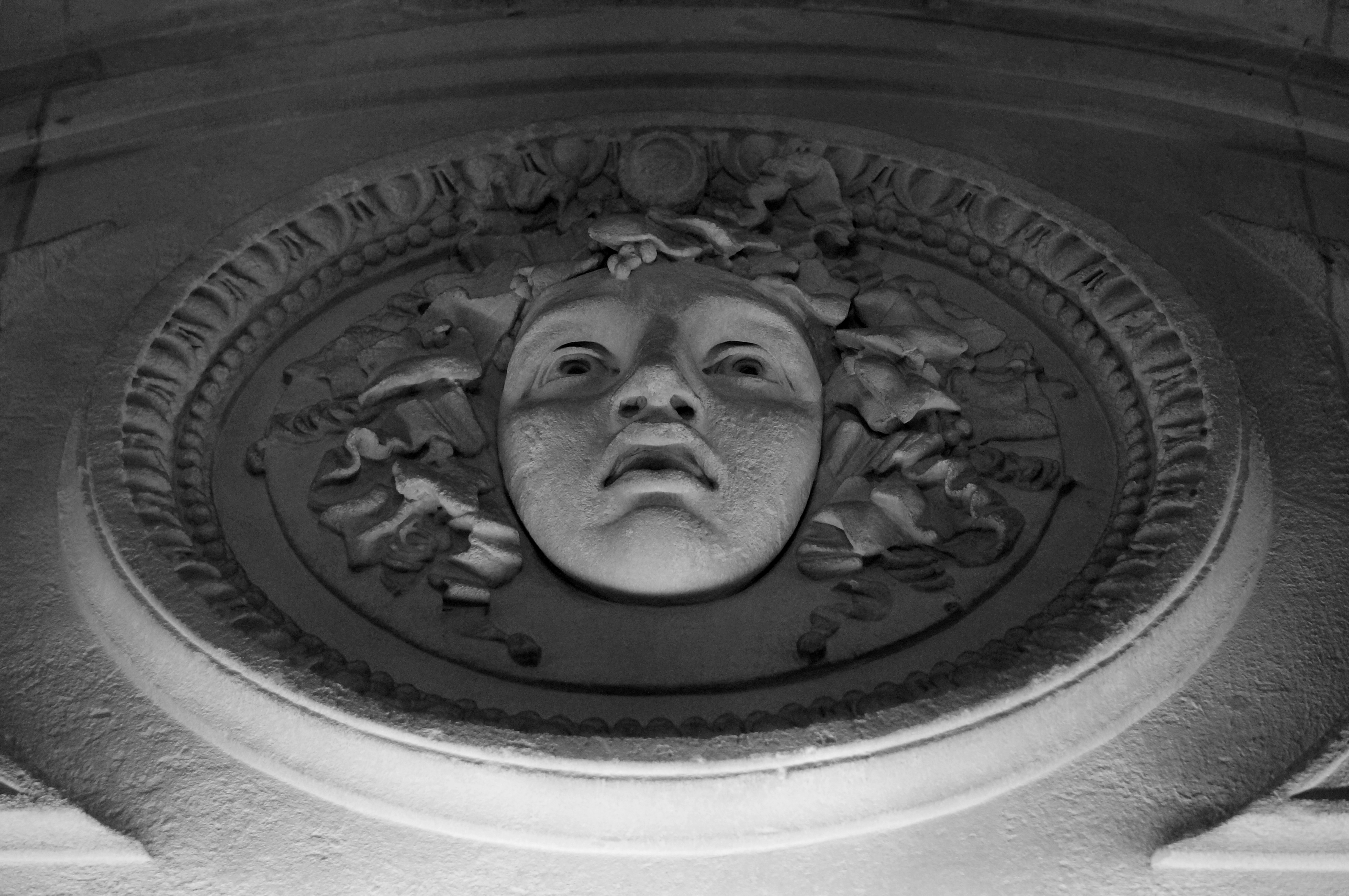
Micheline Boudet (1926-2022), actrice française, sociétaire honoraire de la Comédie Française.
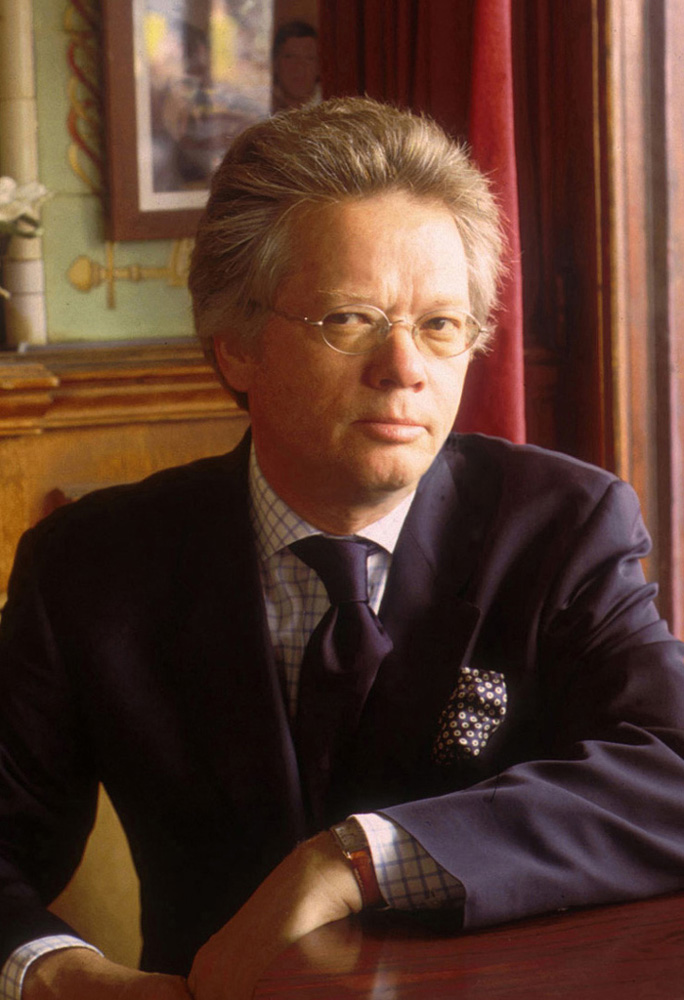
Gilles Pudlowski (né en 1950), critique gastronomique français.
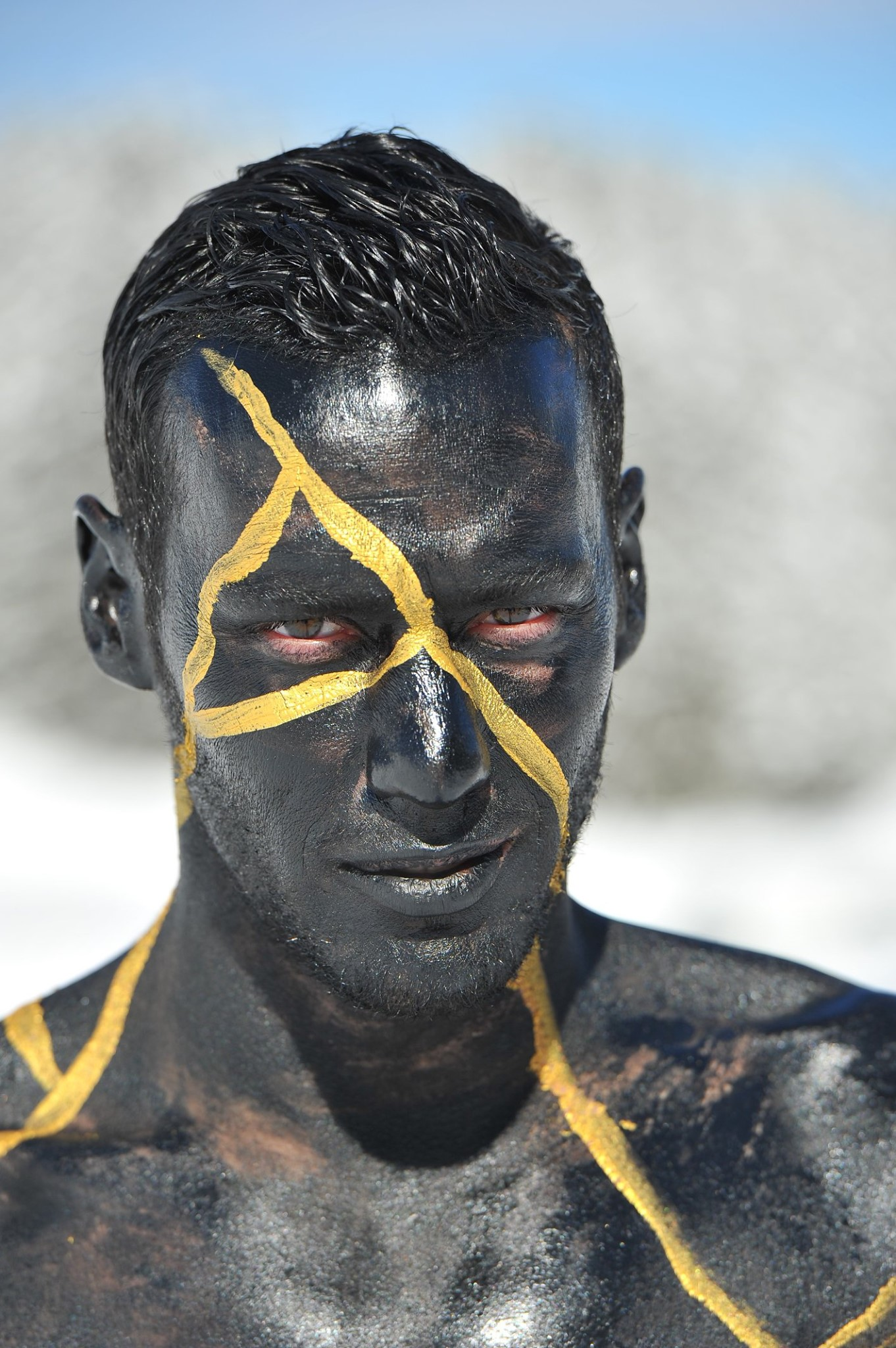
Thomas Iser (né en 1987), artiste du streetart
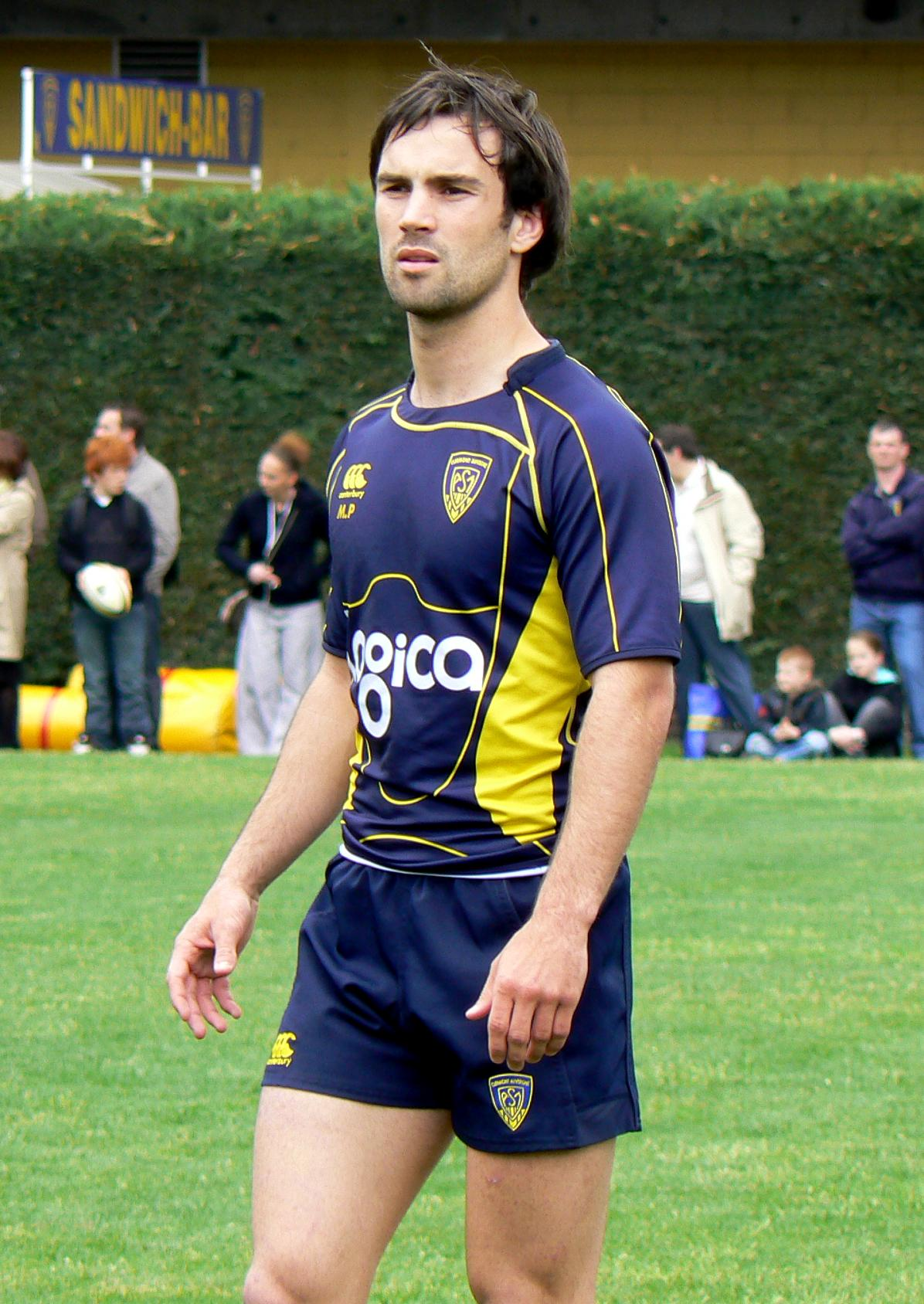
Morgan Parra (né en 1988), rugbyman français.
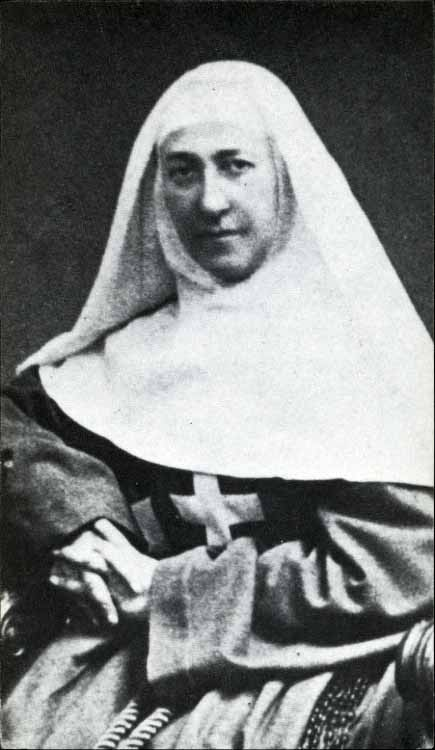
Marie-Eugénie de Jésus (1817-1898), religieuse catholique, fondatrice des Religieuses de l'Assomption, canonisée en 2007
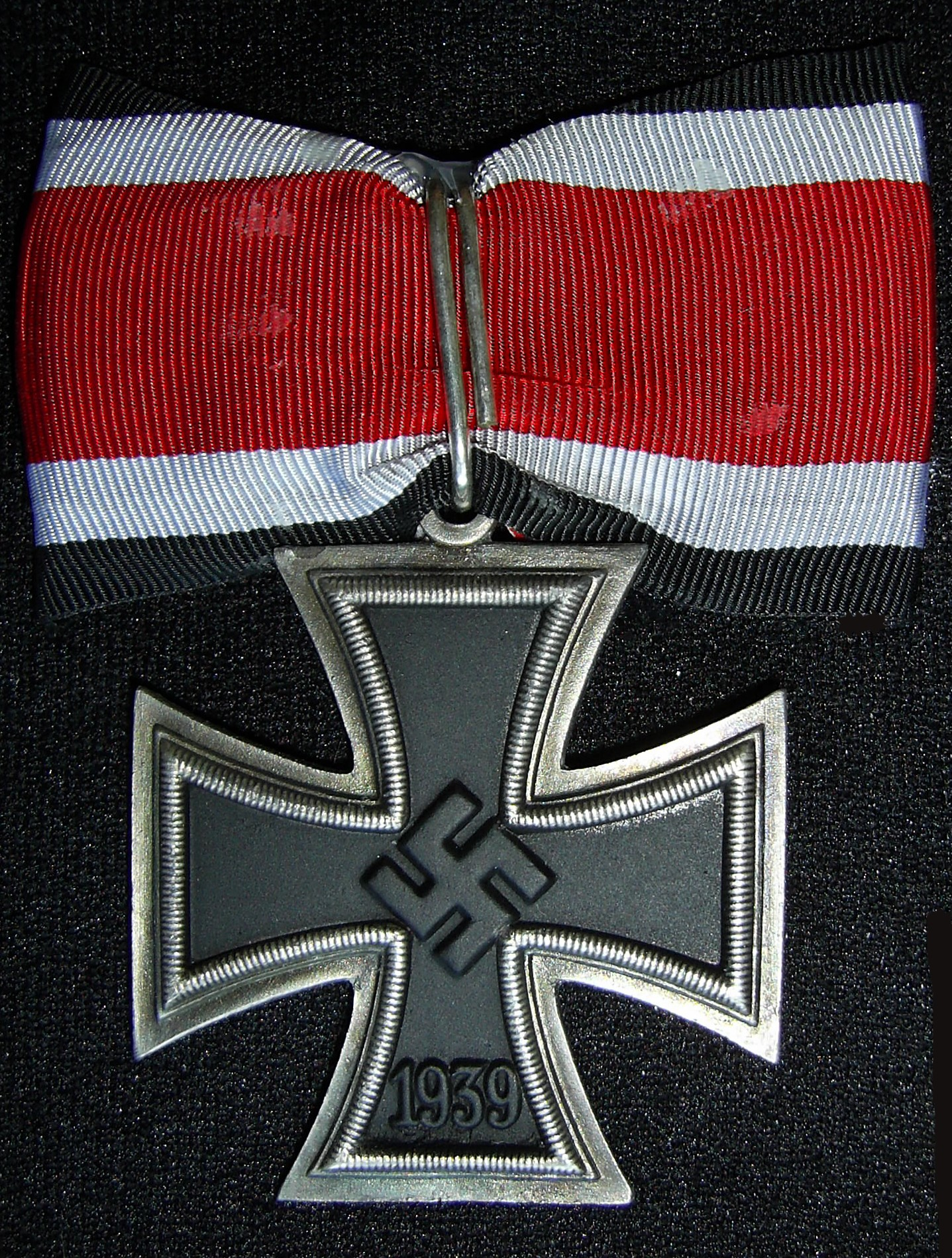
Peter-Erich Cremer (1911-1992), capitaine de U-Boote durant la Seconde Guerre mondiale, rare commandant de sous-marin allemand à avoir survécu à la Bataille de l'Atlantique (1939-1945)
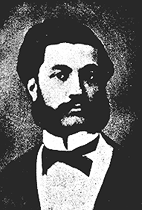
Louis Aimé Augustin Le Prince (1841-1890), chimiste, ingénieur, inventeur, pionnier du cinéma
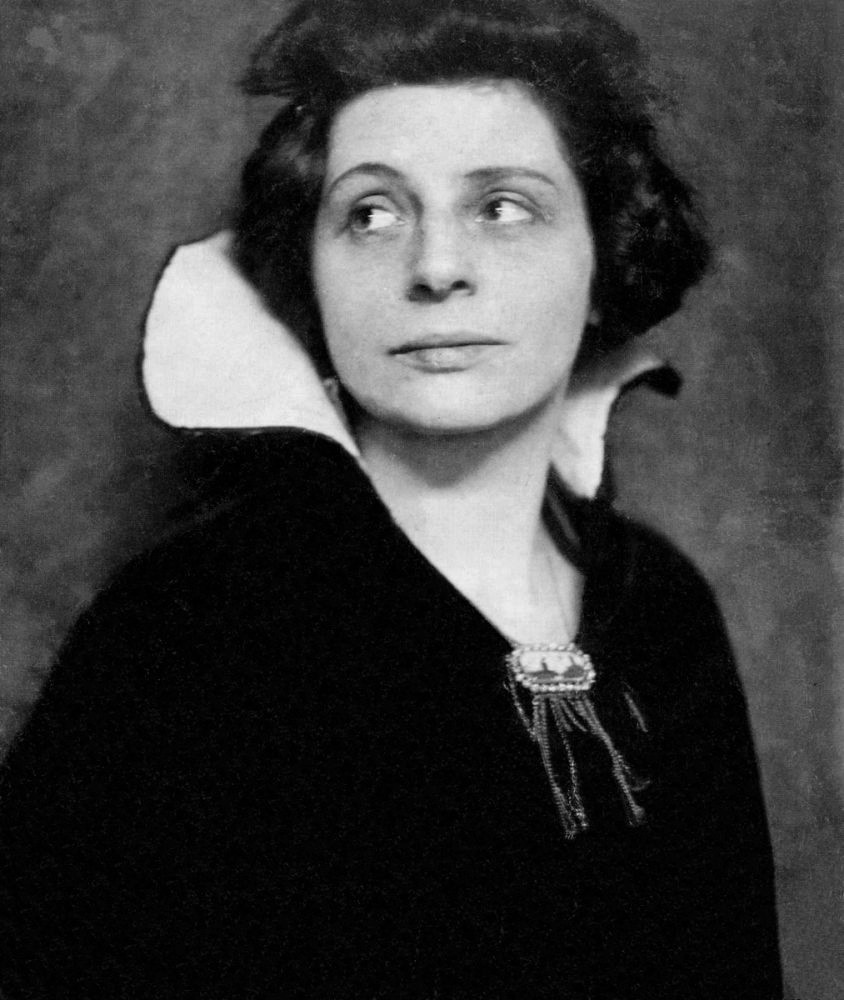
Lou Albert-Lasard (1885-1969), artiste-peintre franco-allemande, militante pacifiste

#### Personnalités liées à Metz

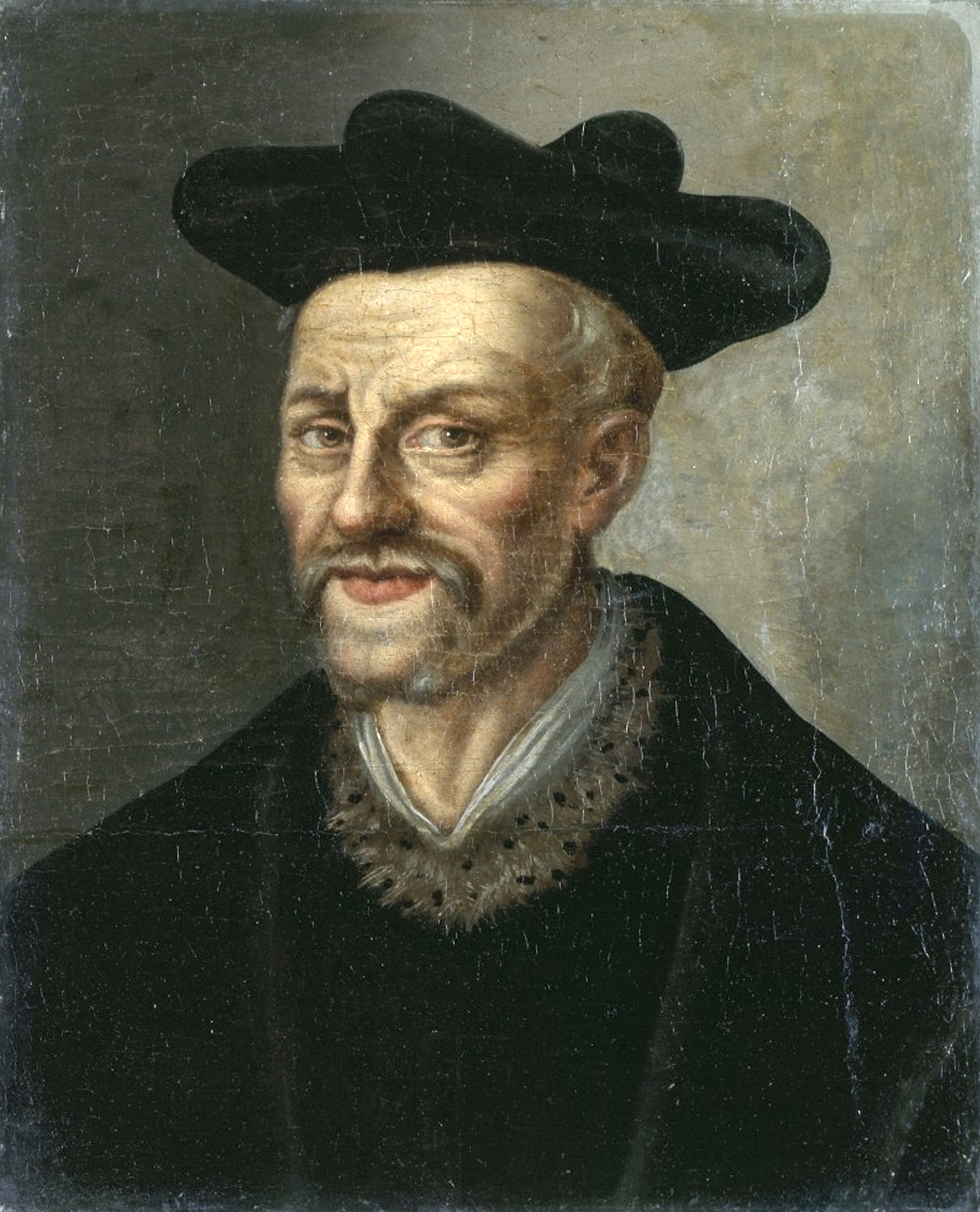
Rabelais (c.1490-1553), humaniste français.
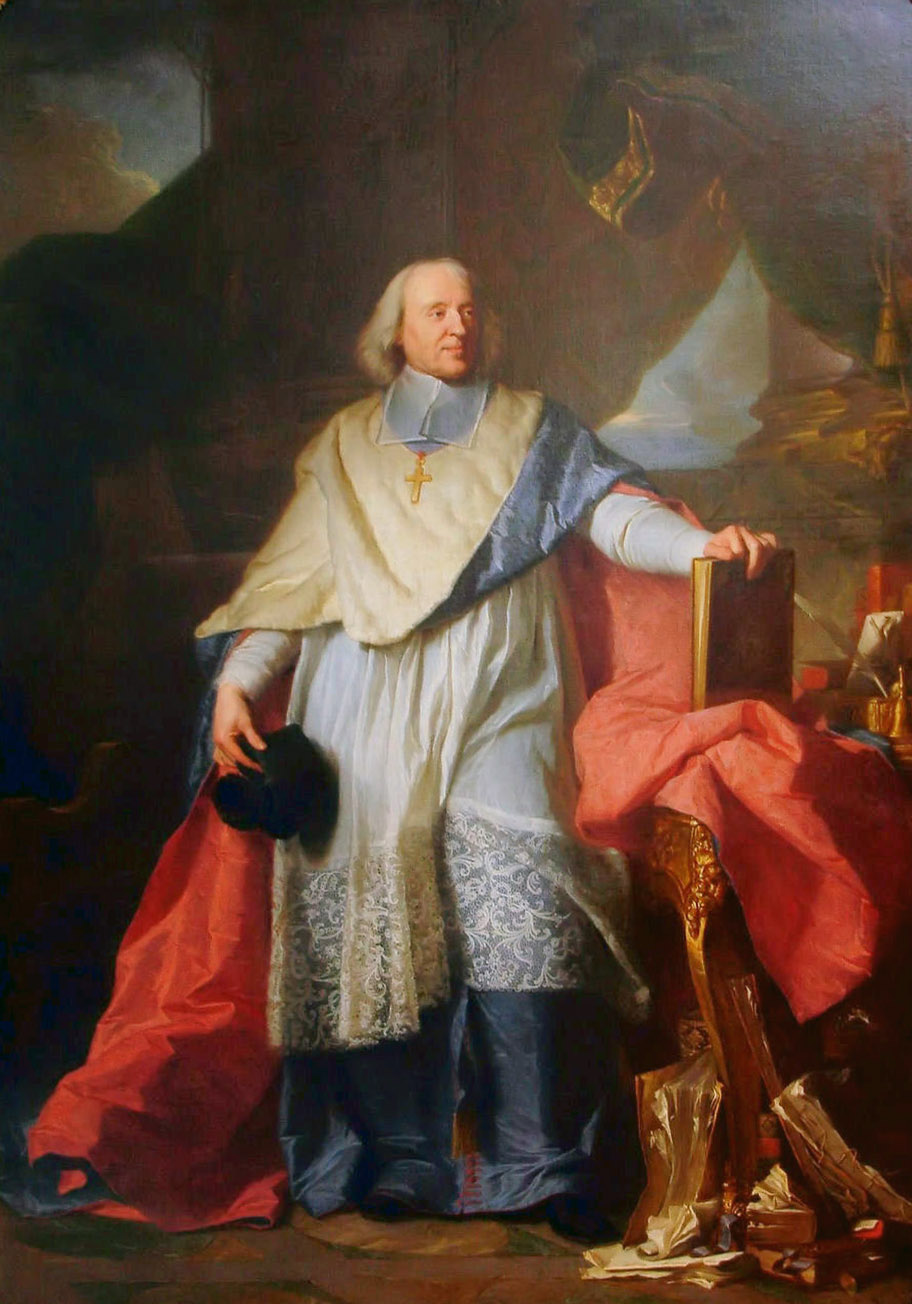
Bossuet (1627-1704), ecclésiastique et écrivain français.
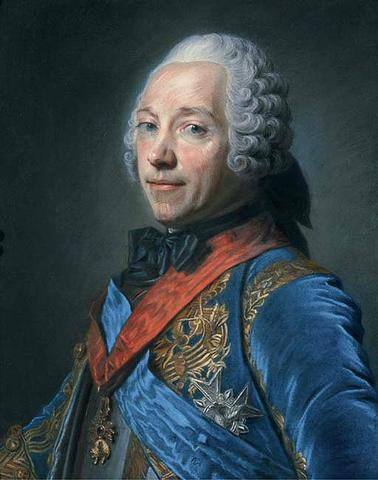
Belle-Isle (1684-1761), gouverneur français.
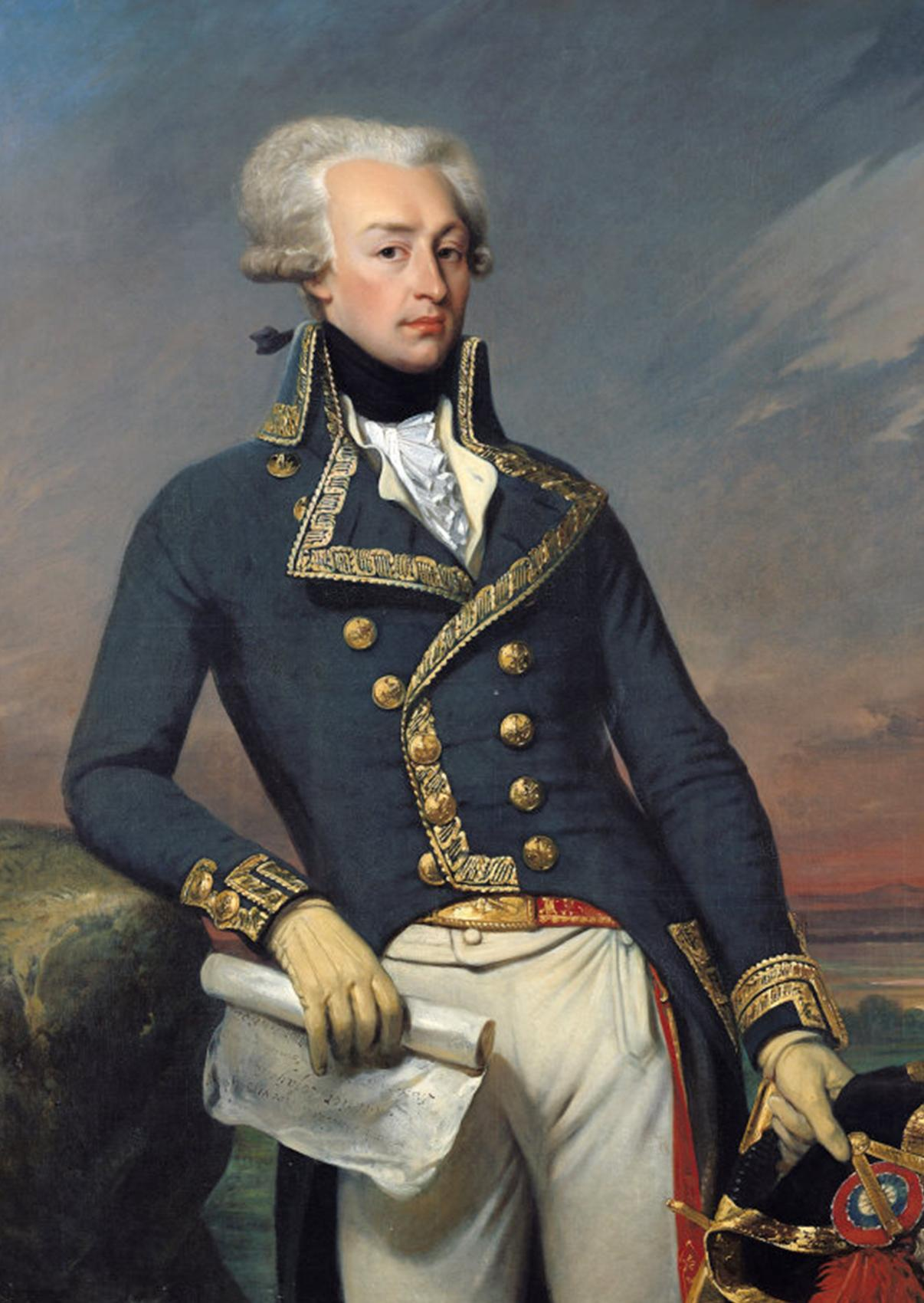
La Fayette (1757-1834), général et homme politique français.
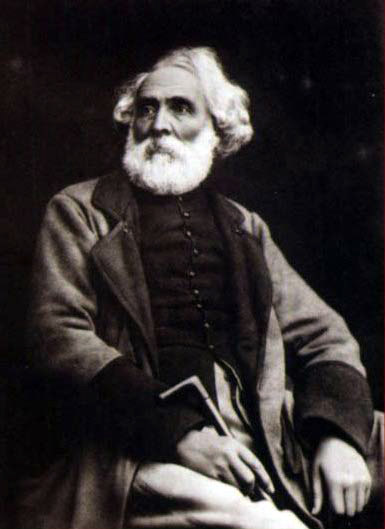
Auguste Migette (1802-1884), peintre et graveur français.
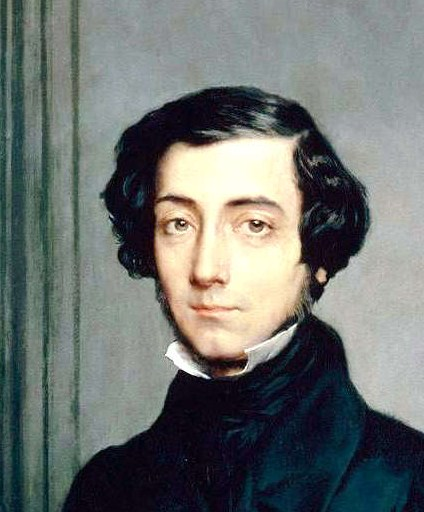
Alexis de Tocqueville (1805-1859), homme politique et écrivain français.
Conrad Wahn (1848-1927), architecte en chef de la ville
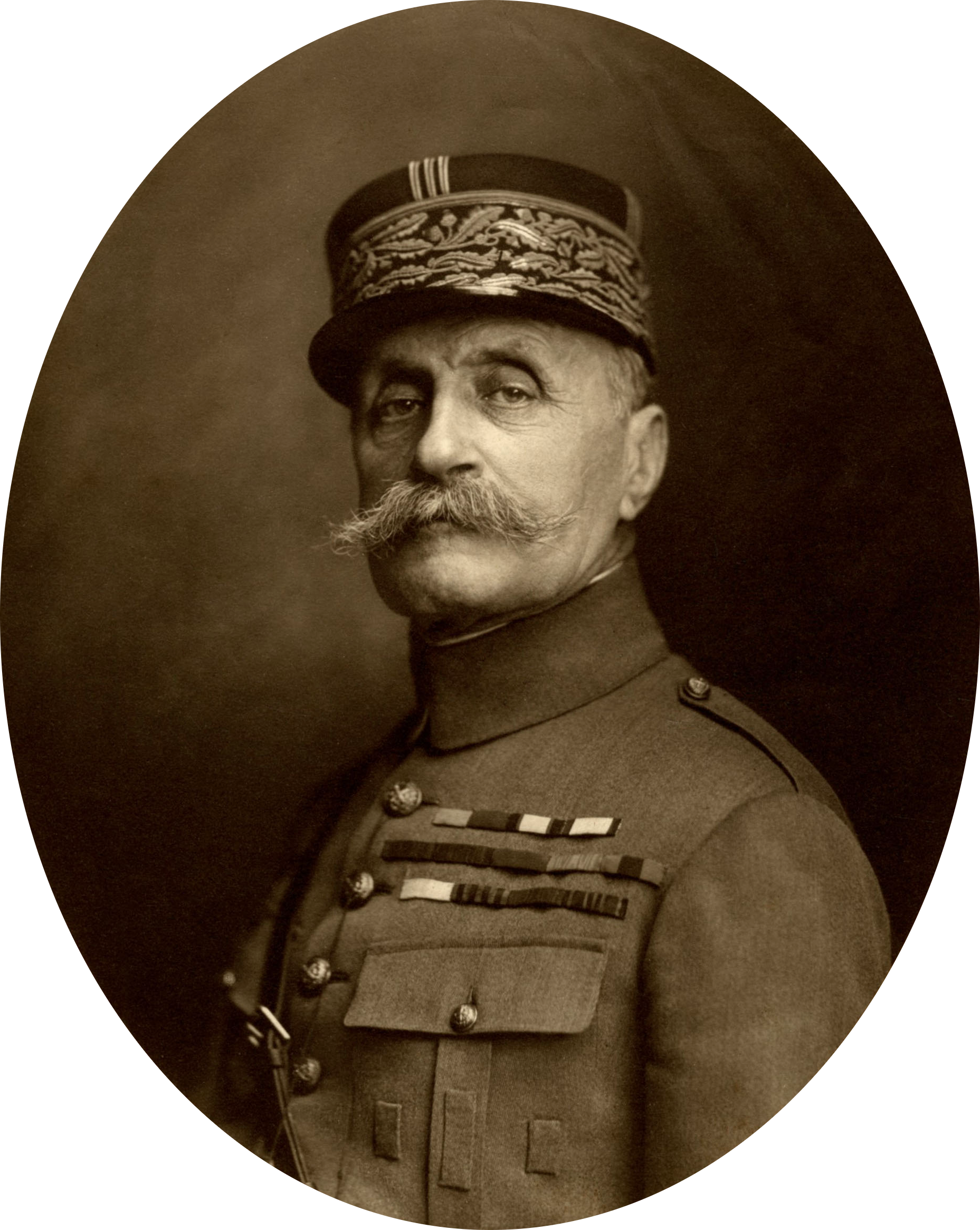
Ferdinand Foch (1851-1929), polytechnicien et Maréchal de France.
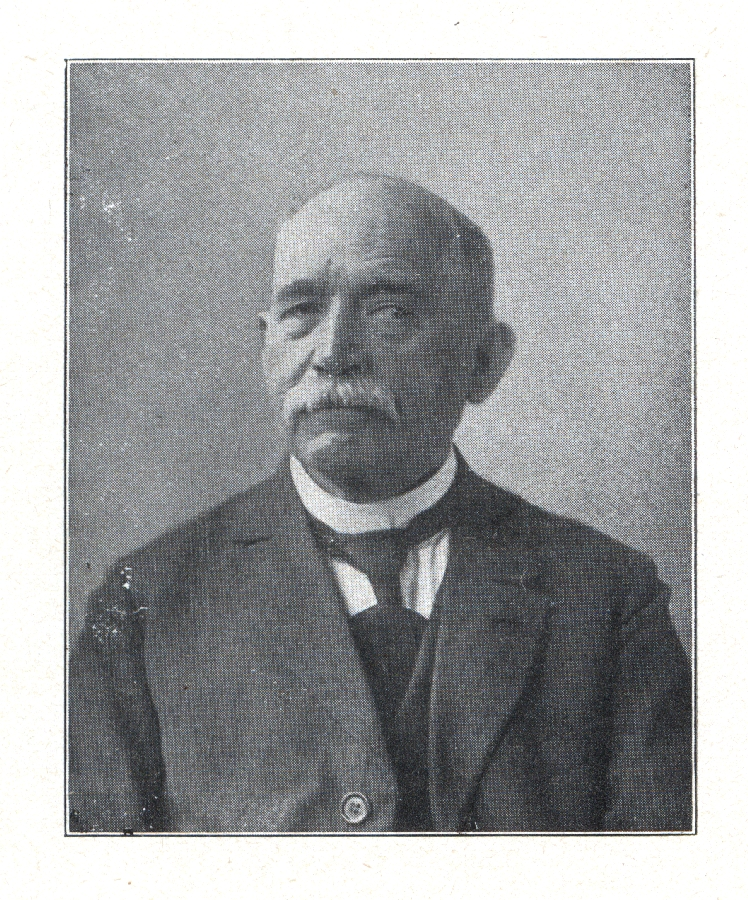
Johann Baptist Keune (1858-1937), conservateur du Musée et archéologue
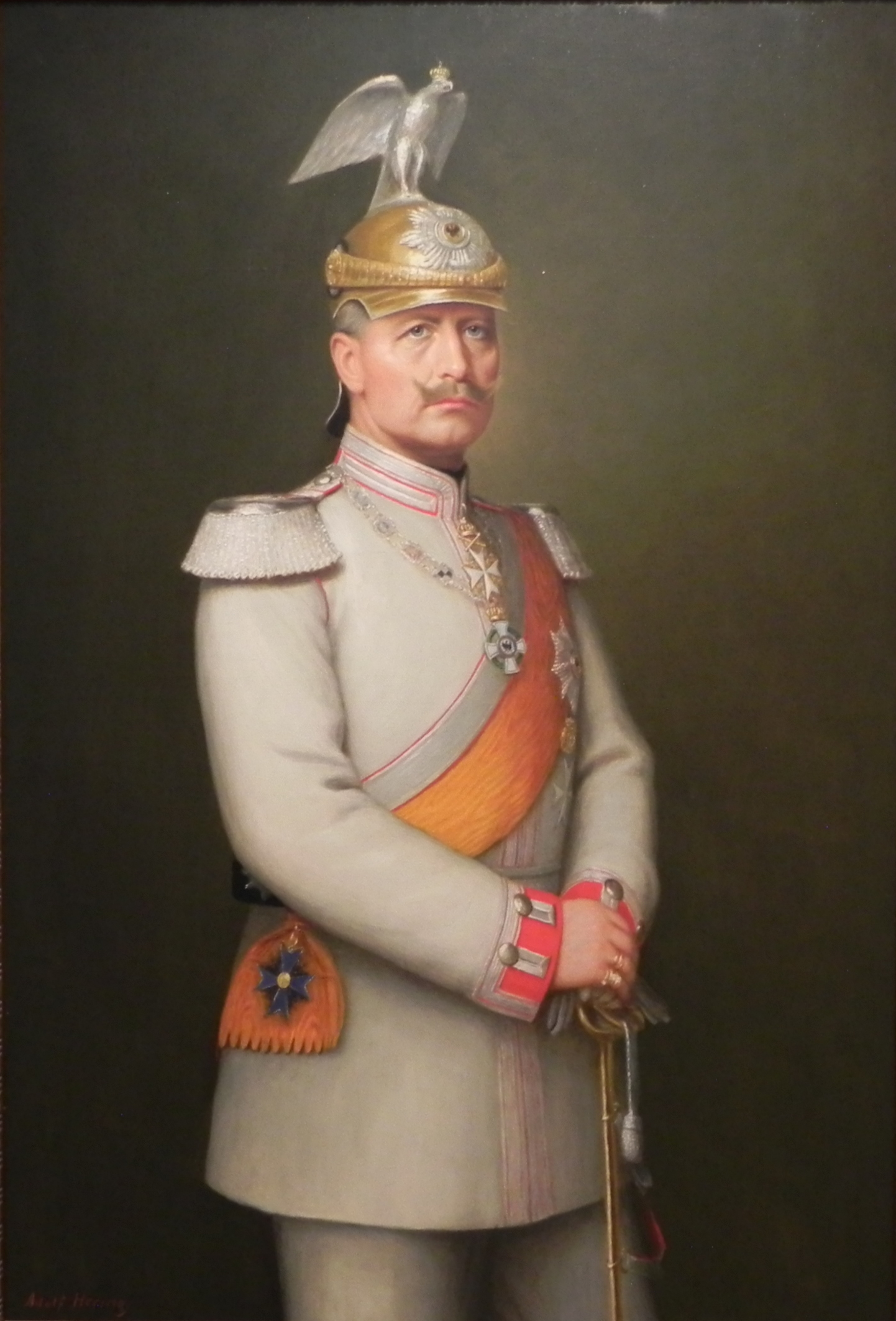
Guillaume II (1859-1941), empereur allemand.
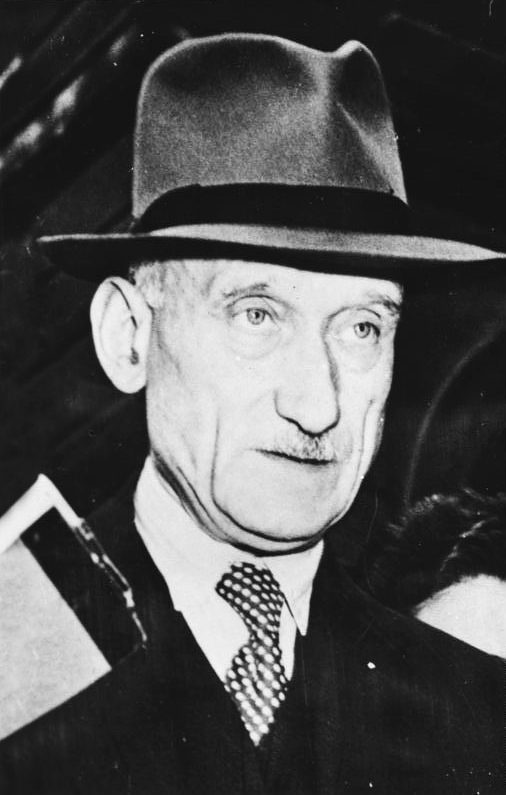
Robert Schuman (1886-1963), homme d’État français.
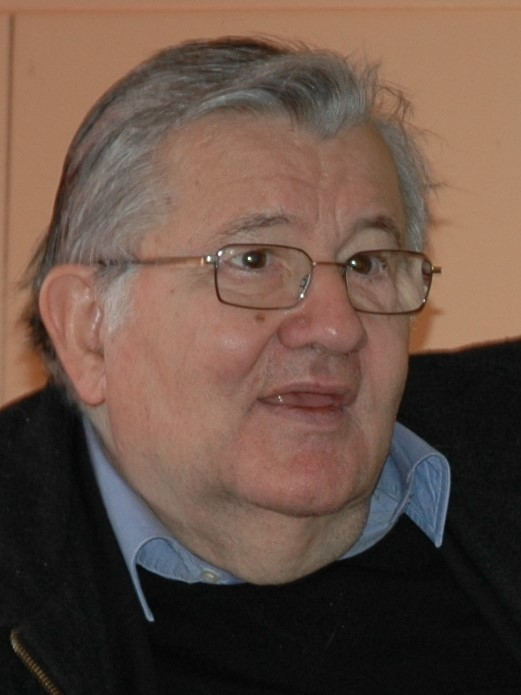
Jean-Marie Pelt (1933-2015), botaniste et écologiste français.
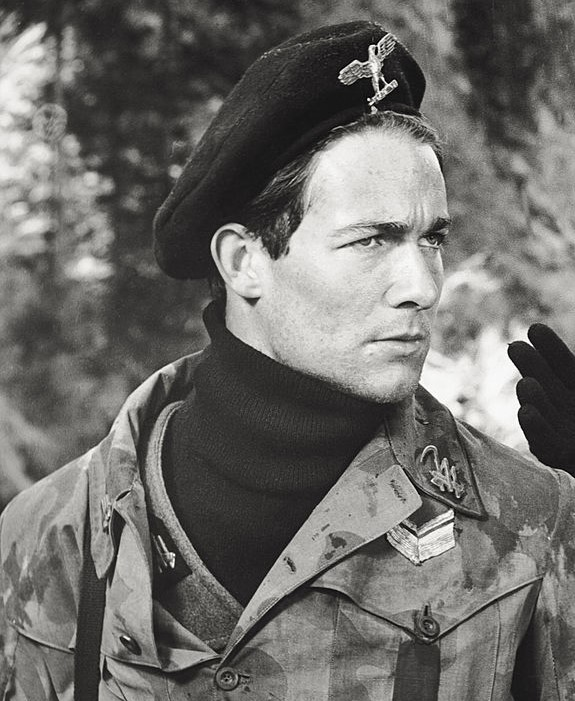
Jacques Charrier (1936-), acteur Français

### Héraldique
| Blason | Blasonnement : Parti d'argent et de sable. Commentaires : Ce blason est hérité de la République messine ayant perduré pendant trois siècles au Moyen Âge. Il s'agit de celui du « Commun », il aurait été porté soit par groupement de familles messines (celles qui n'auraient pas fait partie des cinq associations de familles patriciennes regroupées par quartiers : les paraiges d'Outre-Seille, de Port-Sailly, de Porte-Moselle, d'Outre-Moselle et de Jurue) ou alors par une association des corporations commerçantes de la ville. La devise de la République messine, est Si nous avons paix dedans, nous avons paix dehors ,. « Jamais d’aultres armes nous prendrons Que celles que nous élizons, Et nous disons pour réconfort Nous voulons la liberté ou la mort. » Au lendemain de la Première Guerre mondiale, la ville de Metz fut décorée de la légion d’honneur, elle fut aussi décorée de la croix de guerre 1939-1945. |

| Blason | Blasonnement : Parti d'argent et de sable. Commentaires : Les grandes armes de la ville sont supportées de palmes portant la légion d’honneur et la croix de guerre 1939-1945. Le blason est également accompagné d'une couronne murale, dont sort une jeune fille dénudée. Celle-ci est la « Pucelle de Metz », qui selon la tradition serait restée emmurée pendant la construction des premiers murs de la ville par les Romains. Elle est également devenue le symbole de l'inviolabilité de la ville lors du siège de Charles Quint en 1552. |

| Blason | Blasonnement : Parti d'argent et de sable, à la demi-figure de femme nue, de carnation, mouvant de la pointe, couronnée de trois tours crénelées d'or, tenant de la dextre une épée haute en barre d'azur, et de la sénestre un étendard tricolore monté et frangé d'or [brochant la partition] au chef de gueules chargé de trois abeilles d'or qui est des bonnes villes de l'Empire. Commentaires : Armes de la ville de Metz sous le Premier Empire. |

### Identité visuelle

Blason de la ville.
Drapeau de la République messine, aujourd'hui drapeau municipal.
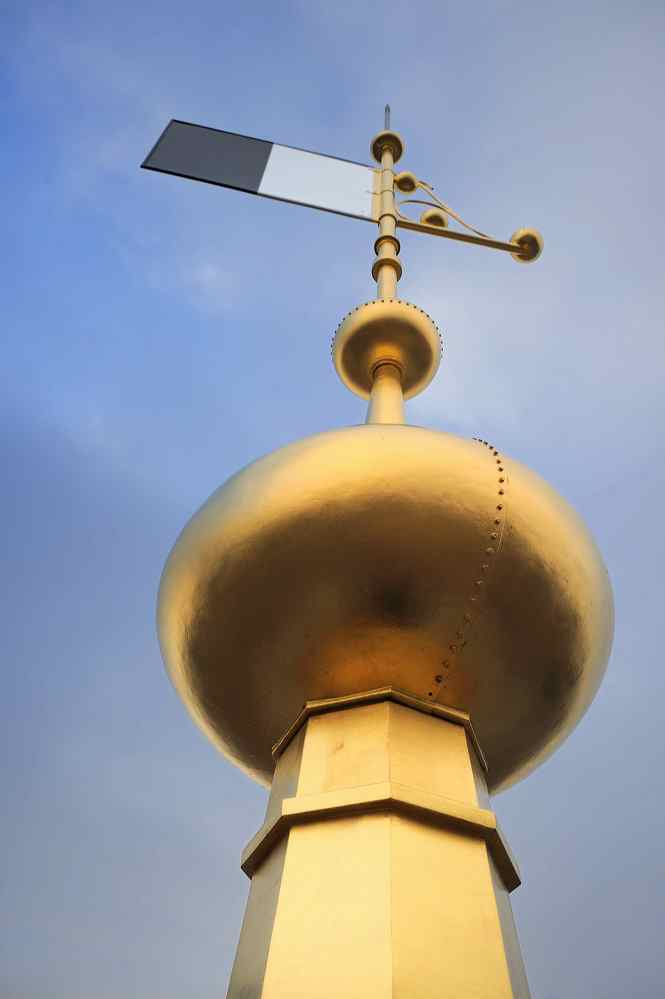
Drapeau municipal au sommet de la tour de la Mutte sur la cathédrale.
Logo de Metz, jusqu'en 1790 les drapeaux de la milice bourgeoise de Metz garderont ce signe[360].
Logo ville jusqu’en 2008.
Logo de décembre 2008 à juin 2021[361].
Logo depuis juillet 2021[362].

### Gastronomie
Le lycée hôtelier Raymond-Mondon est considéré comme l’un des meilleurs de France avec ceux de Paris.

#### Plats cuisinés
Les plats cuisinés sont le cochon de lait de Metz, la potée lorraine ainsi que la quiche lorraine.
En 2017, Metz est recensée comme la ville française où on trouve le plus grand nombre de kebabs par habitant, avec 0,42 restaurant kebab pour 1000 habitants.

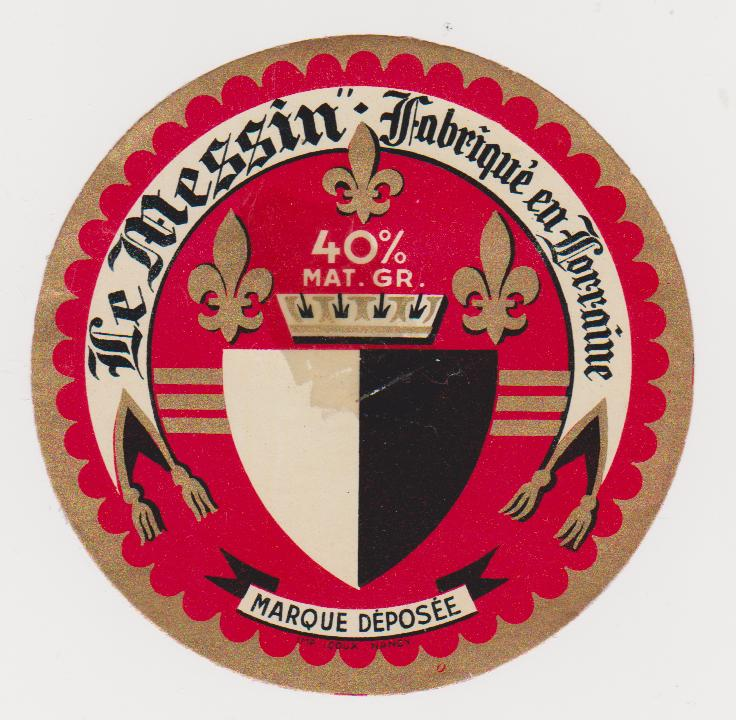
Ancien fromage « le messin ».

#### Desserts, pâtisseries et confiseries

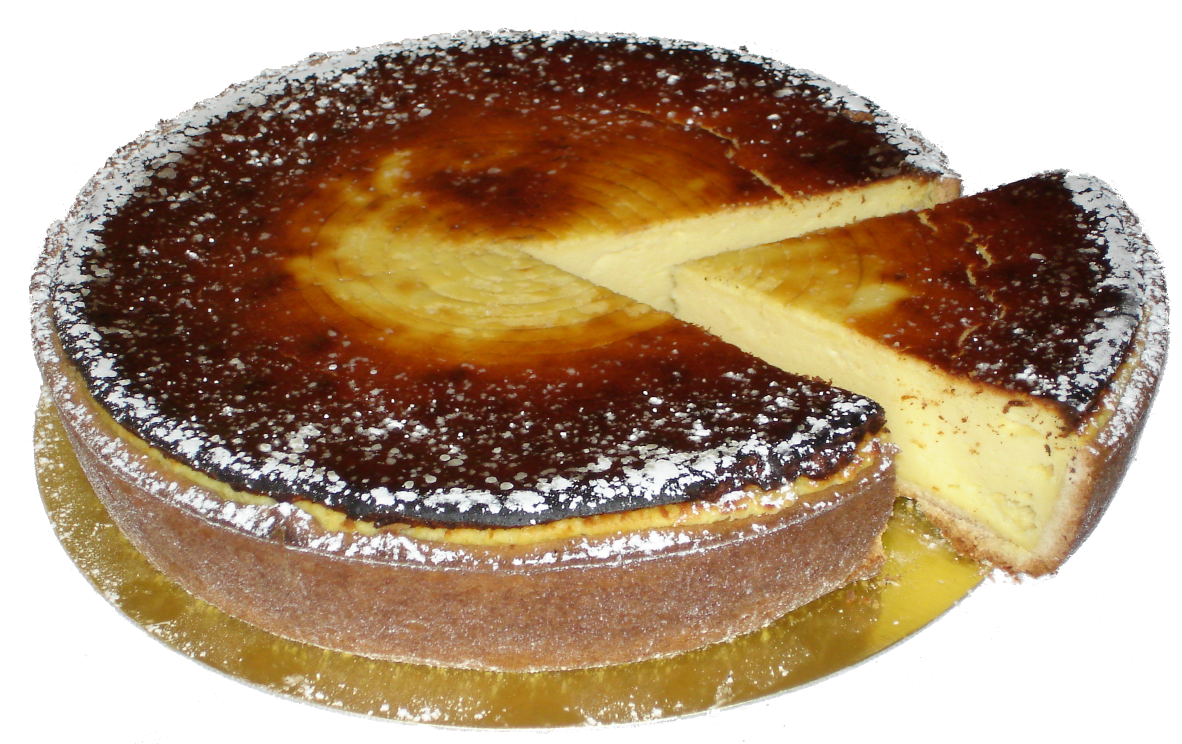
Tarte au fromage, dite de Metz, au me'gin ou Kääskuchen en Lorraine germanophone.

Les différents desserts, pâtisseries et confiseries sont :
- Le boulet de Metz ;
- la Wagotine ;
- la mirabelle de Metz et de Nancy, fruit emblématique de la région avec la quetsche, consommées de diverses façons : tartes, confitures (ainsi qu'en eau-de-vie) ;
- la brioche tressée ;
- les lunettes ou lunettes au flan, spécialité lorraine[365] ;
- les griottes de Metz ;
- la tarte de Metz ou tarte au fromage est une pâtisserie réalisée avec du fromage blanc ;
- le macaron est un petit gâteau, spécialité de Lorraine. On retrouve une variété très célèbre dans le monde du macaron : Macarons de Boulay - Boulay-Moselle à proximité de Metz ;
- le Paris-Metz est un gâteau commercialisé depuis juin 2008[366]. Créé par la pâtisserie Fresson dans le cadre d’un concours organisé par la Chambre de métiers et de l'artisanat de la Moselle en décembre 2007, il apparaît un an après l’ouverture de la LGV Est européenne[367],[368]. Cette création qui s’inspire du paris-brest est composée d’un macaron trois couleurs (jaune or, jaune citron et framboise), d’une mousseline au bonbon arlequin et de six framboises ;
- le boulet d'Outre-Seille est une boule de meringue enrobée de chocolat au lait et d’amandes hachées grillées, et fourrée au praliné.

Certaines confiseries sont intimement liées à des périodes particulières de l’année comme :
- les beignets de Carnaval ;
- les spritzs pendant les fêtes de Noël.

#### Alcools
Divers alcools ont vu le jour dans le Pays Messin, tels que :
- Bière Amos du nom de l’ancienne brasserie messine, la Brasserie Amos ;
- Vins de Moselle produits dans le pays messin depuis le IIIe siècle[369] ;
- Schnaps, notamment de mirabelle, de quetsche (dite quetsch ou prune), de cerise (kirsch), de poire Williams, de coing et framboise.

### Metz dans la littérature
- Maurice Barrès, Colette Baudoche, 1909
- Adrienne Thomas, Catherine Soldat, éditions Serpenoise, 1989  (ISBN 978-2876920149)
- Ernst Moritz Mungenast, Christophe Gardar (et autres romans) , éditions Serpenoise, 1990  (ISBN 9782901647164)
- Pierre Brasme, L'indésirable, édition des Paraiges, 2013  (ISBN 9791090185265)
- Académie nationale de Metz, Metz au miroir des écrivains, édition des Paraiges, 2019  (ISBN 978-2375350959)
- Anne Villemin Sicherman, La Femme rouge (et autres romans), 10-18, 2021  (ISBN 978-2264078162)